# Wubei Zhi

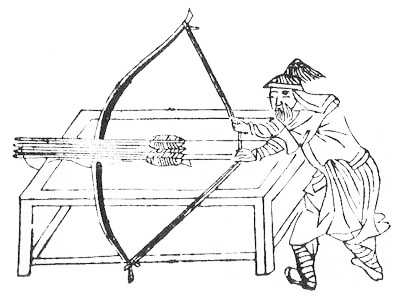
Ilustración de una ballesta de plataforma en el Wubei Zhi

El Wubei Zhi (en chino, 武備志; Tratado sobre tecnología de armamento o Registros de armamentos y provisiones militares), también conocido comúnmente por su nombre traducido al japonés Bubishi, es un libro militar en la historia de China. Fue compilado en 1621 por Mao Yuanyi (1594–1640?), oficial de las tropas acuáticas de la dinastía Ming. El Wubei Zhi contiene 240 volúmenes, 10 405 páginas y más de 200 mil caracteres chinos.

## Estructura
Wubei Zhi consta de cinco secciones: «Bing Jue Ping», «Zhan Lue Kao», «Zhen Lian Zhi», «Jun Zi Sheng» y «Zhan Du Zai».
- «Bing Jue Ping» (Comentario sobre fórmulas militares)

Esta sección, que contiene 18 capítulos, incluye teorías militares de figuras importantes, entre ellas, Sun Tzu. Algunas de estas teorías se remontan a los últimos años de la dinastía Zhou Oriental, más de 1.800 años antes que el editor.
- «Zhan Lue Kao» (Consideración de tácticas)

Esta sección consta de 31 capítulos y describe más de 600 ejemplos específicos de batallas que tuvieron lugar entre las dinastías Zhou Oriental y Yuan. Entre ellas se encuentran la batalla de Maling y la batalla de los Acantilados Rojos, esta última un ejemplo clásico de cómo derrotar a un enemigo abrumador.
- «Zhen Lian Zhi» (Registro de formaciones y entrenamiento)

Esta sección del libro contiene 41 capítulos. Contiene diferentes métodos de entrenamiento de tropas, incluyendo infantería, caballería y carros, así como entrenamiento individual en artes marciales con diferentes armas como la lanza y el dao.

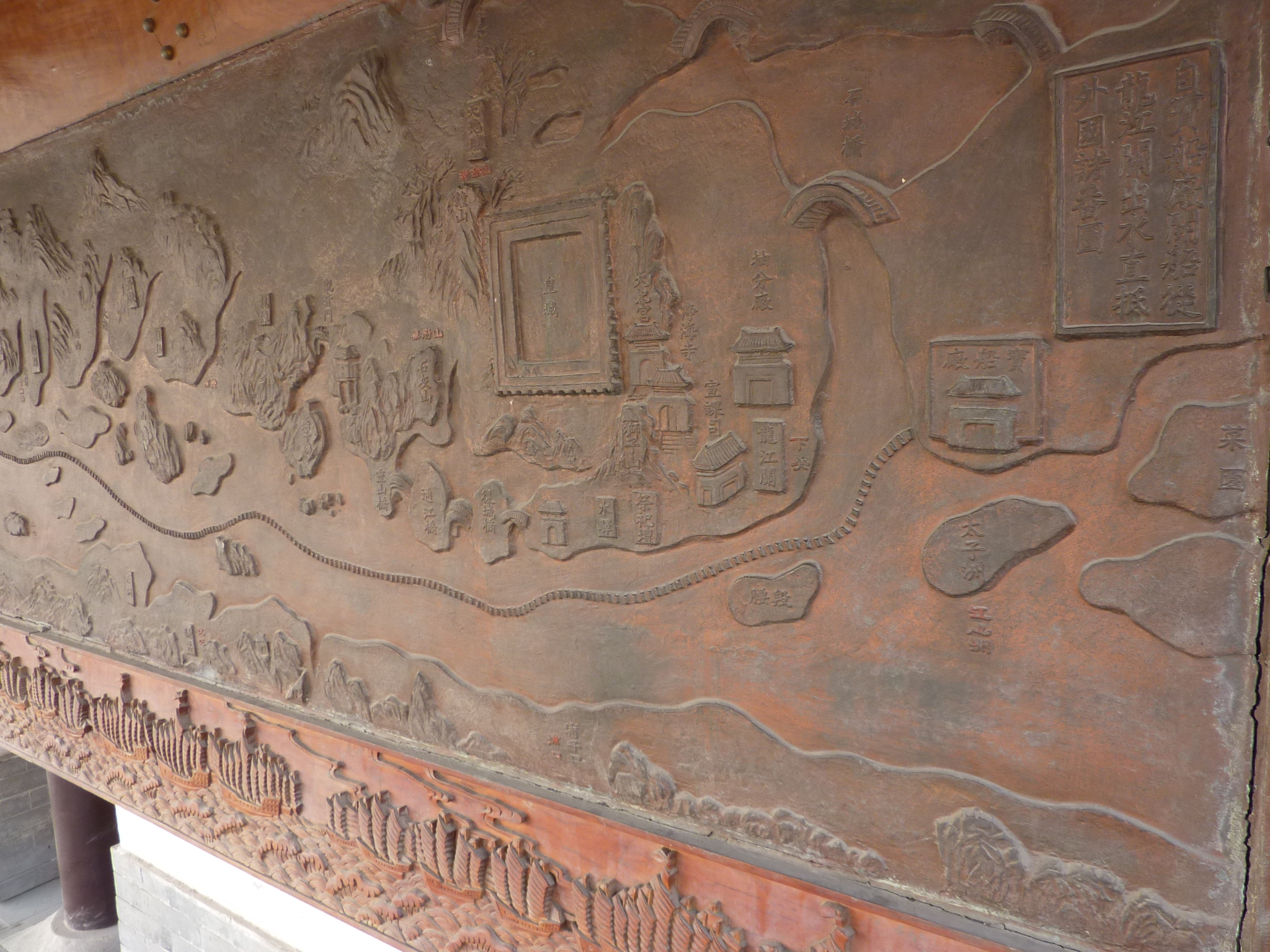
Una sección del Mapa de Mao Kun que muestra los alrededores de Nankín reproducido como relieve mural en el Parque del Astillero del Barco del Tesoro, Nankín

- «Jun Zi Sheng» (Resumen de logística)

Esta sección está dividida en 55 categorías, que cubren una variedad de contenidos relacionados con aspectos logísticos en tiempos de guerra, como marchas, campamentos, formación de tropas, transmisión de órdenes, ataque y defensa de ciudades, y provisión de alimentos, armas, atención médica y transporte, entre otros.
- «Zhan Du Zai»

En esta sección, que consta de 96 capítulos, el autor analiza aspectos climáticos y geográficos relacionados con el combate, así como los métodos tradicionales chinos de adivinación, formación y, finalmente, la navegación marítima. En esta sección se incluye el llamado mapa de Mao Kun, el único mapa que se conserva que representa las rutas de navegación de los océanos Pacífico e Índico utilizadas por las flotas de Zheng He.

## Impacto
Conocida como «una enciclopedia militar de la antigua China», Wubei Zhi es una de las obras más influyentes en la historia china sobre la guerra. Es una fuente poco común de muchos mapas y diseños de armas, y contribuyó enormemente a las áreas correspondientes de sus diversos capítulos. Asimismo, proporciona un relato de las antiguas teorías militares chinas y del pensamiento de los militaristas chinos.

### Armas cuerpo a cuerpo

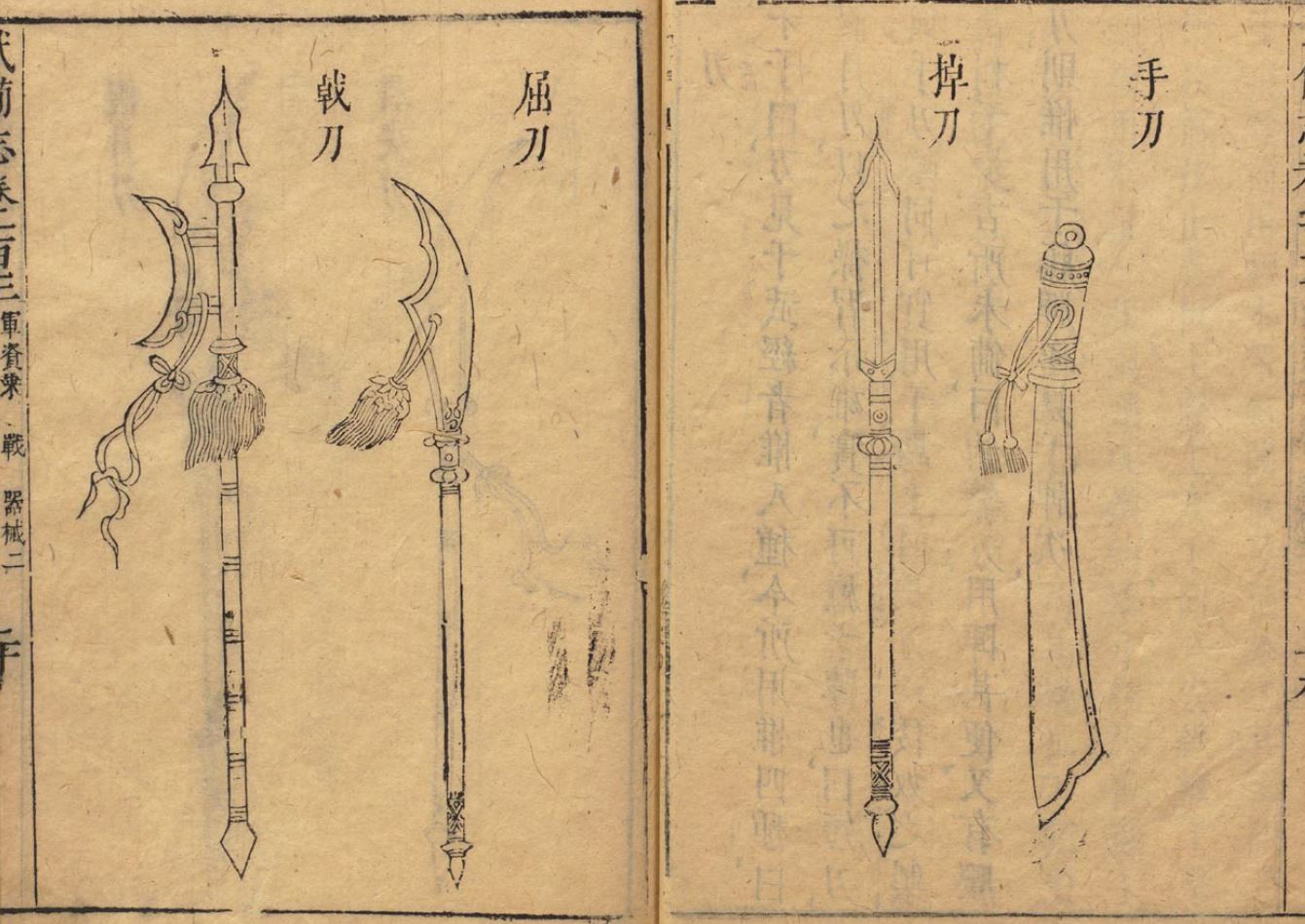
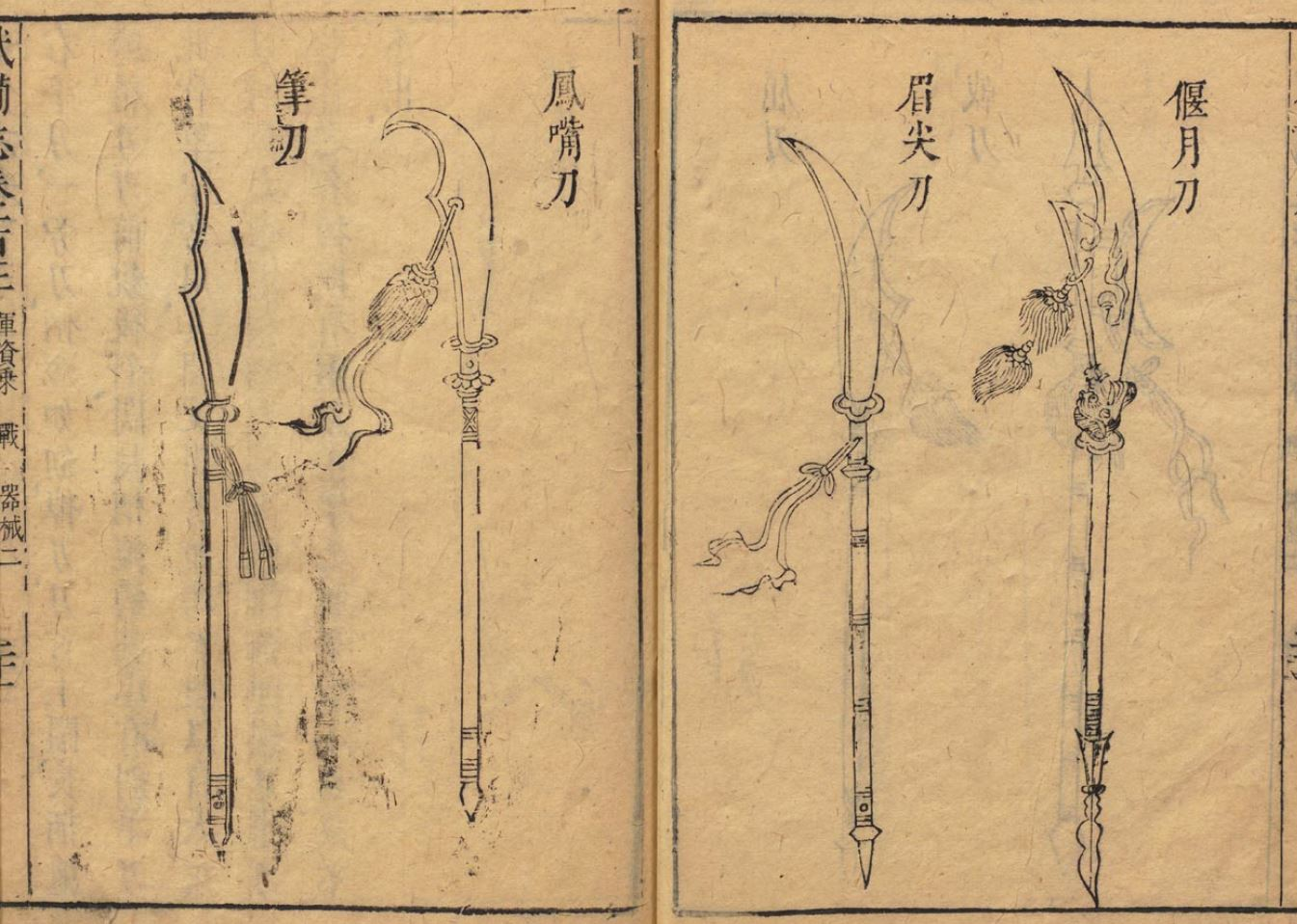
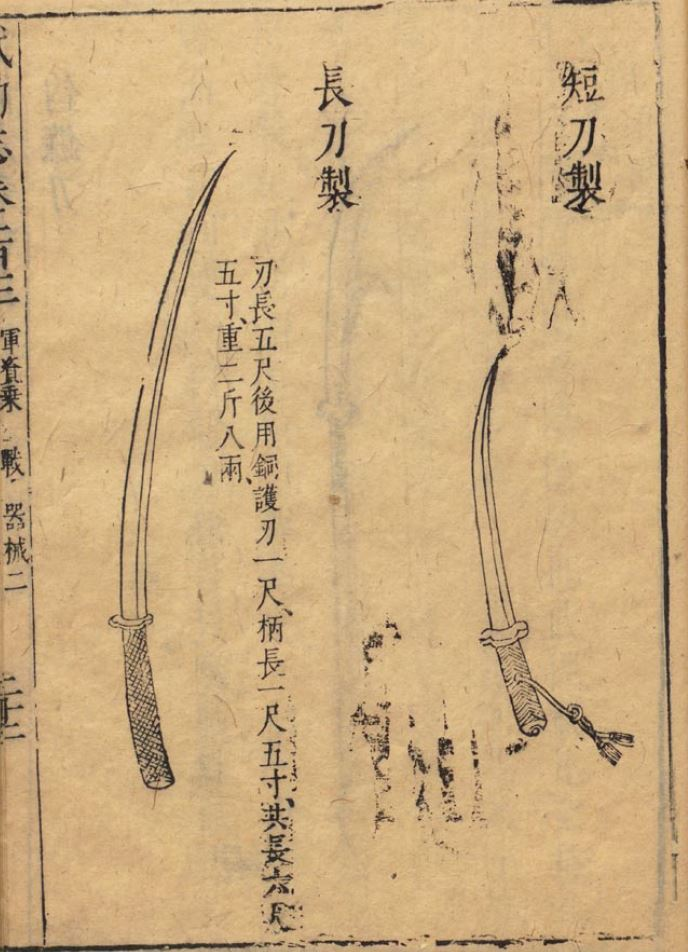
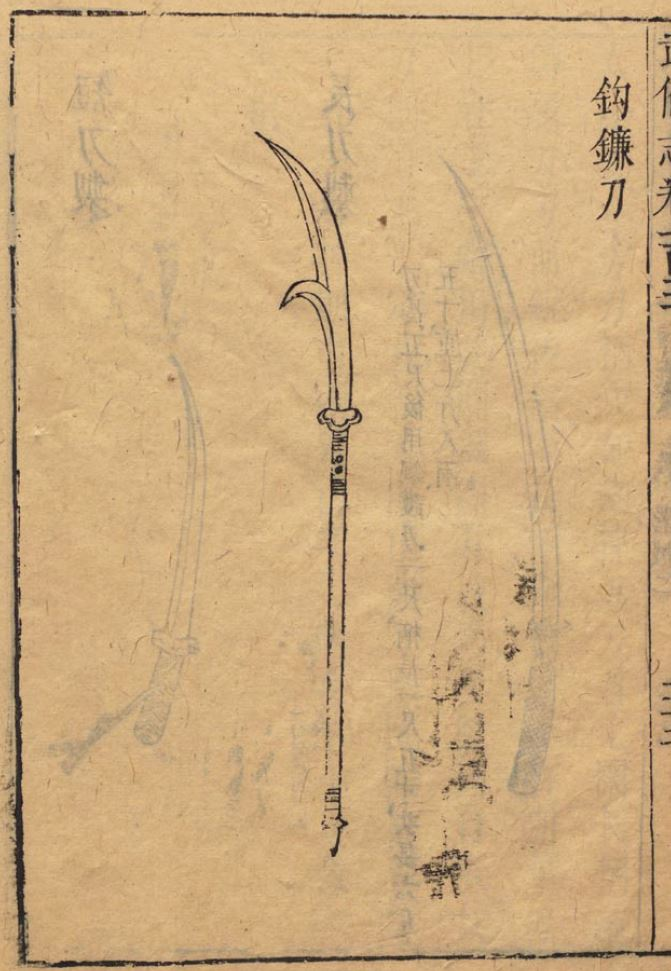
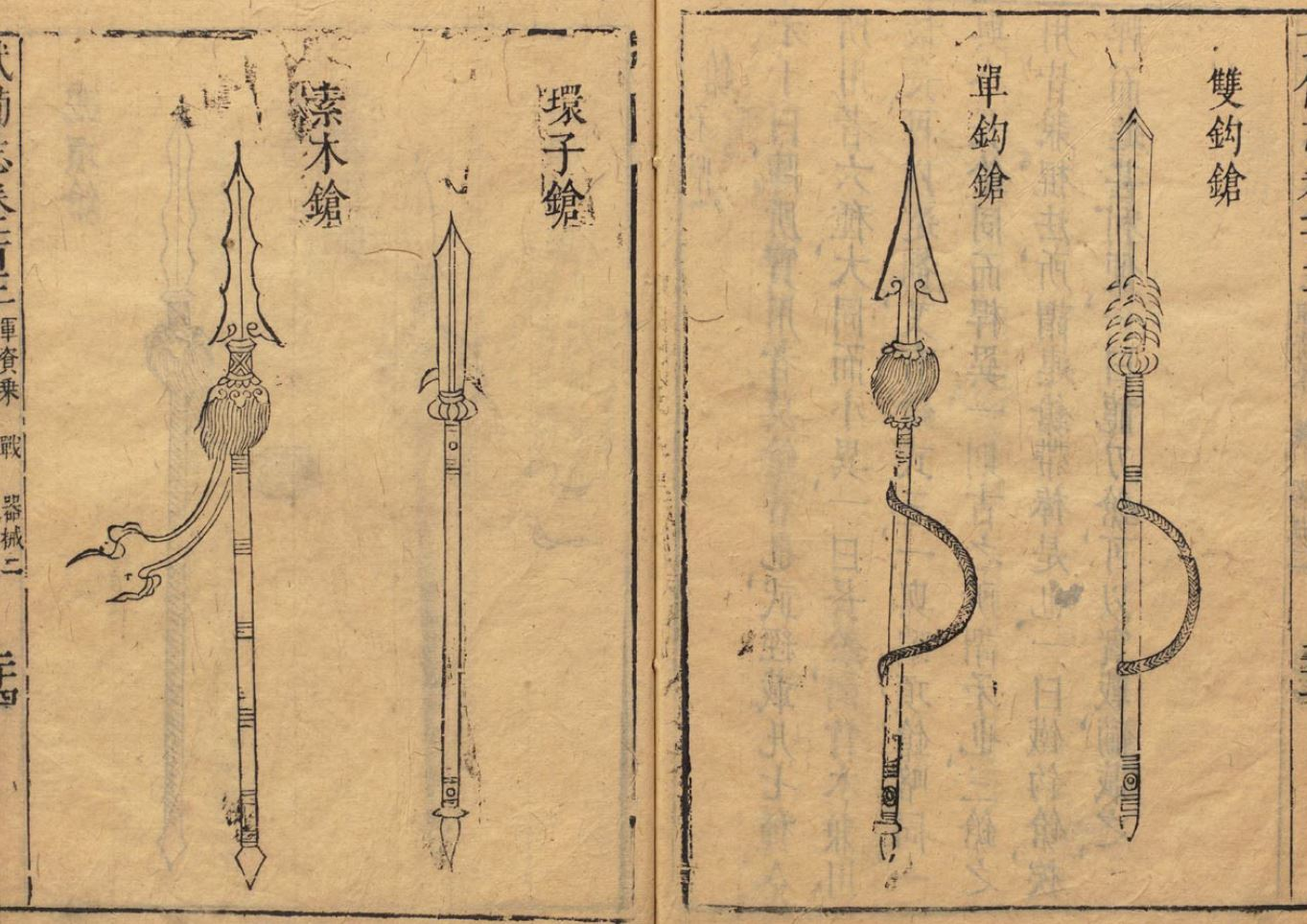
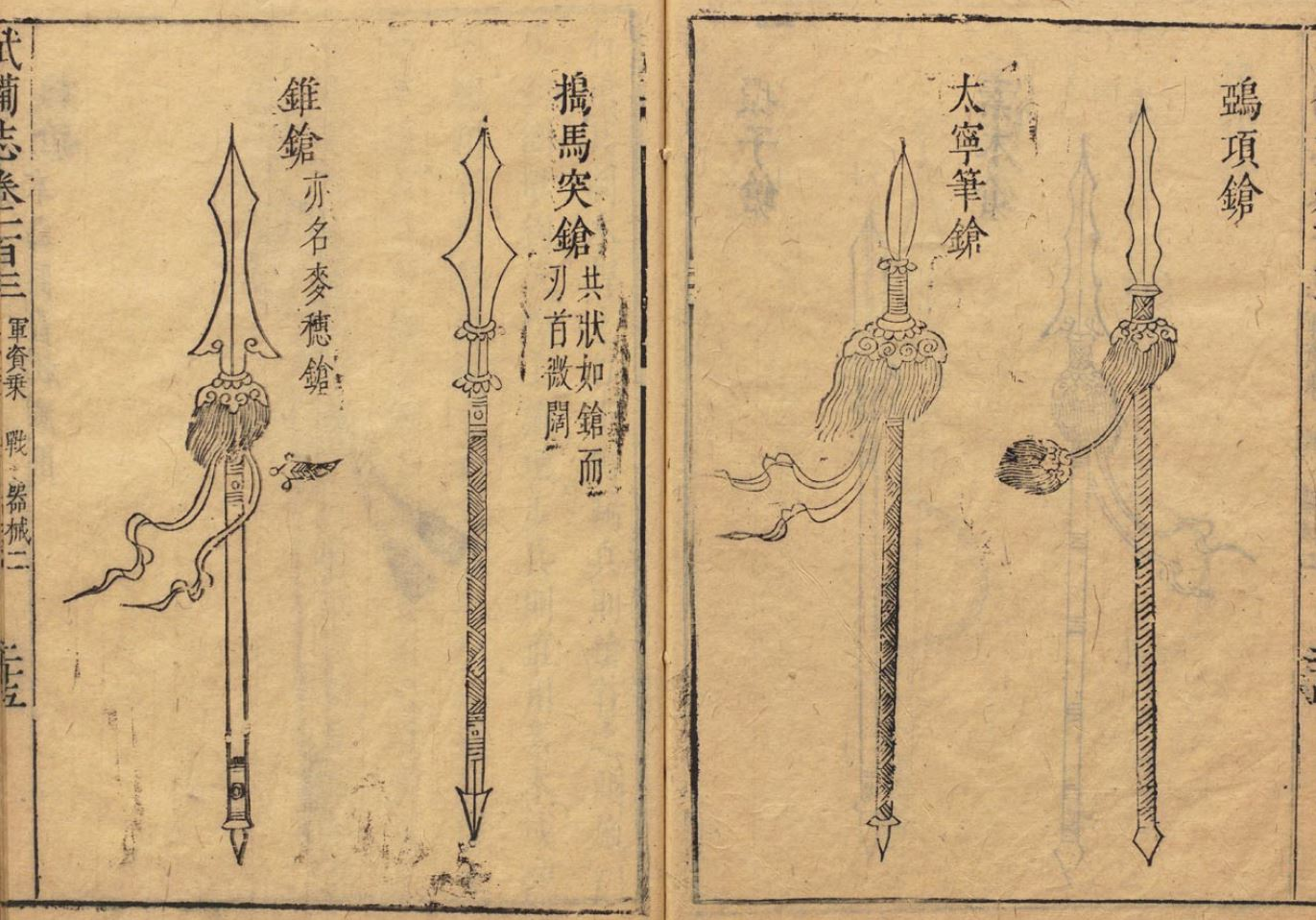
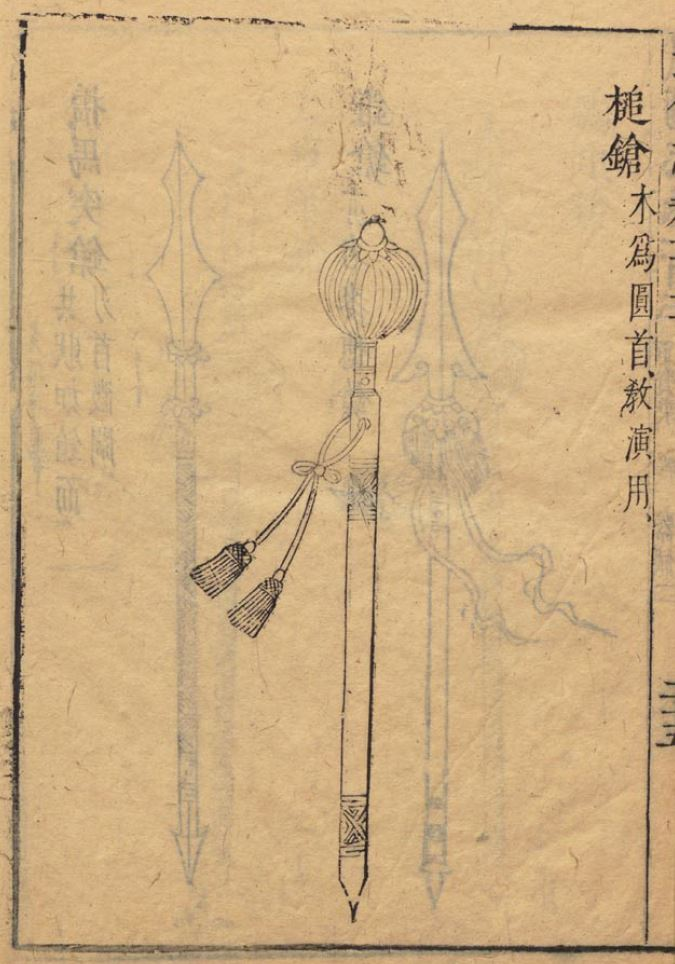
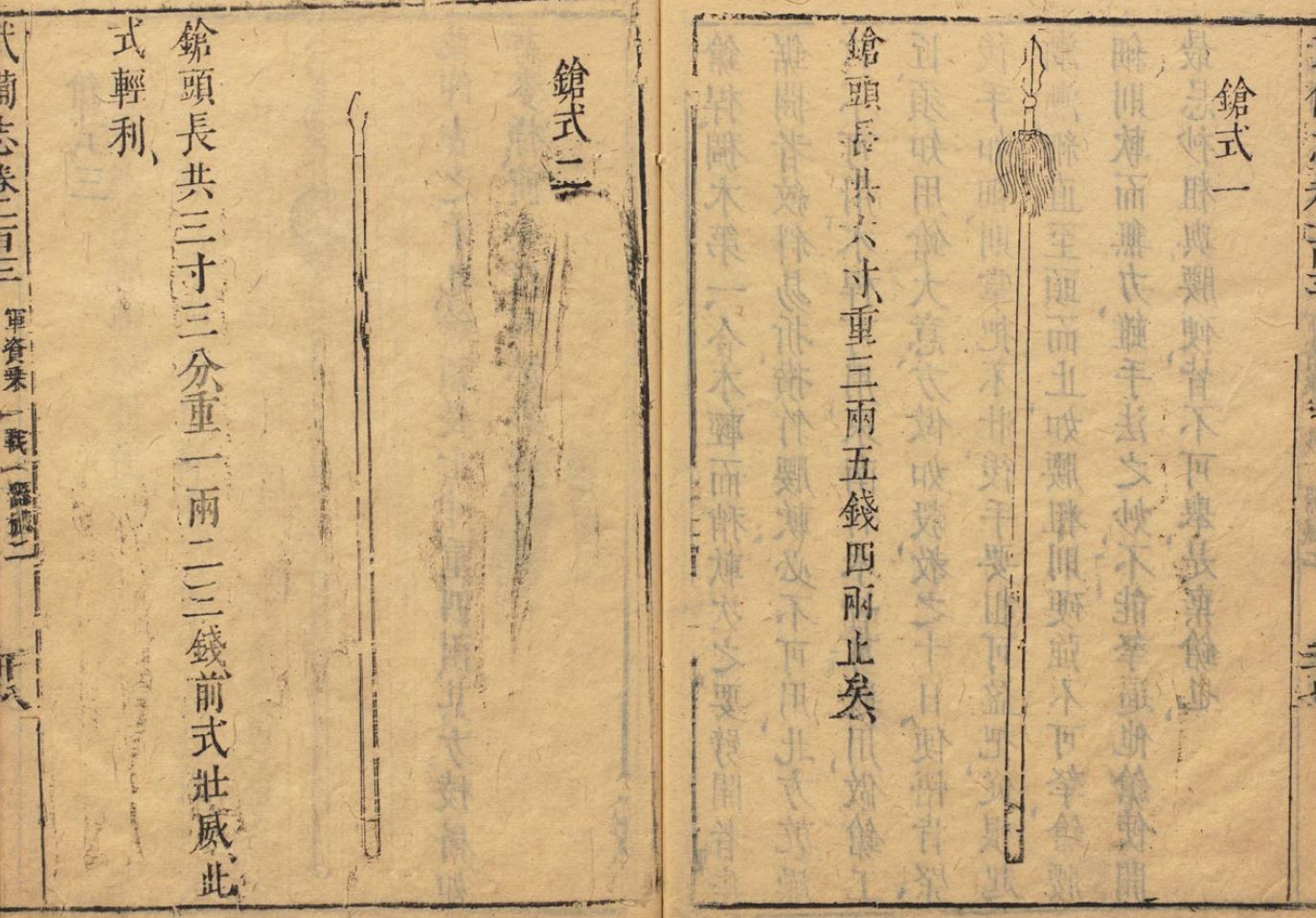
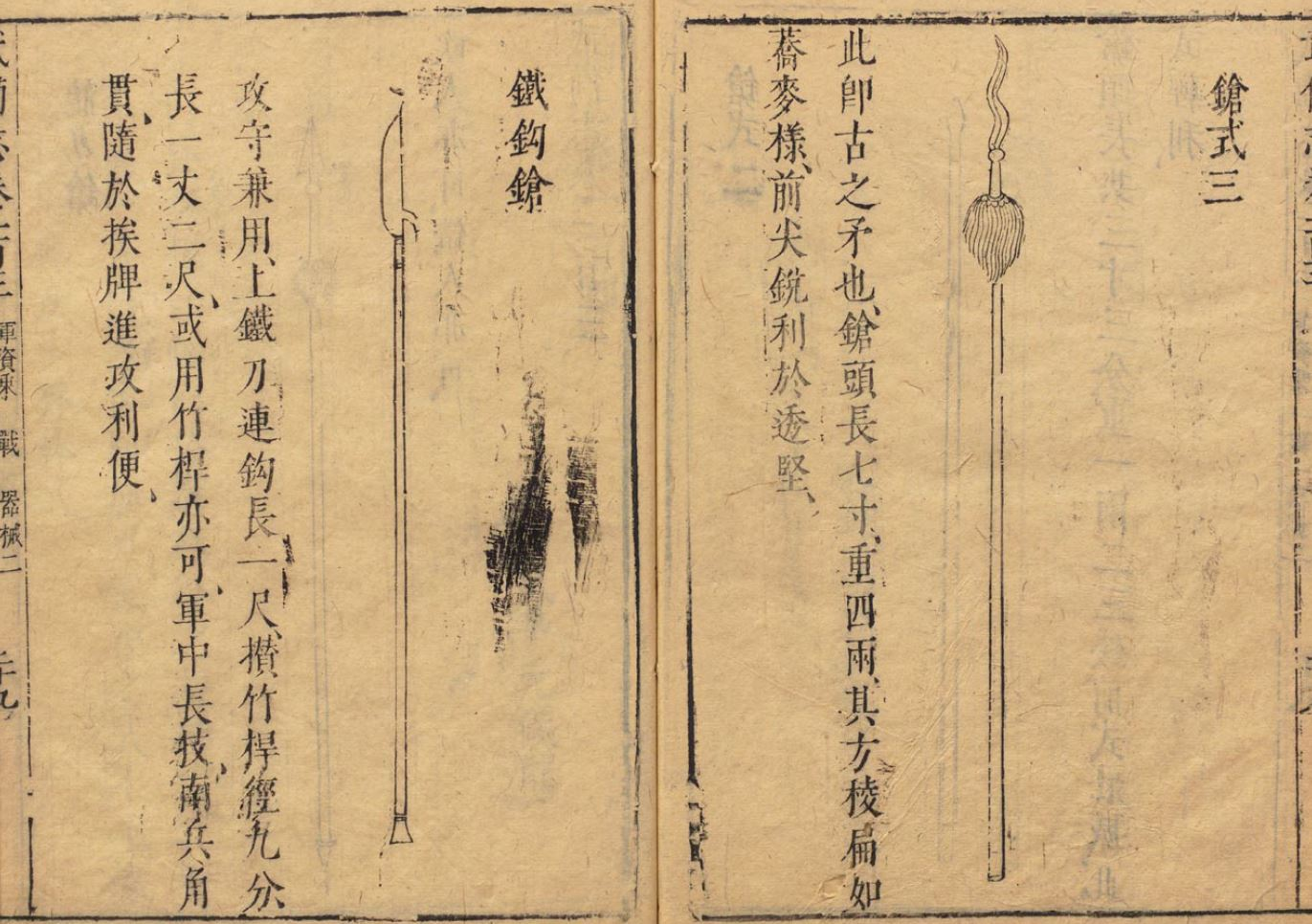
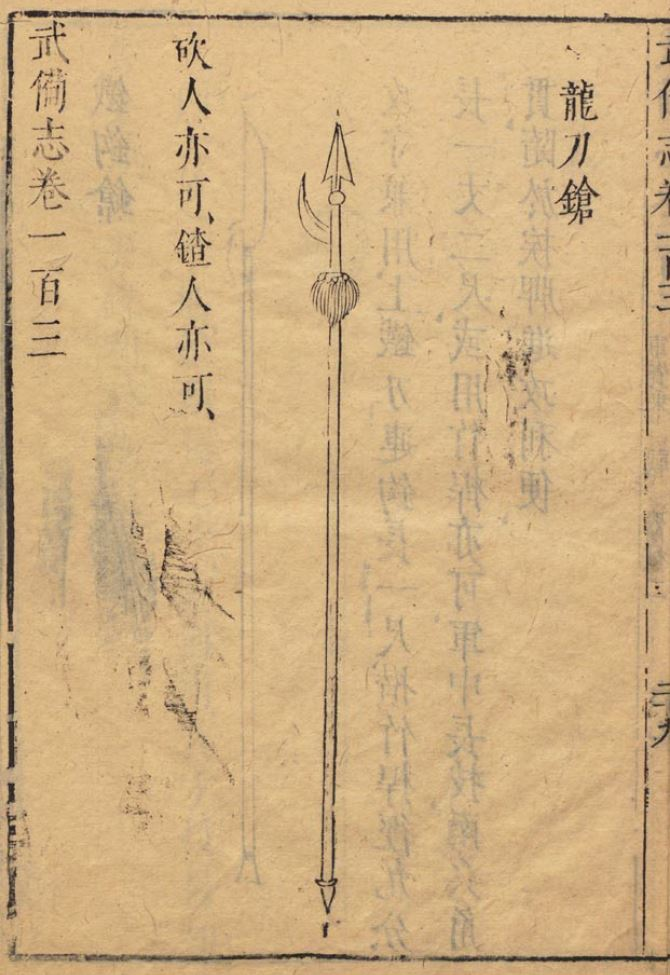
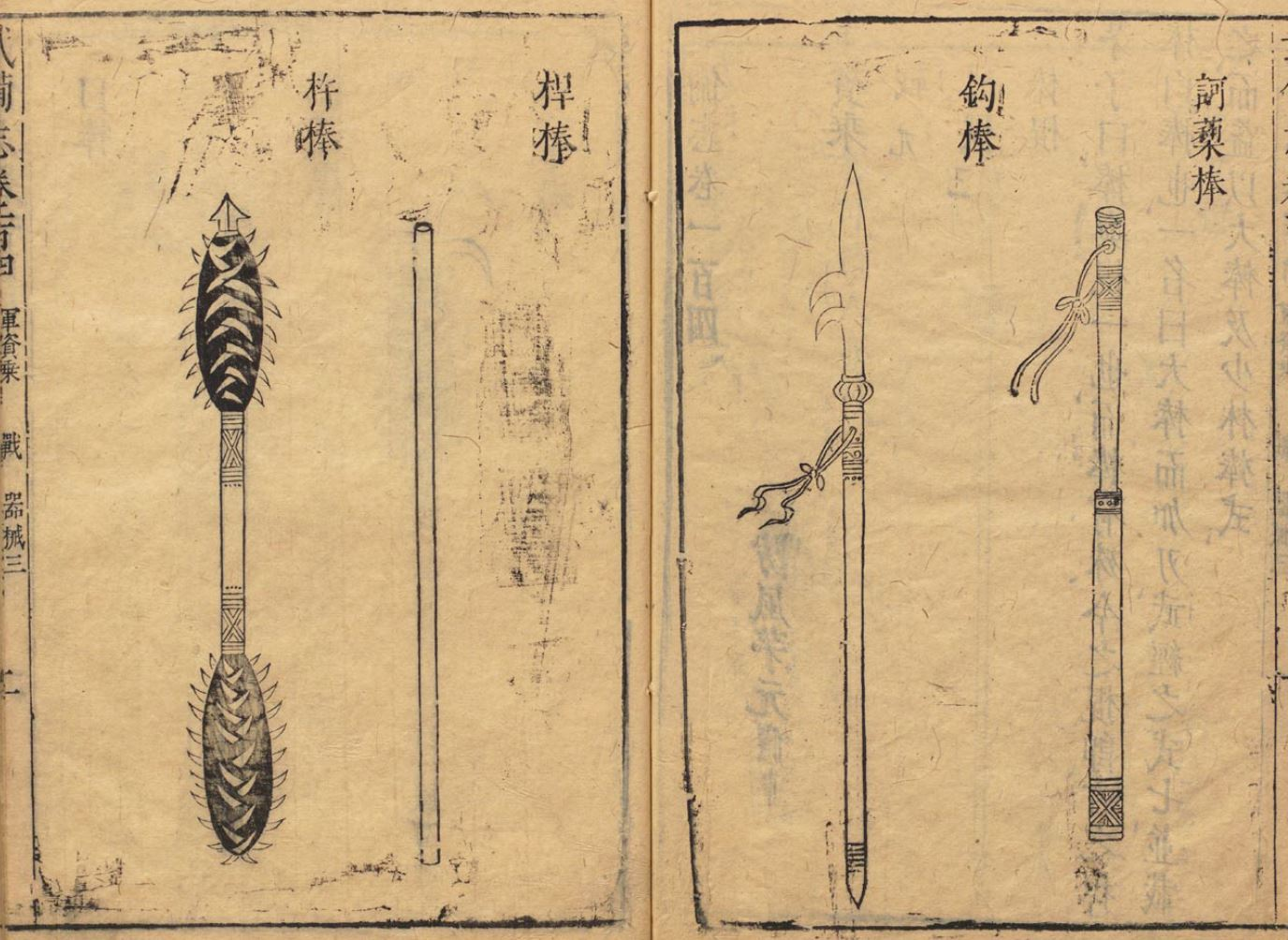
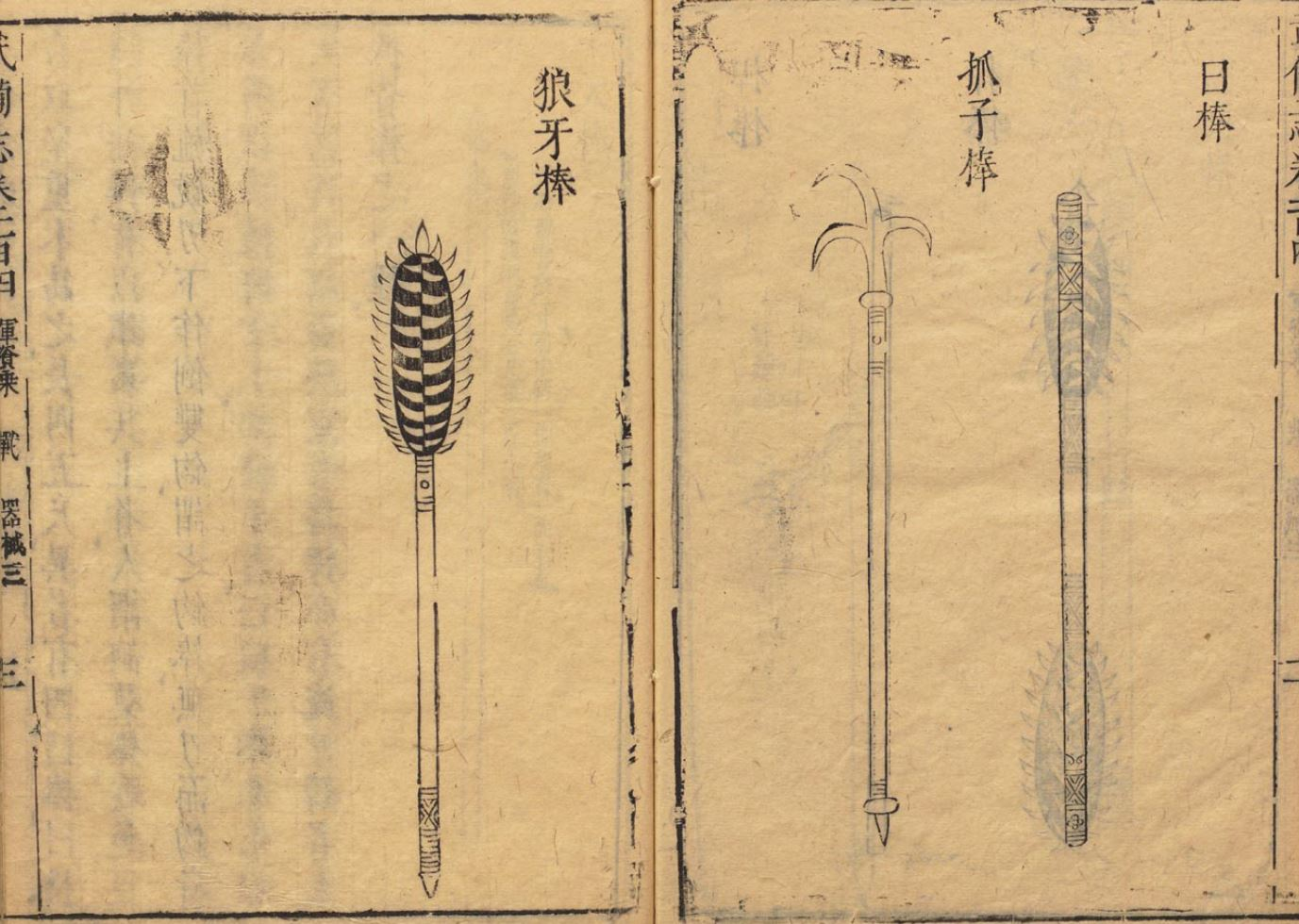
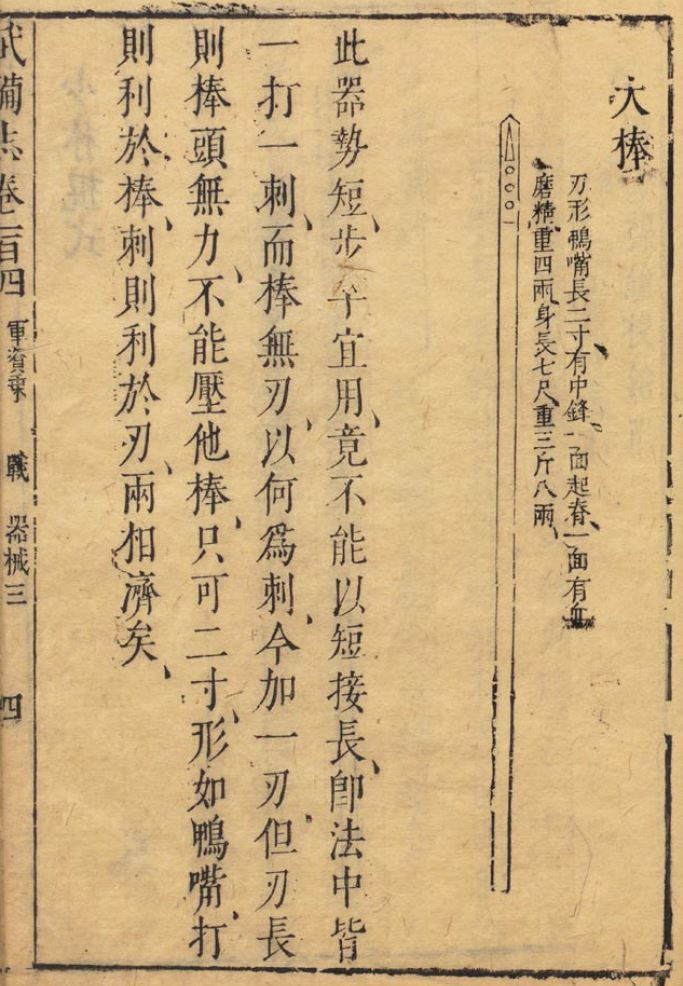
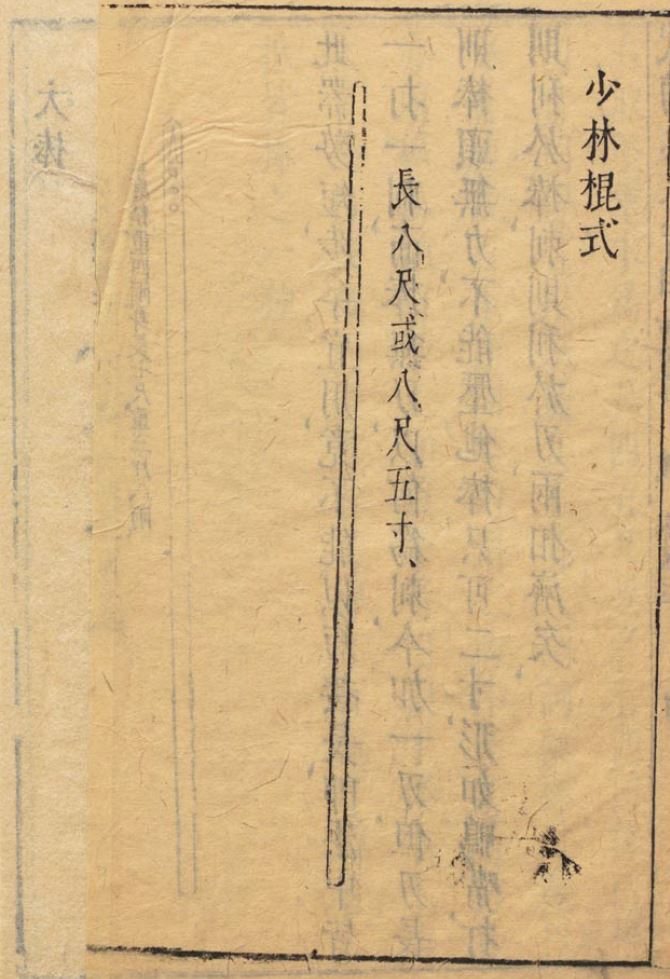
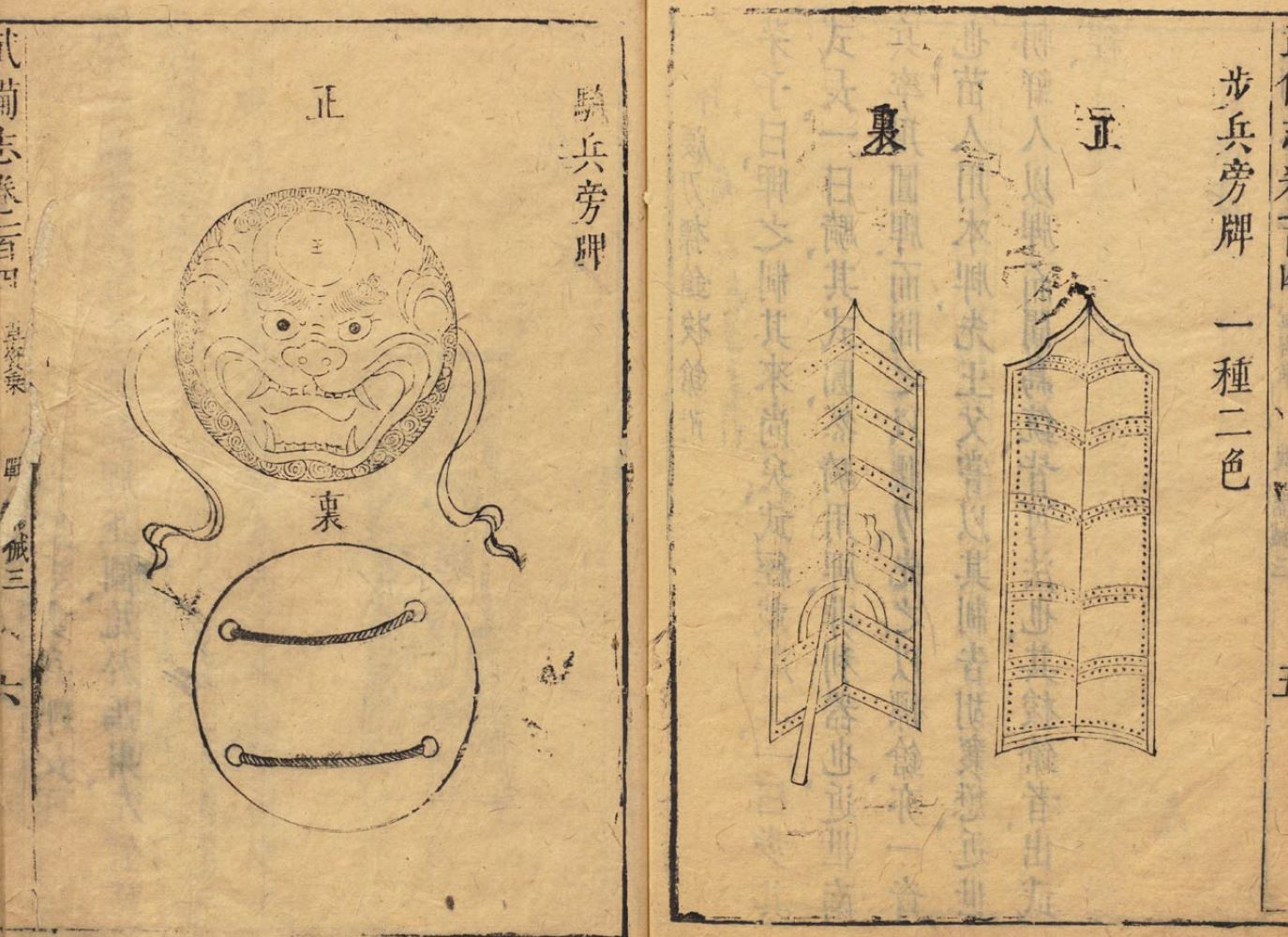
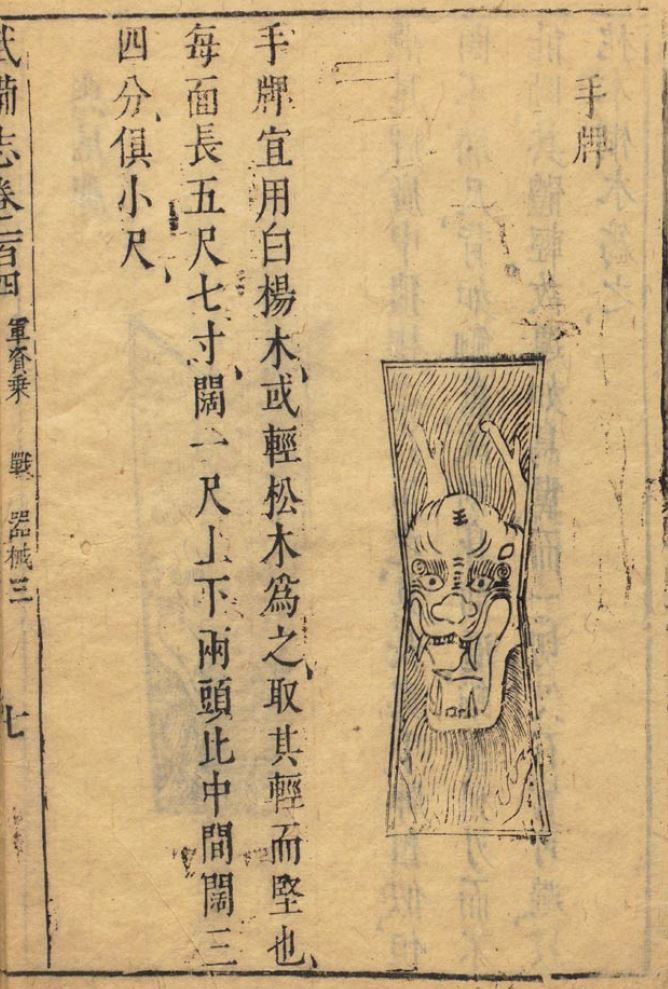
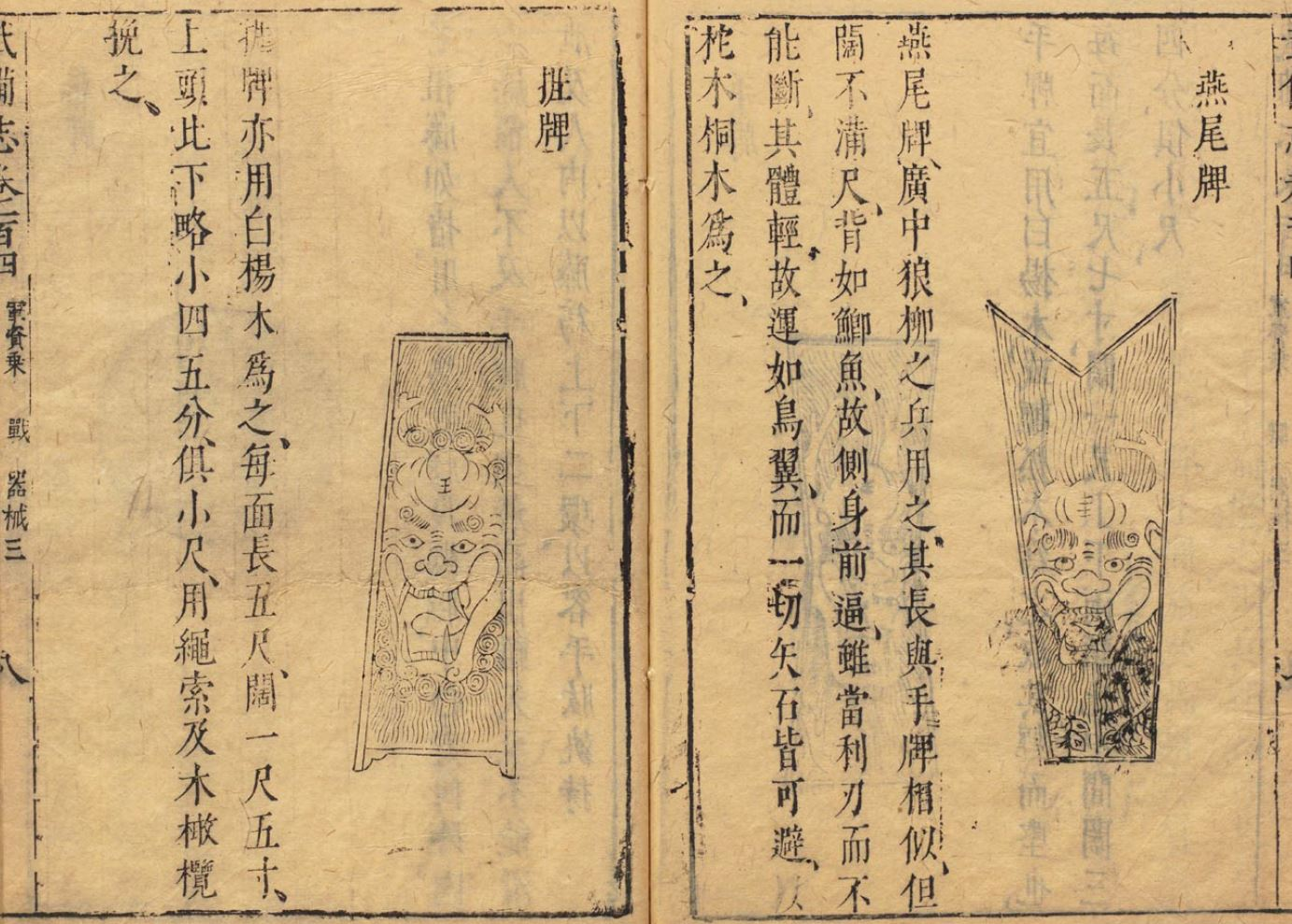
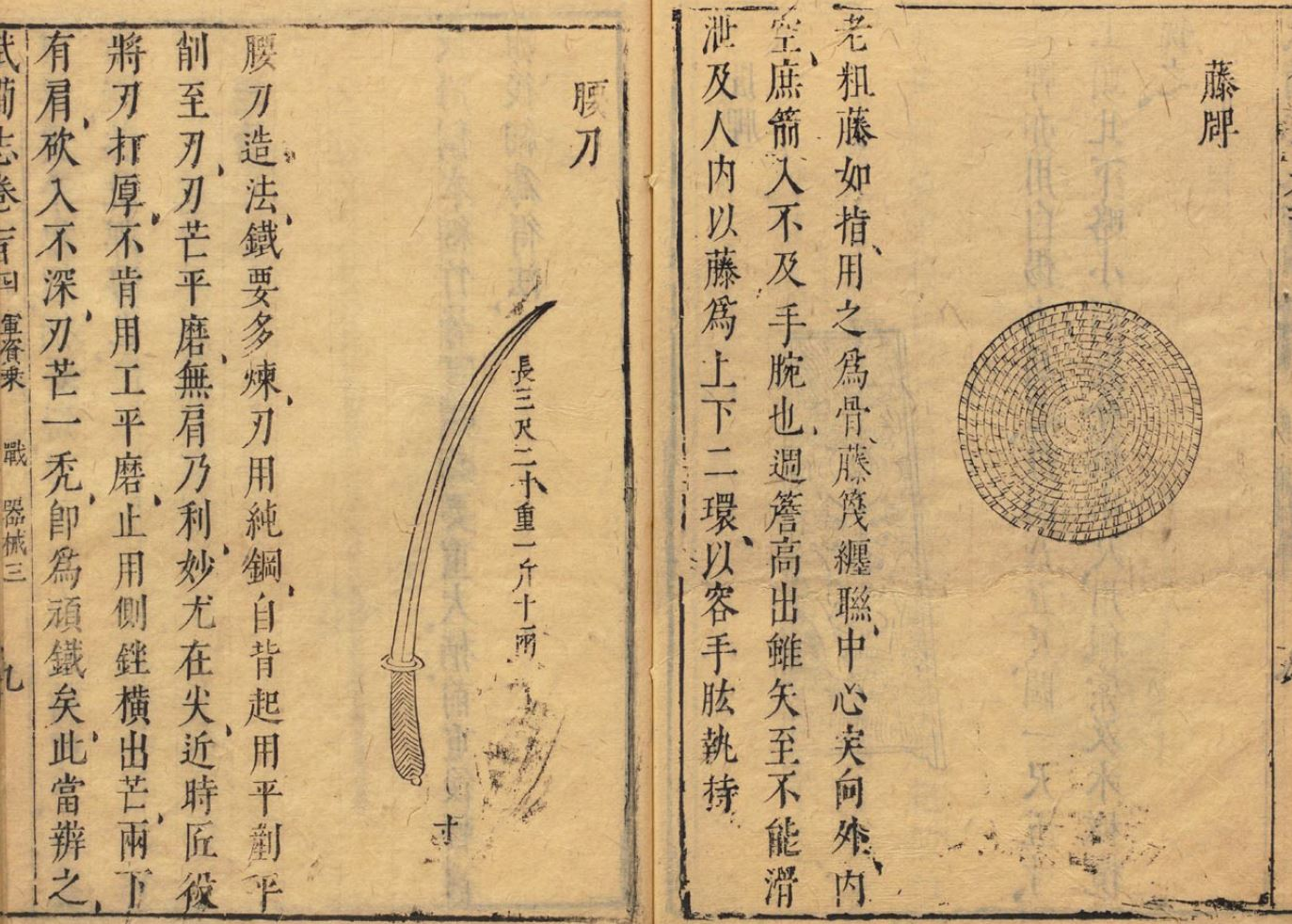
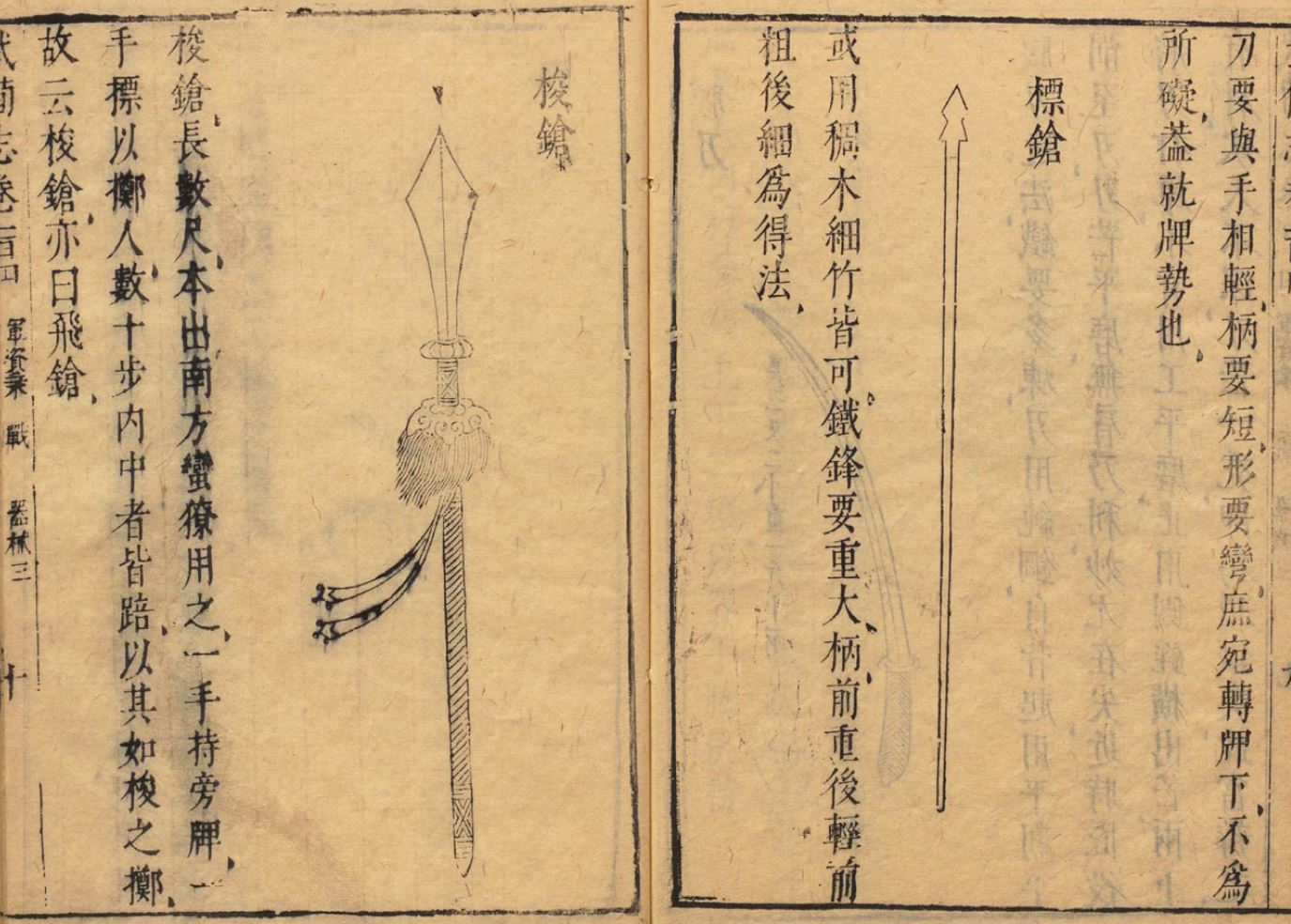
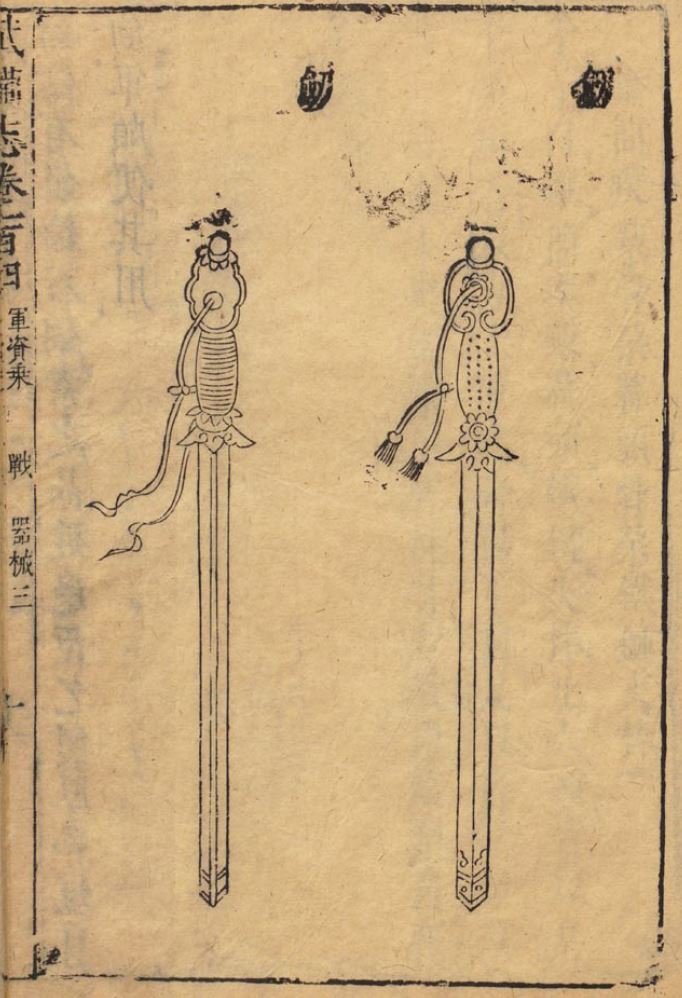
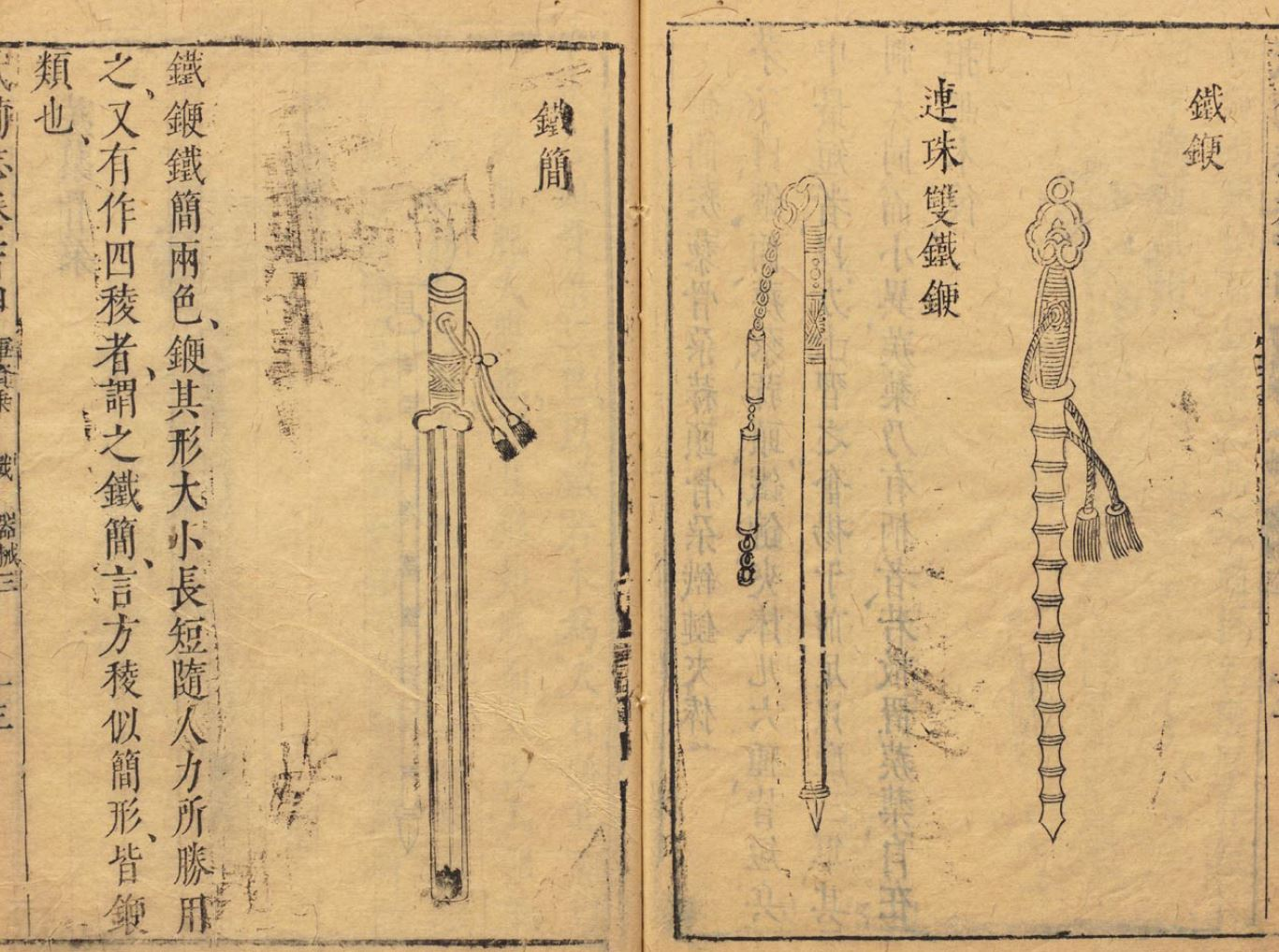
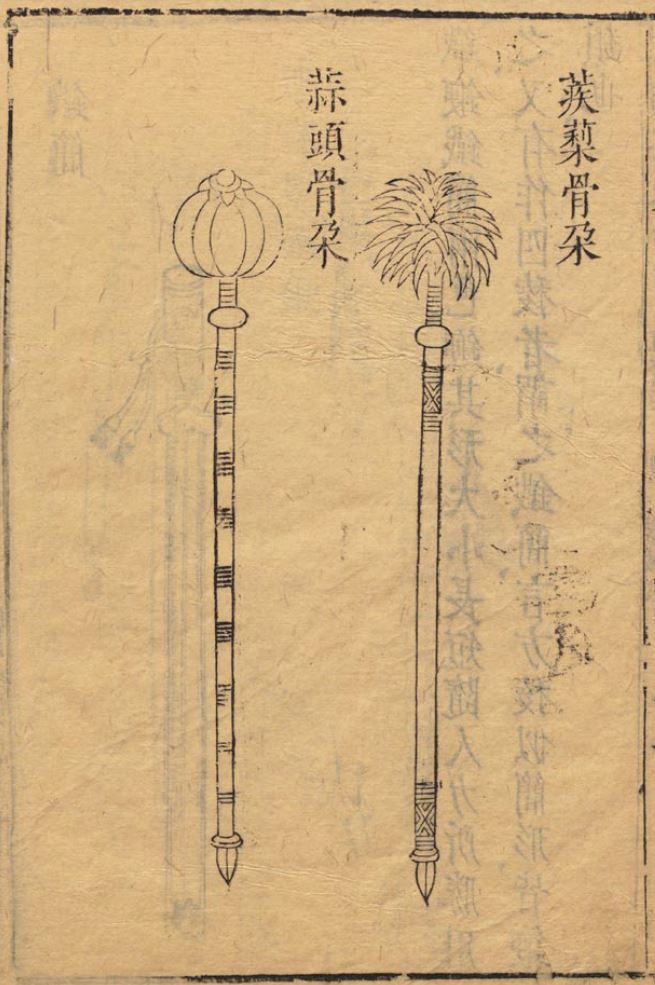
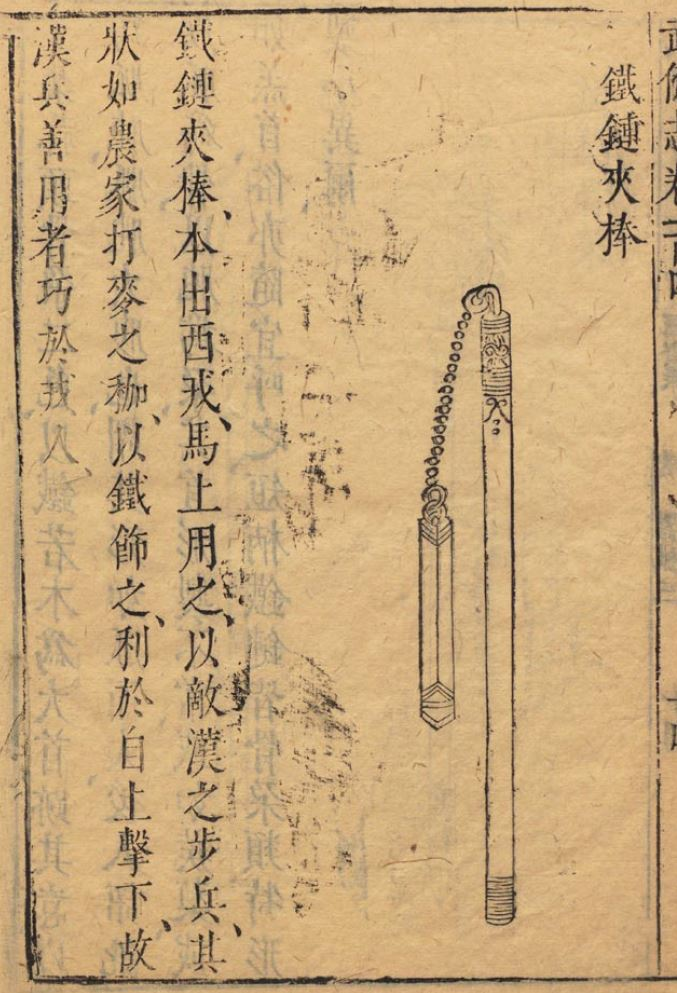
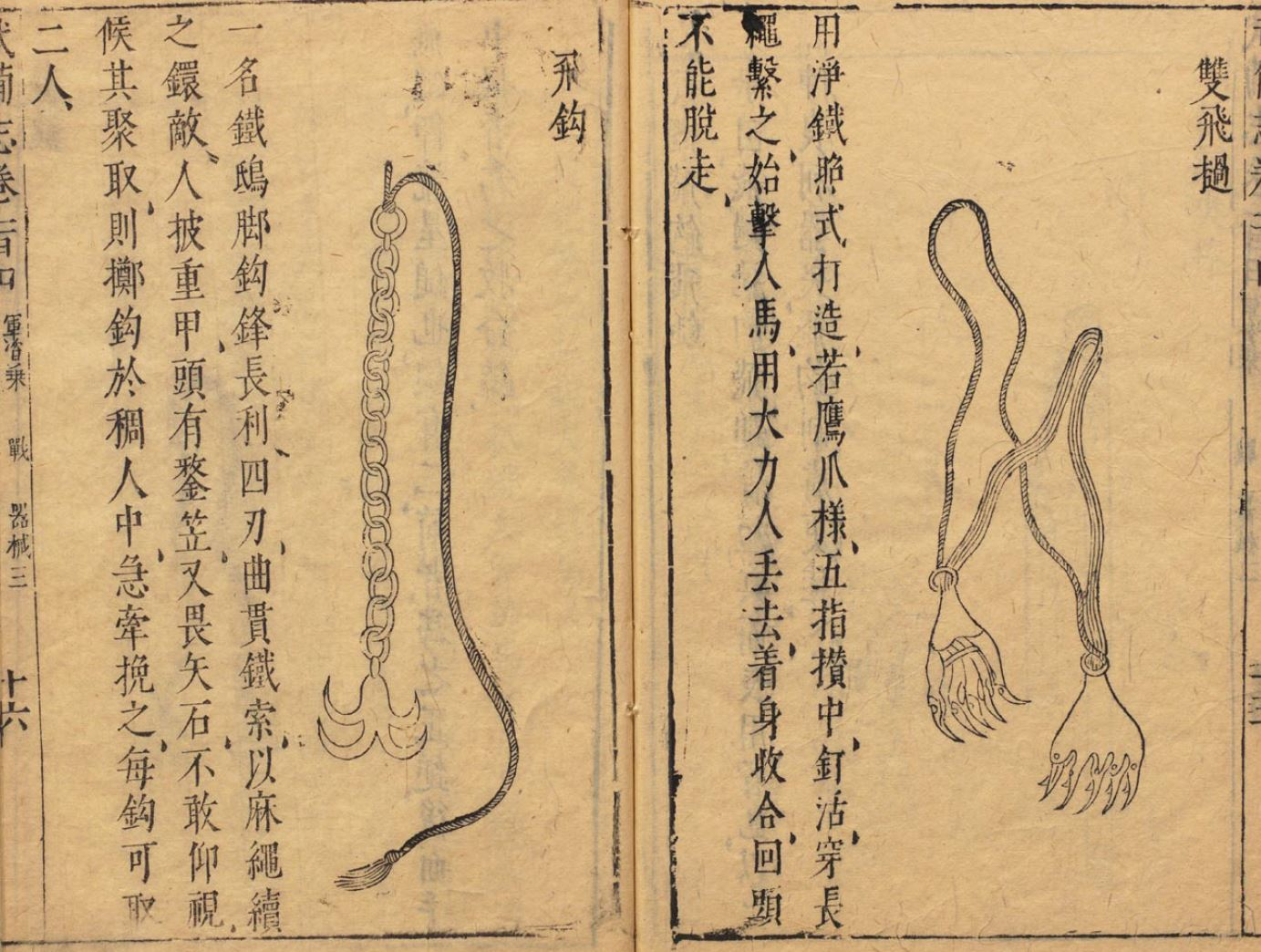
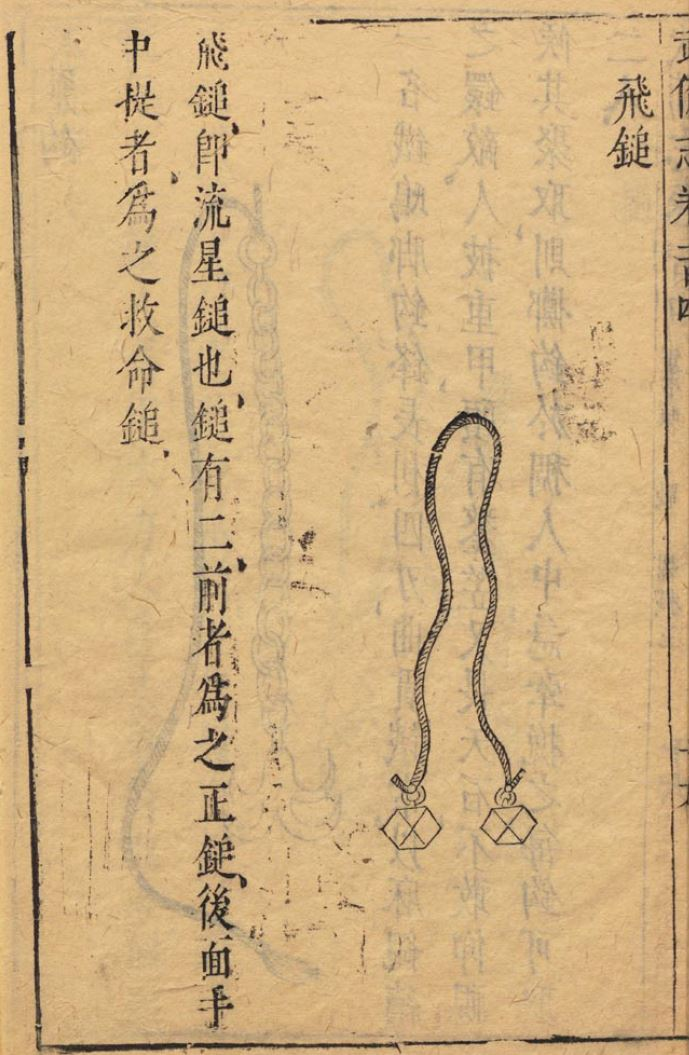
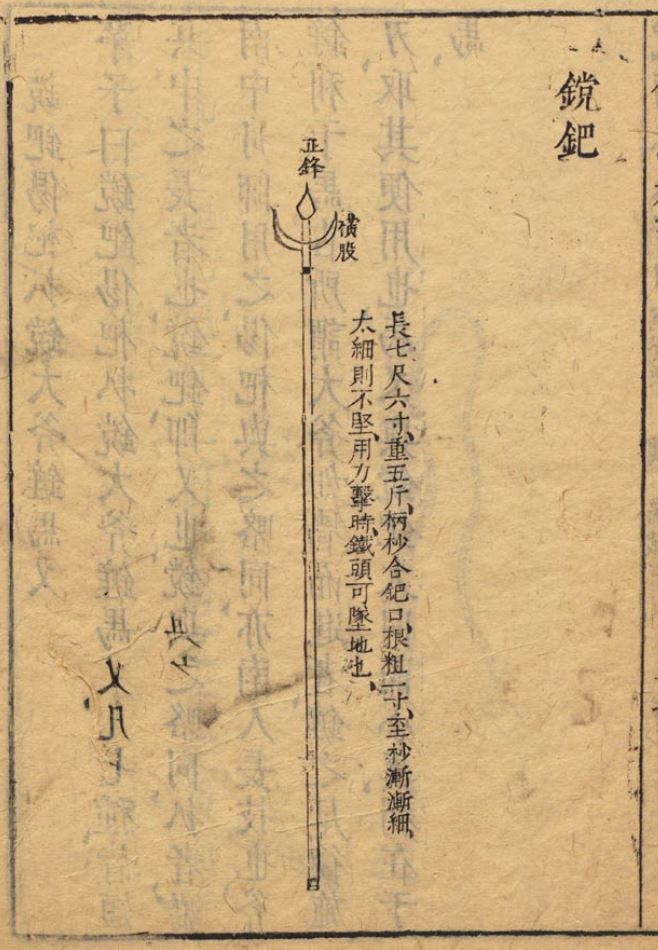
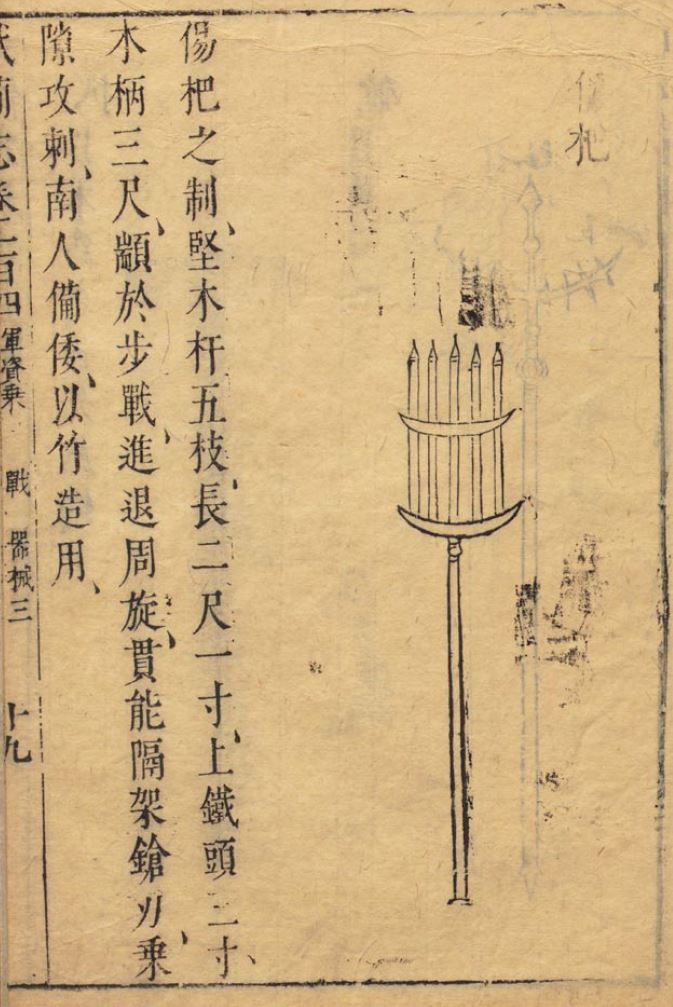
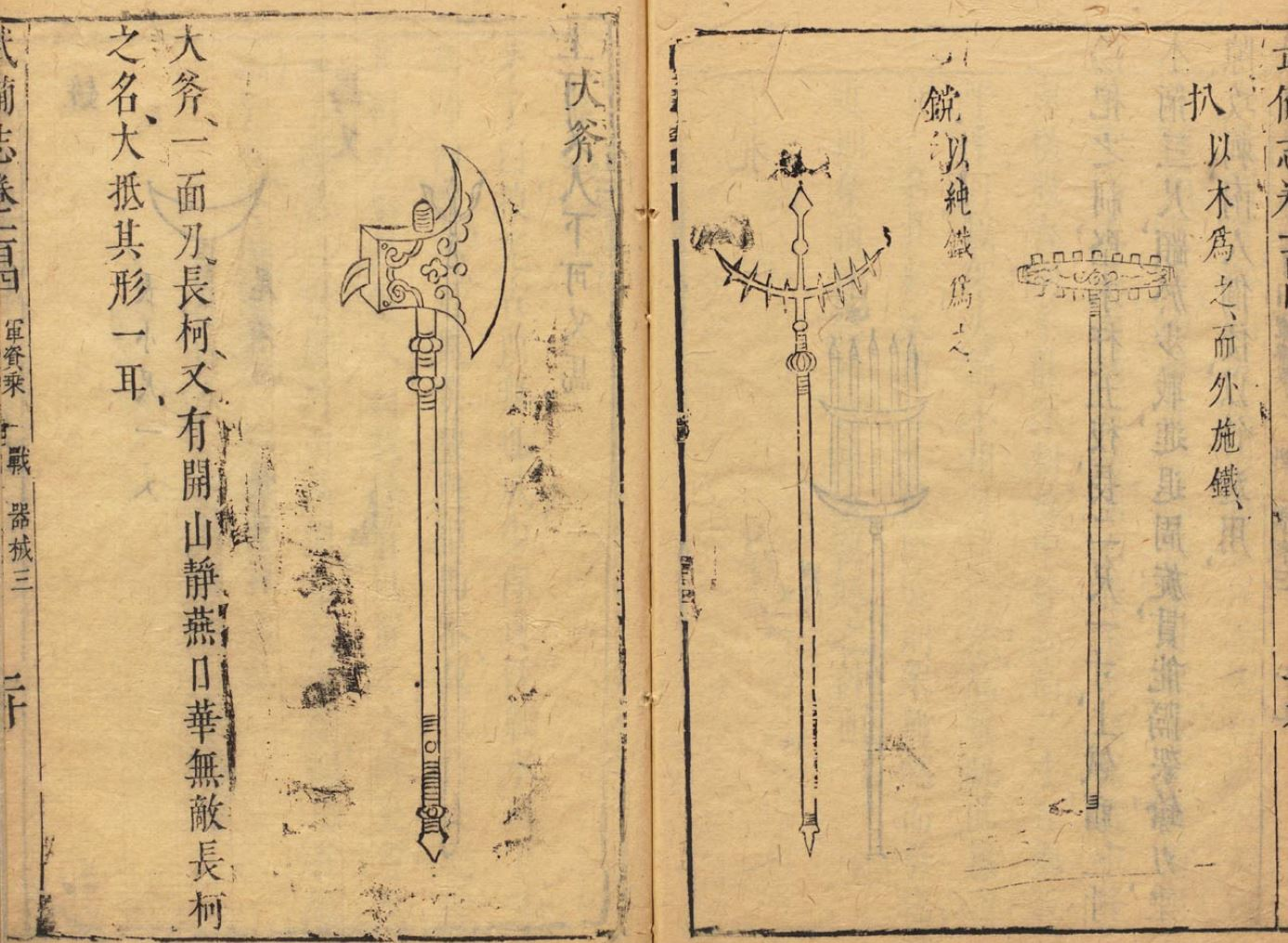
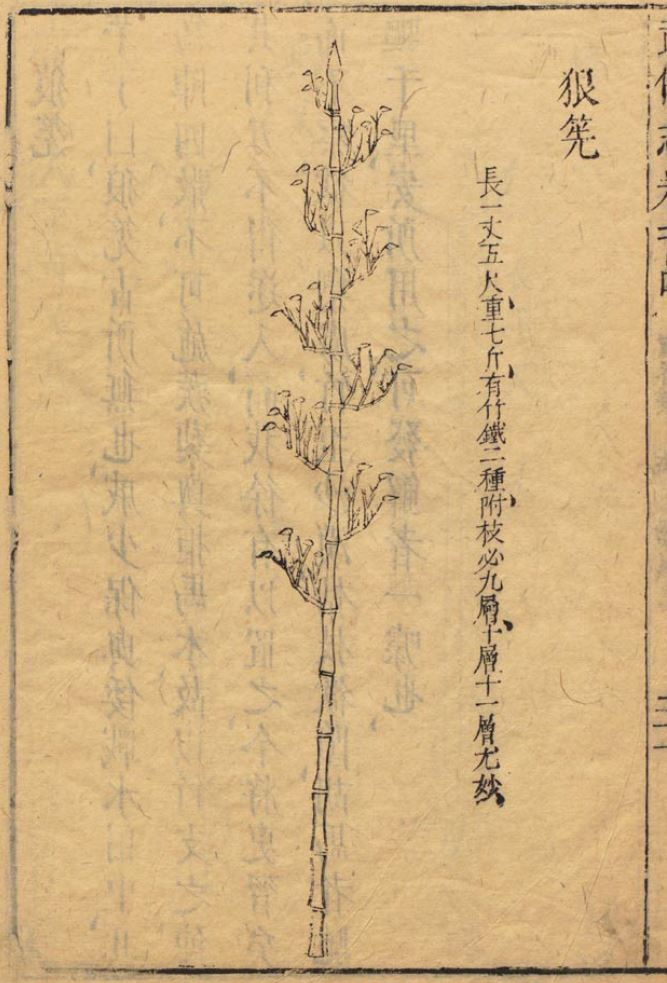
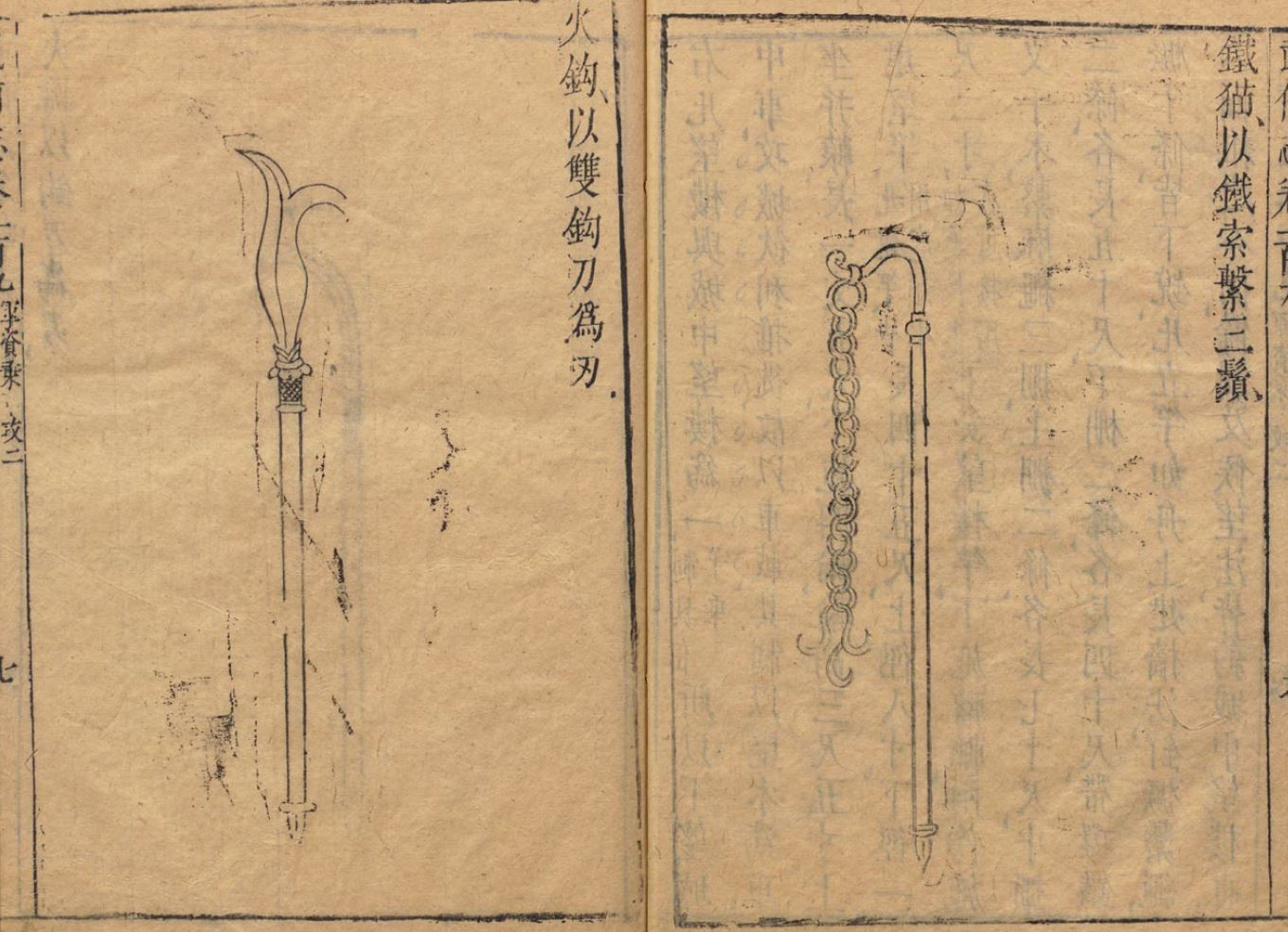
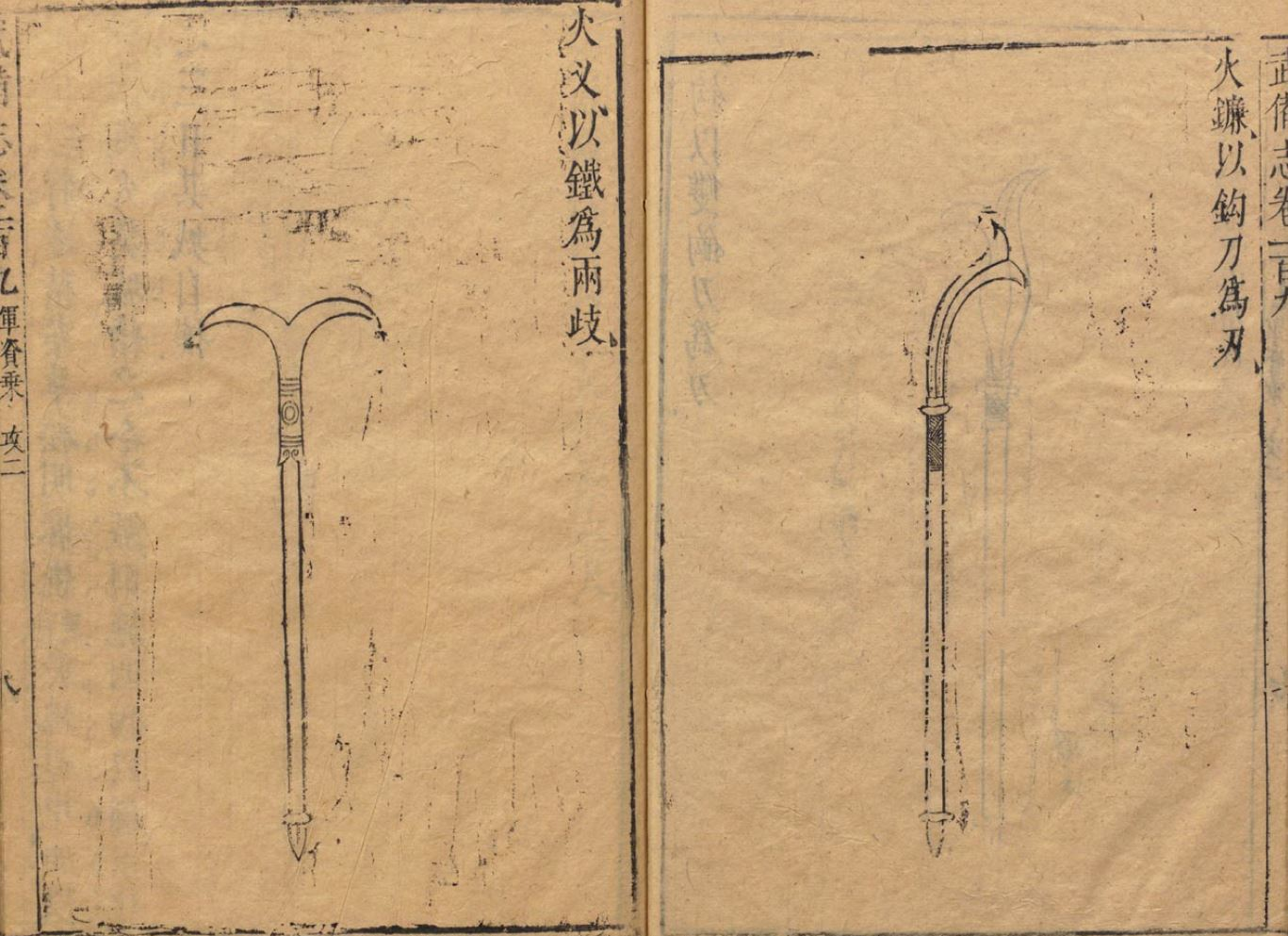
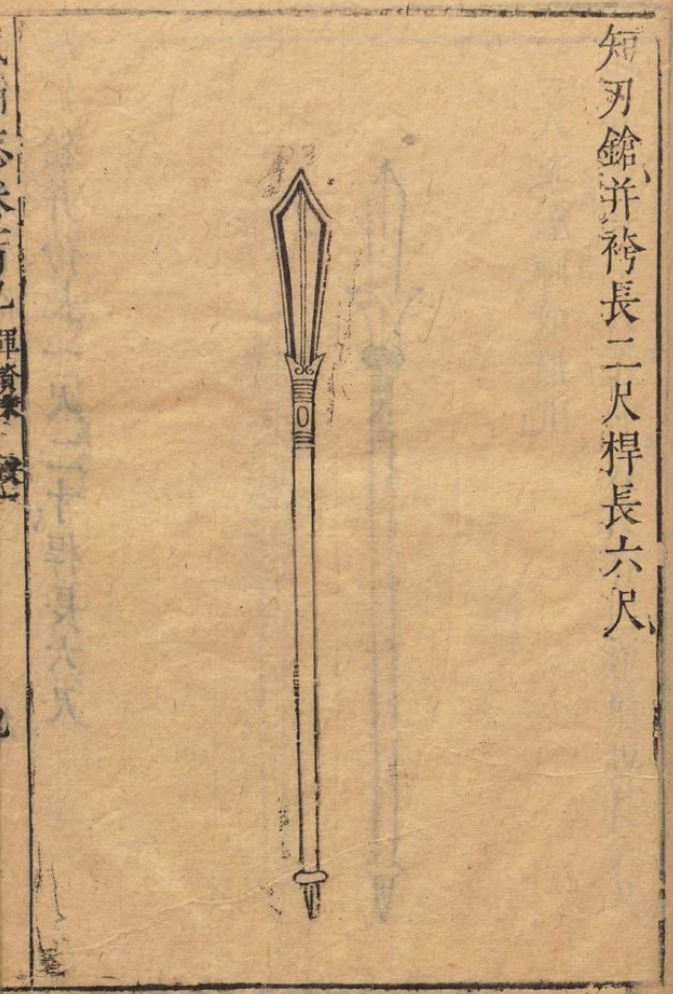
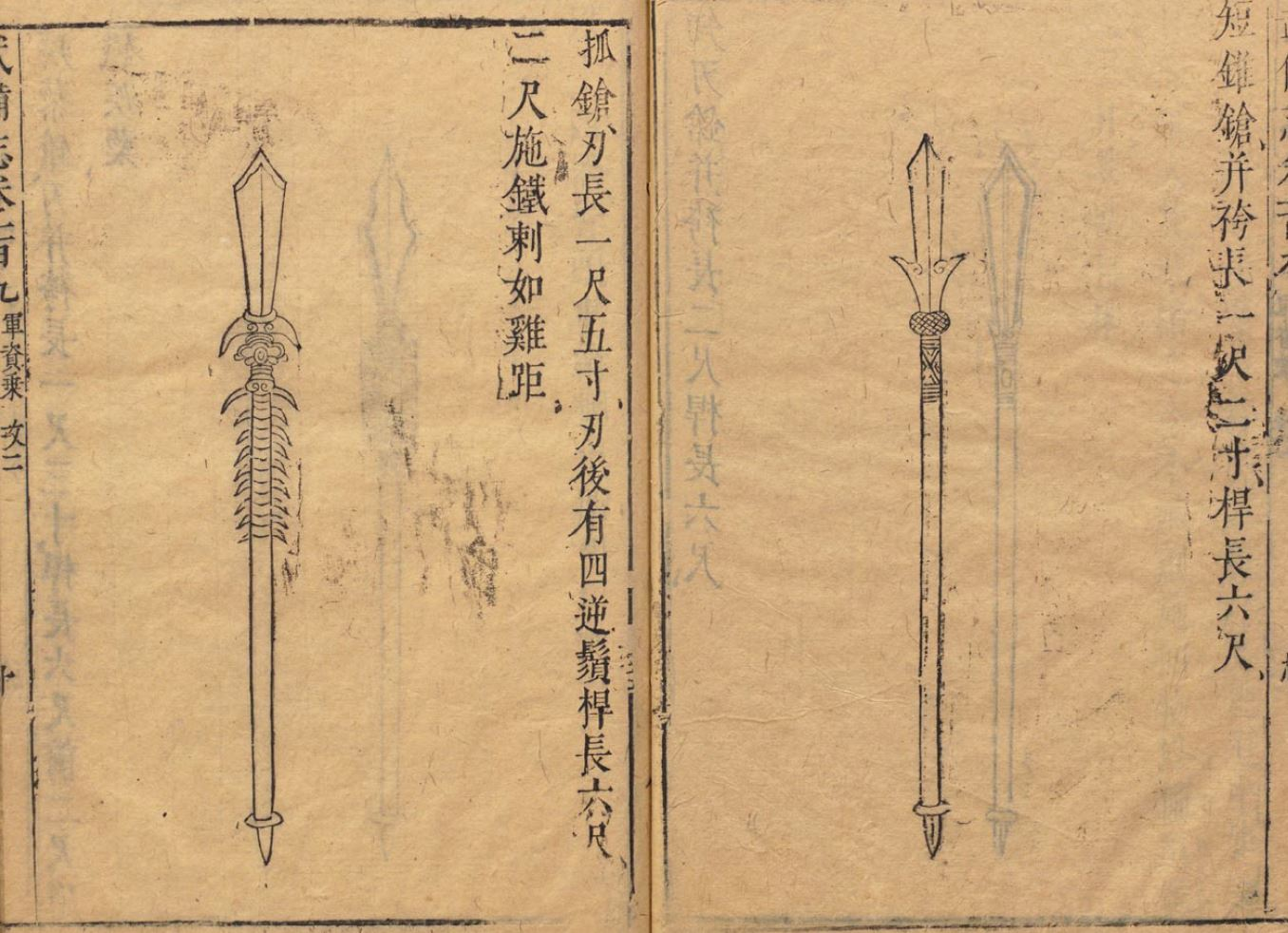
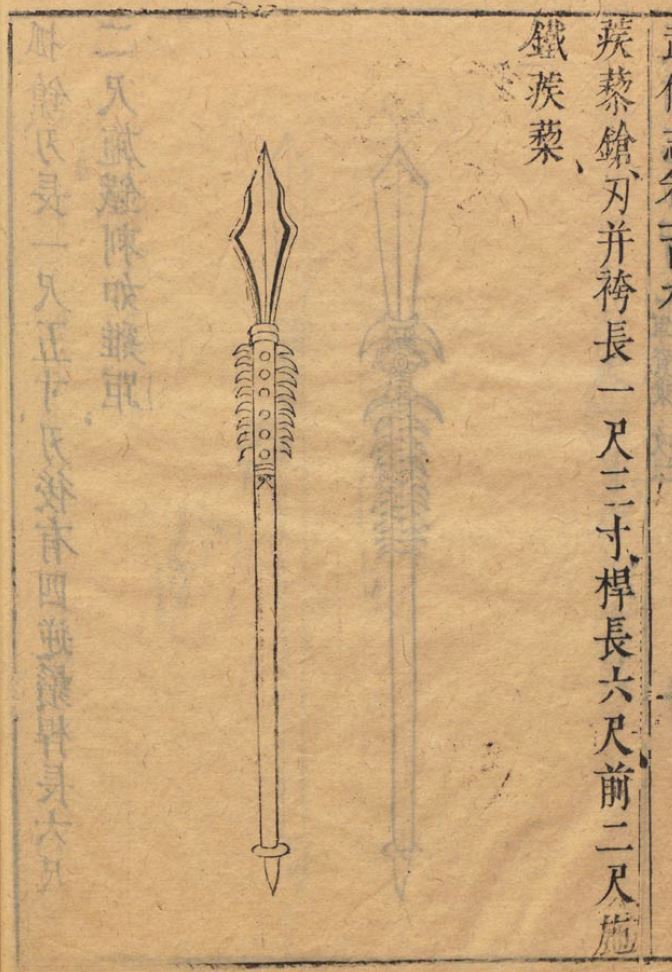
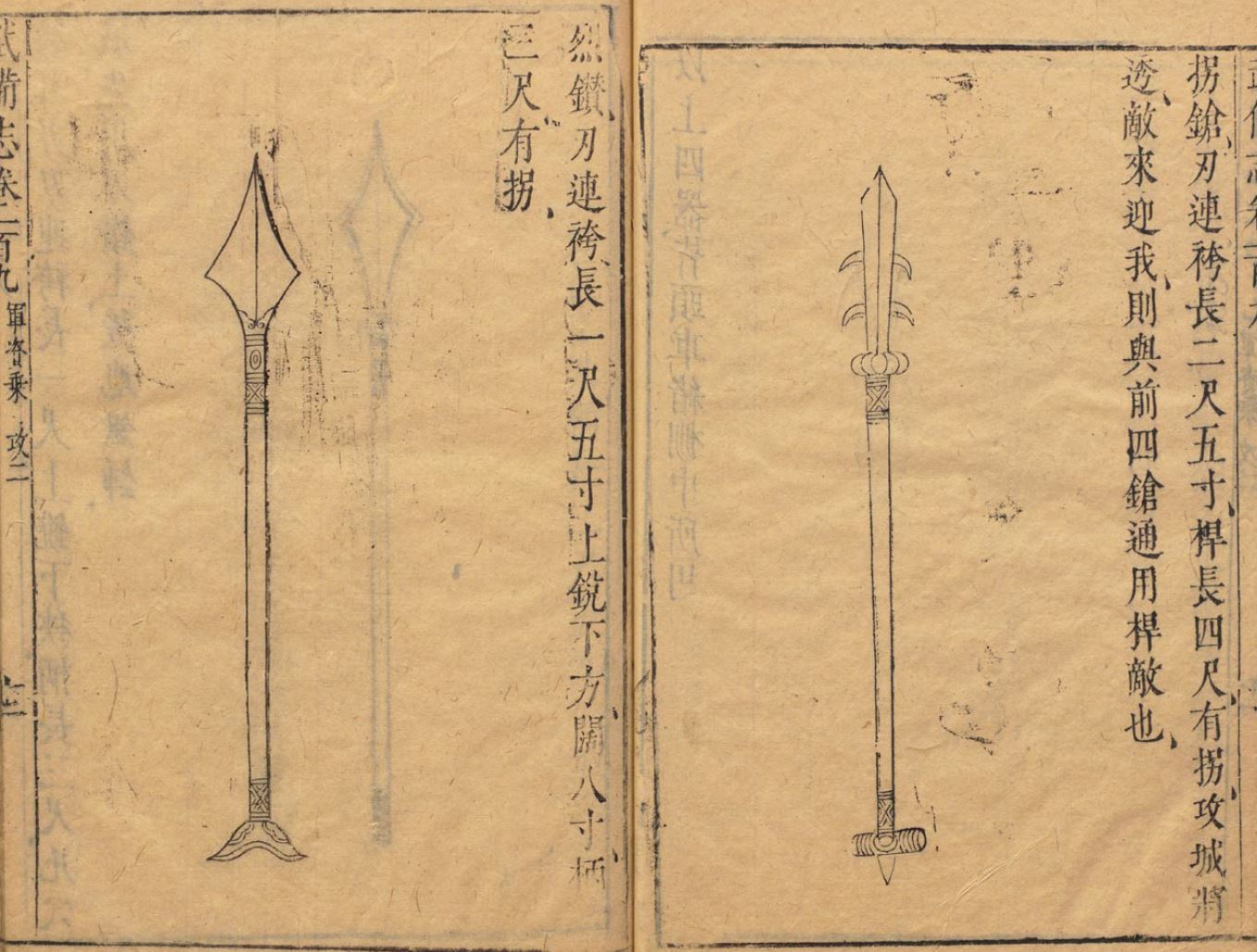
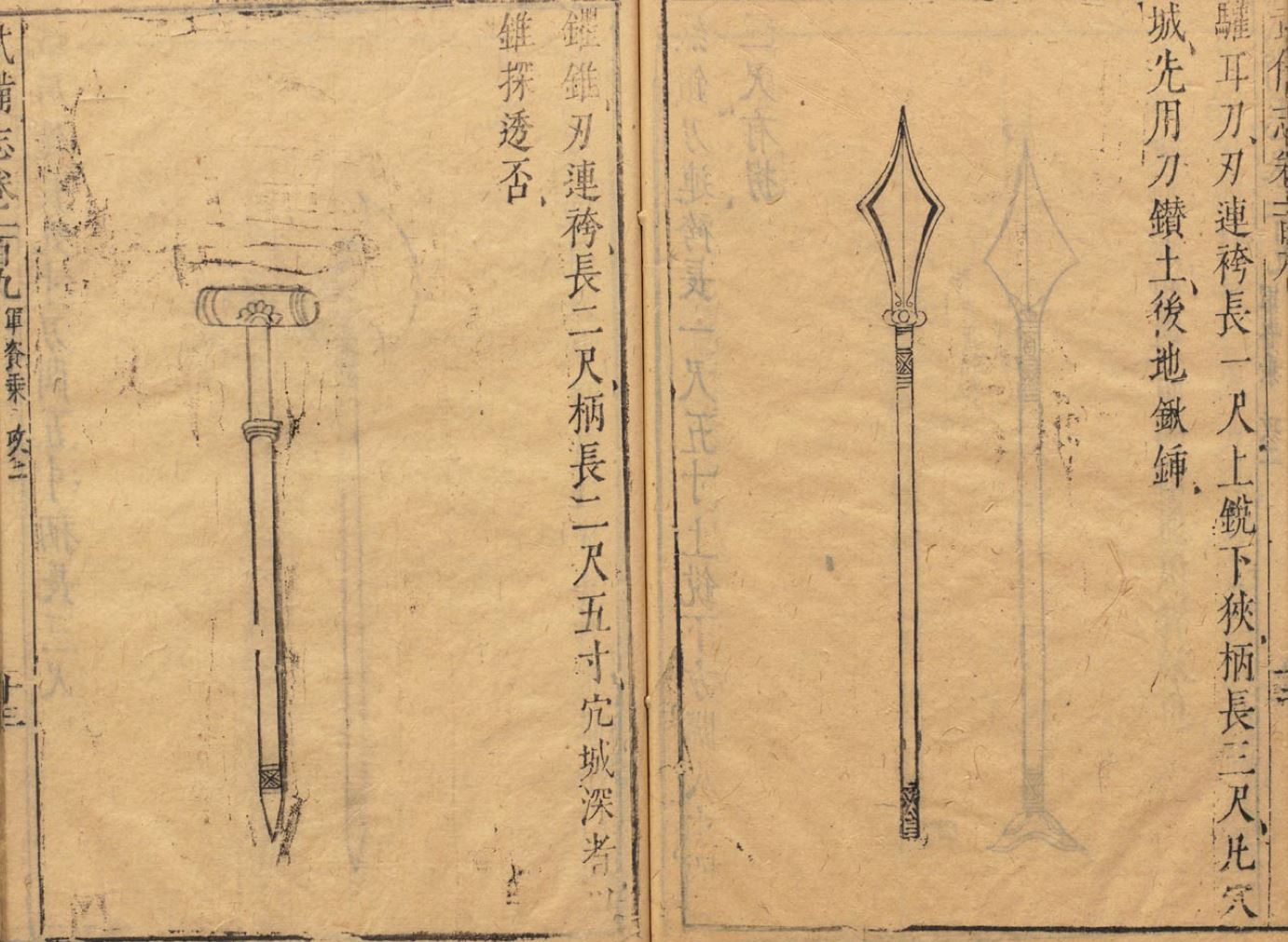
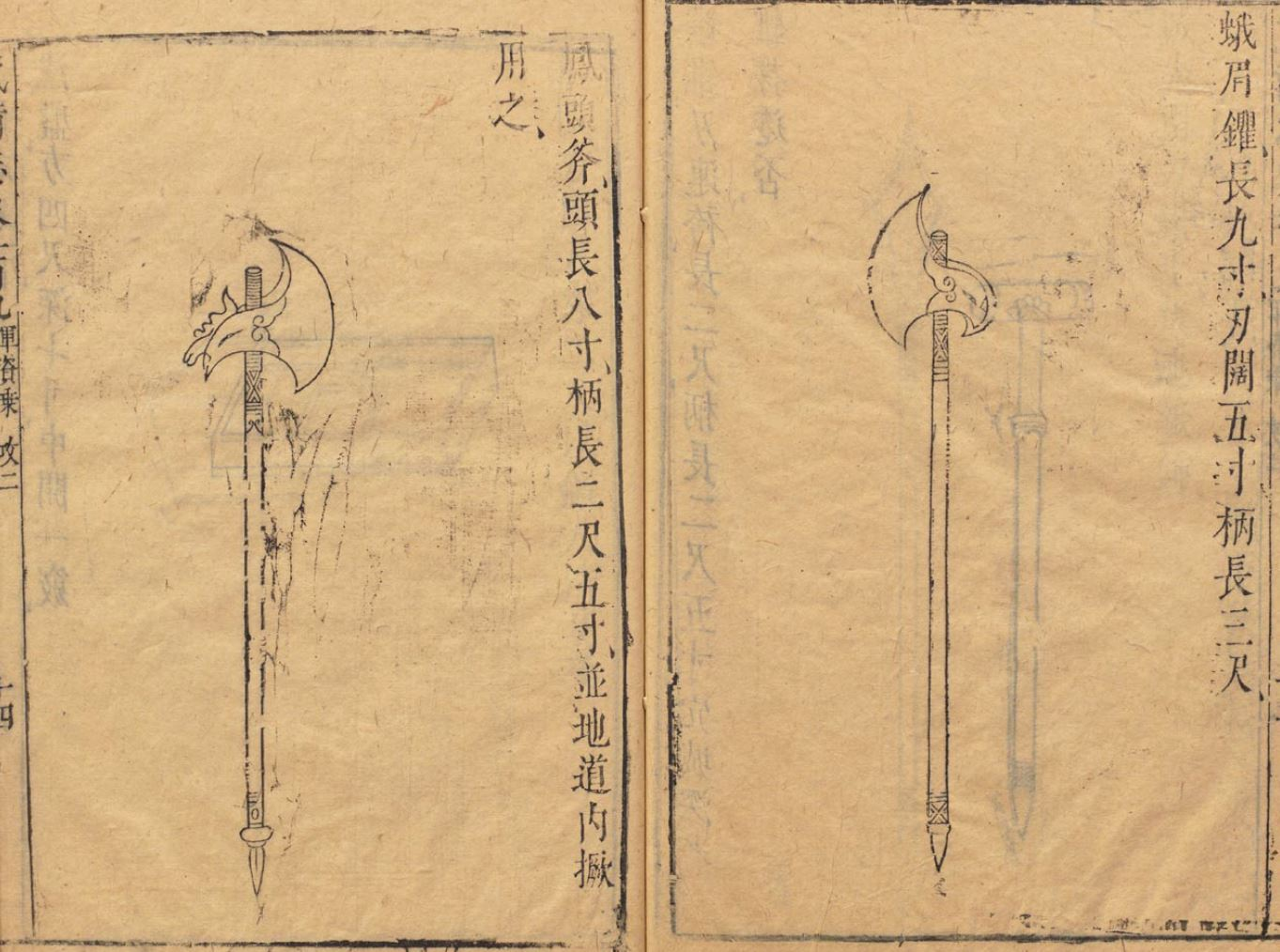
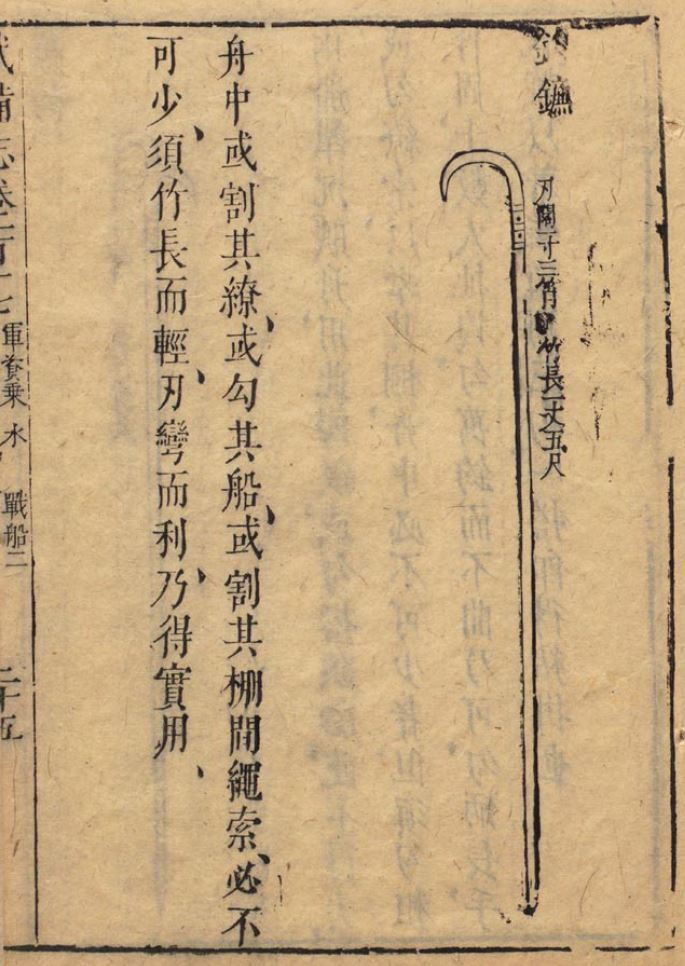
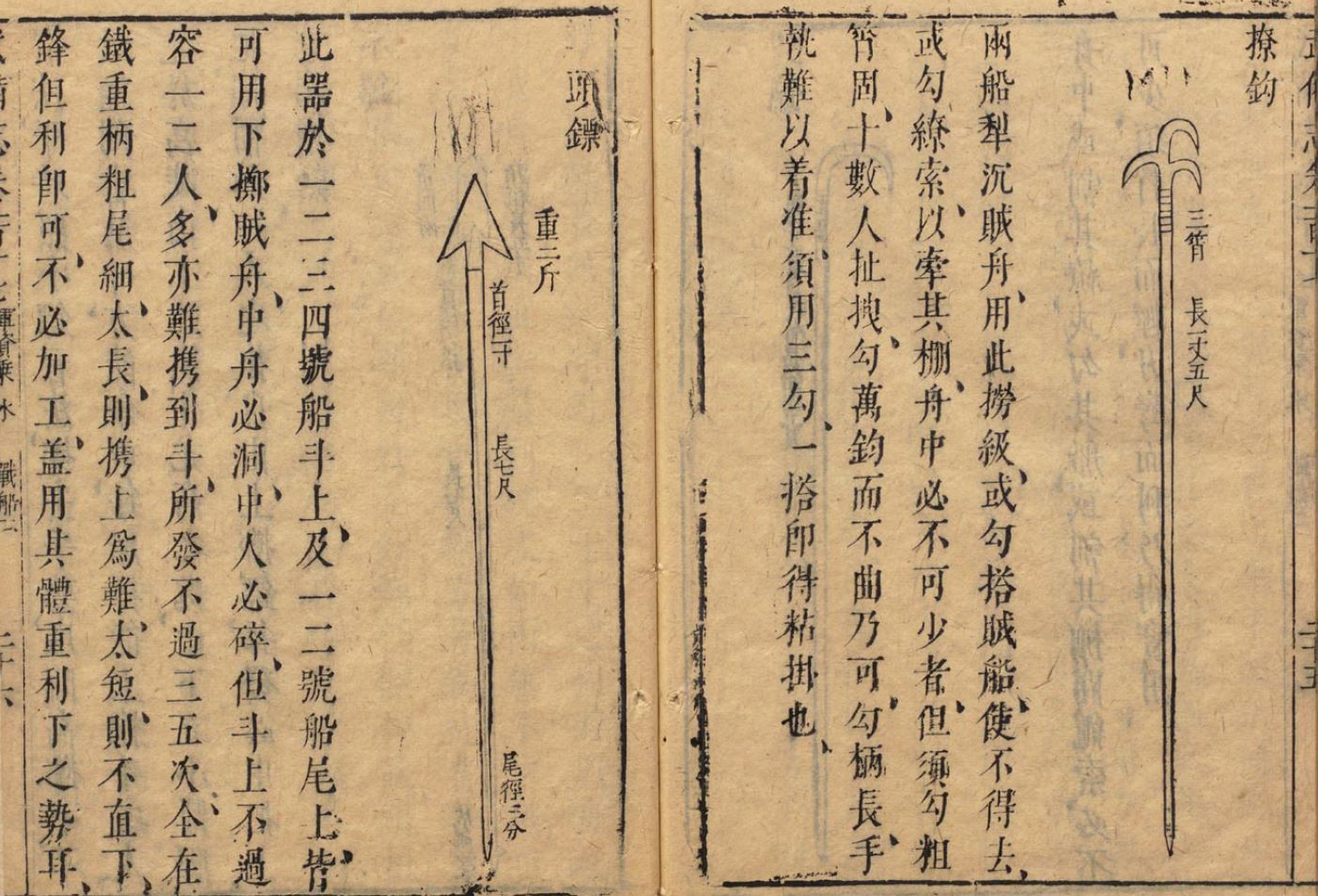
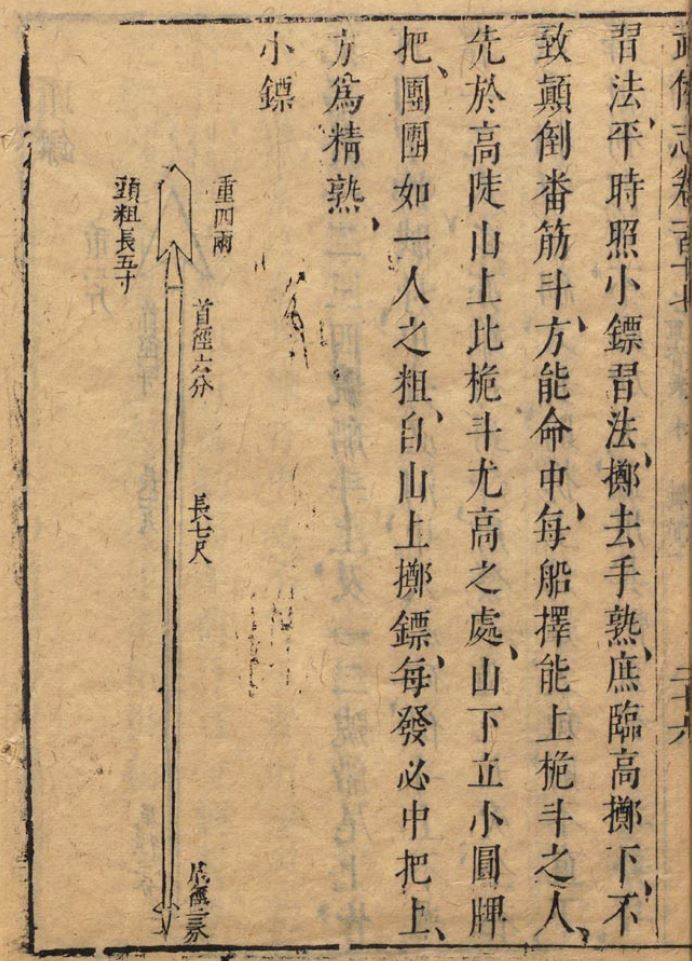

### Arcos y ballestas

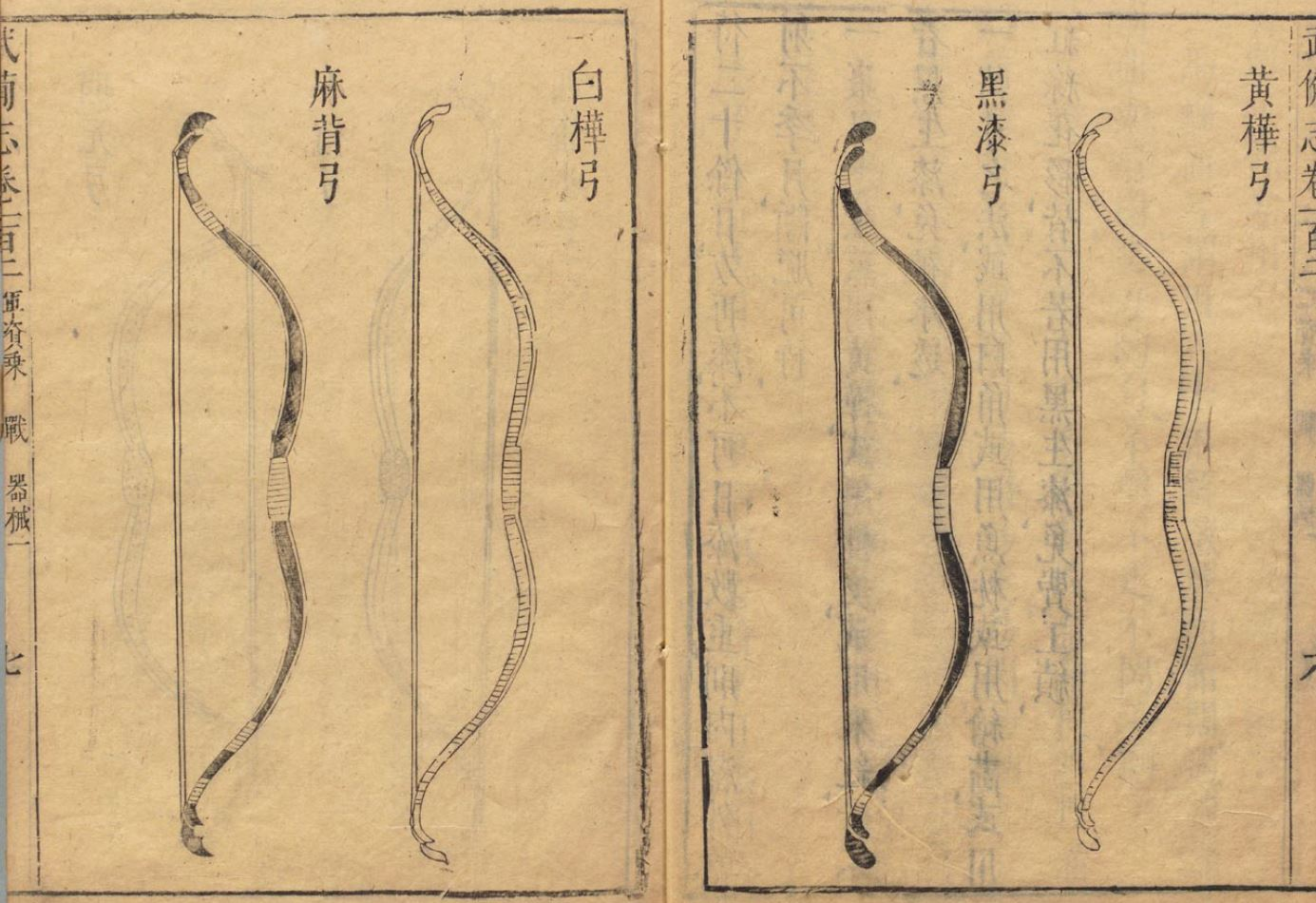
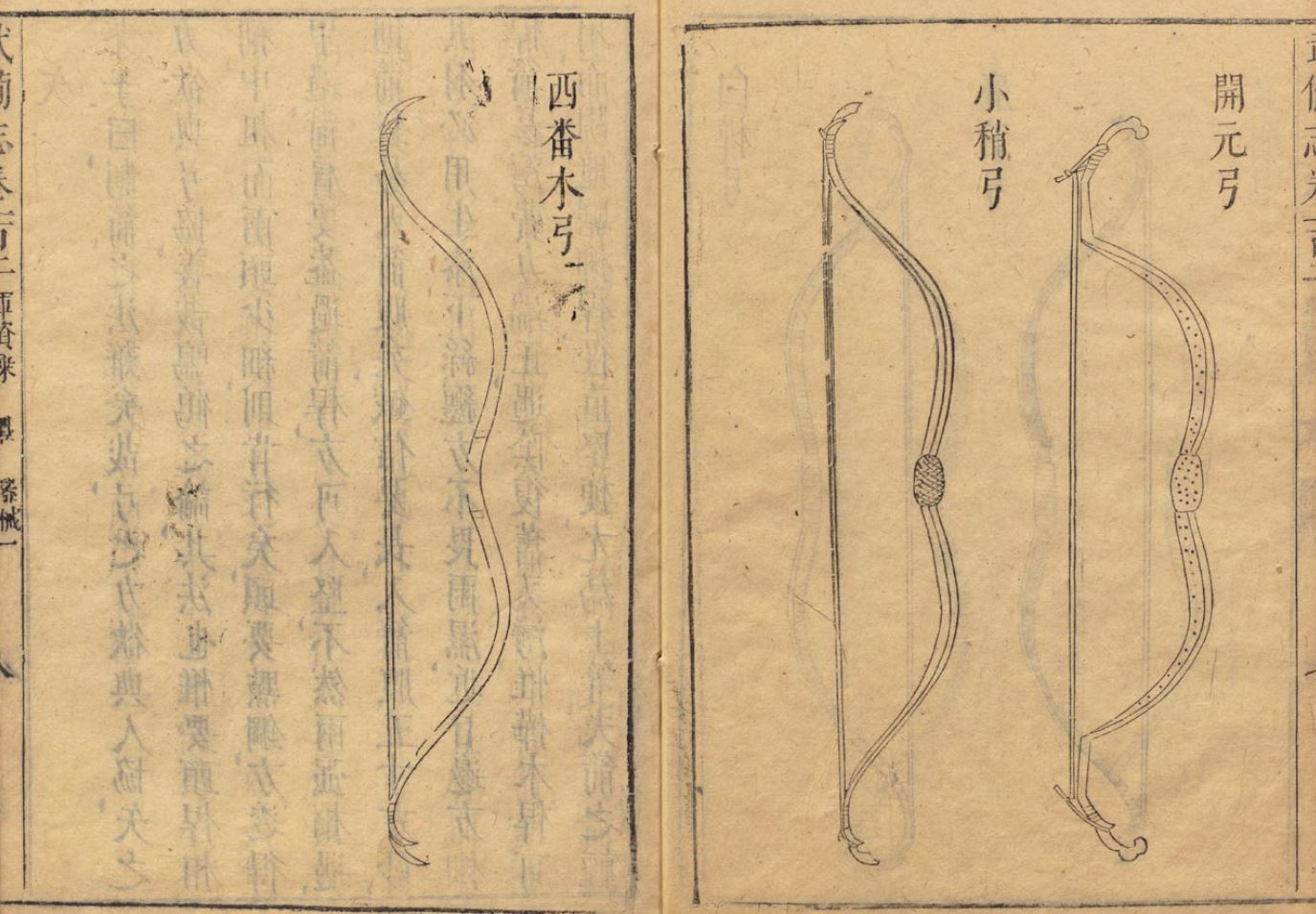
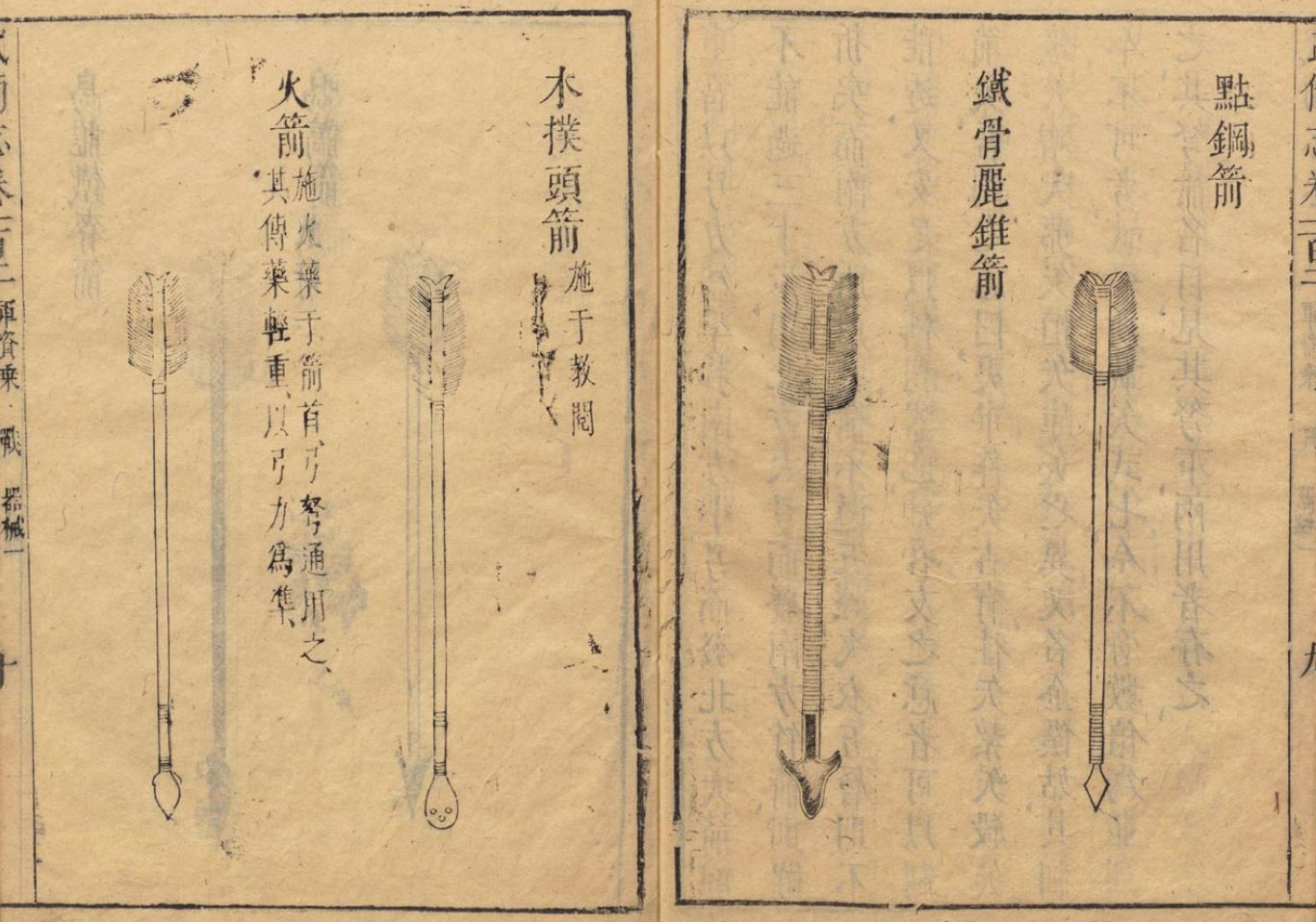
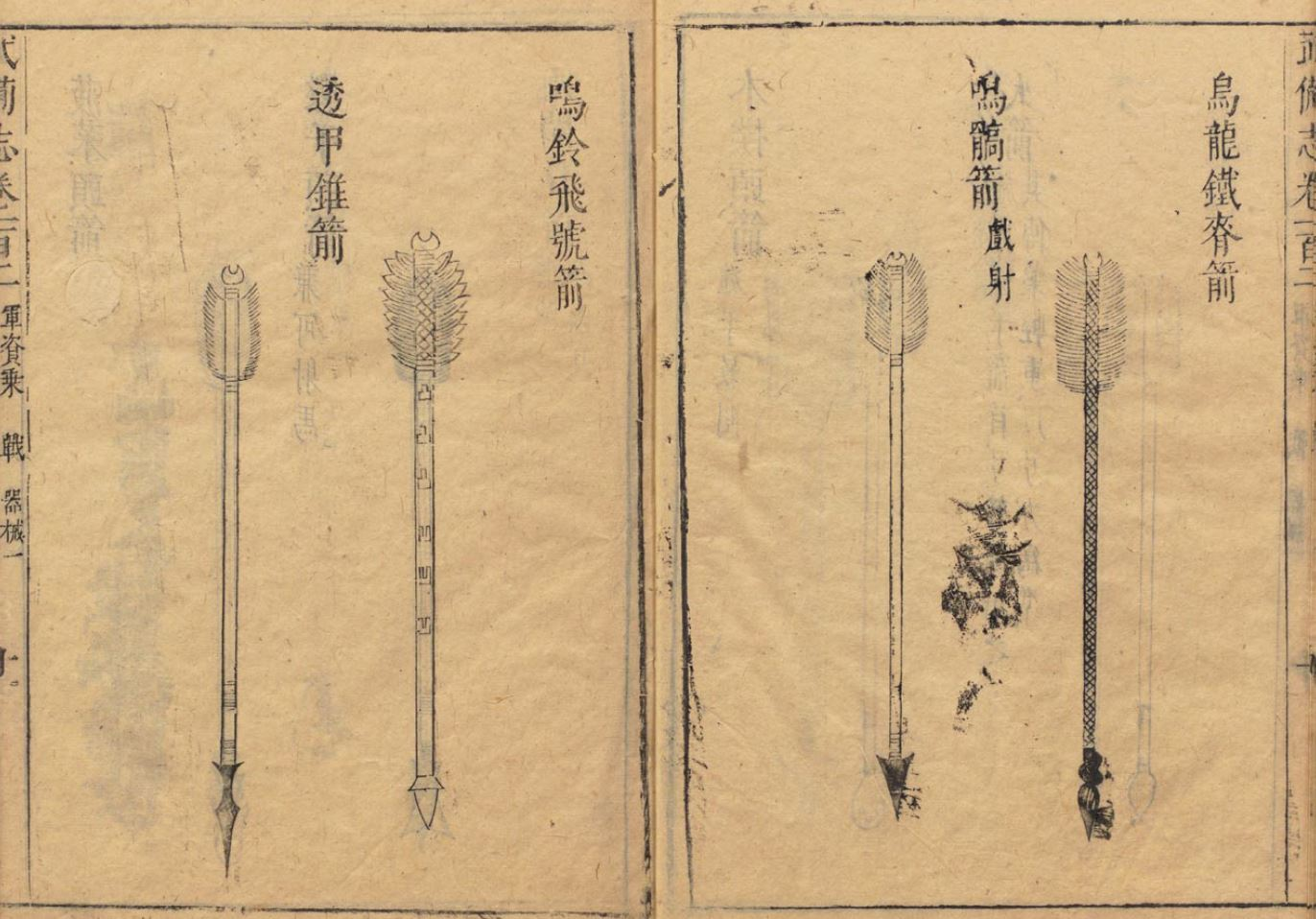
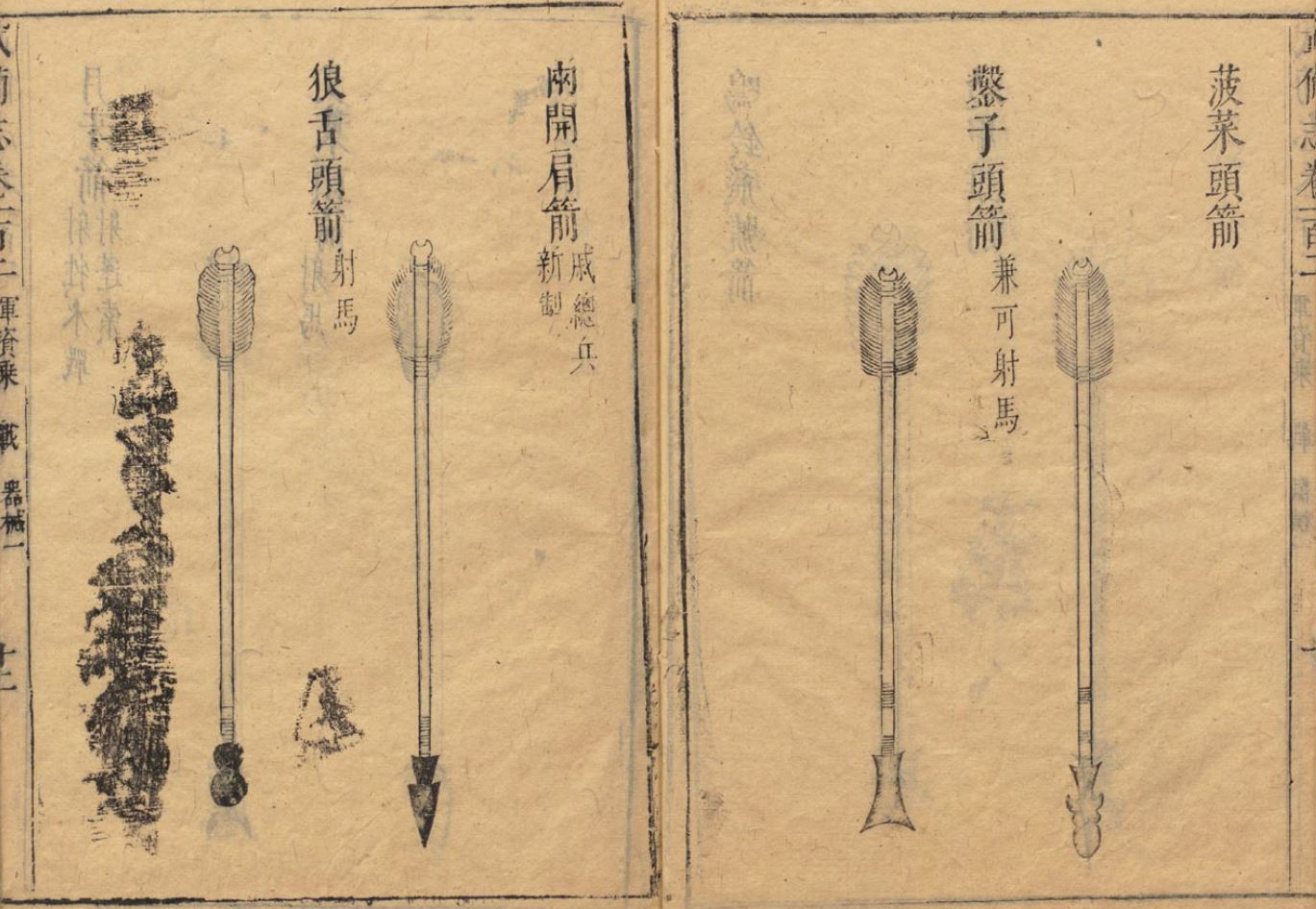
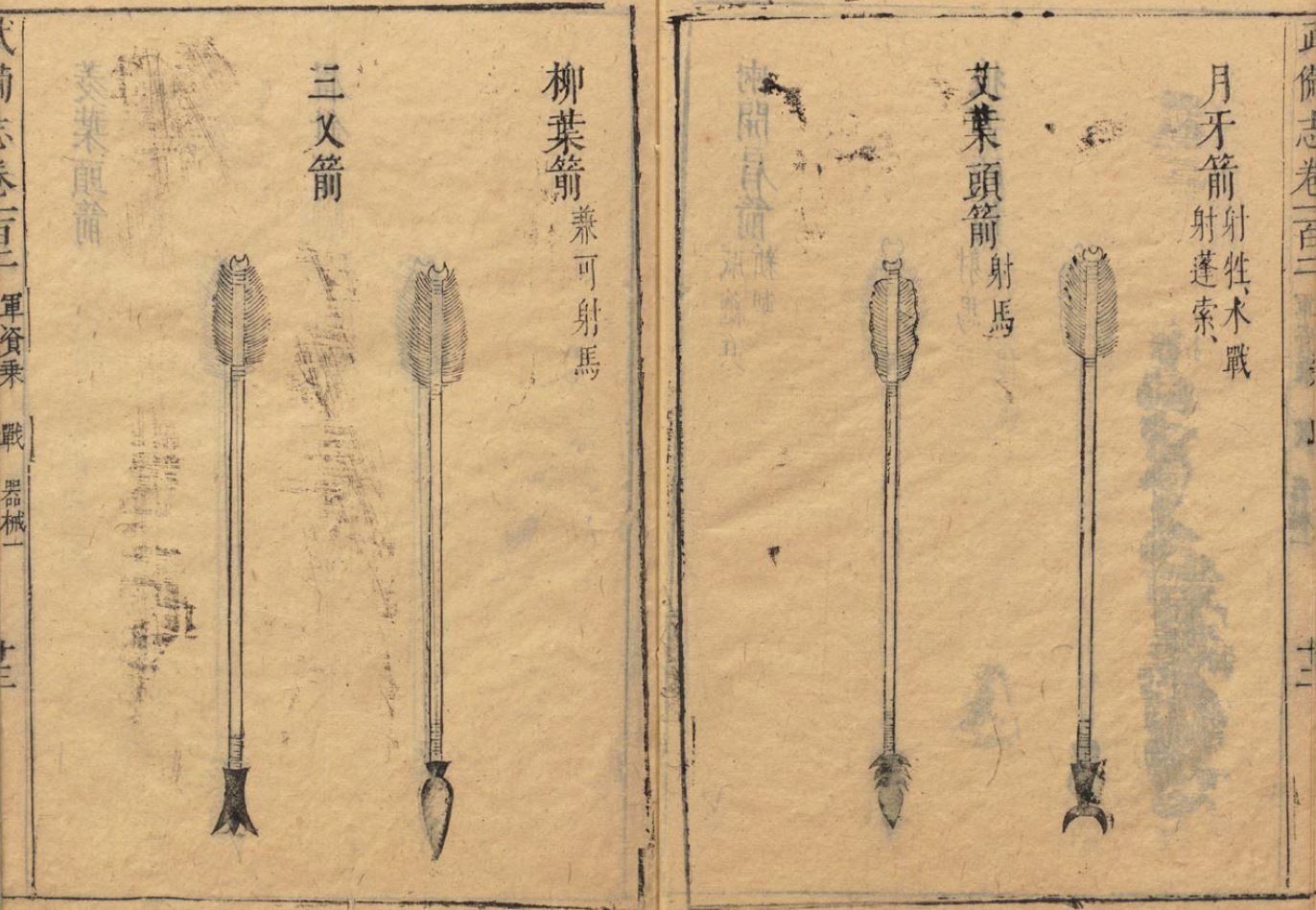
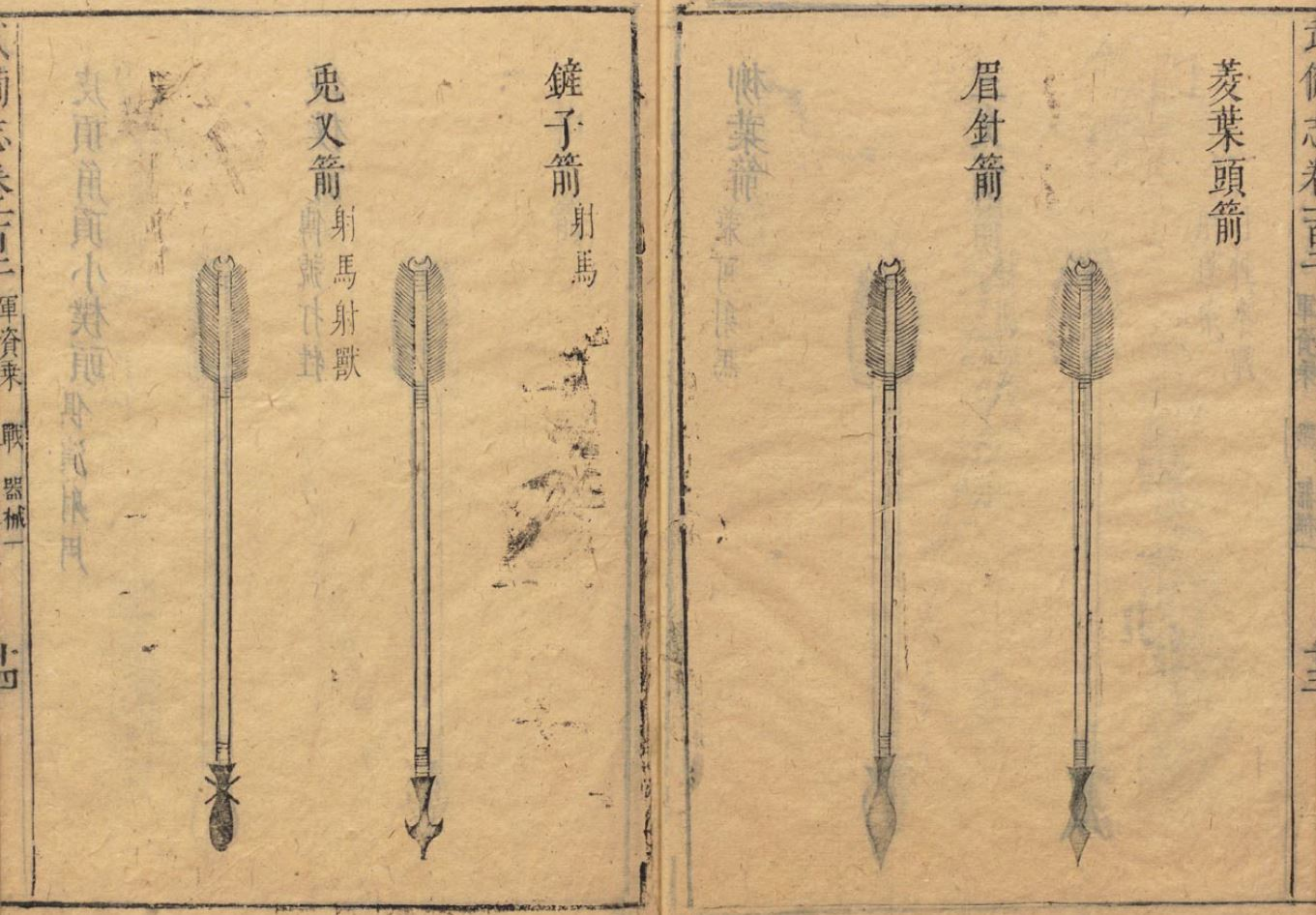
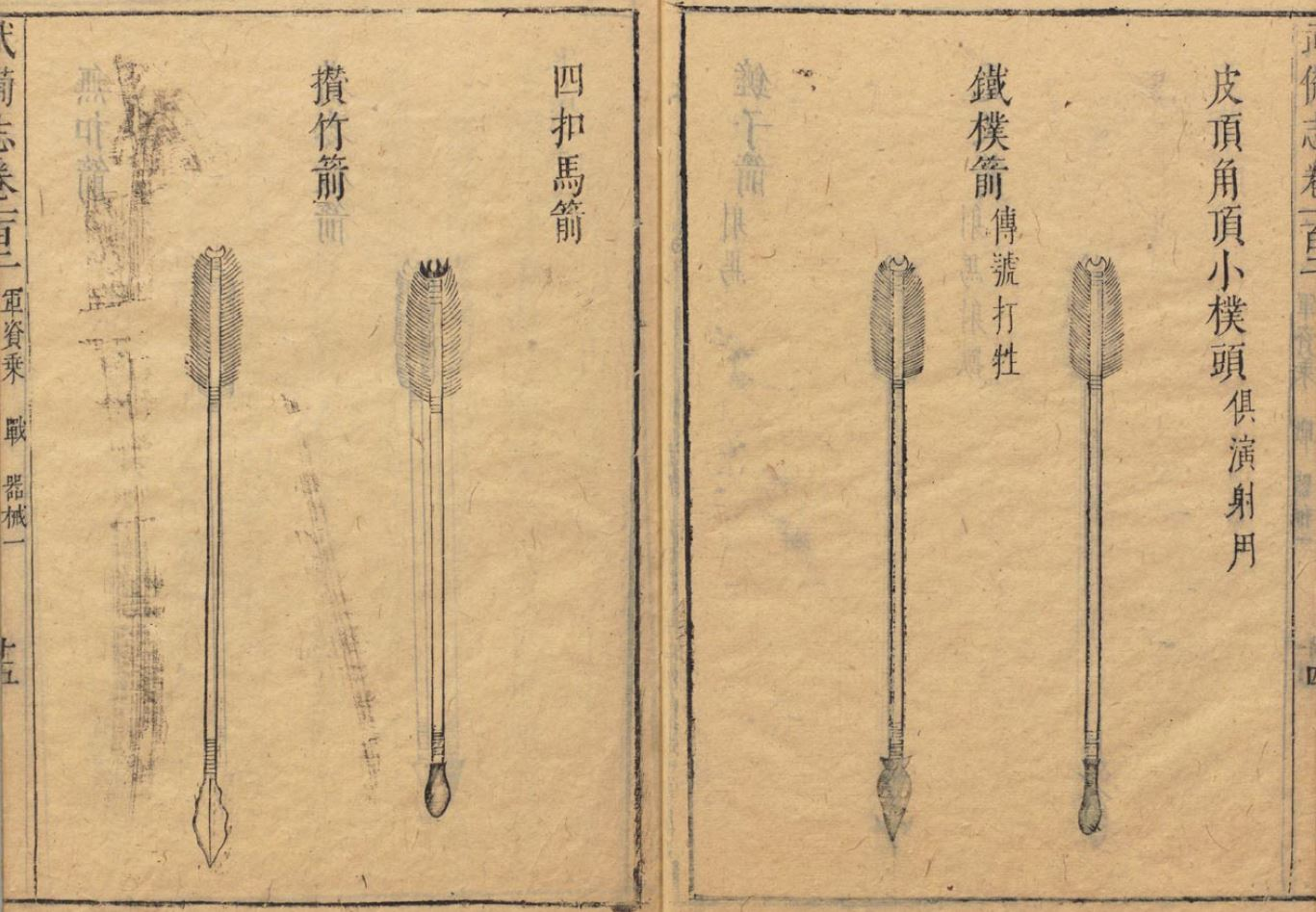
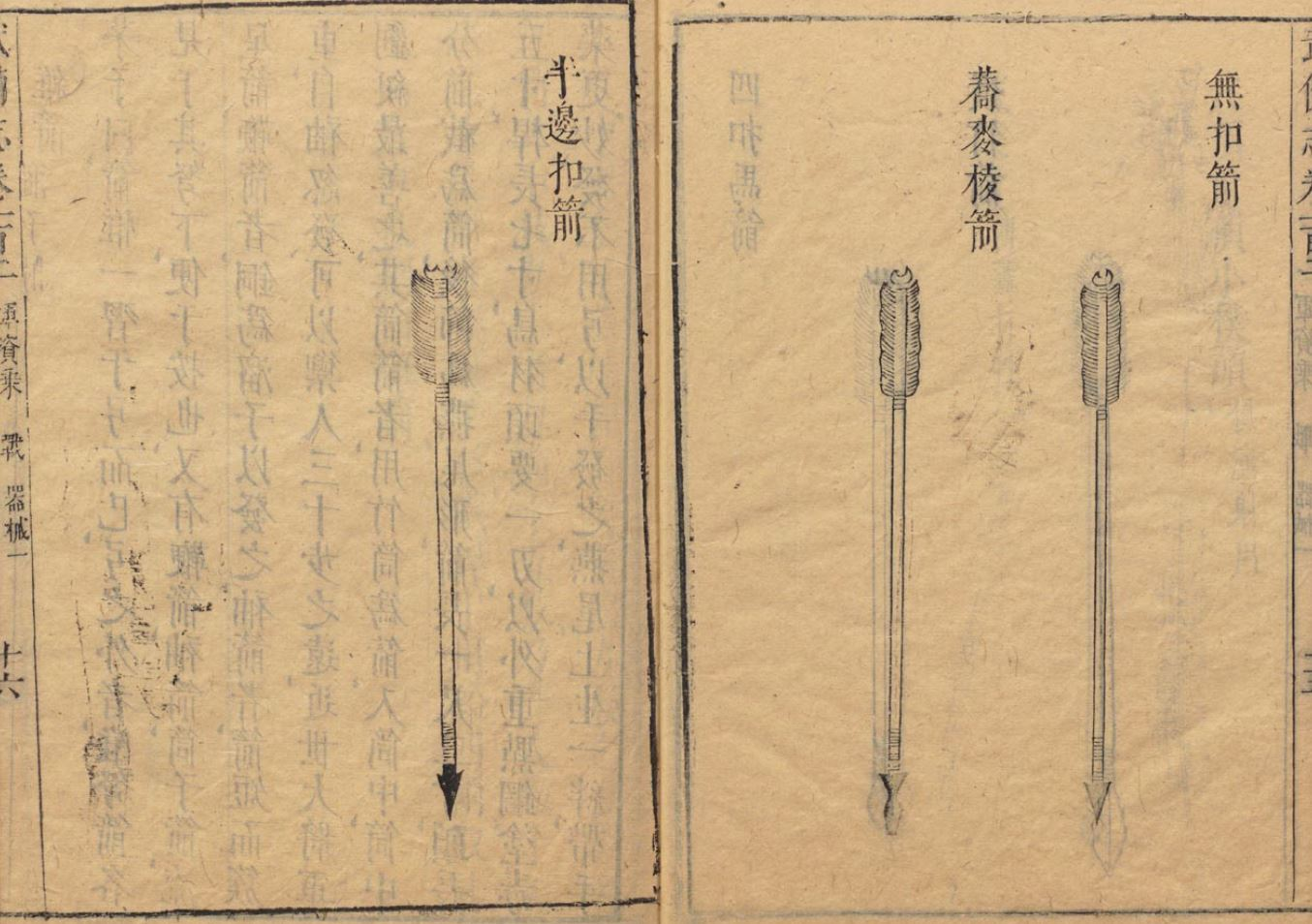
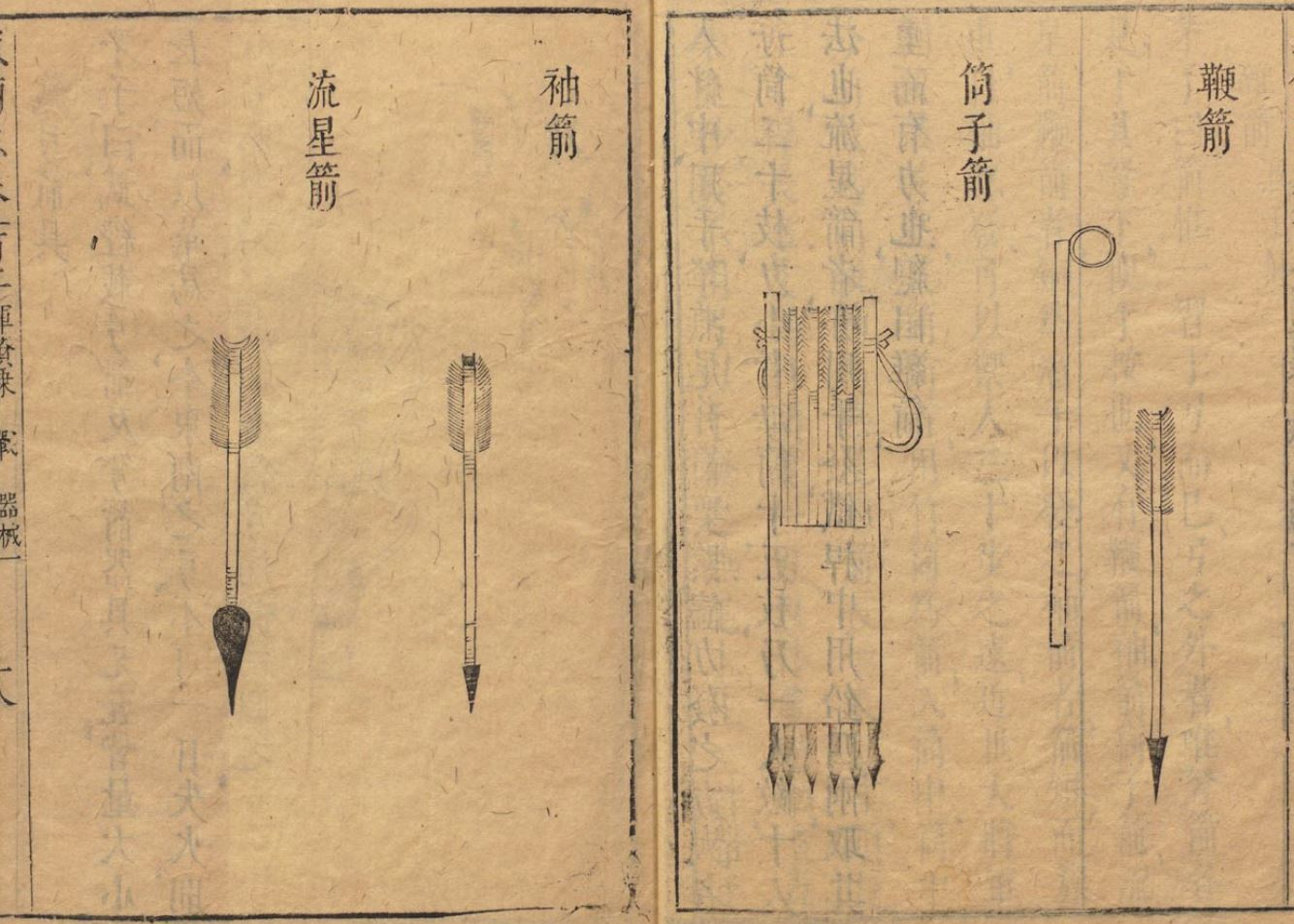
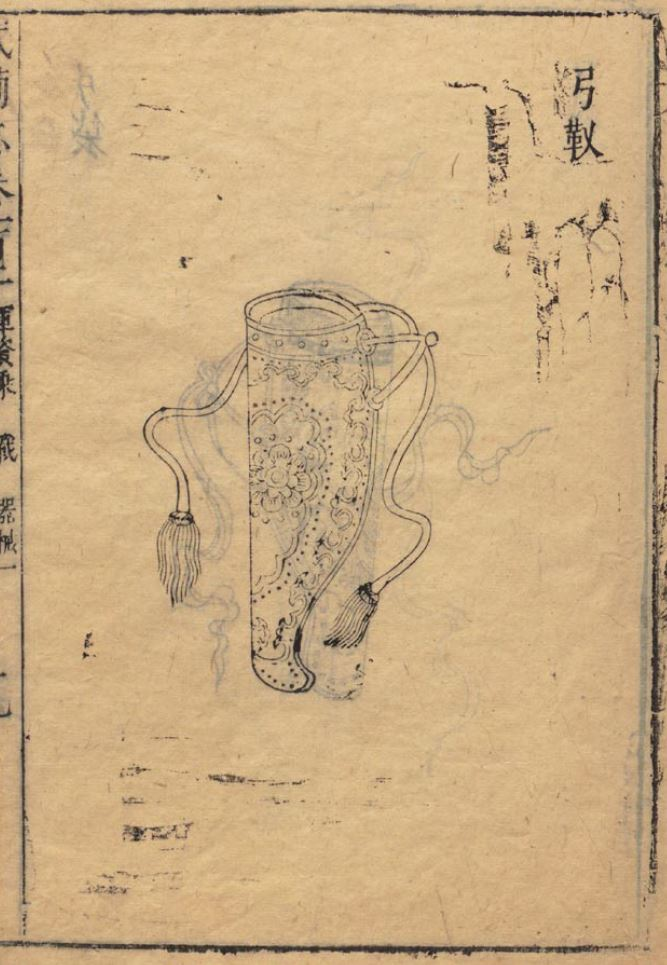
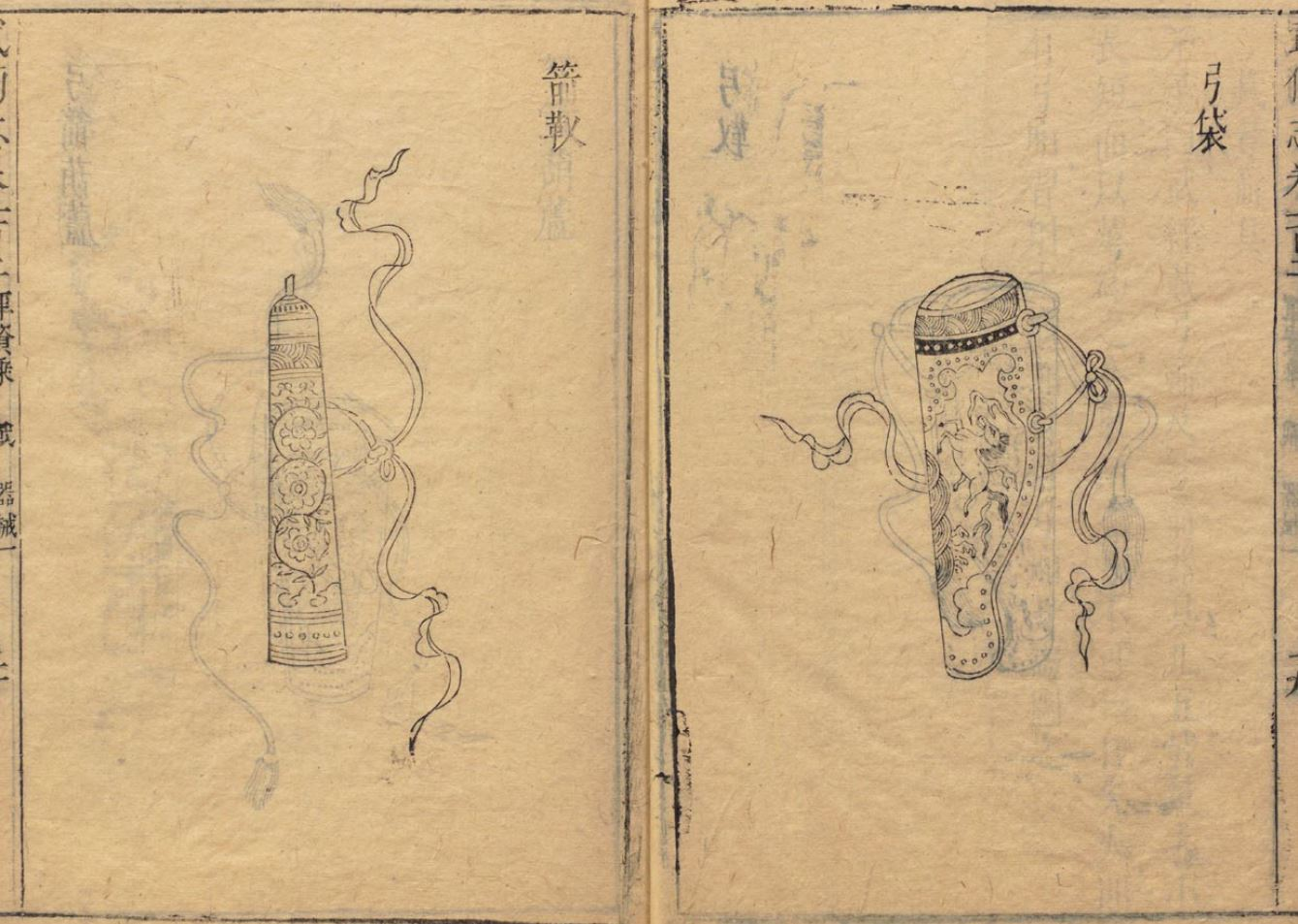
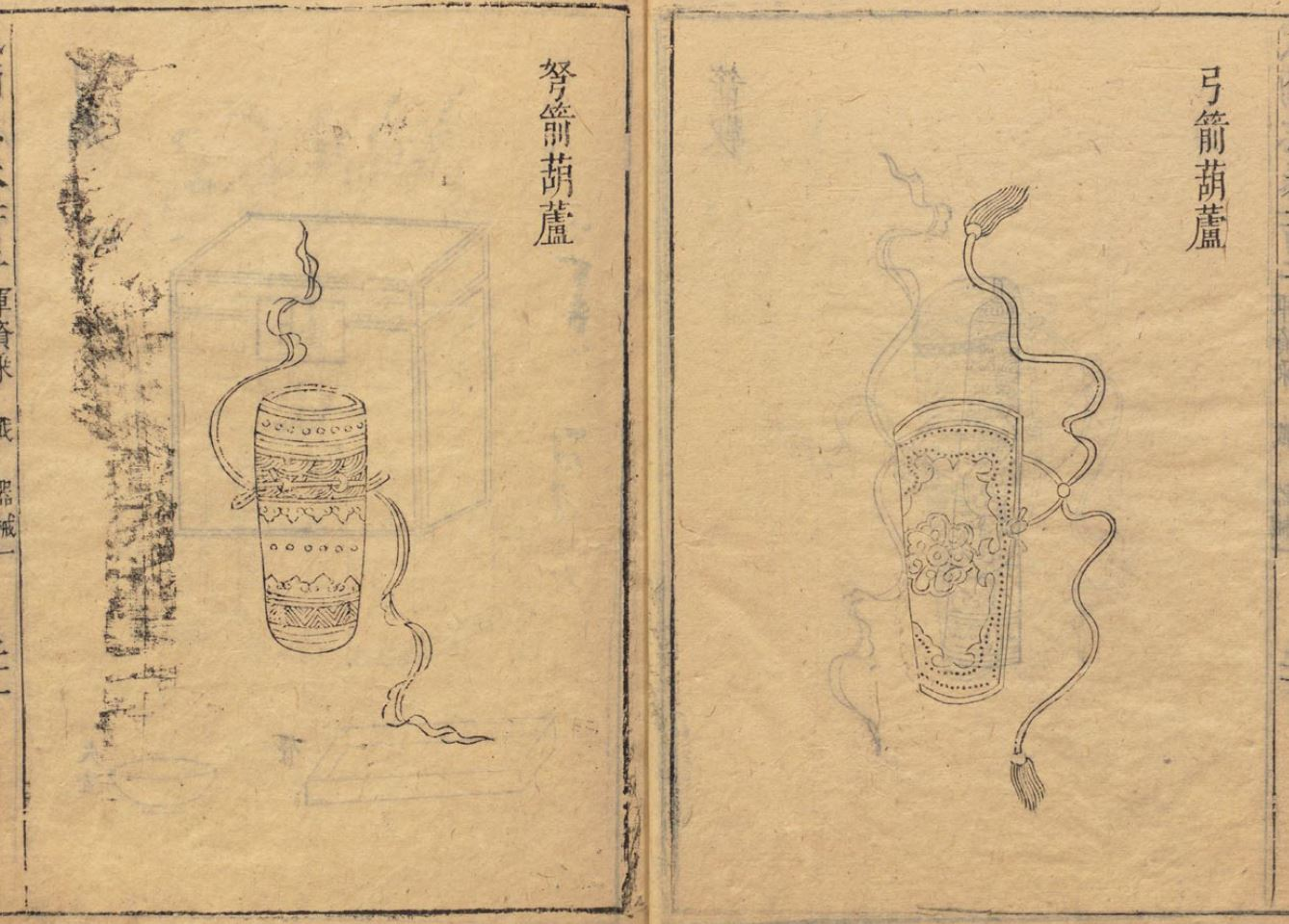
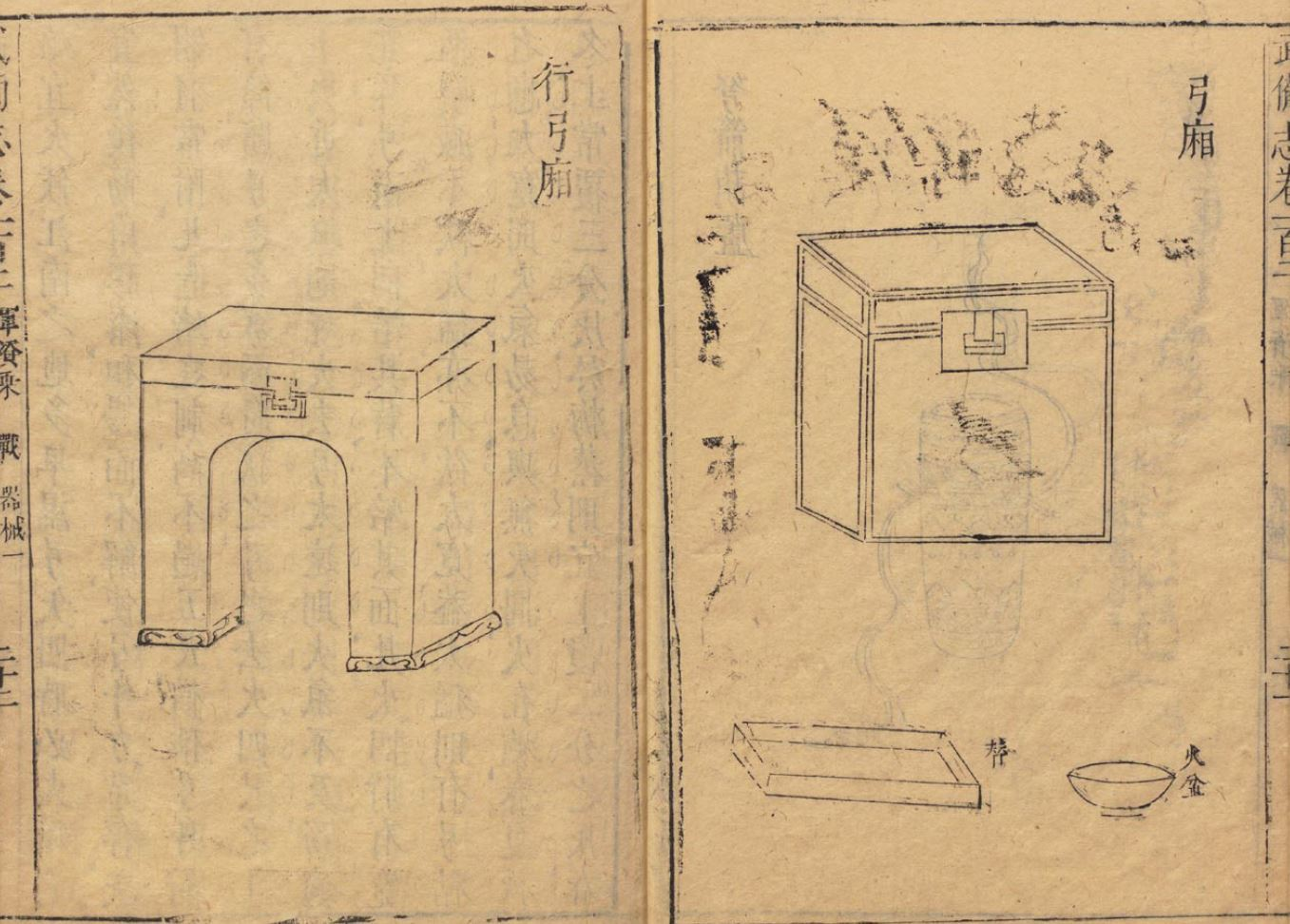
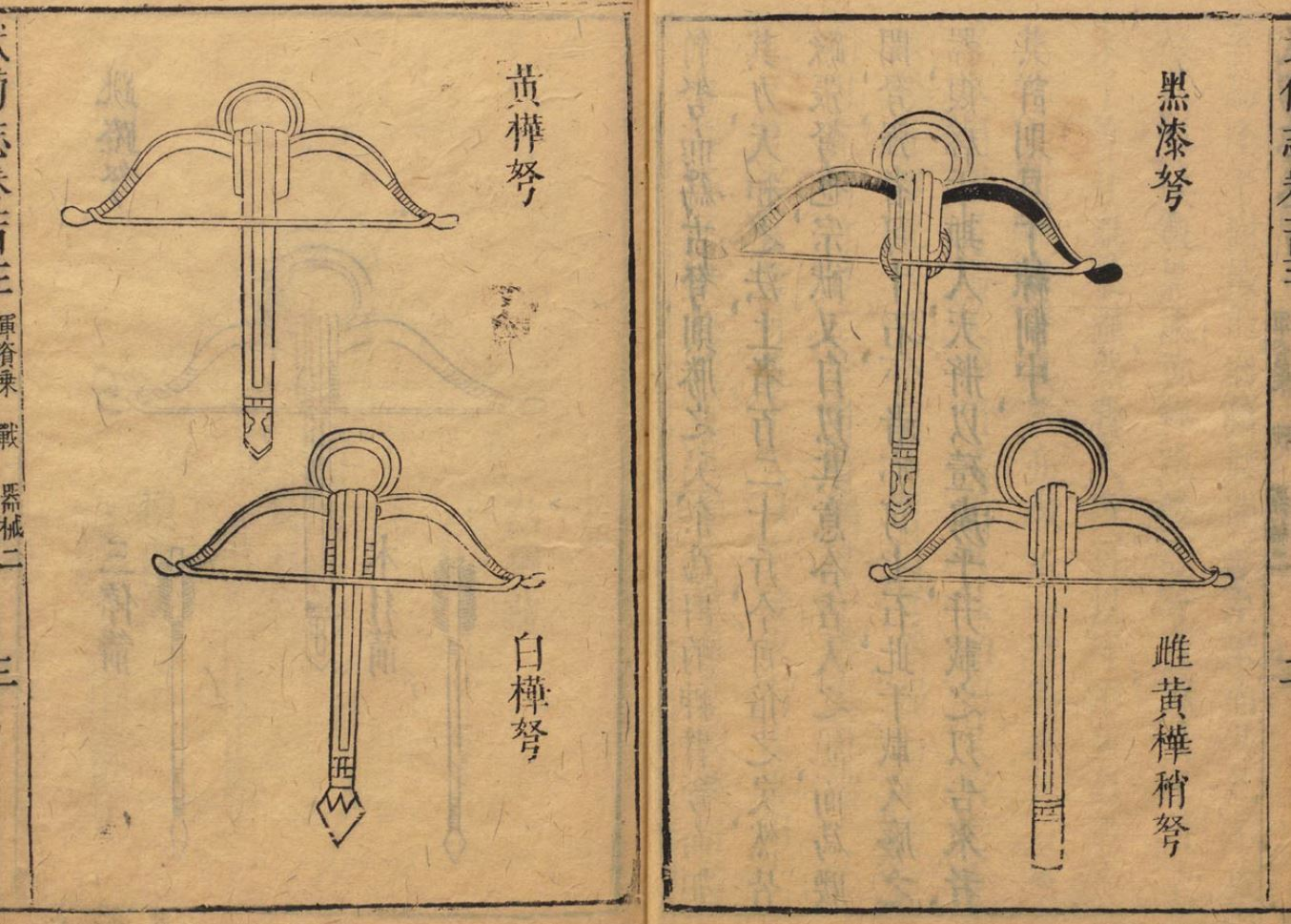
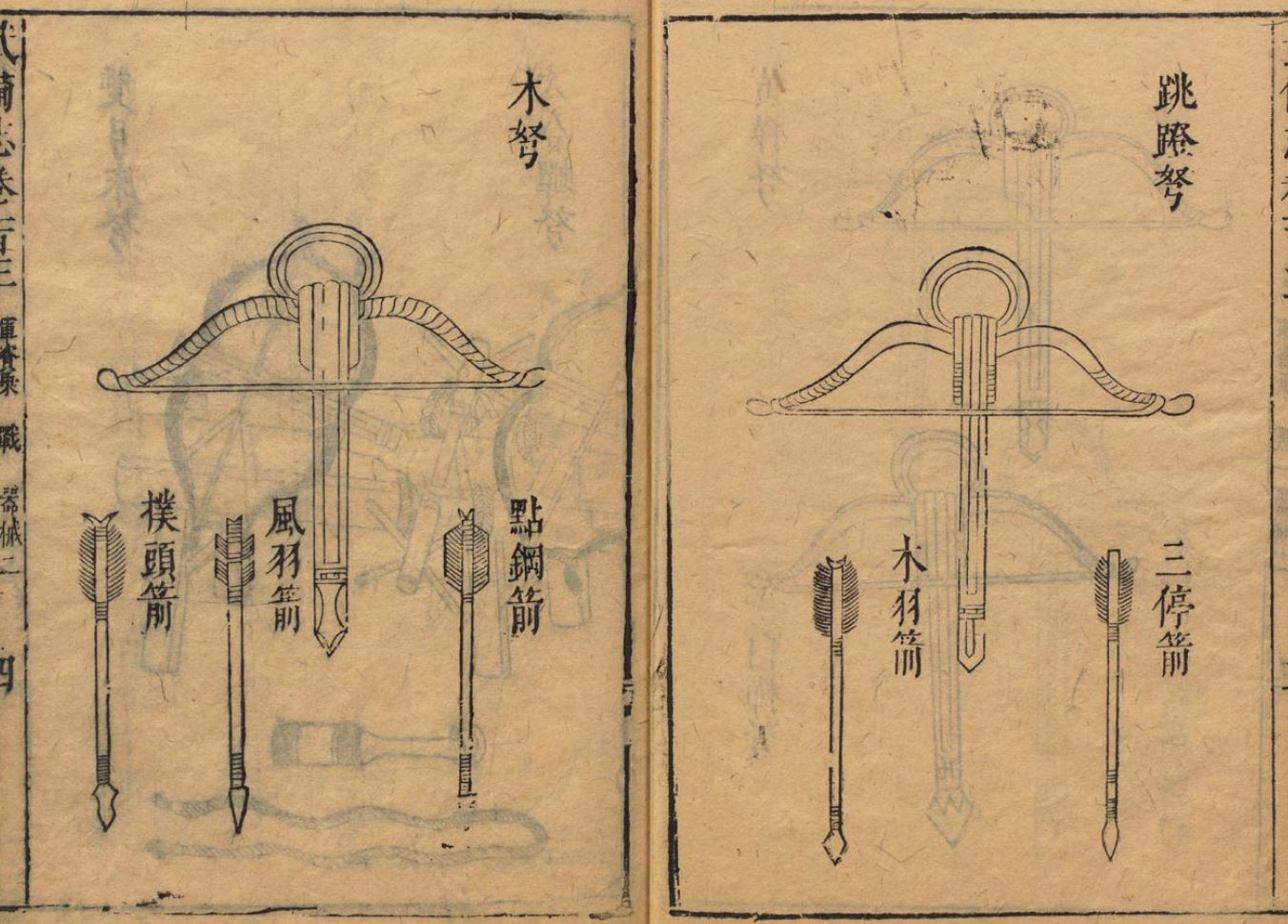
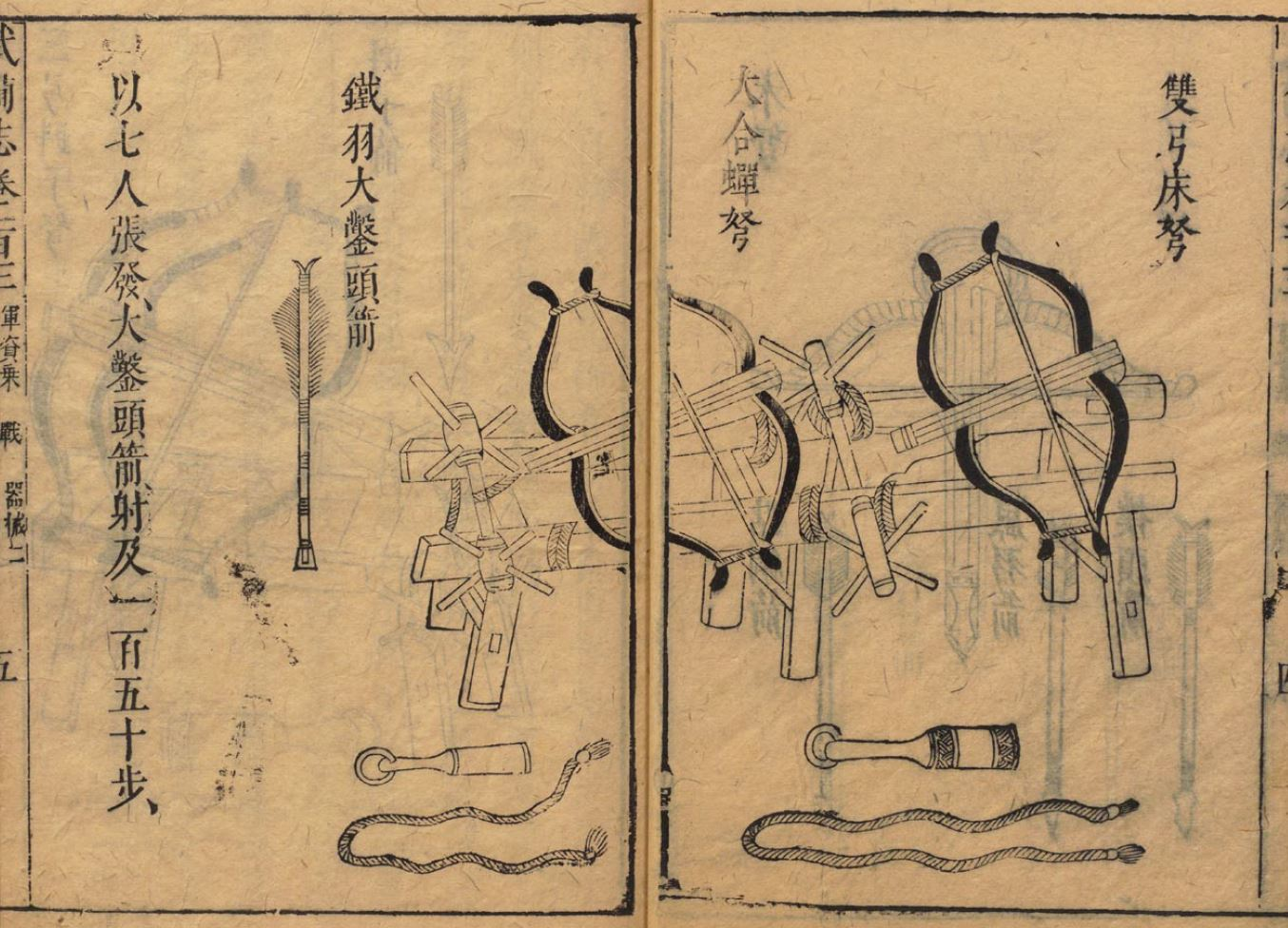
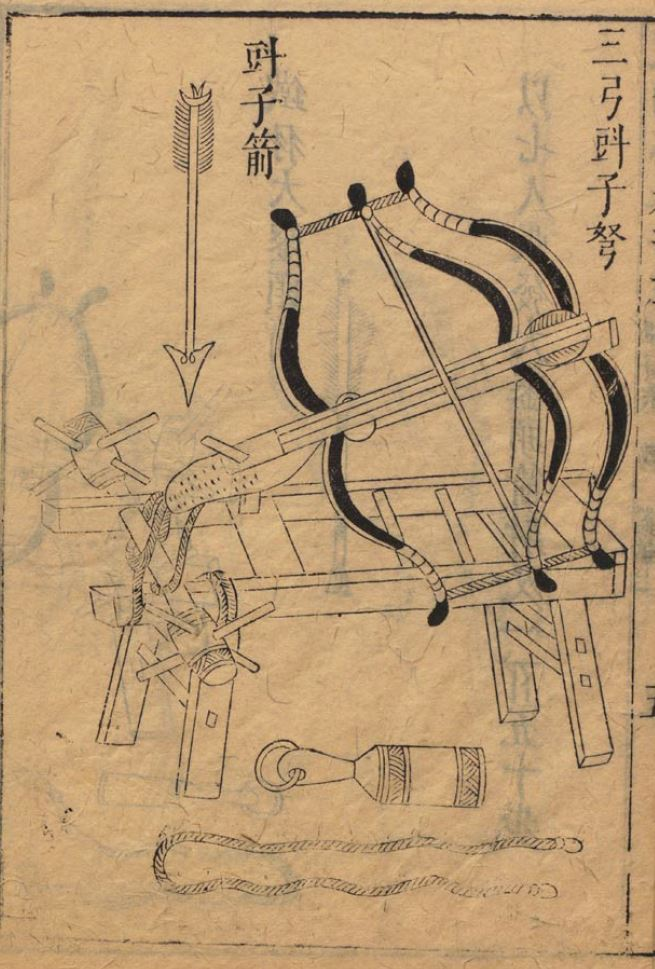
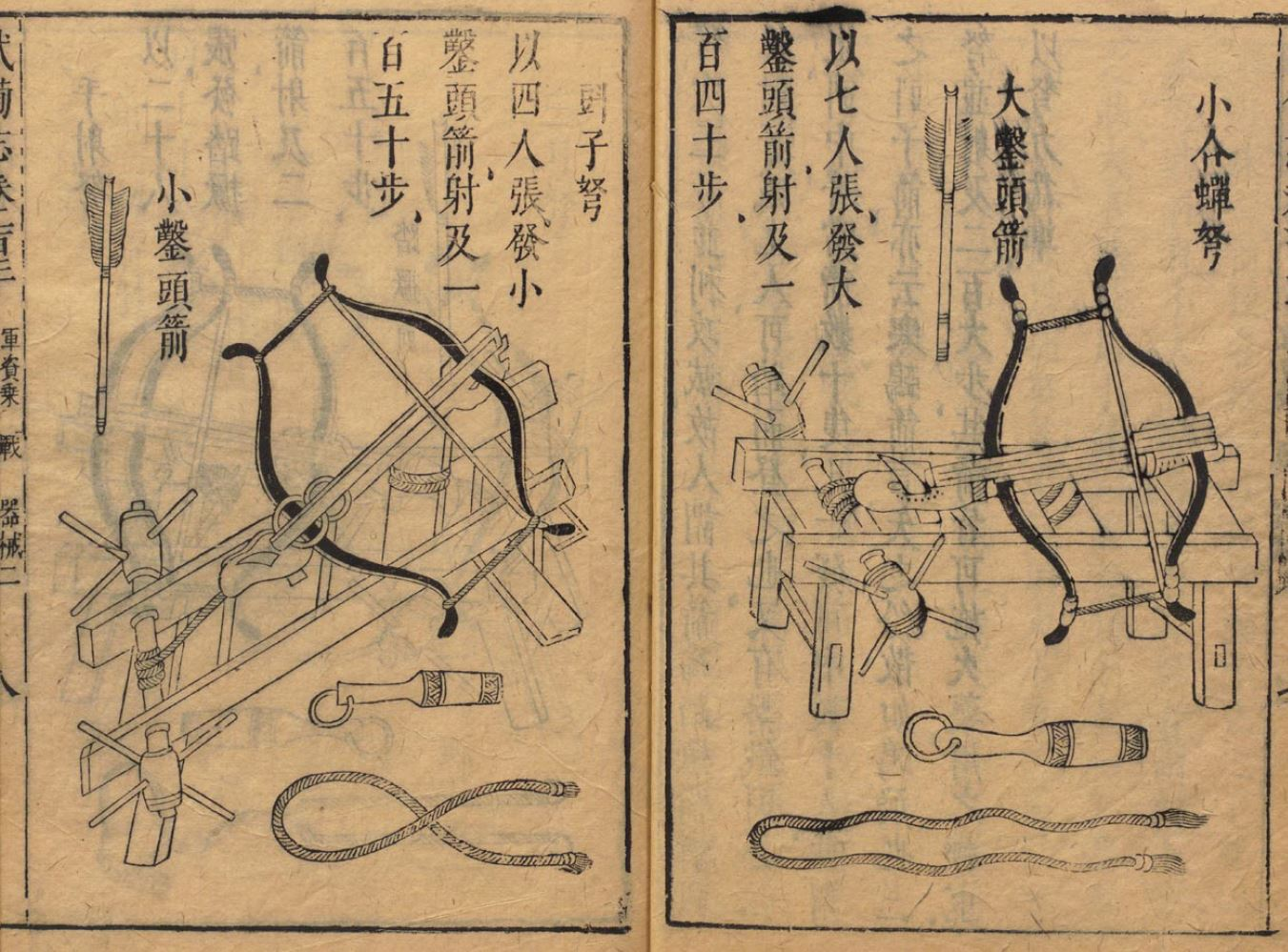
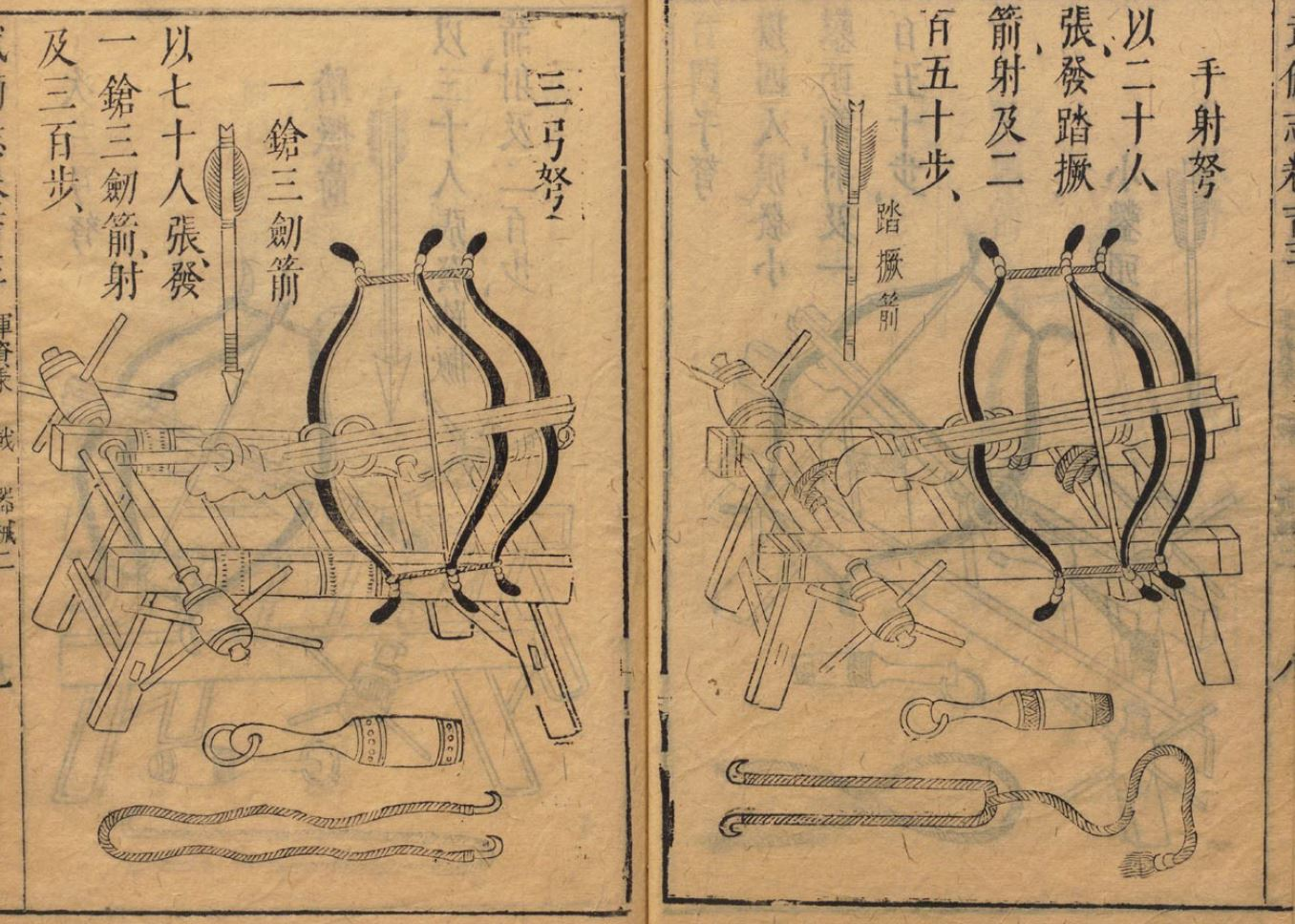
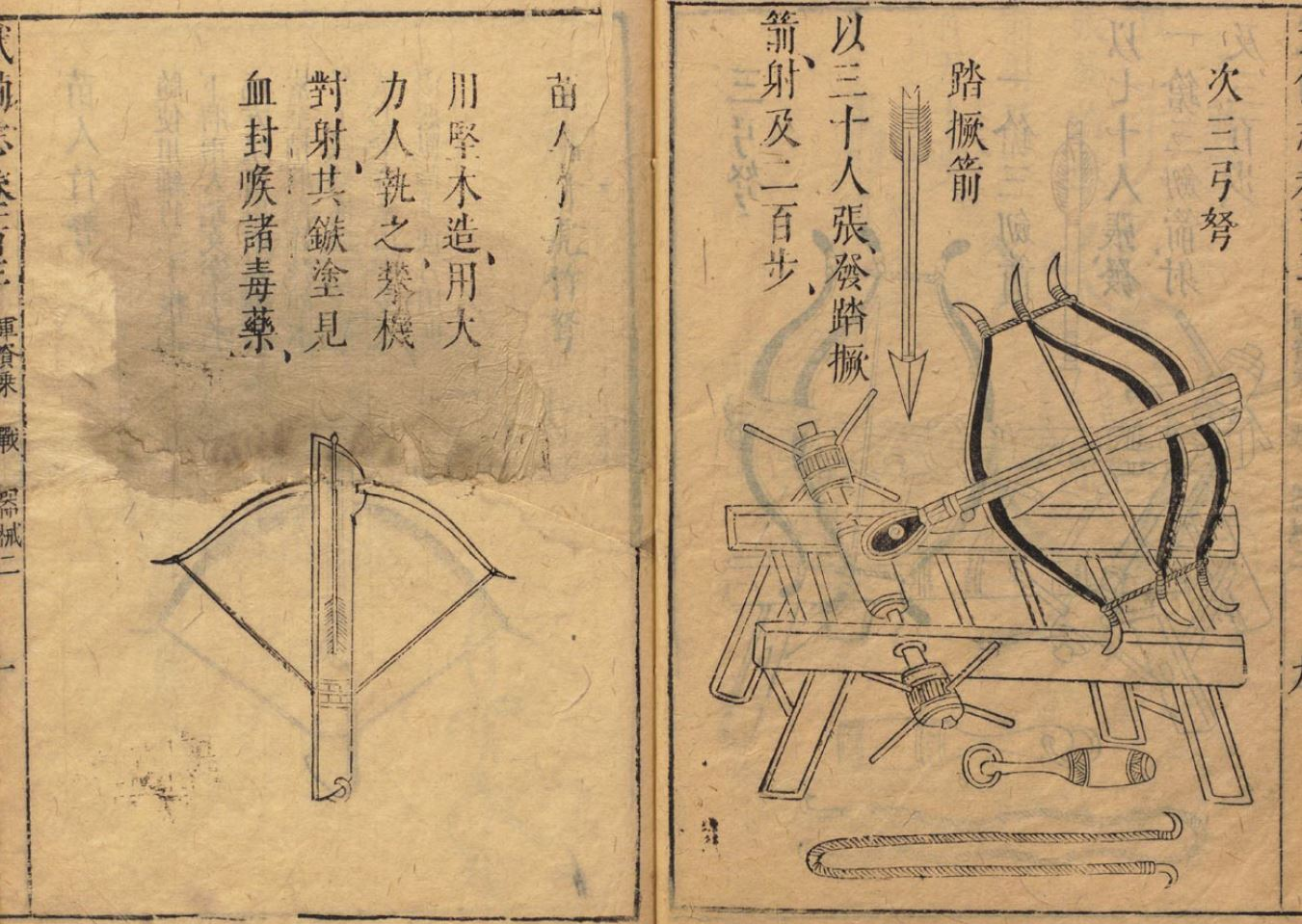
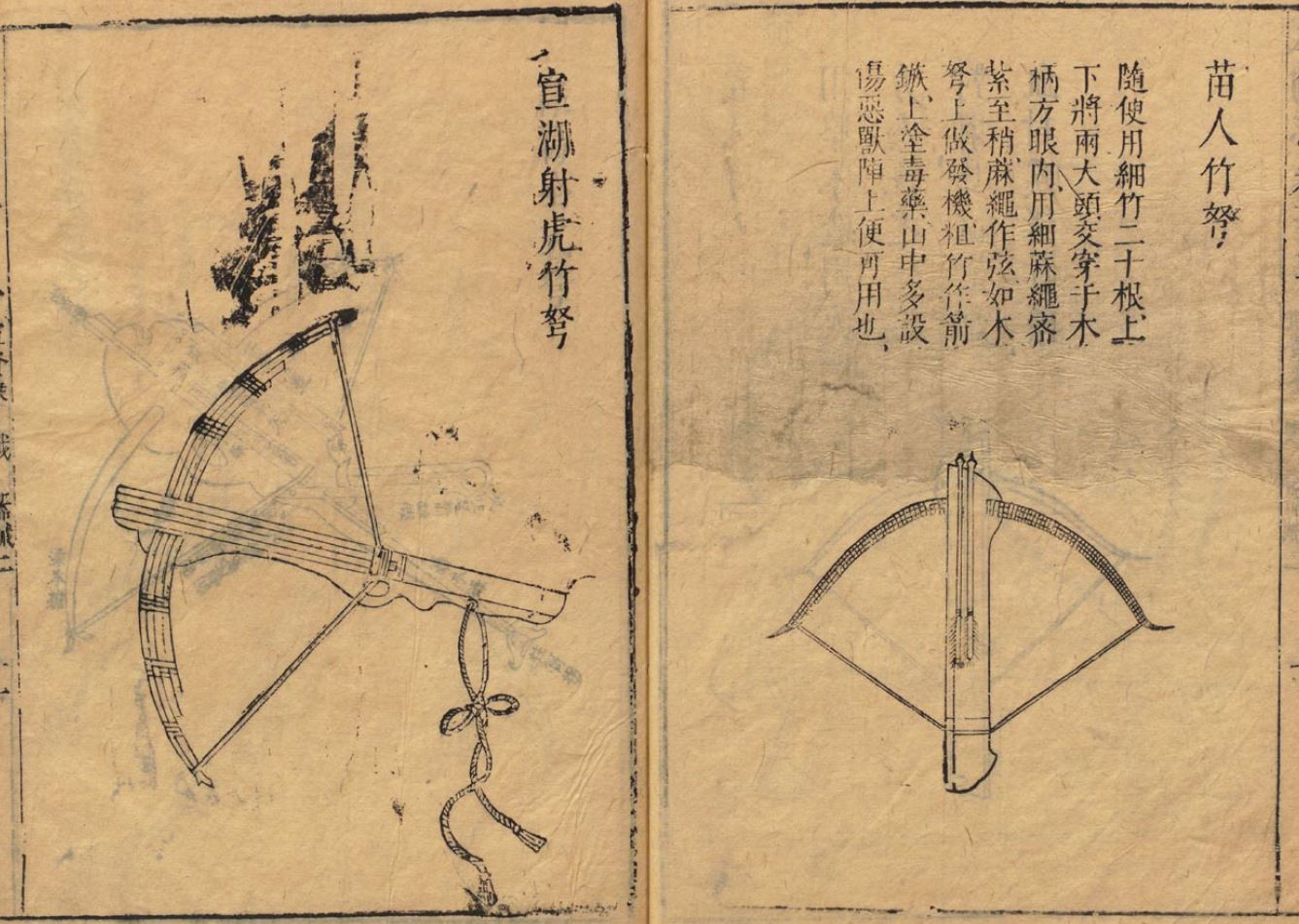
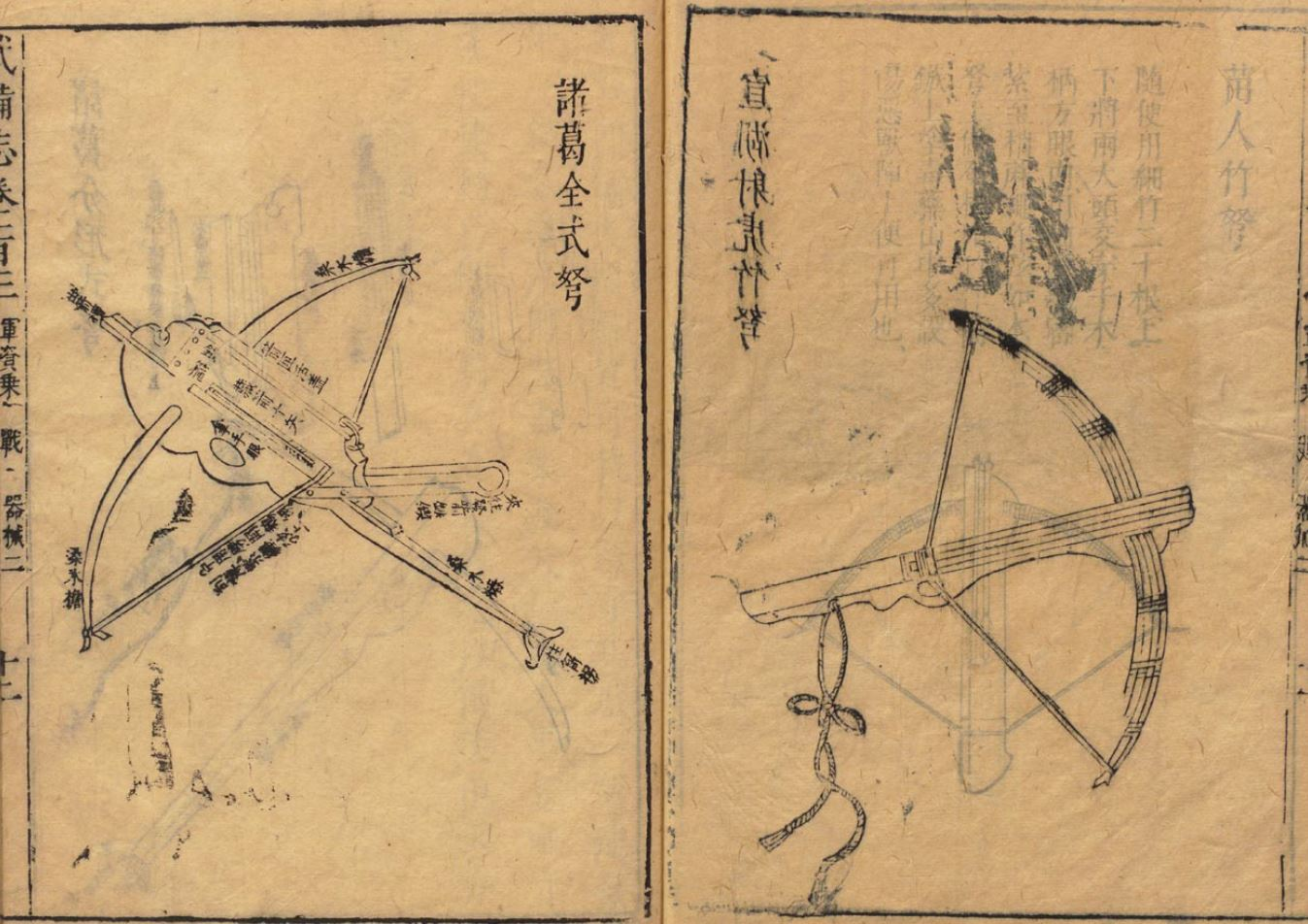
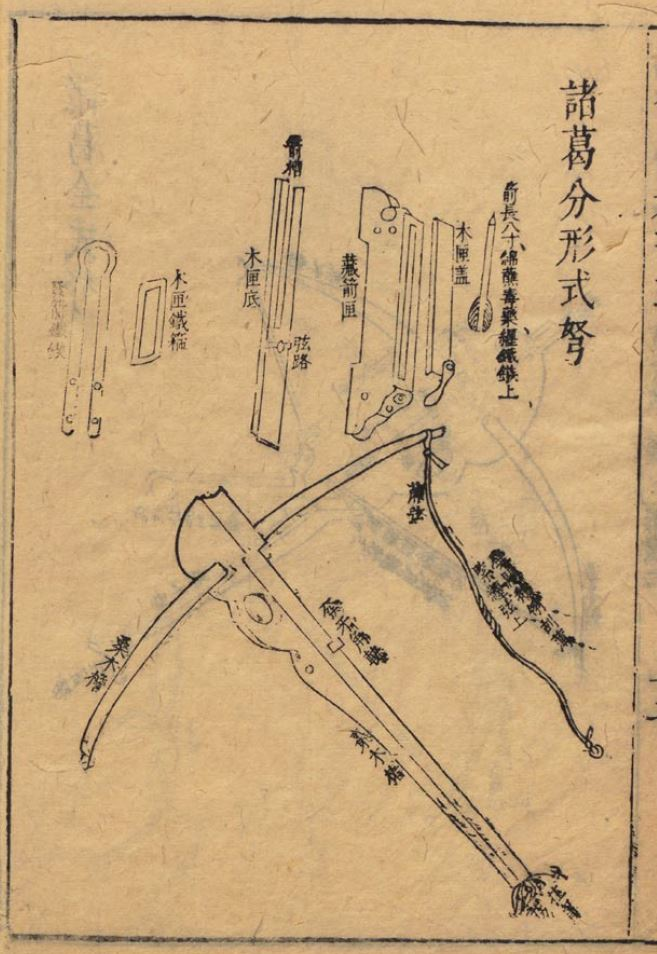
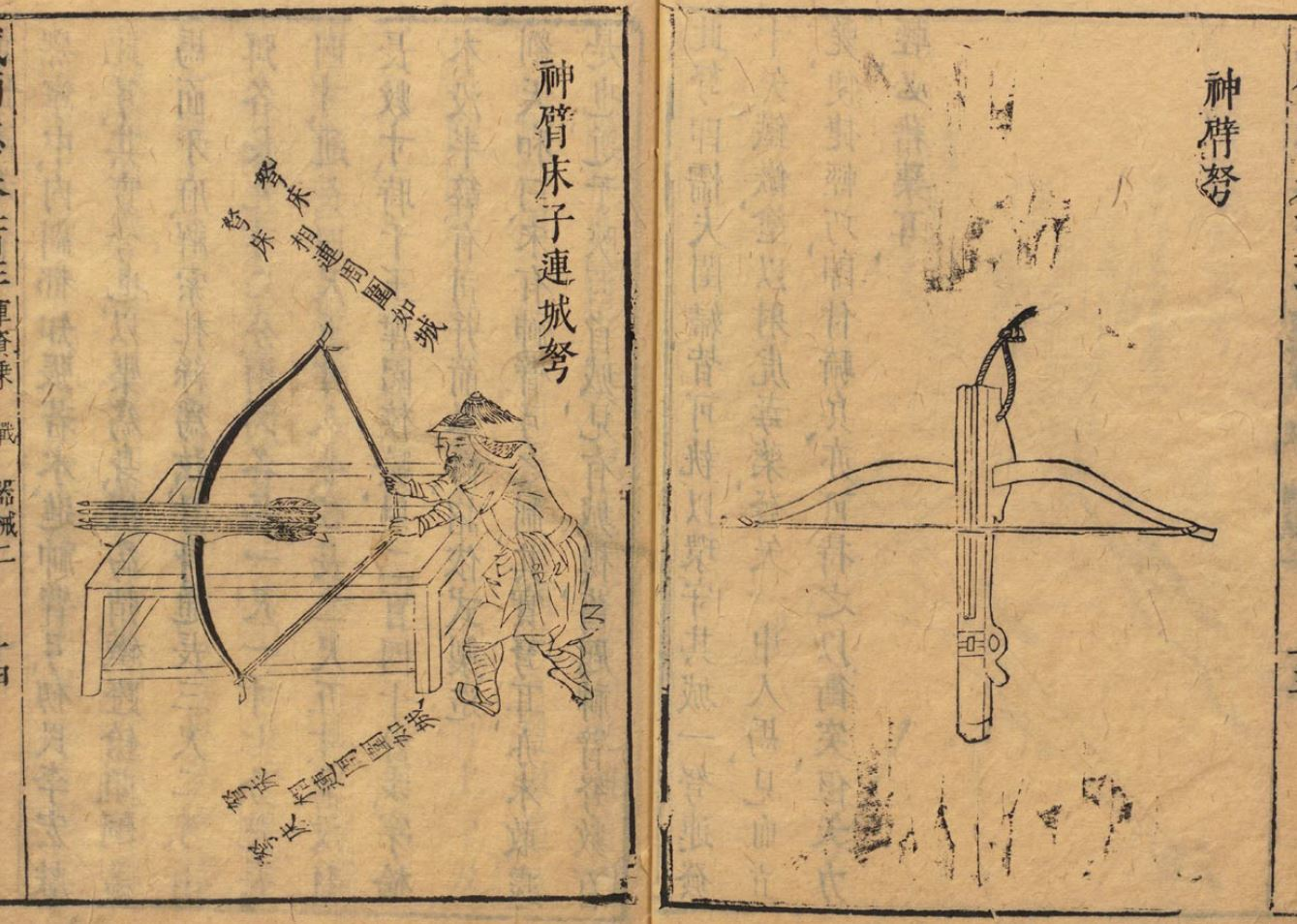
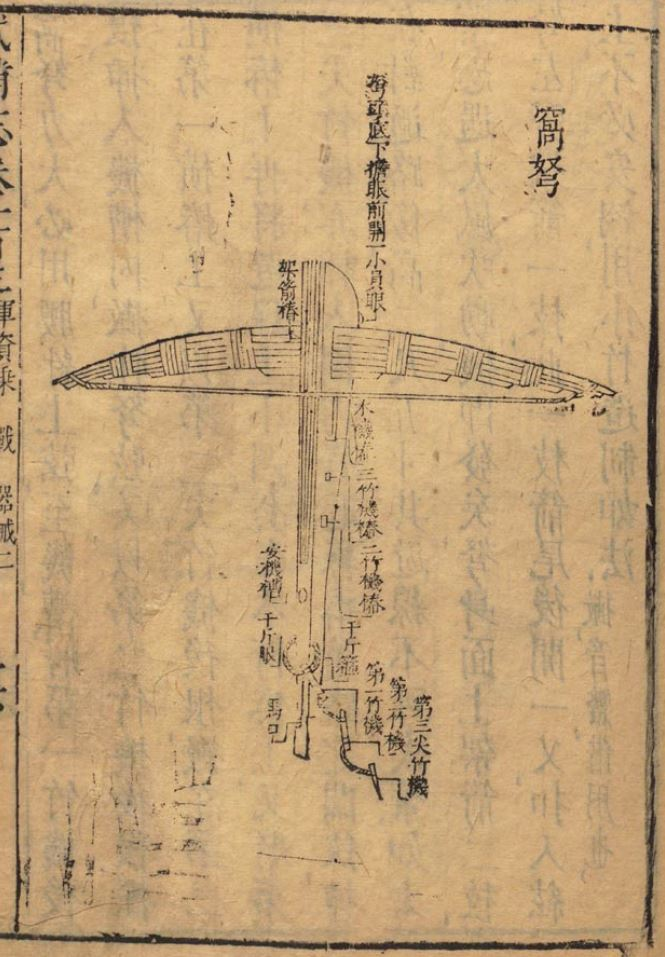
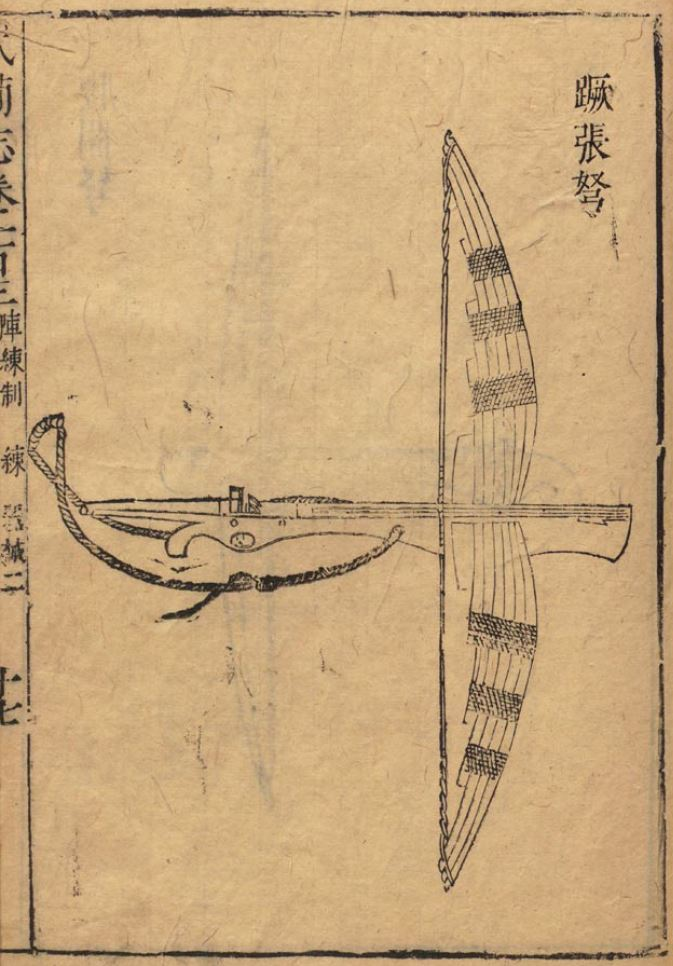
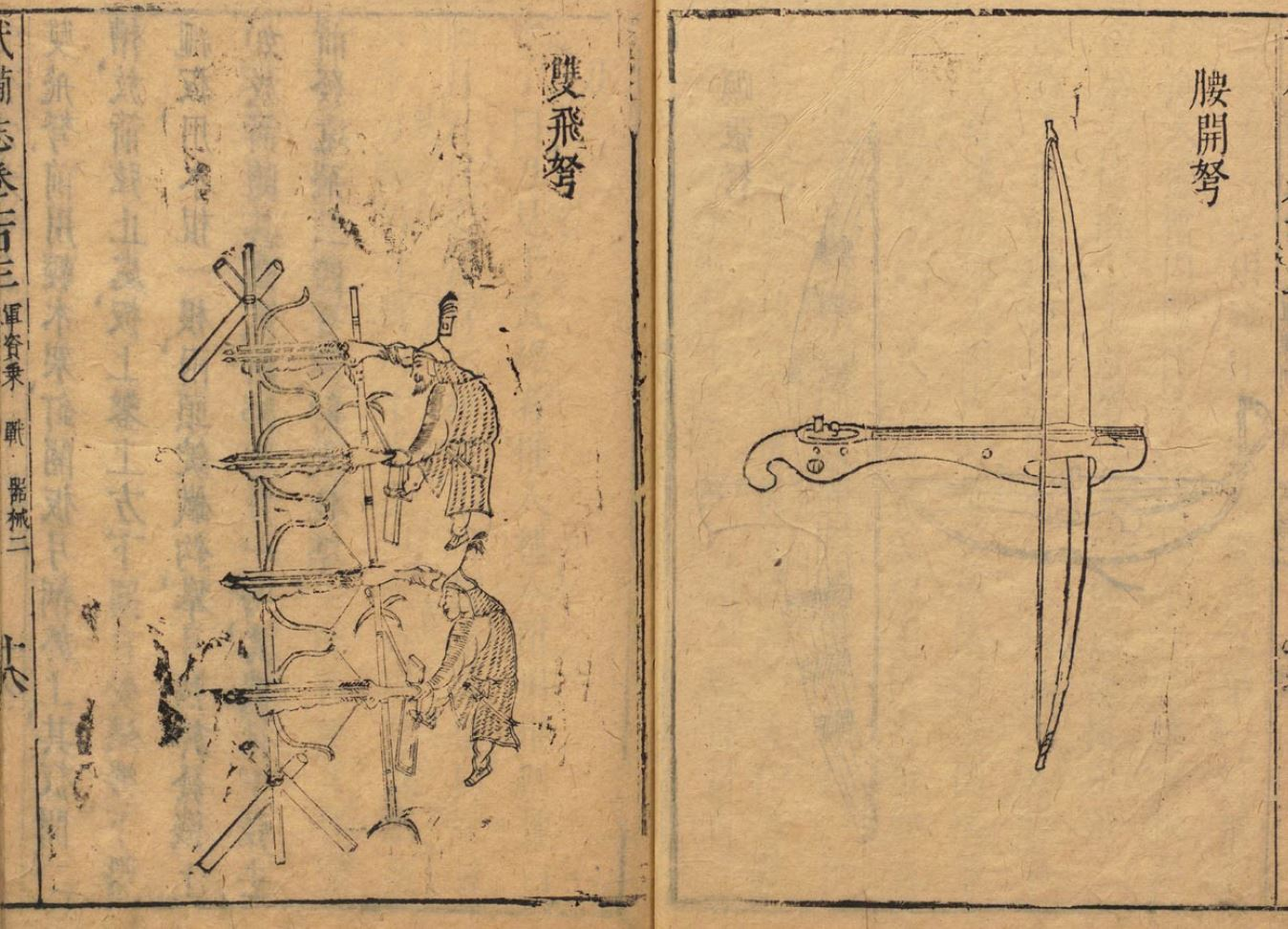

### Flechas de fuego y cohetes

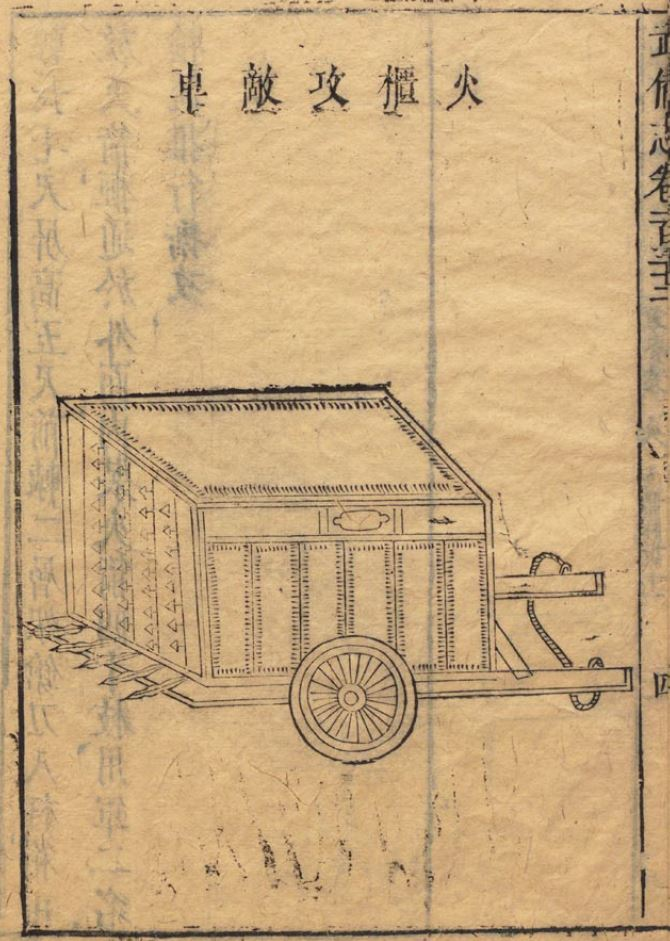
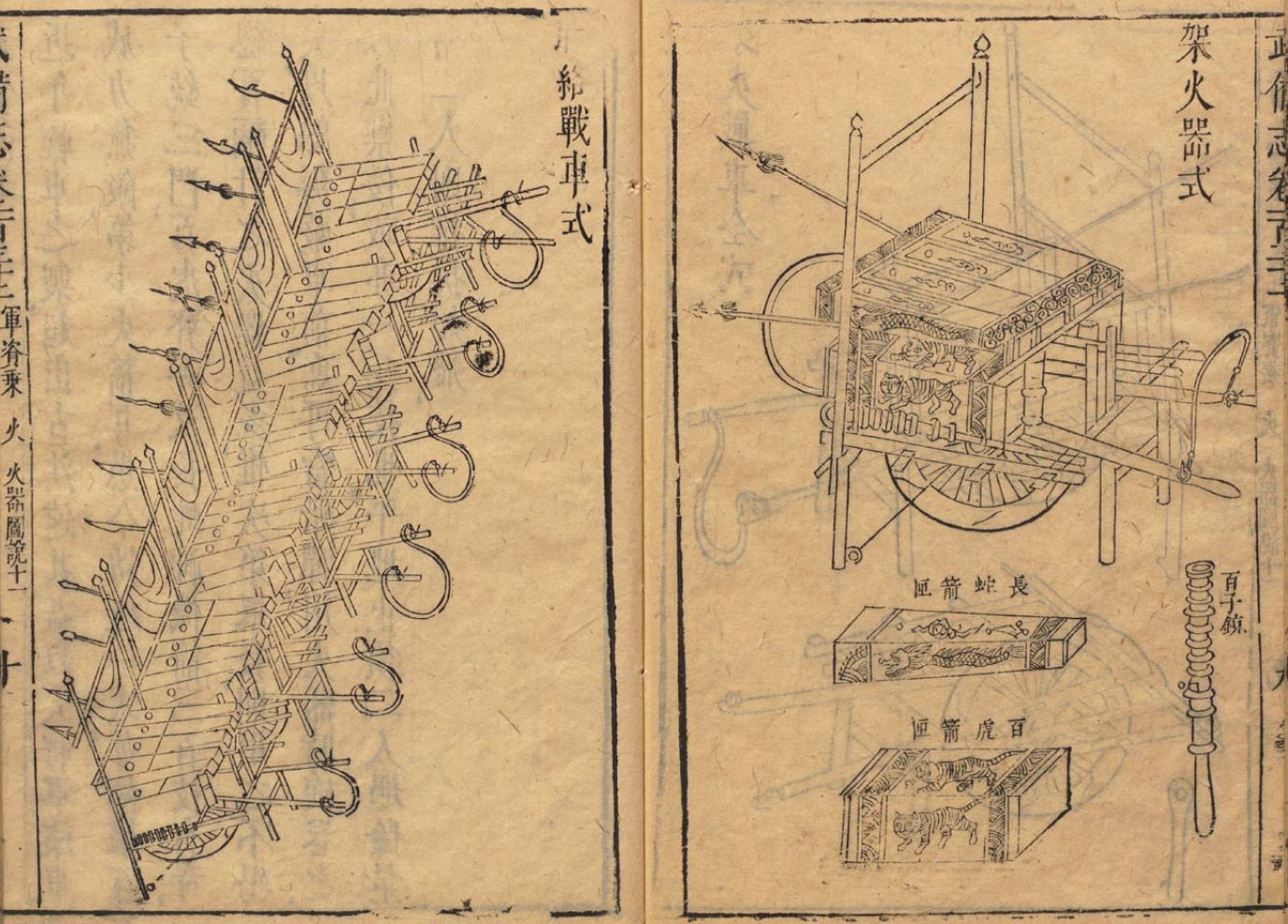
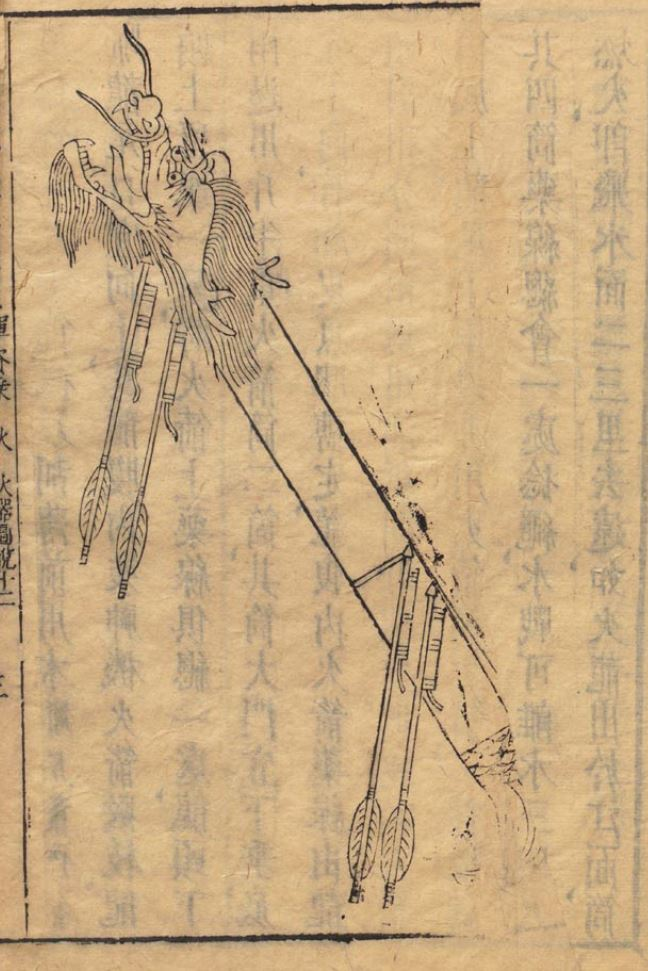
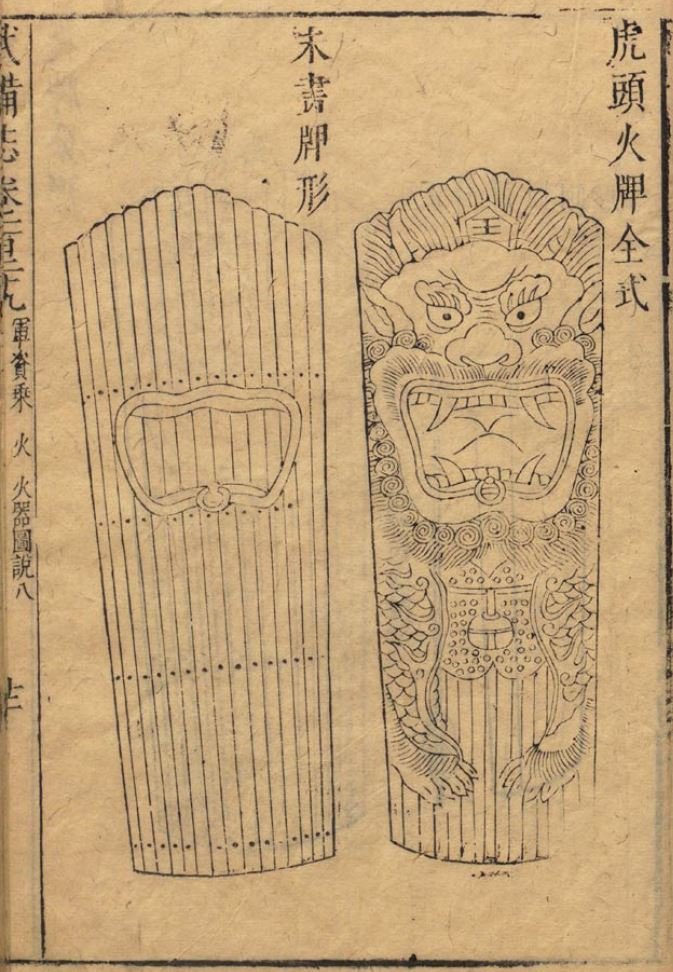
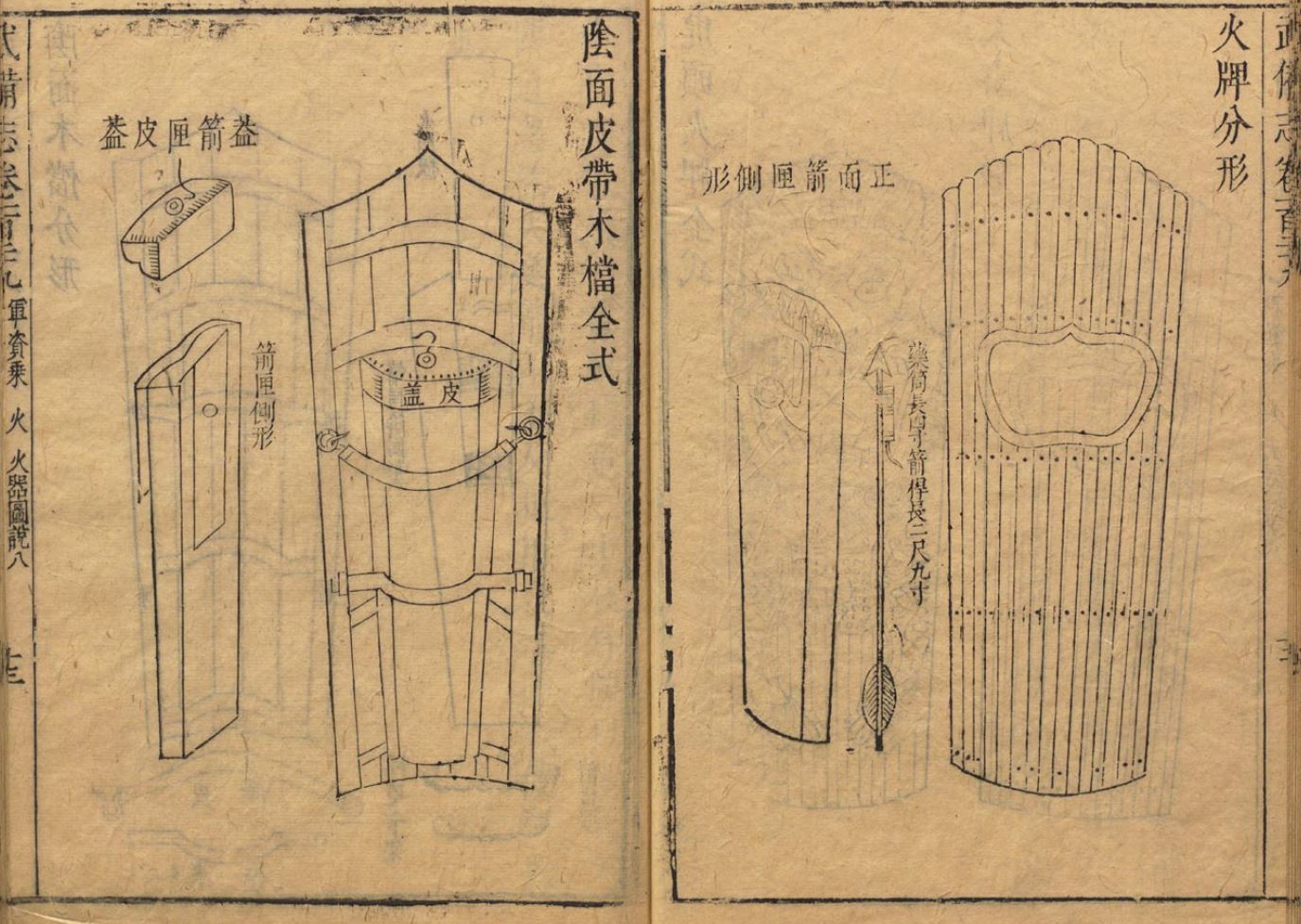
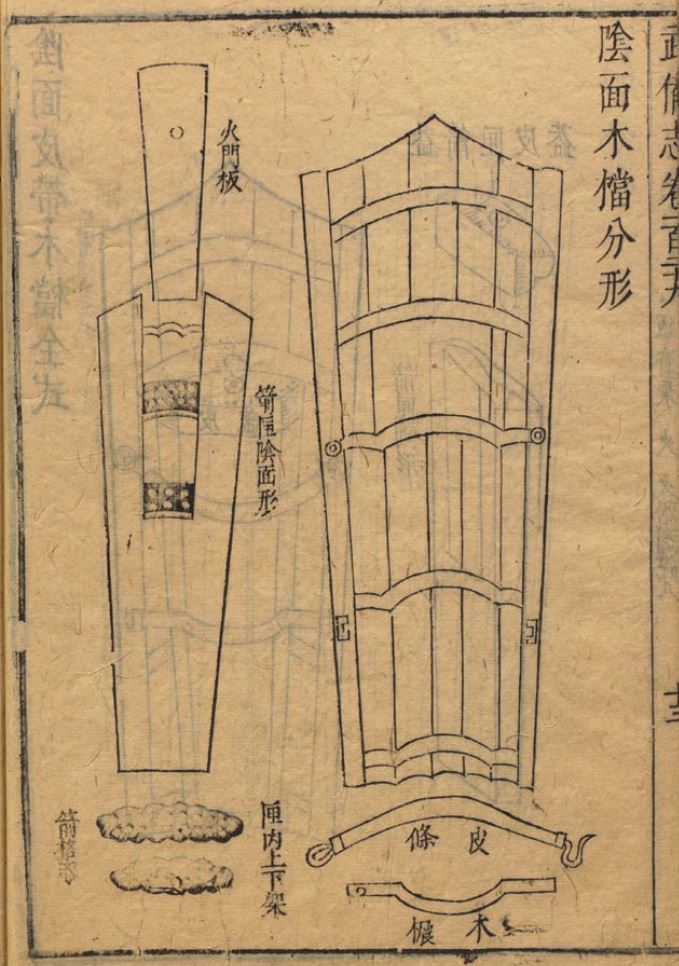
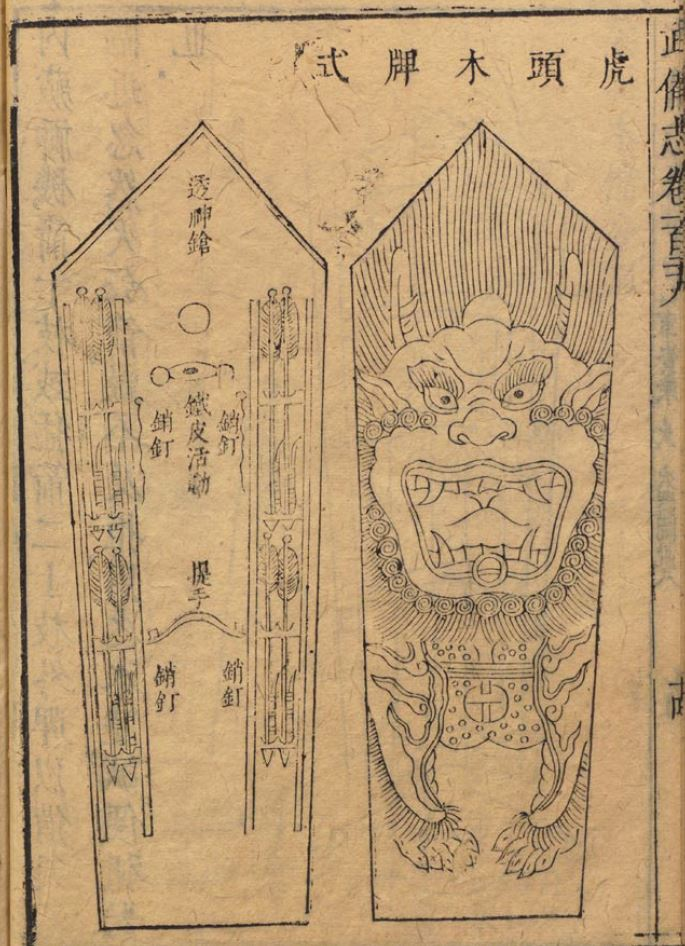
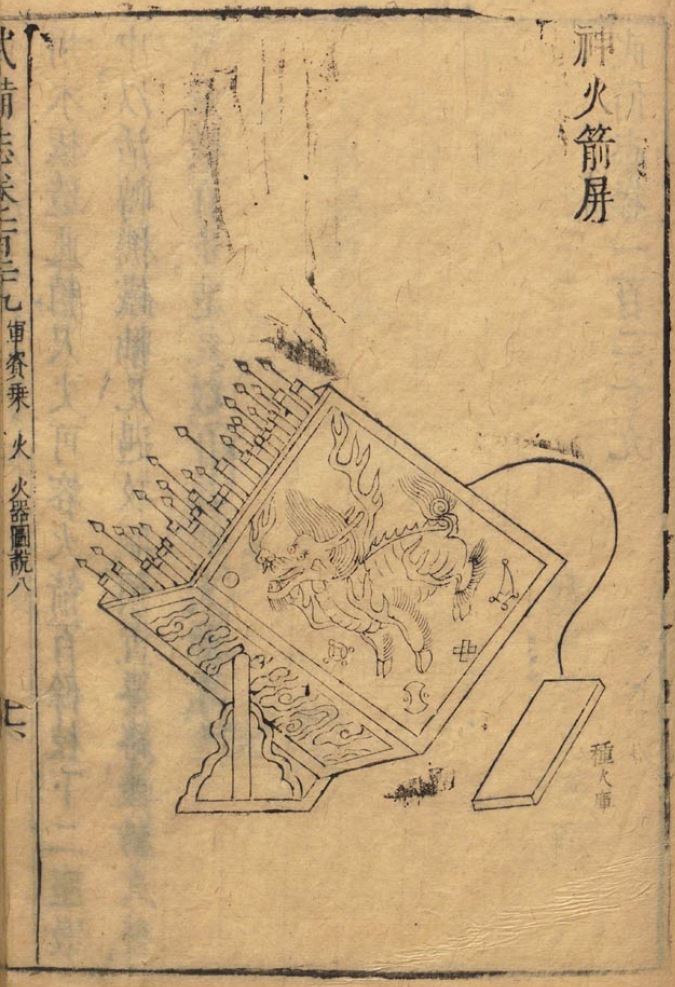
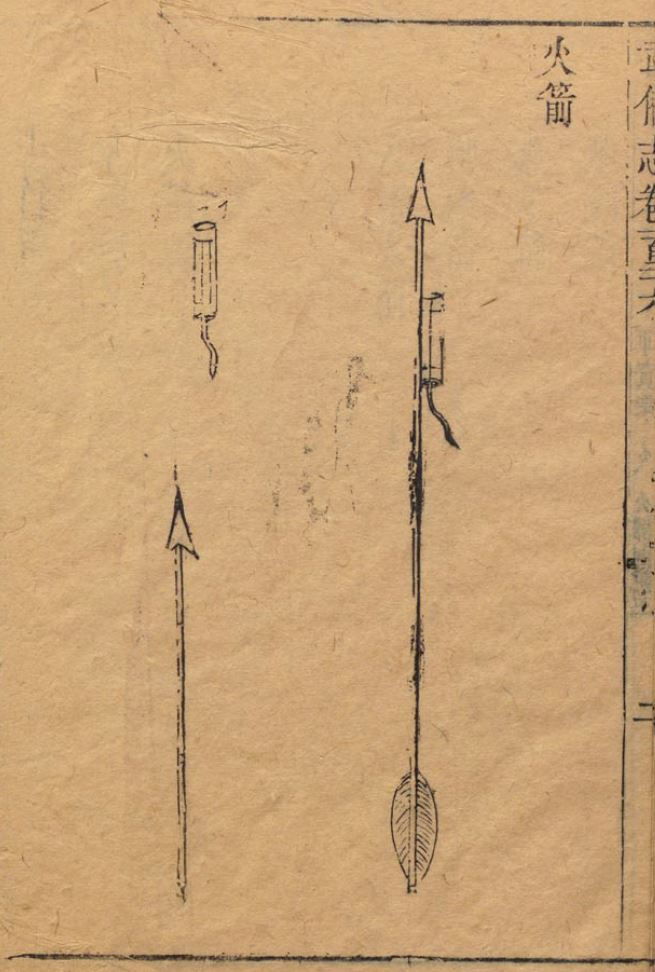
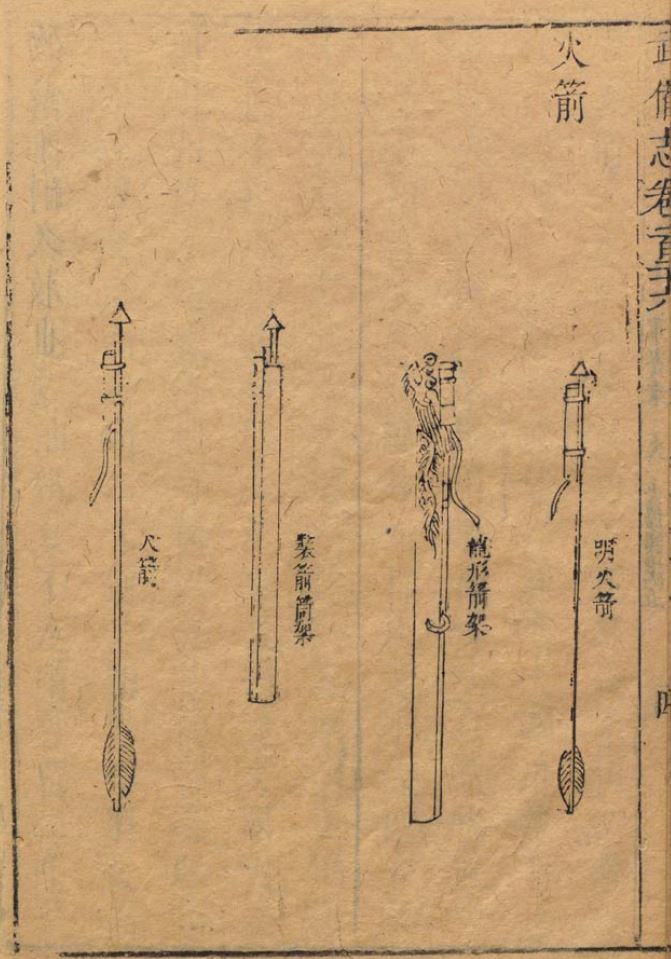
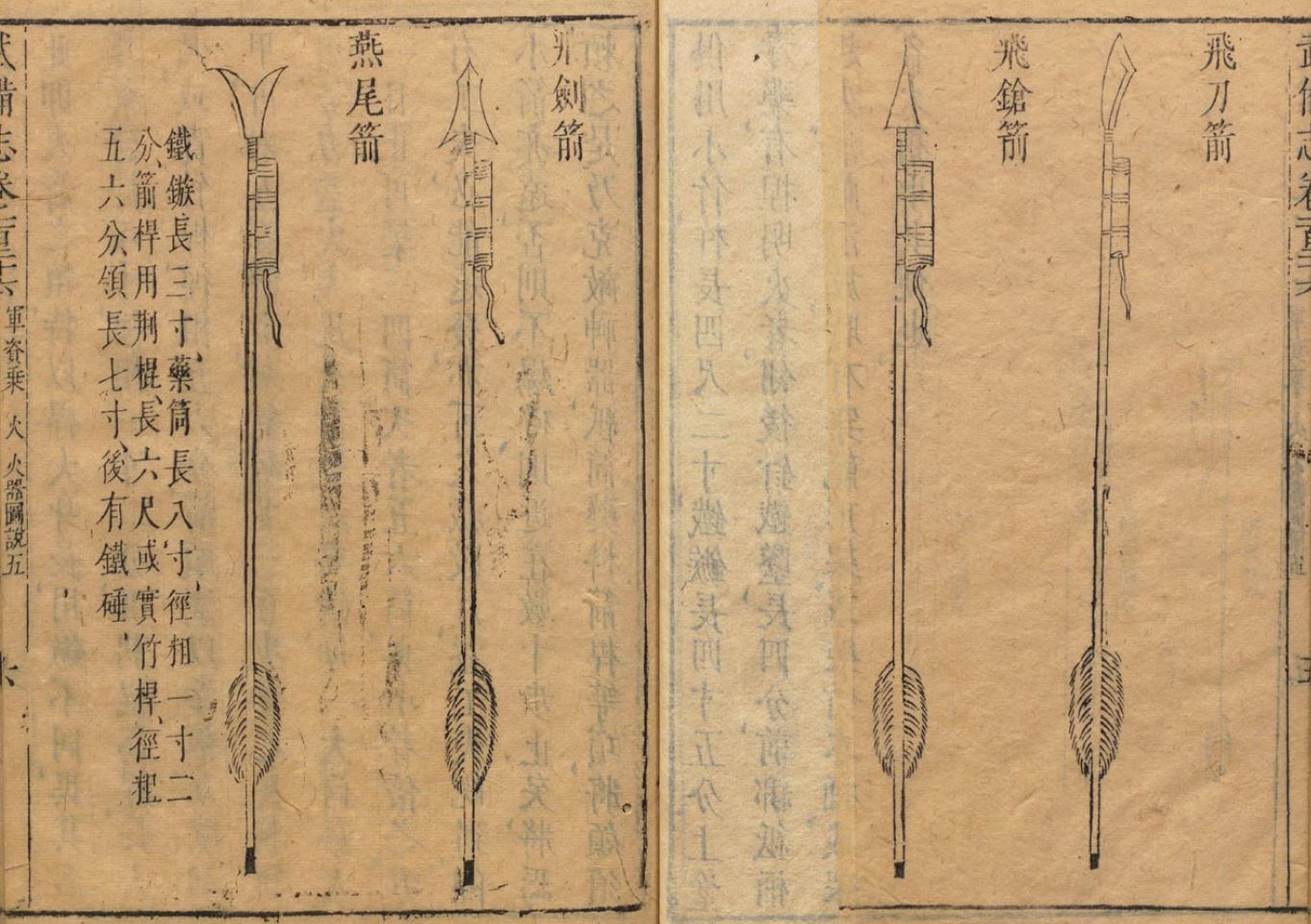
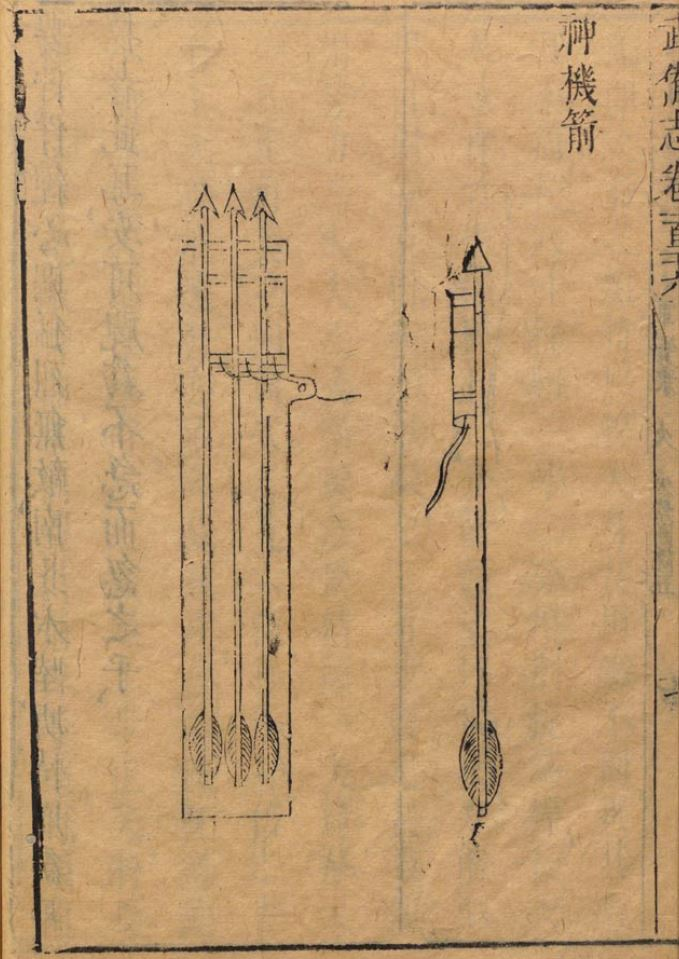
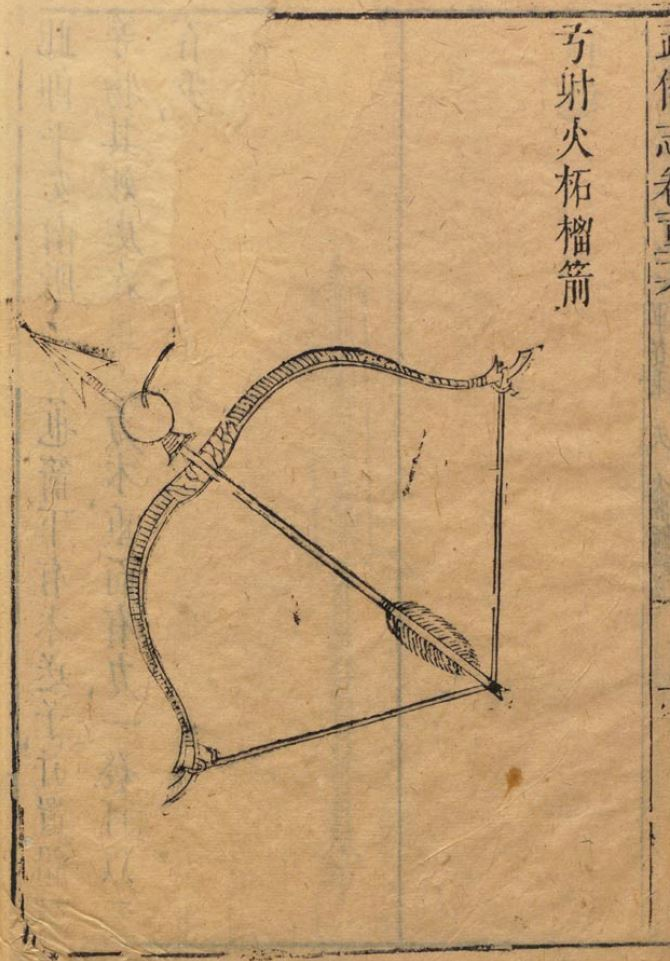
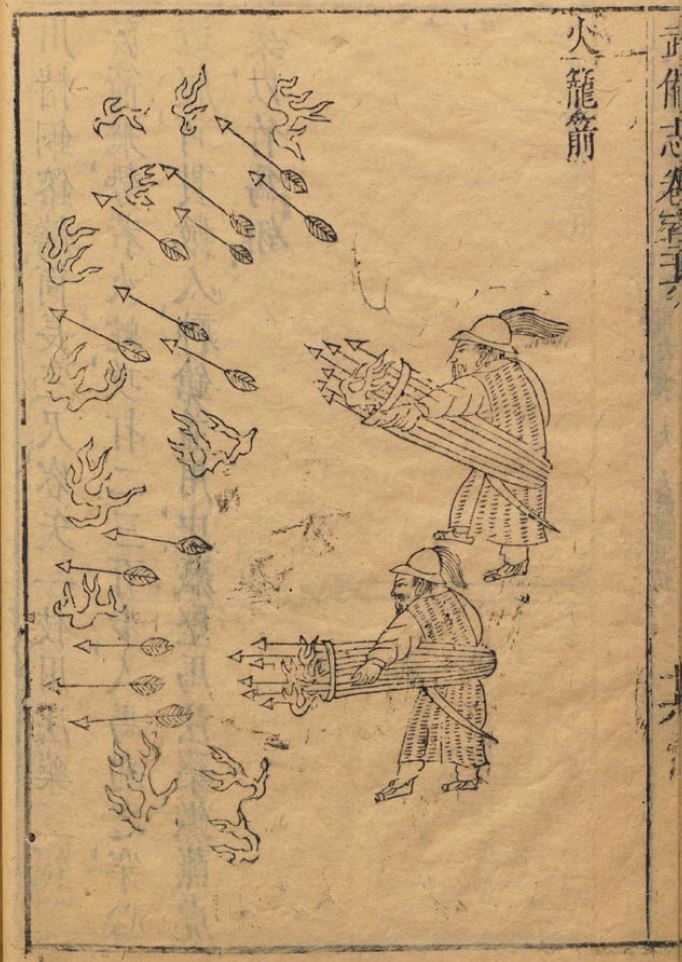
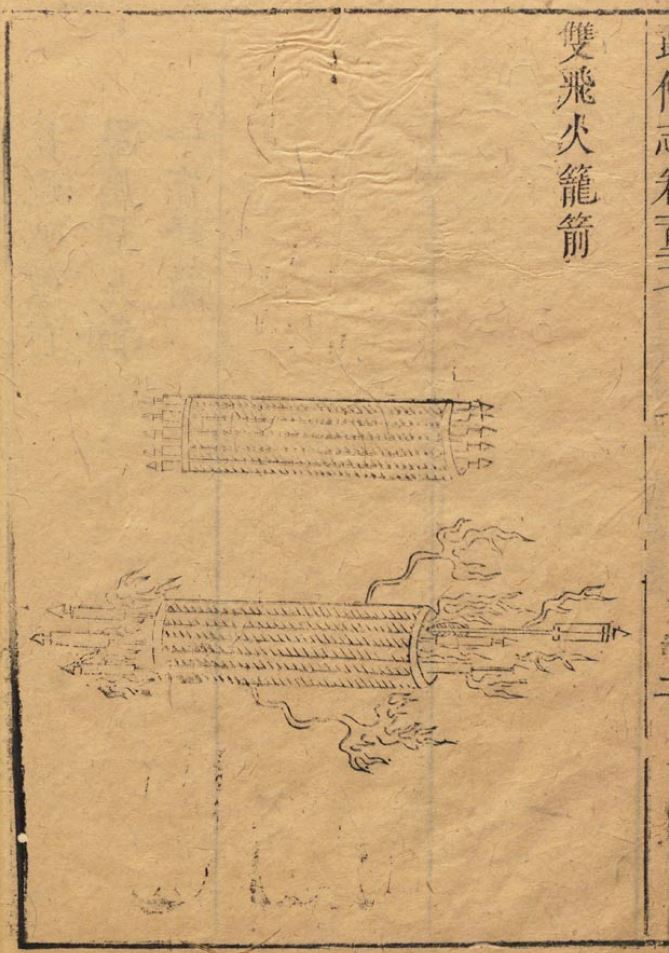
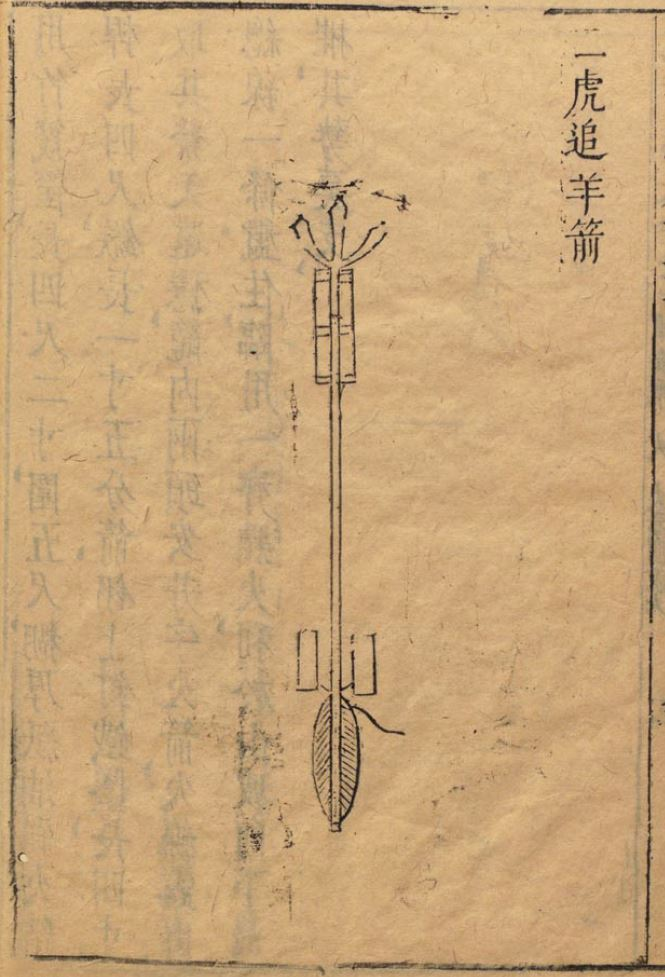
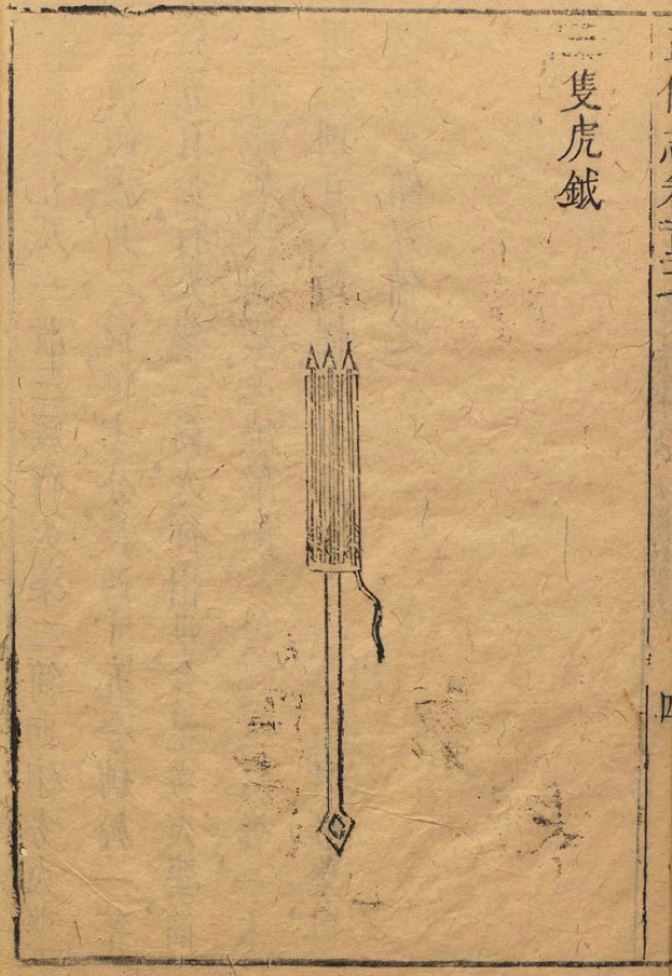
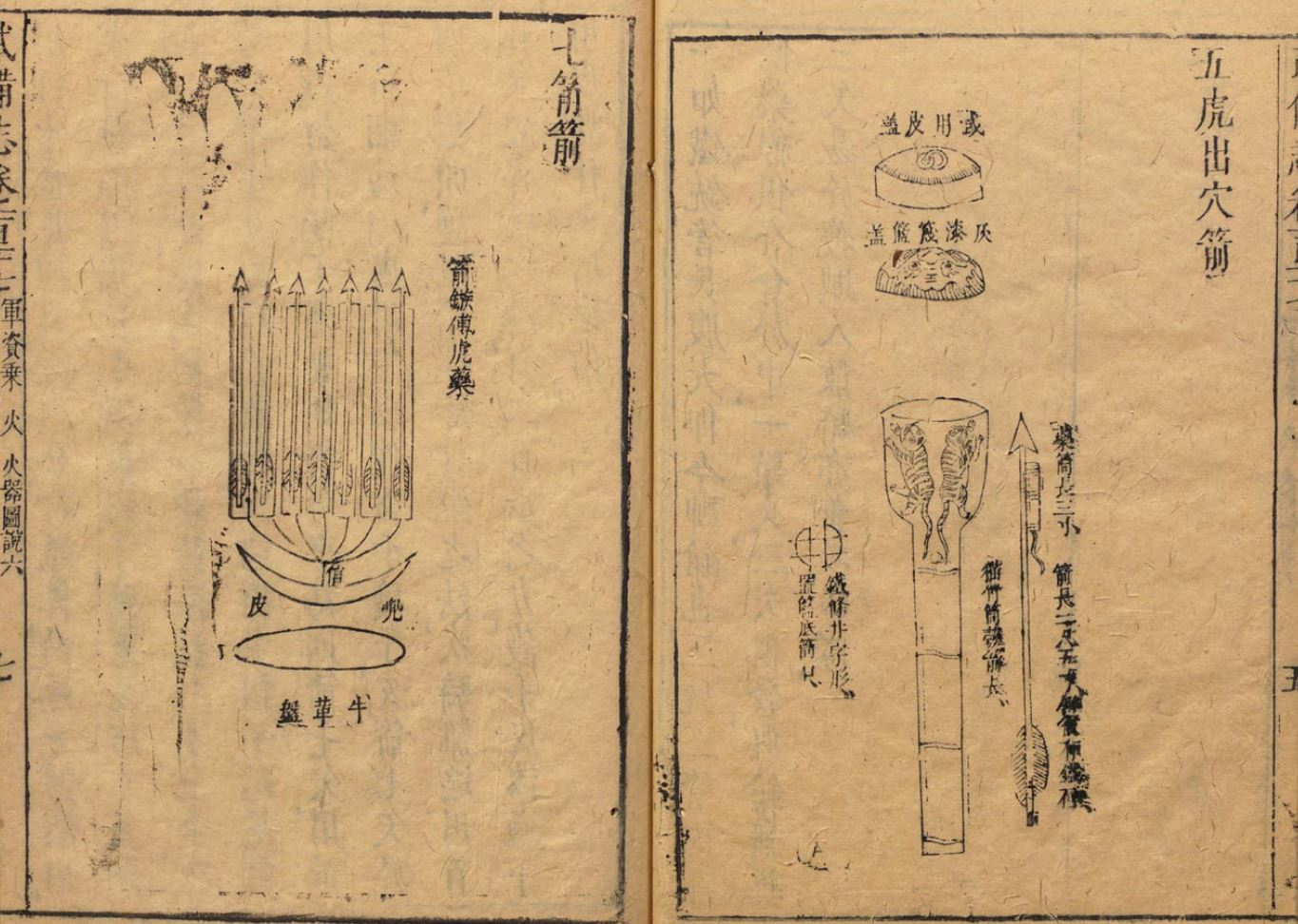
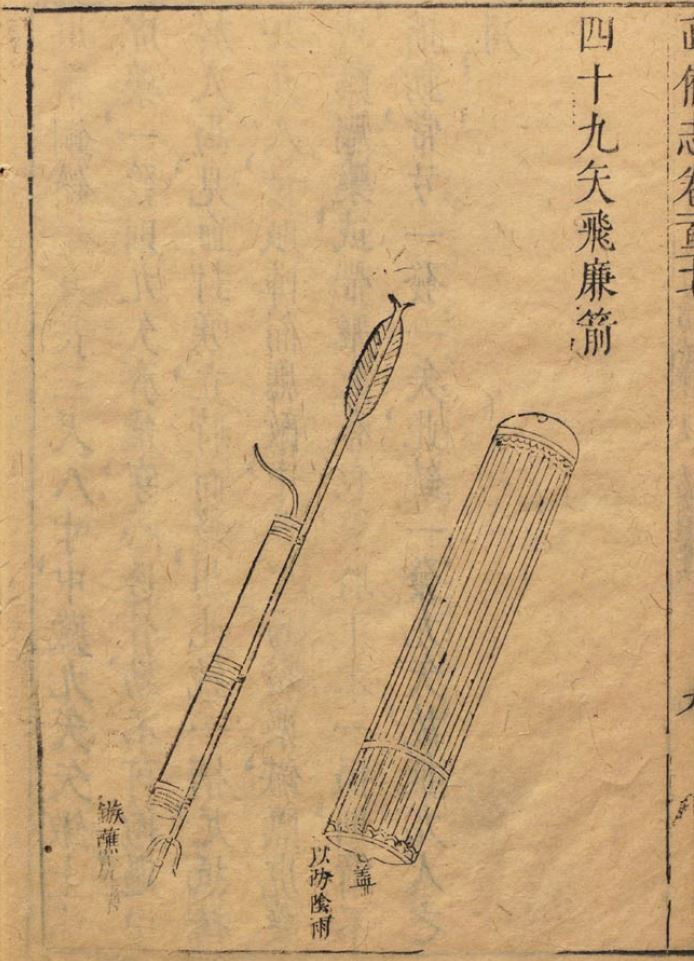
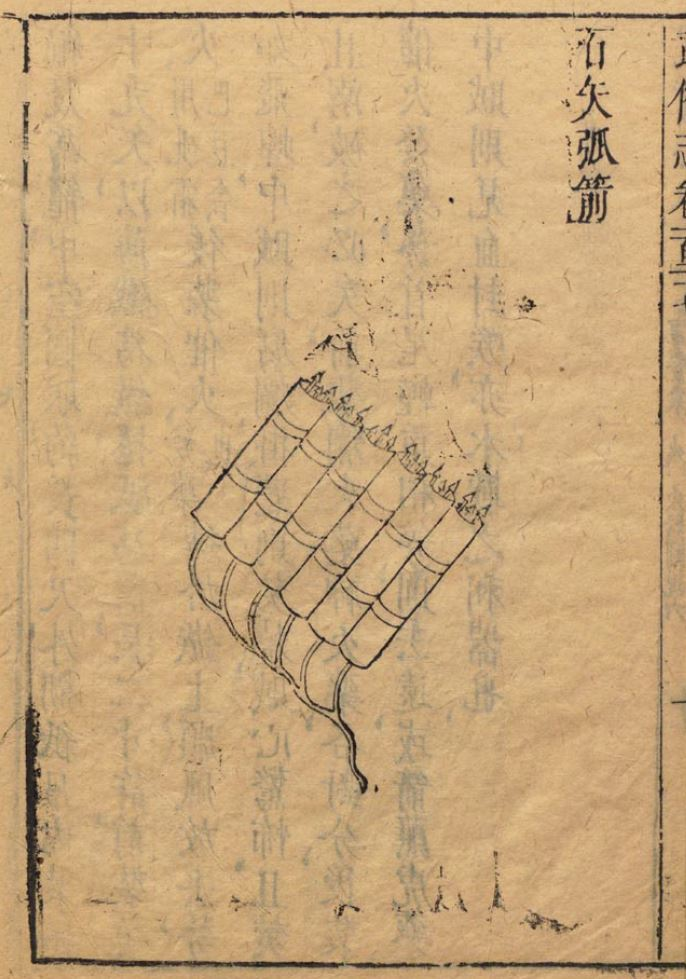
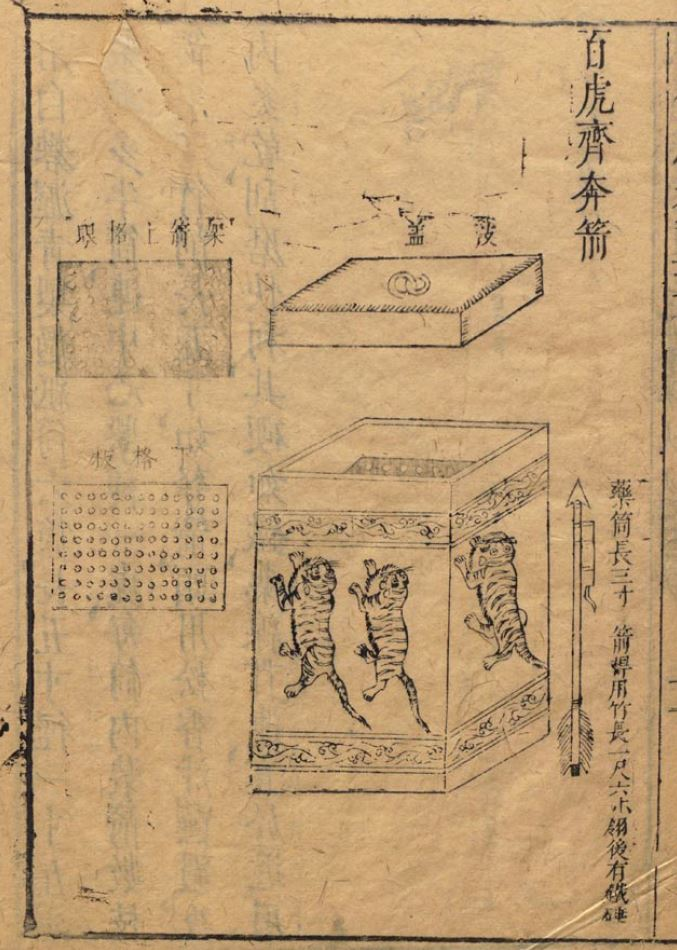
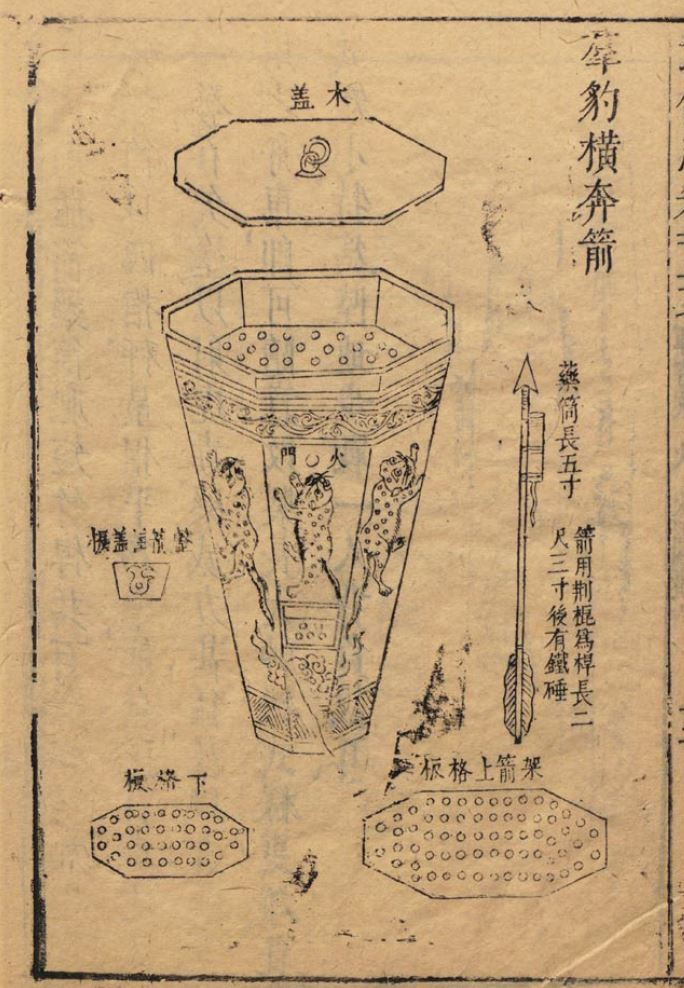
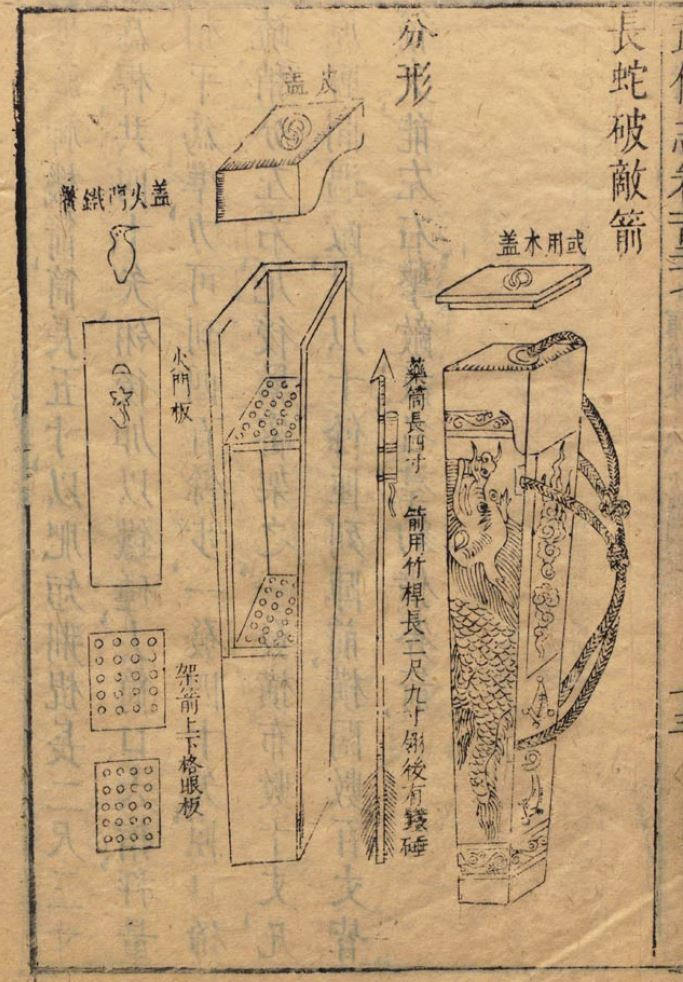
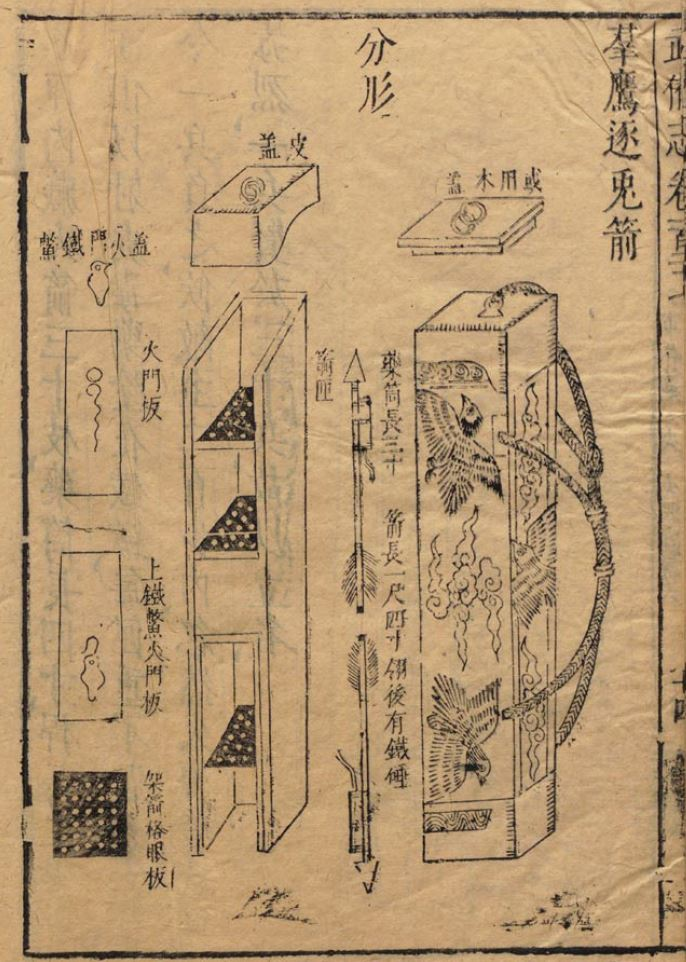
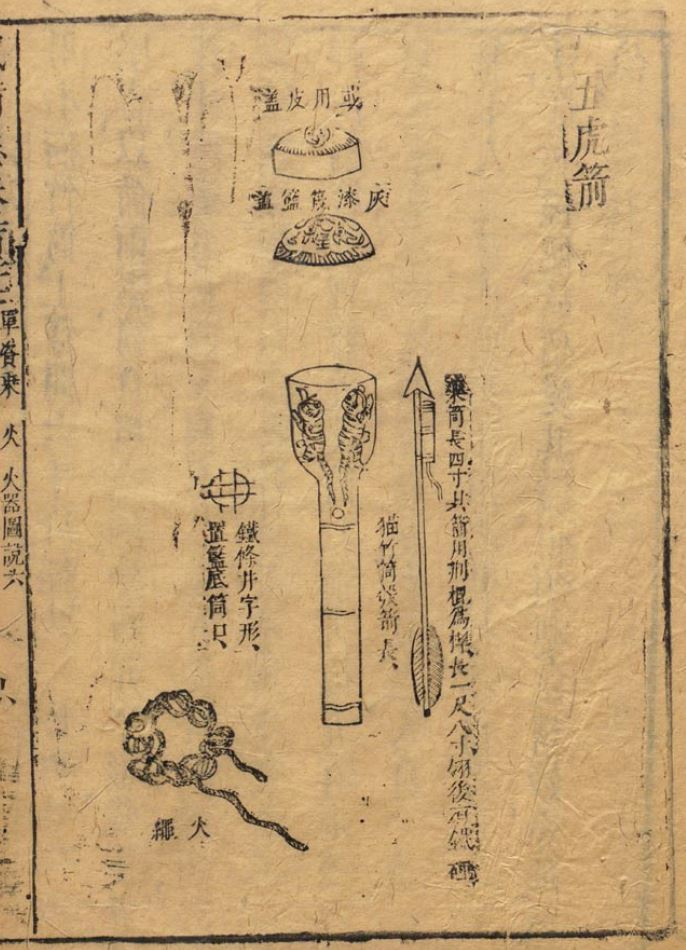
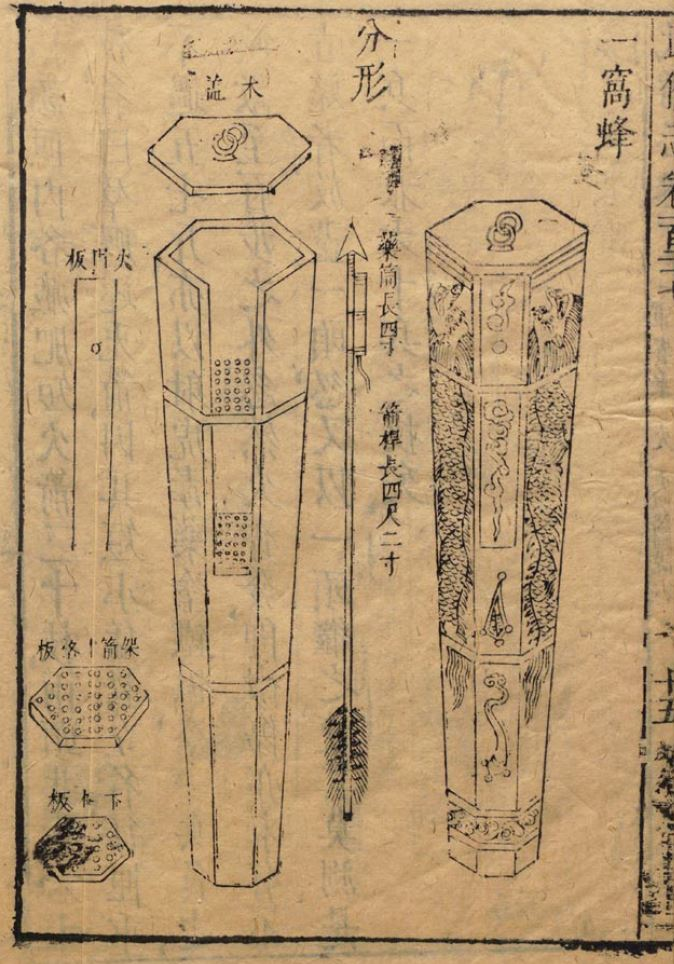

### Cañones de mano y lanzas de fuego

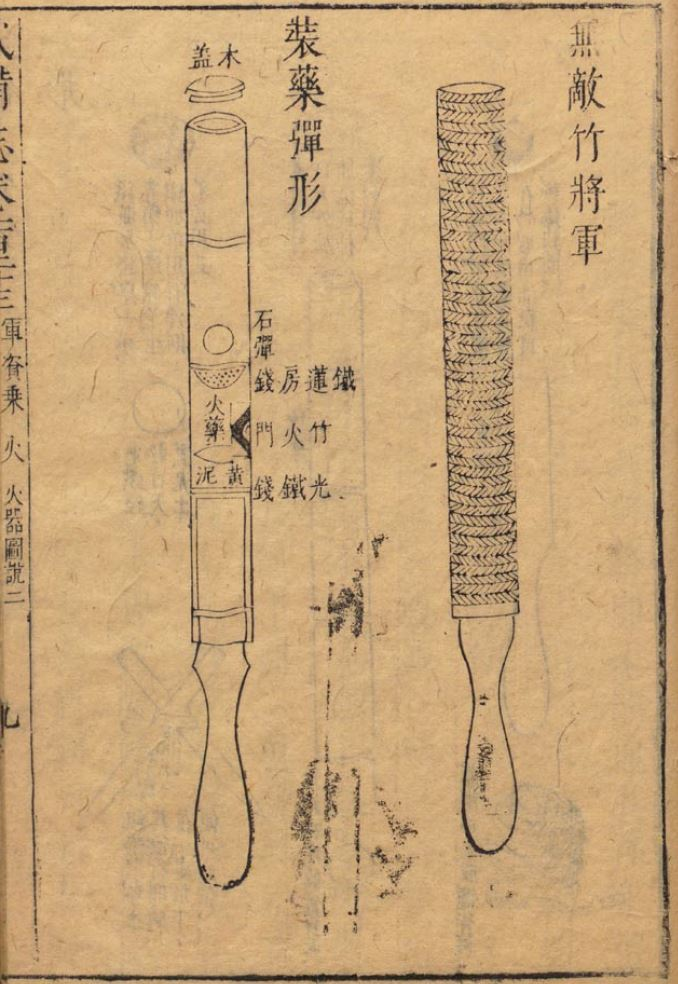
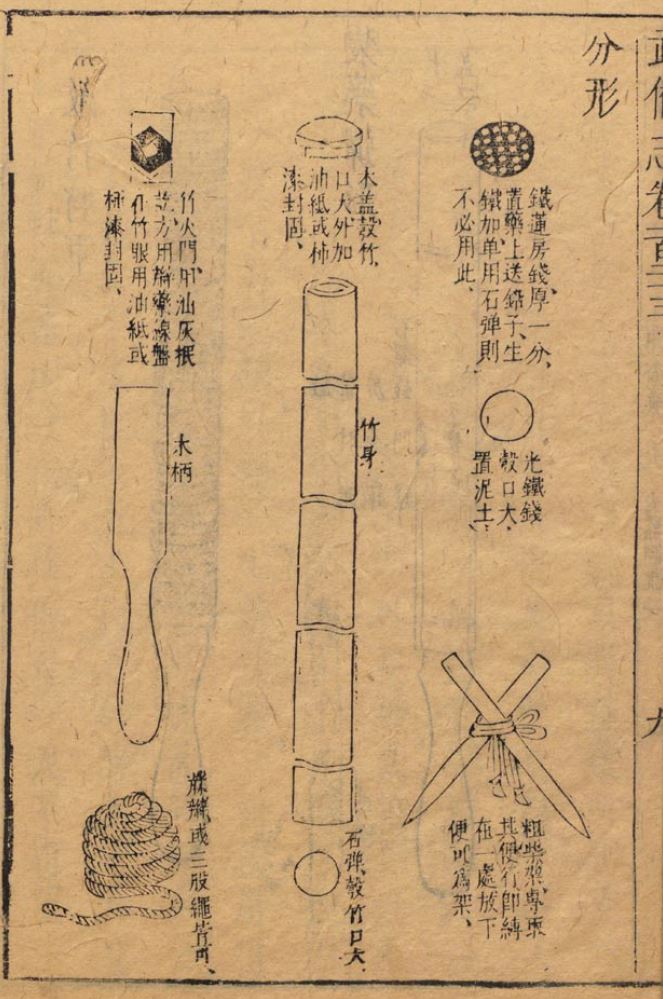
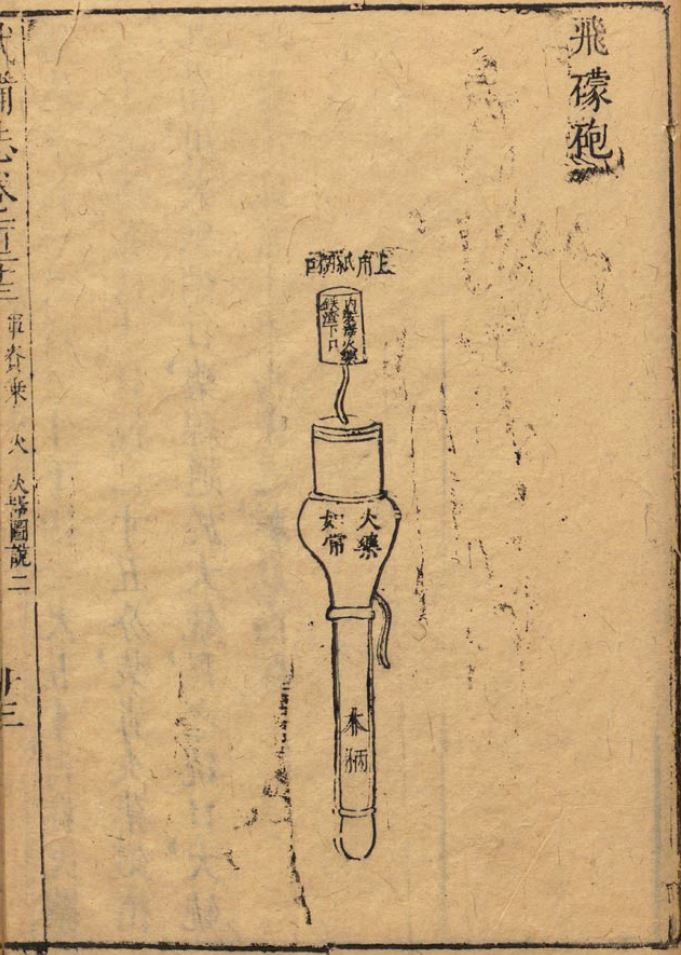
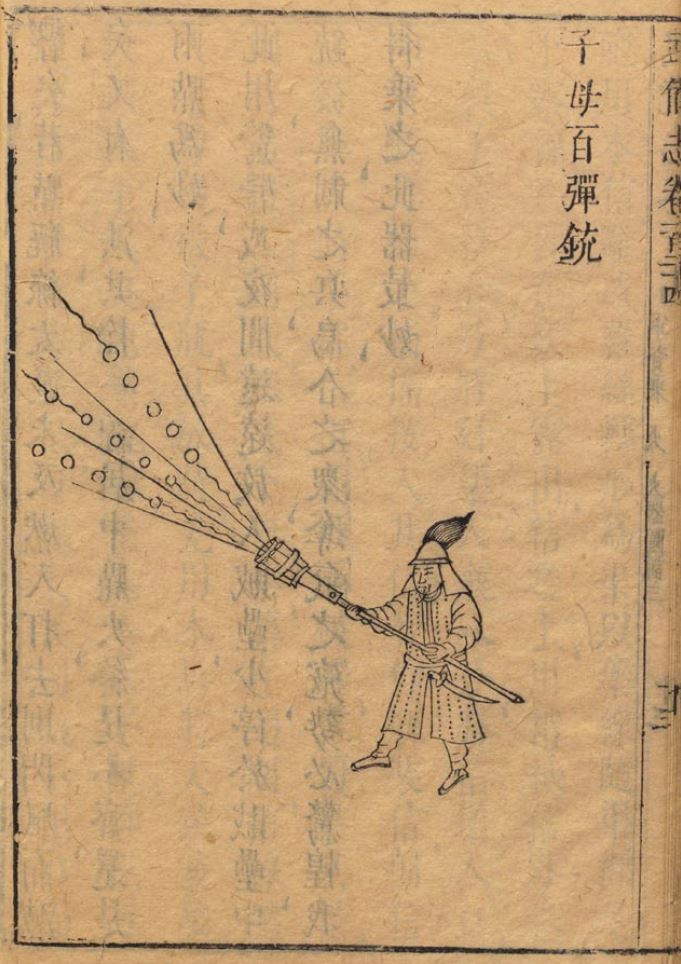
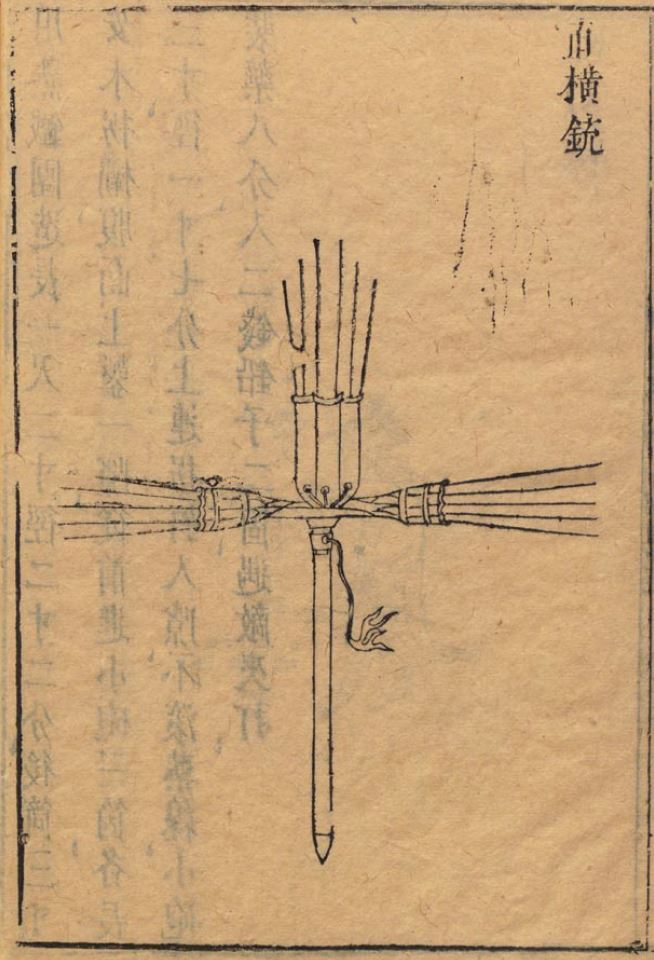
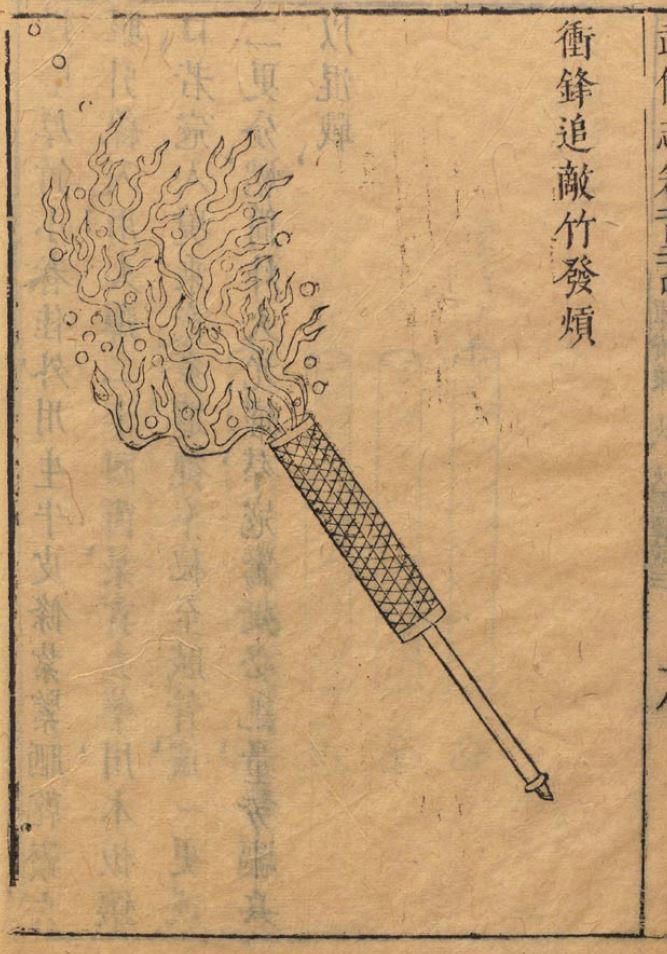
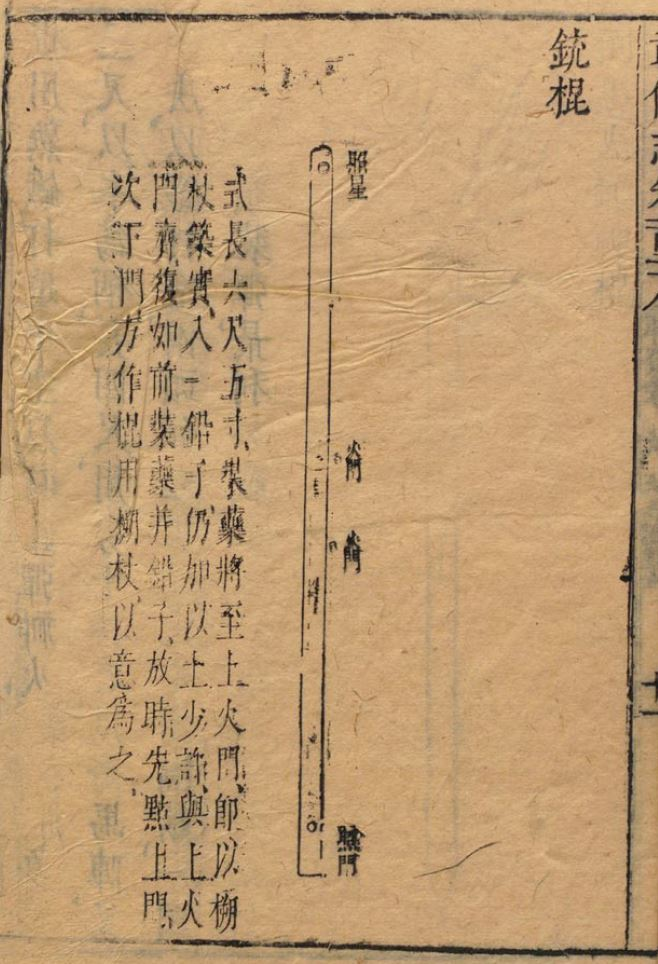
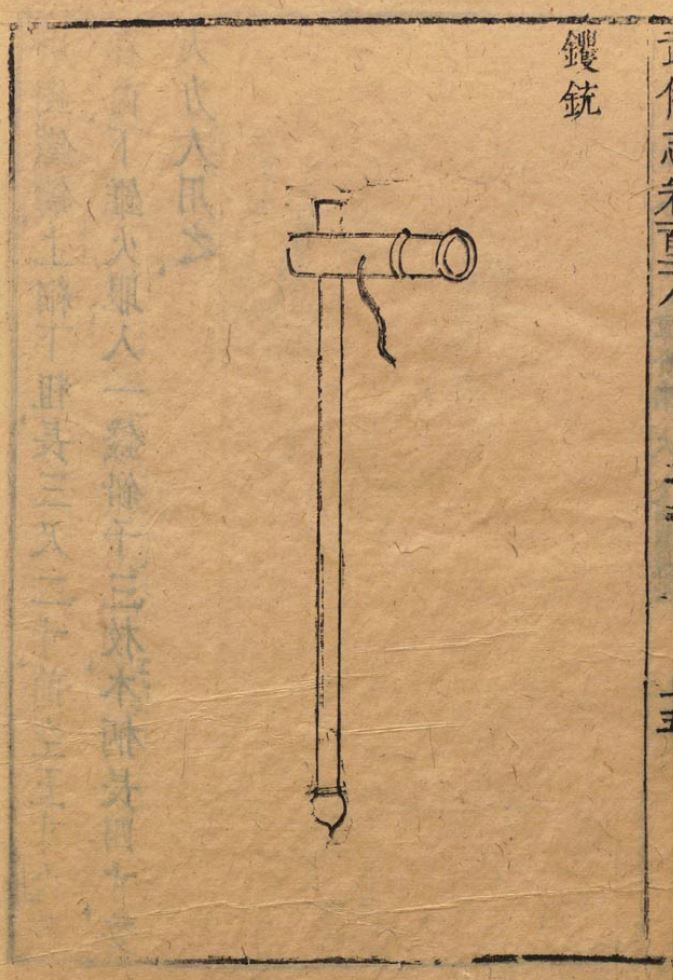
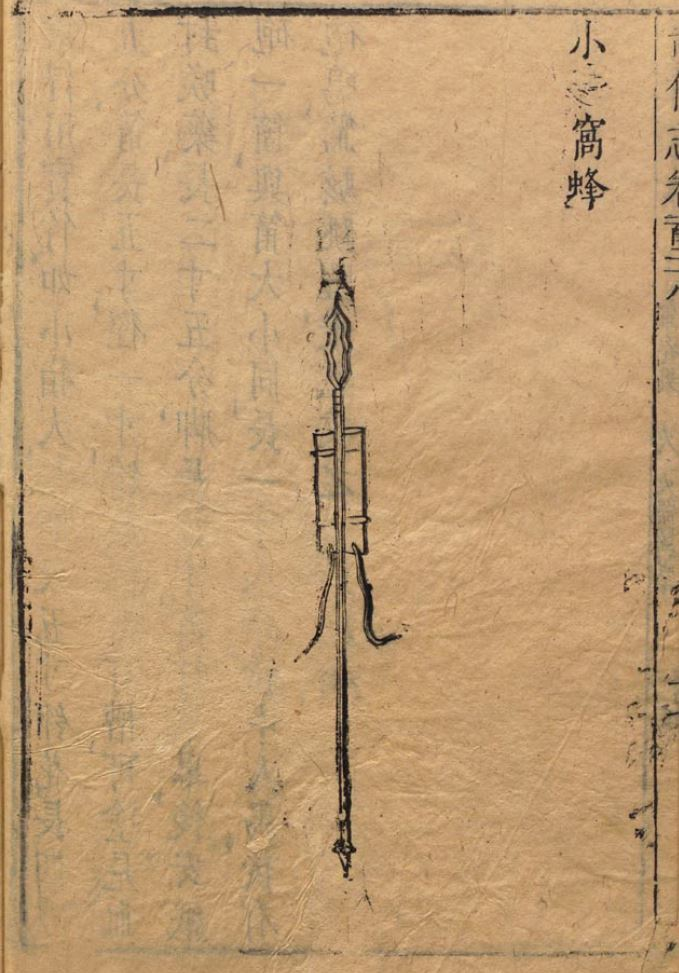
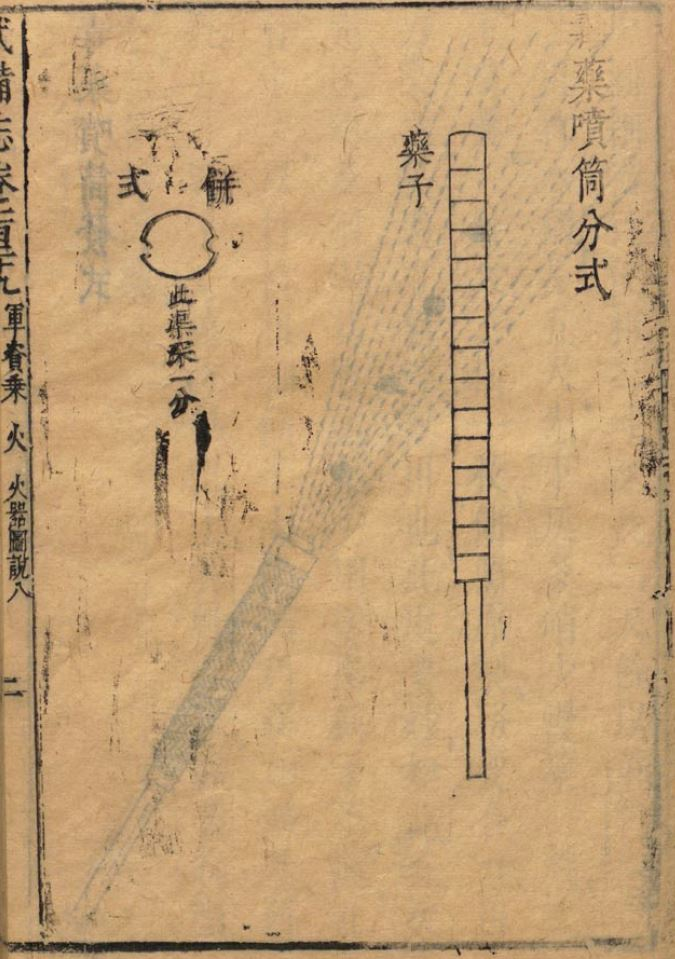
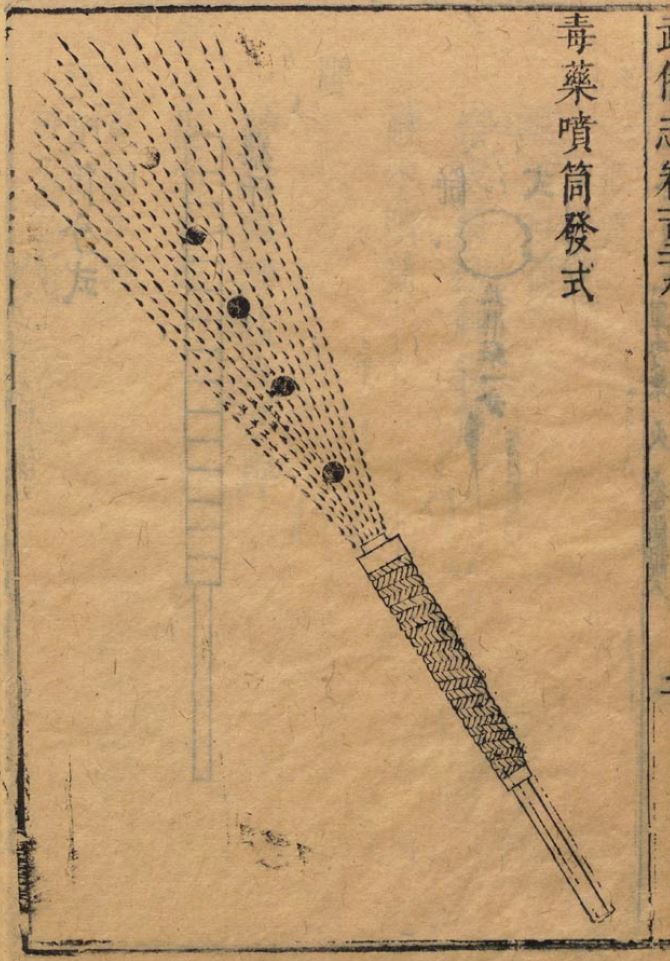
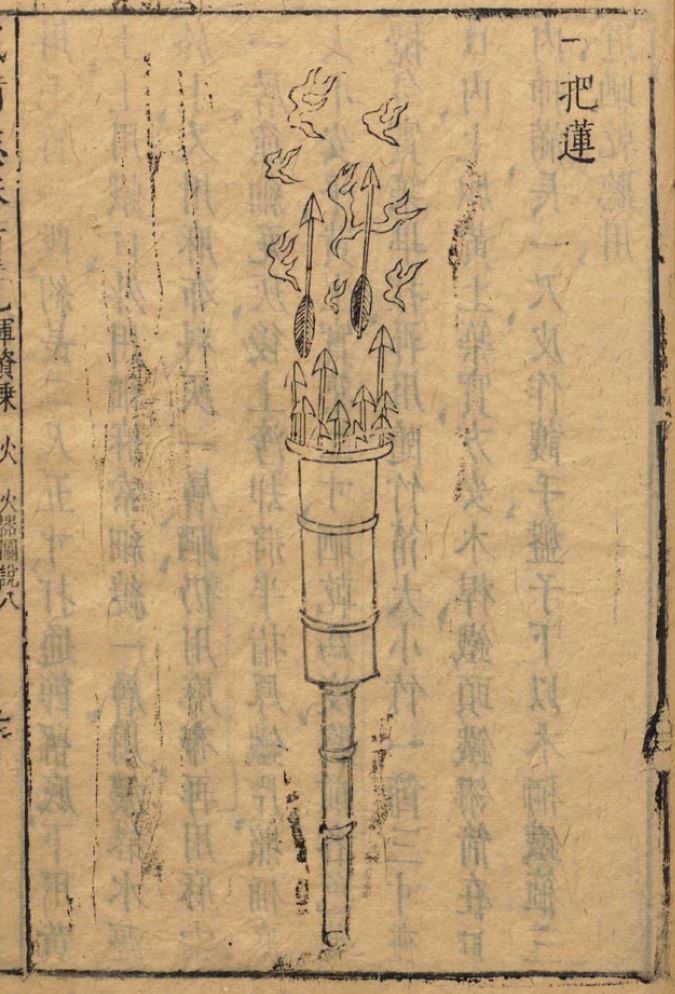
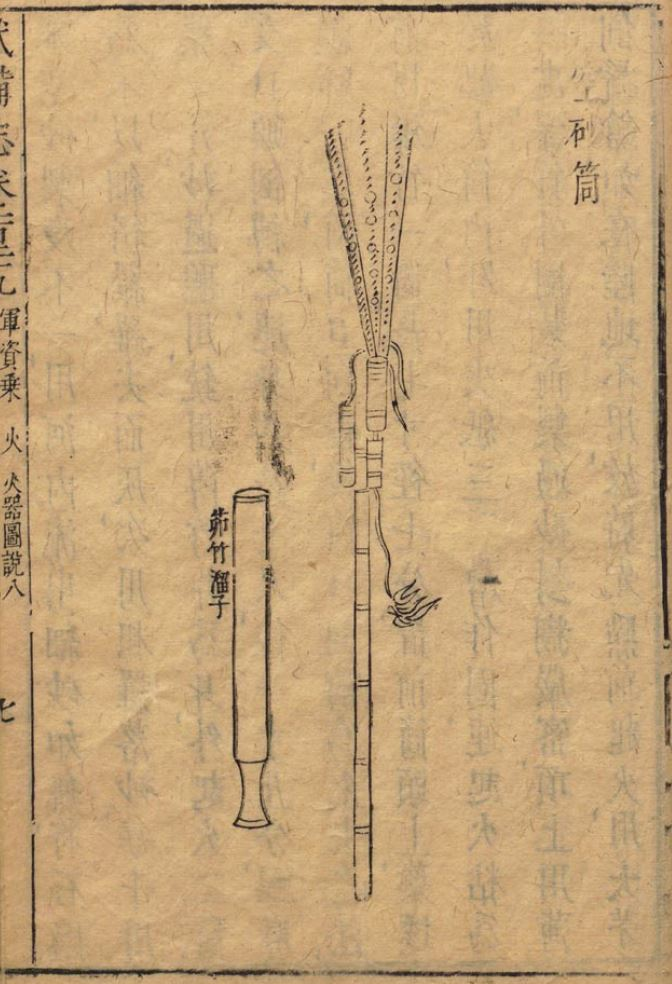
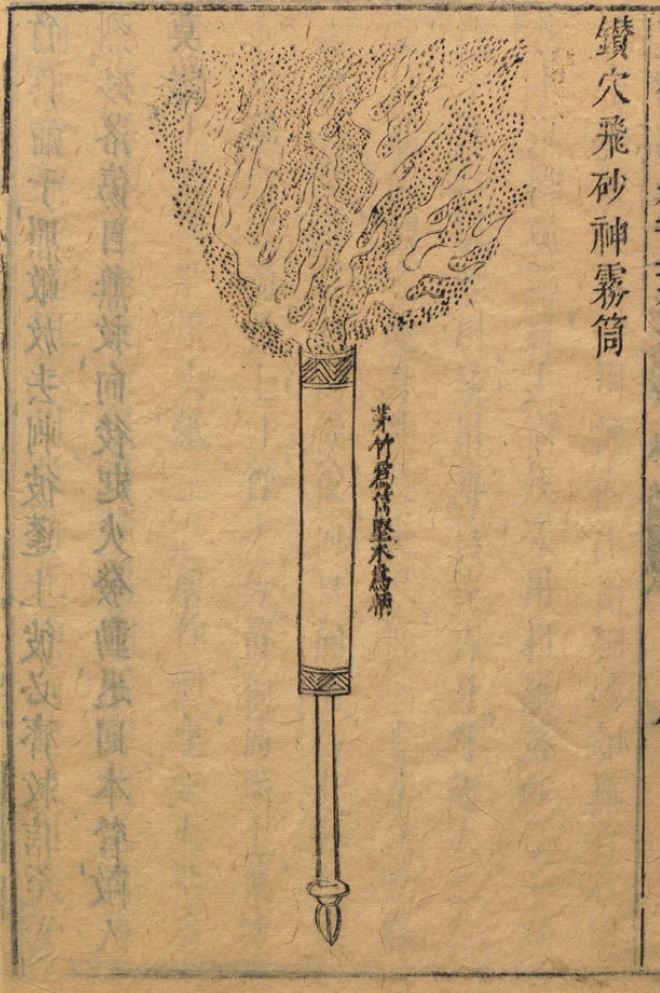
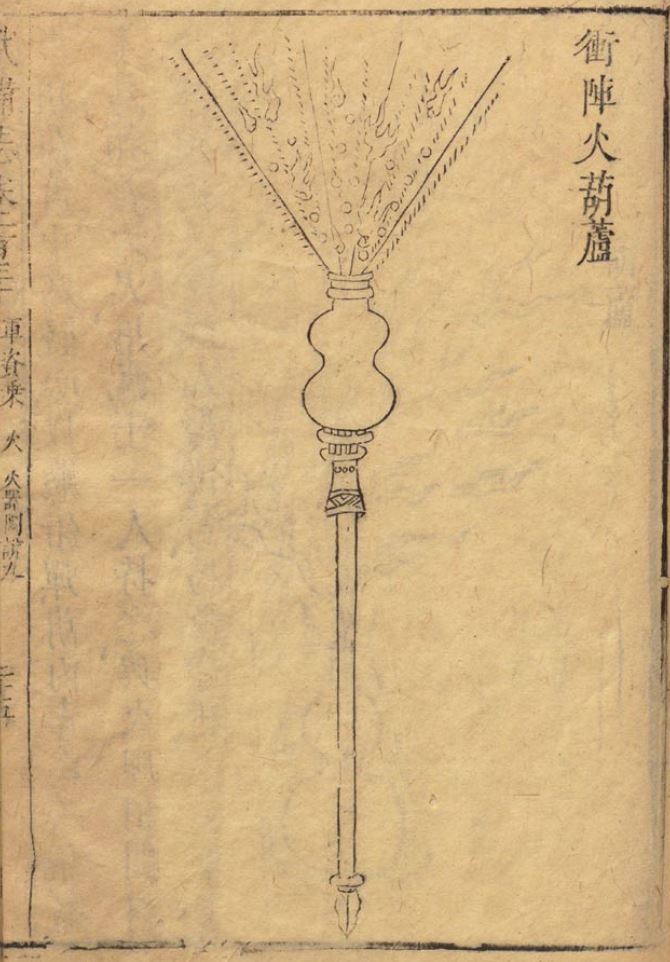
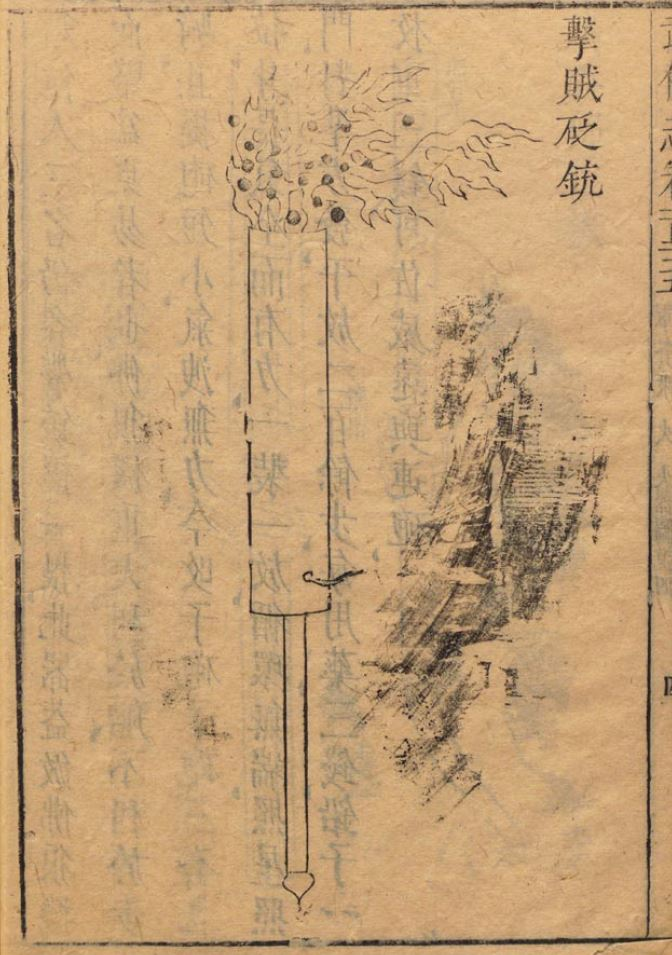
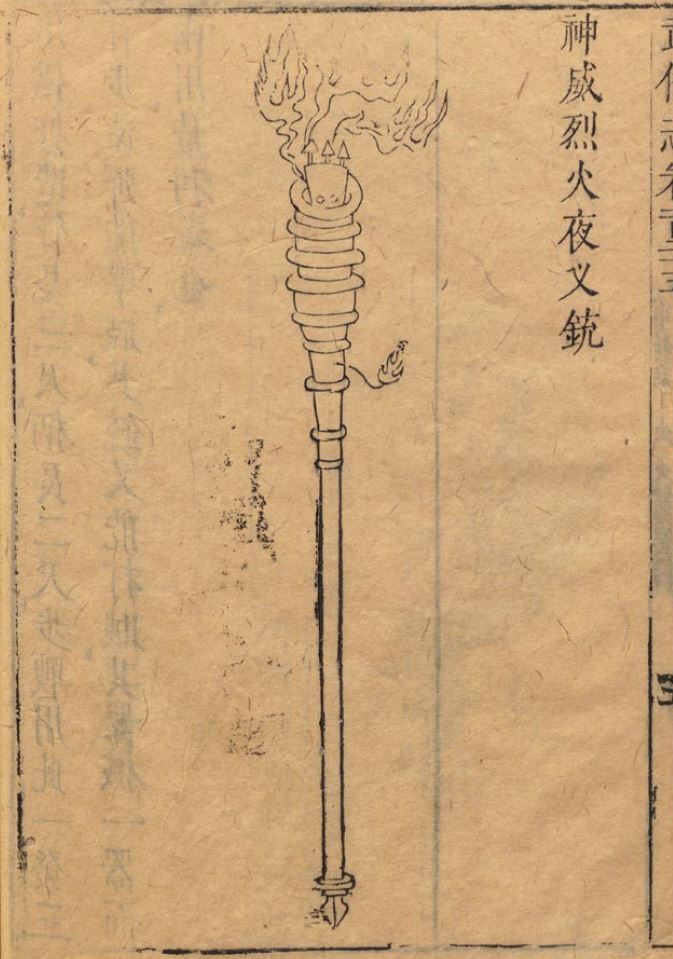
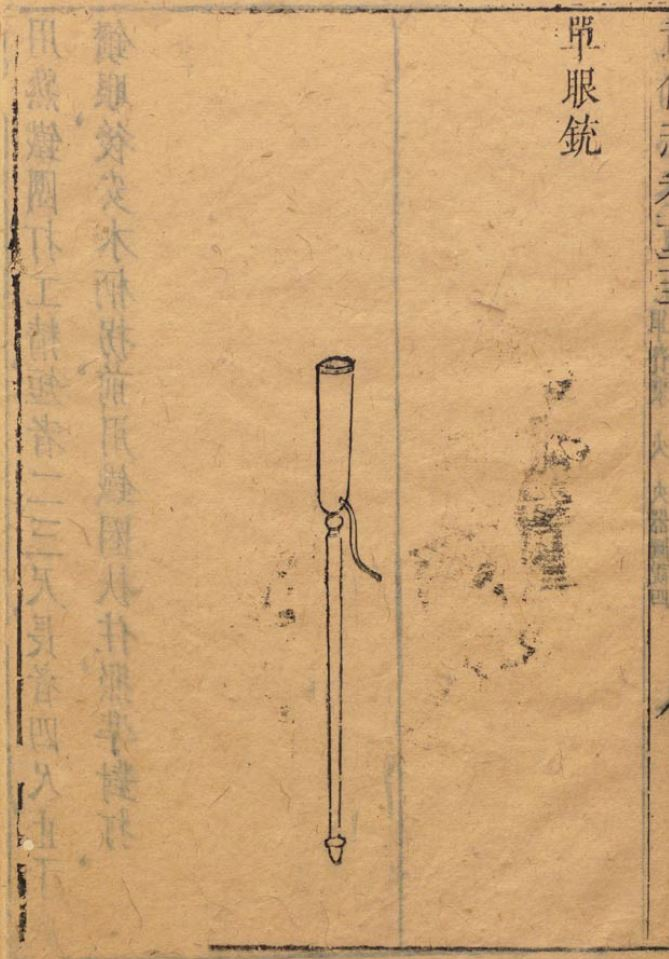
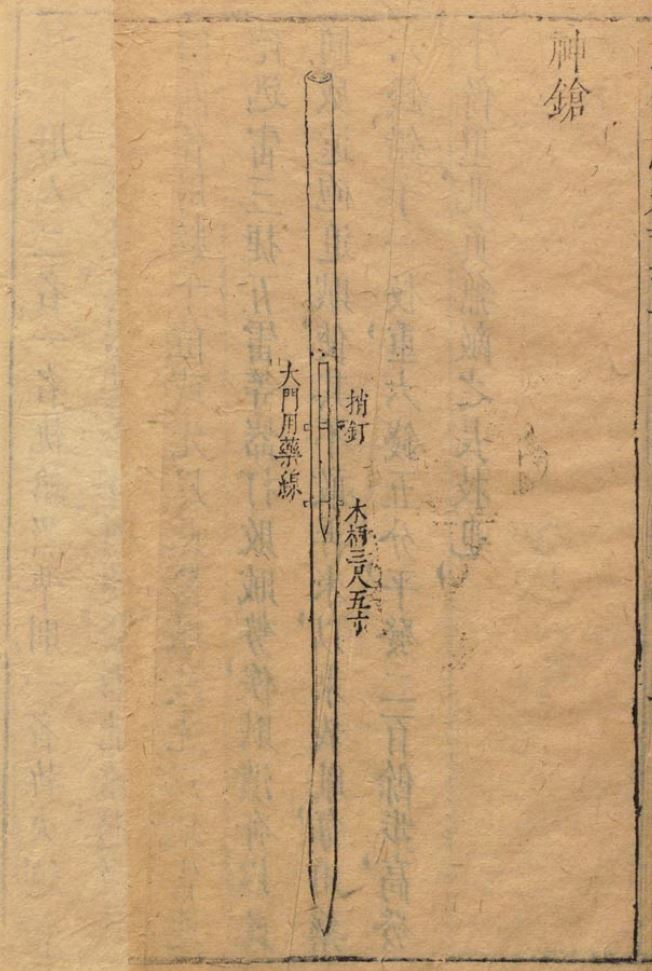
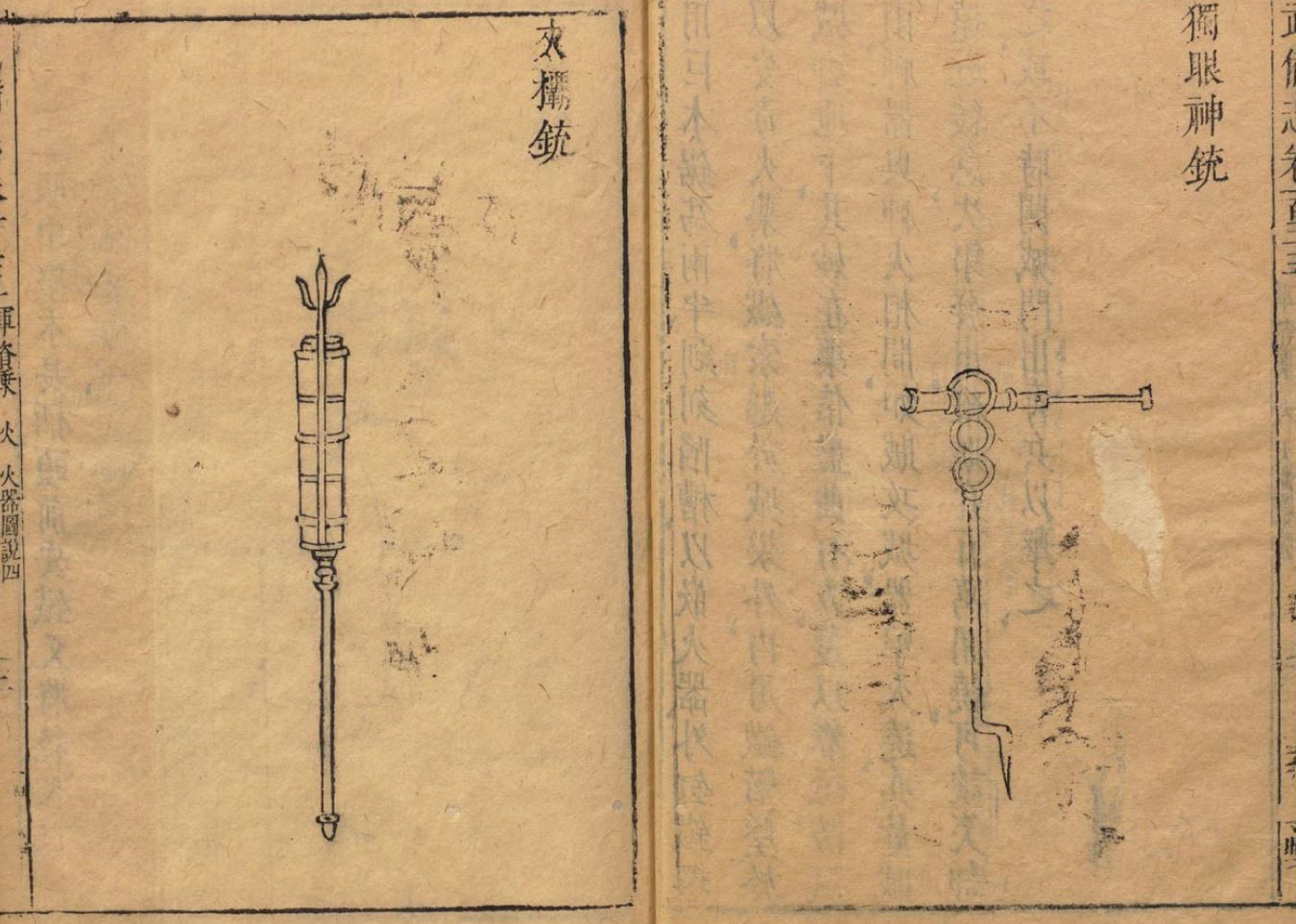
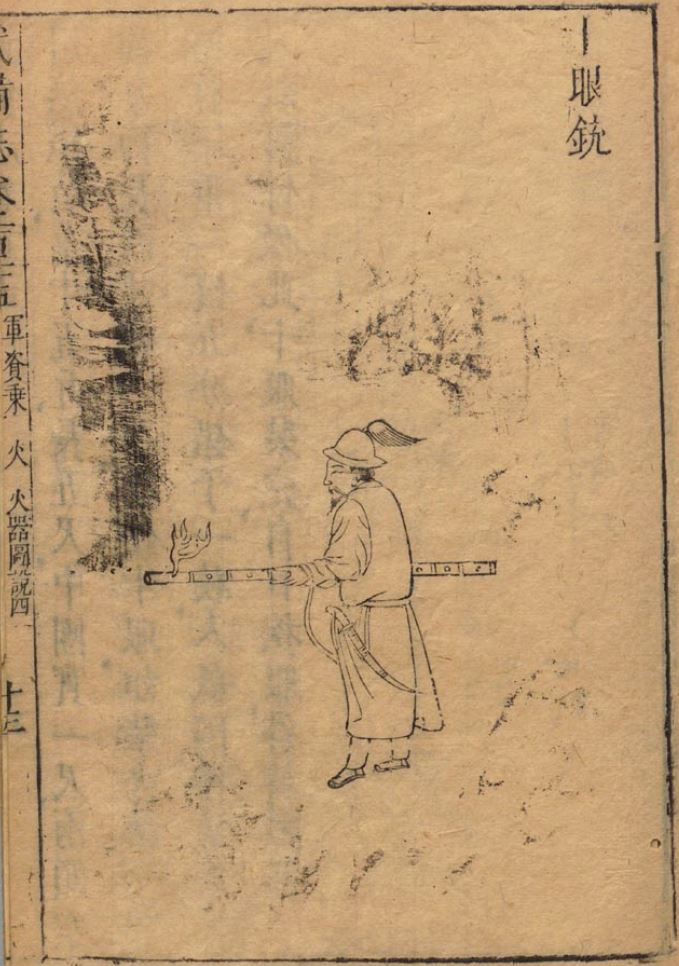
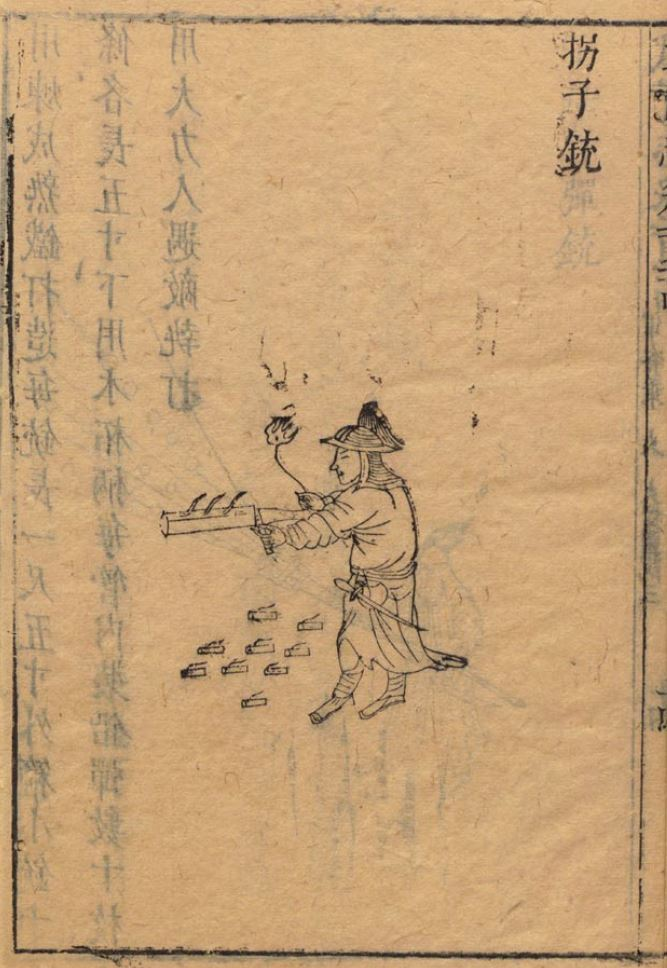
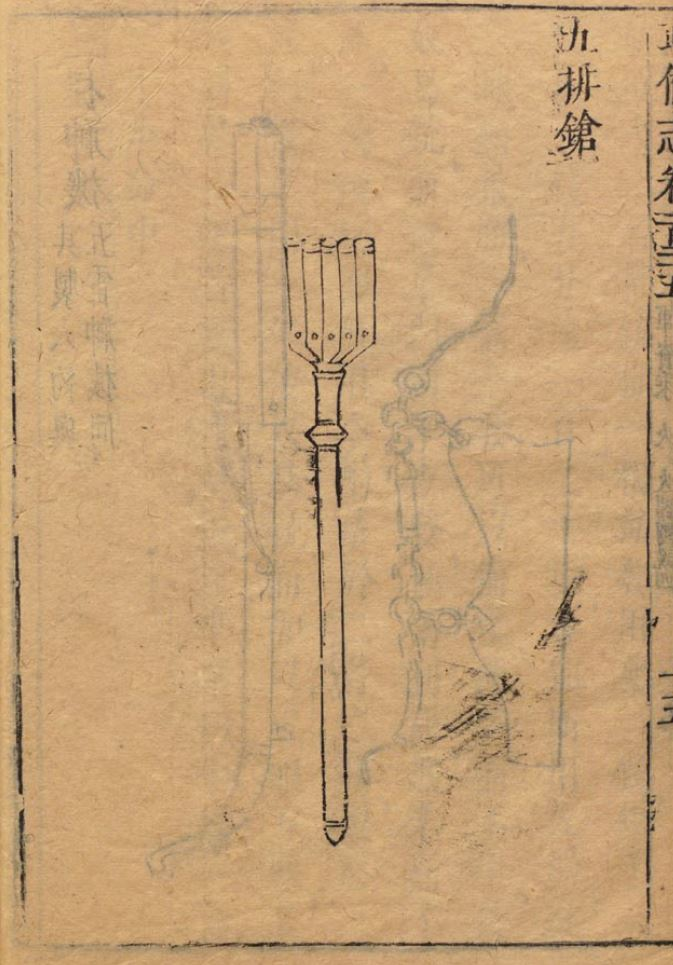
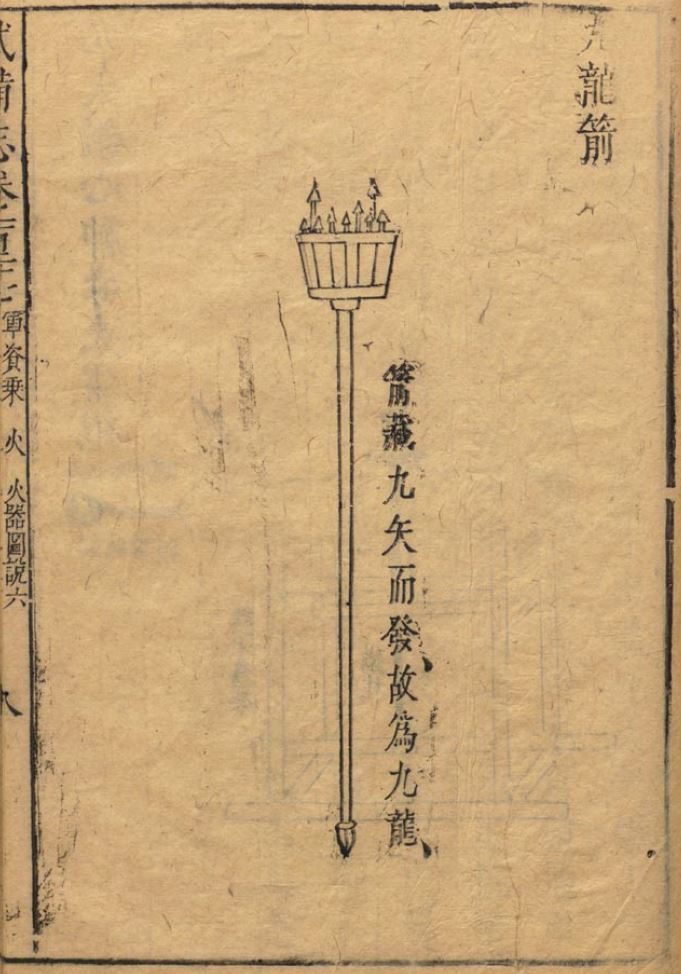
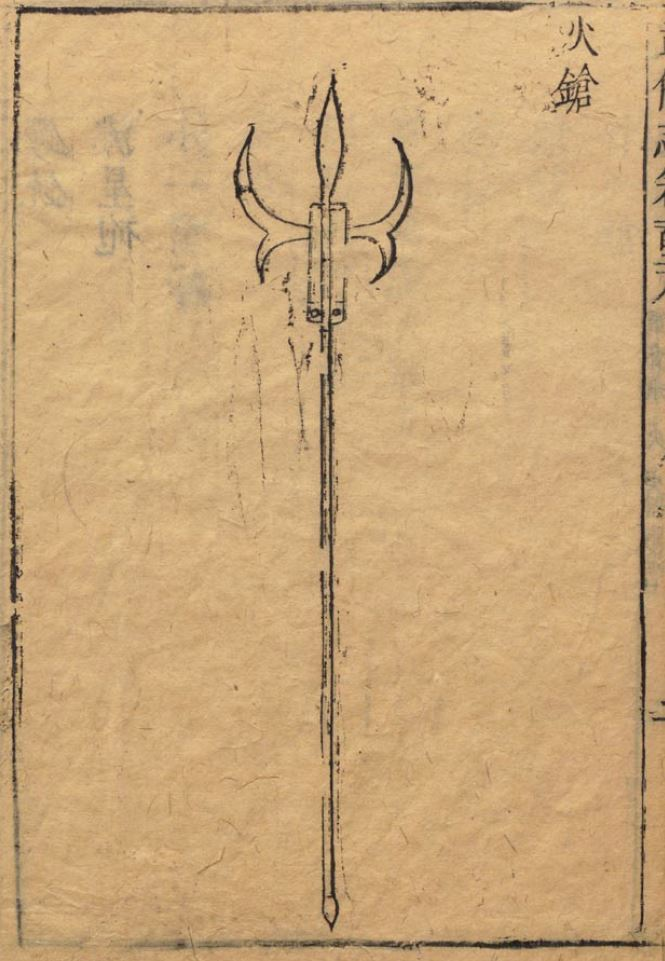
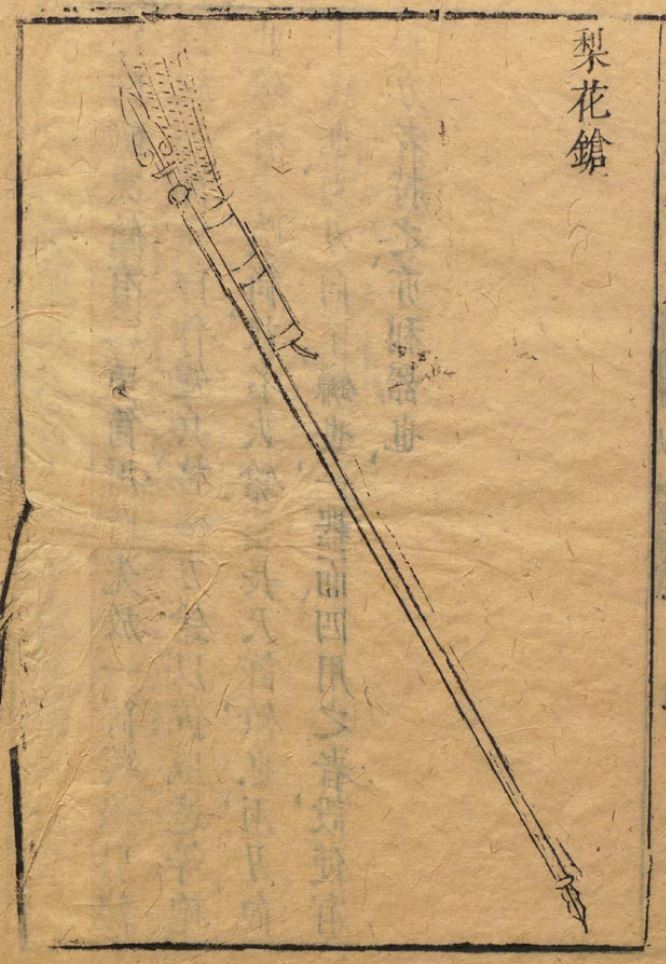
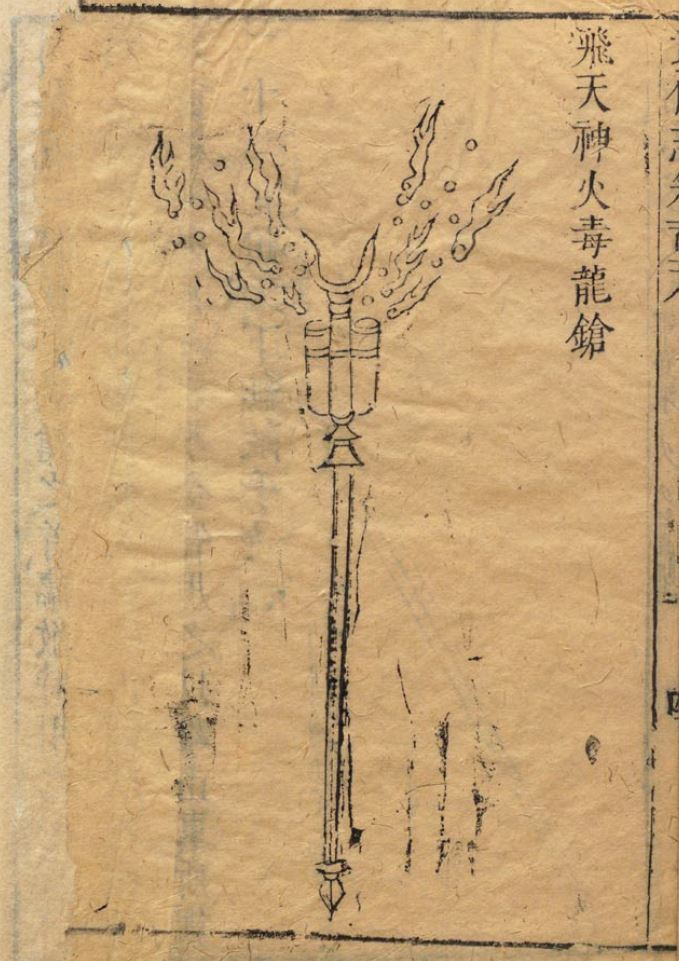
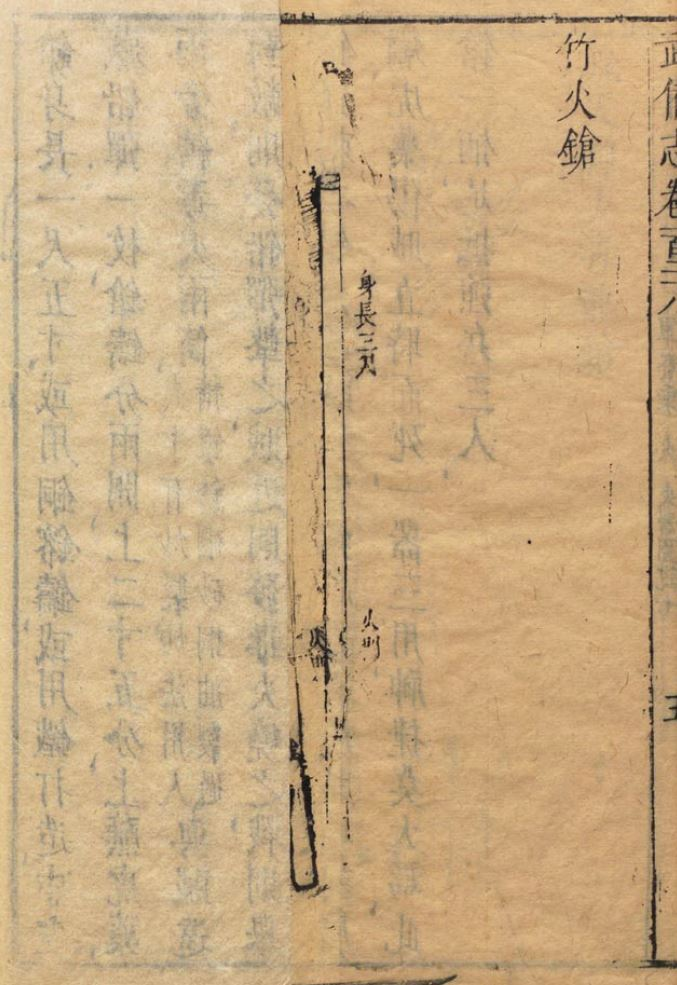
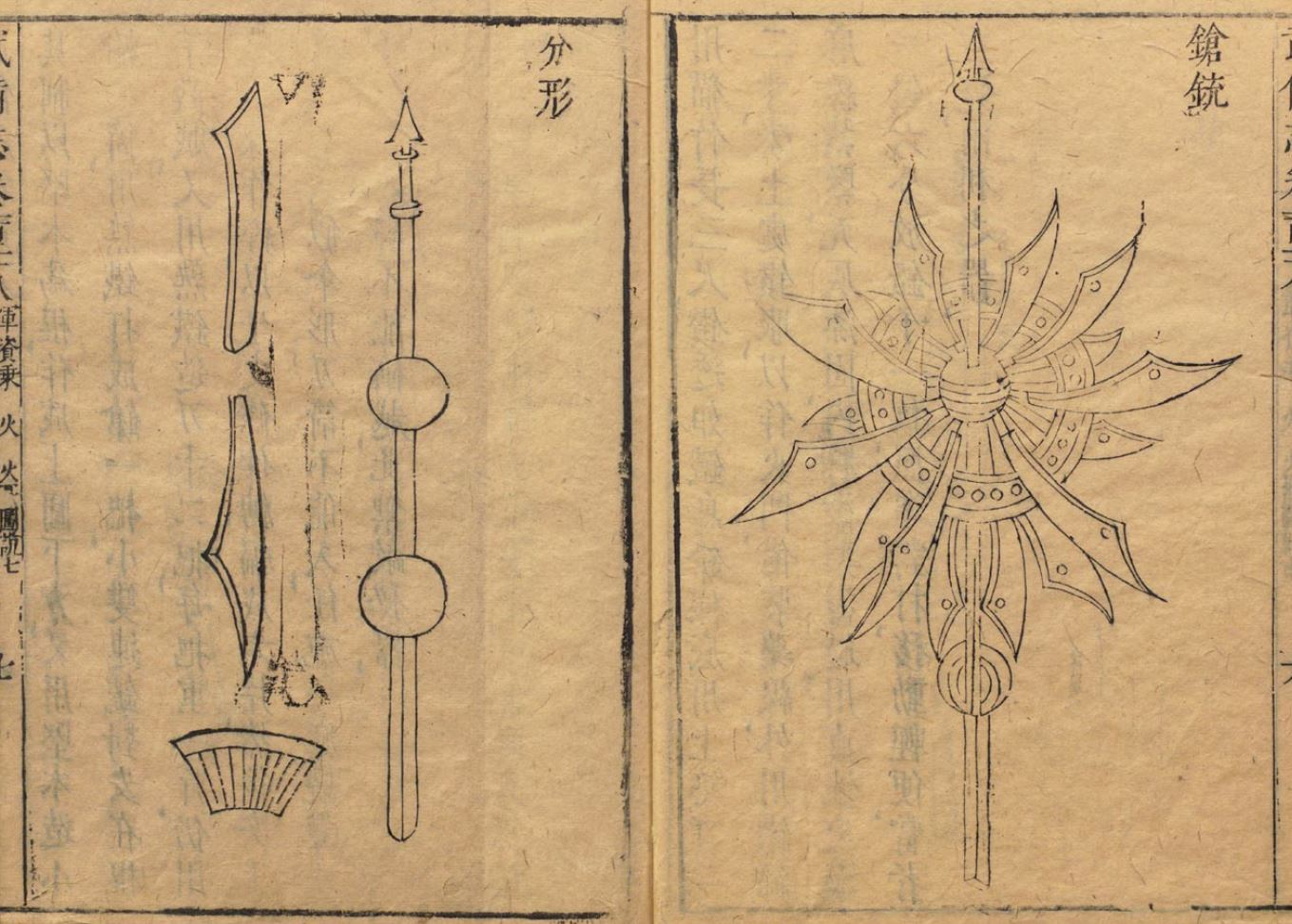
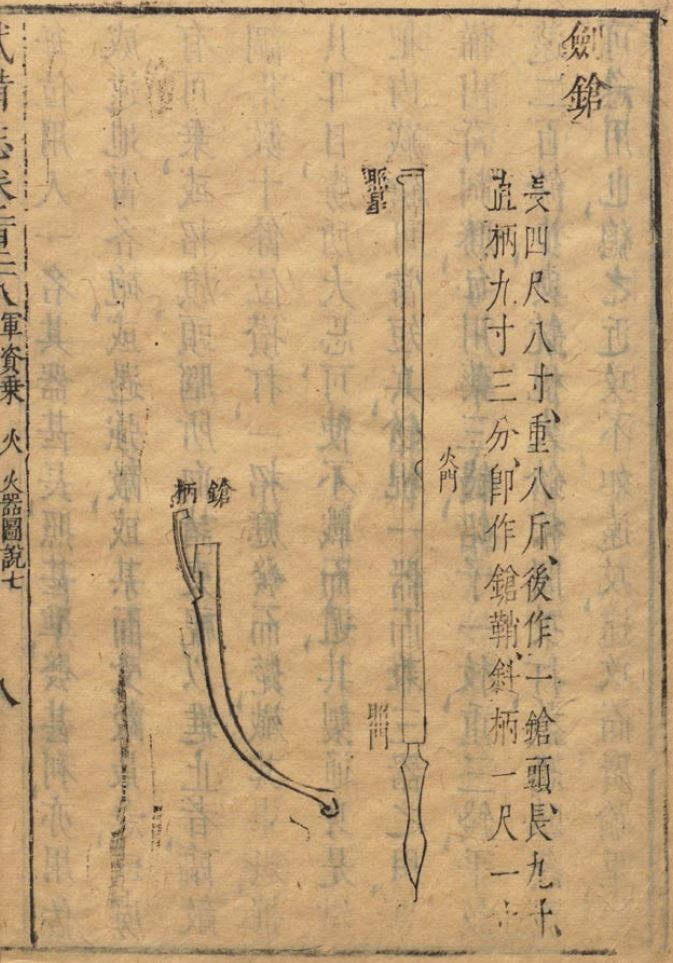
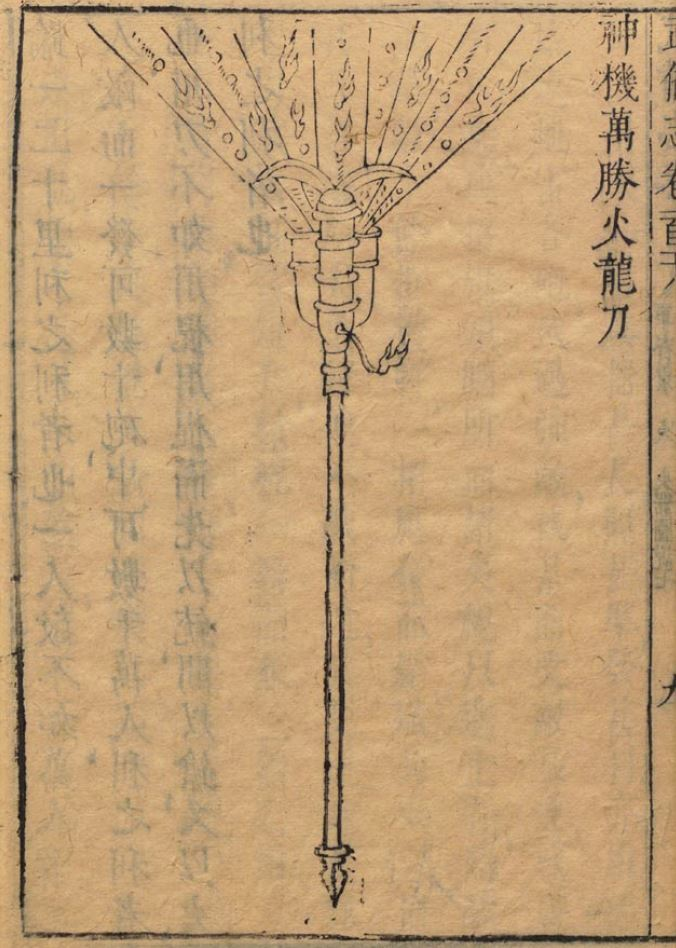
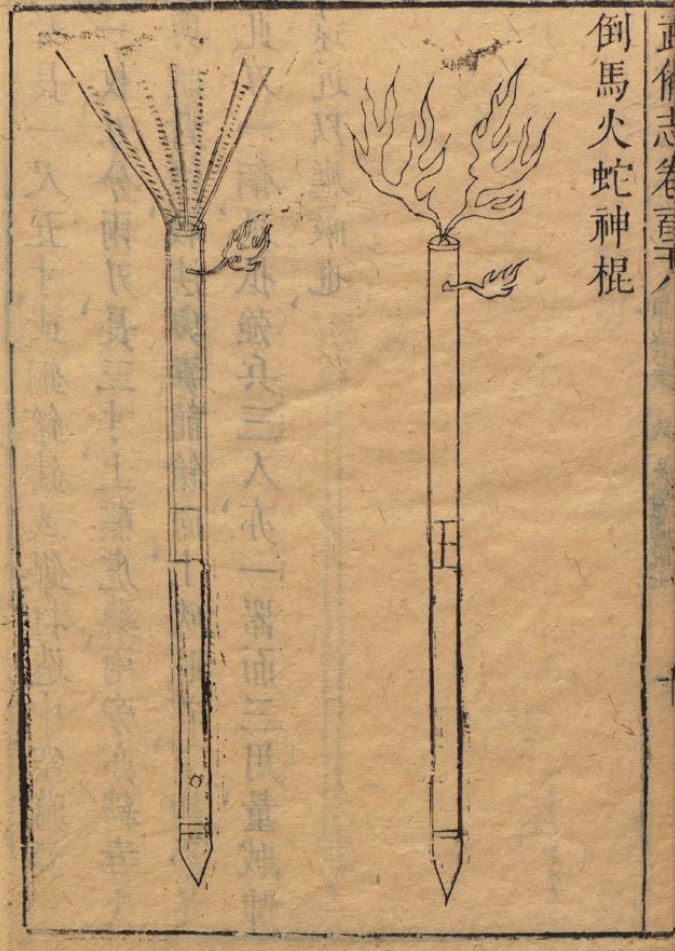
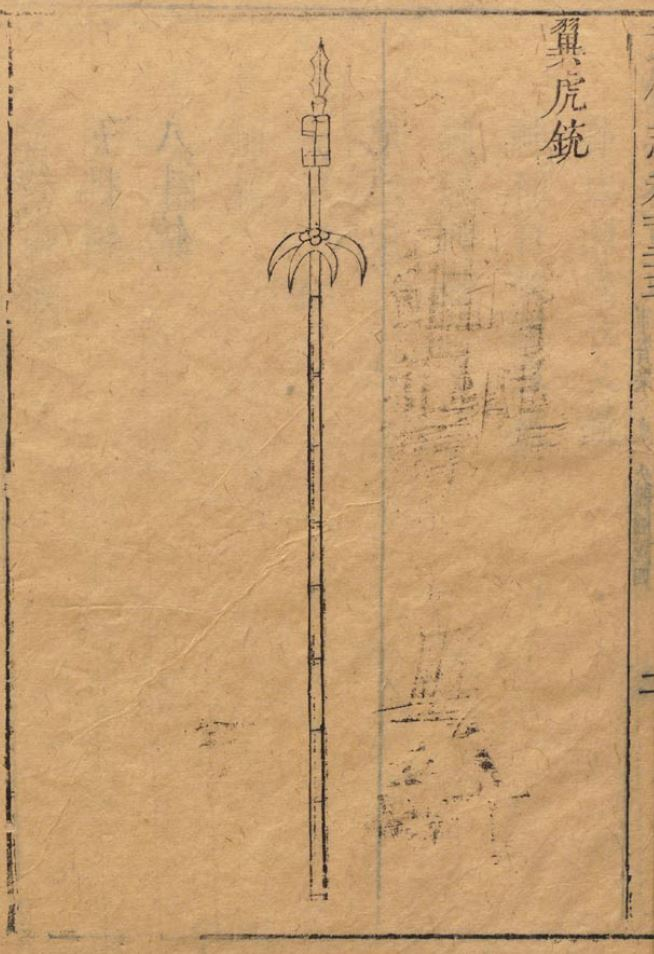

### Armas de fuego de mecha

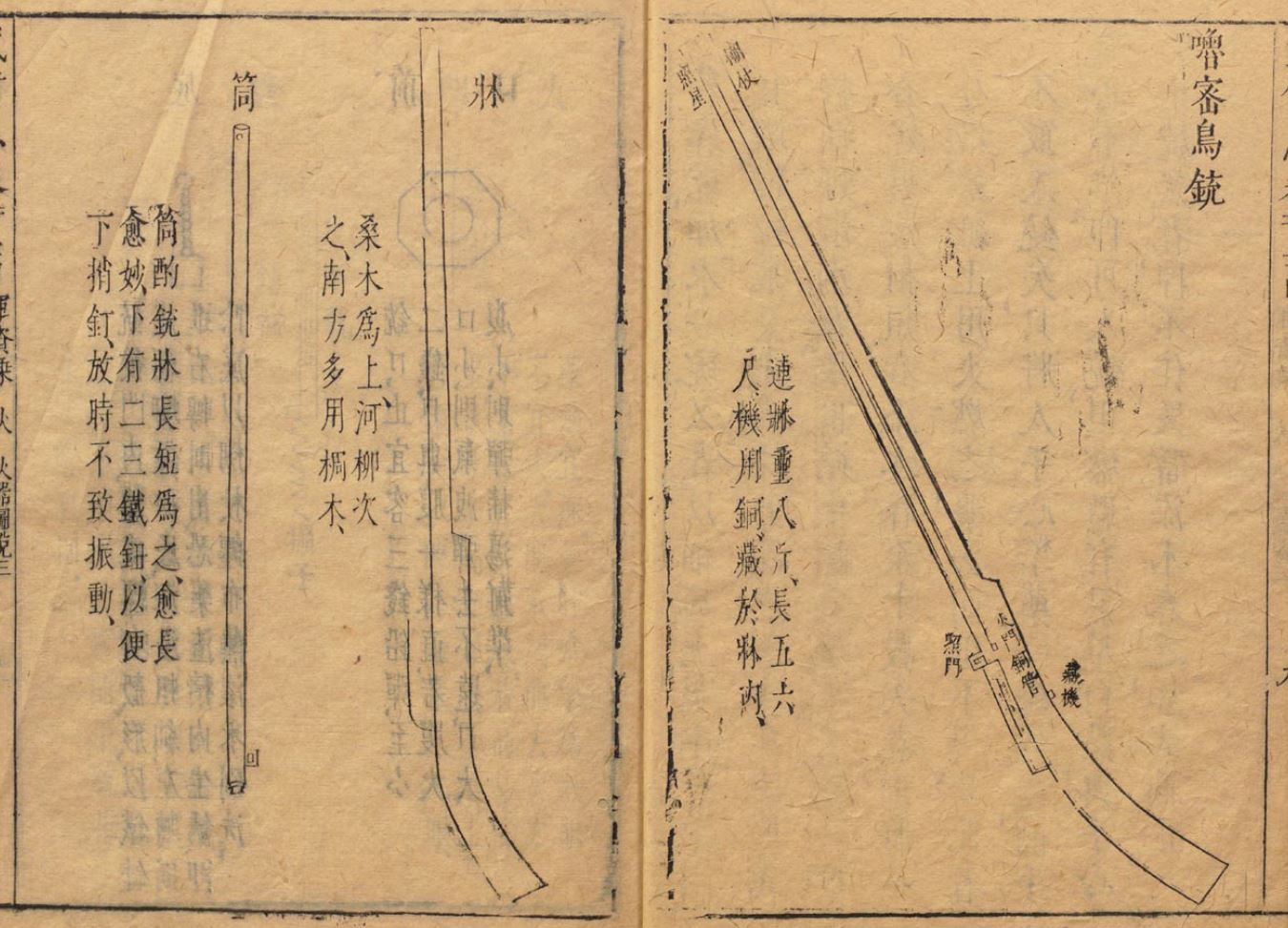
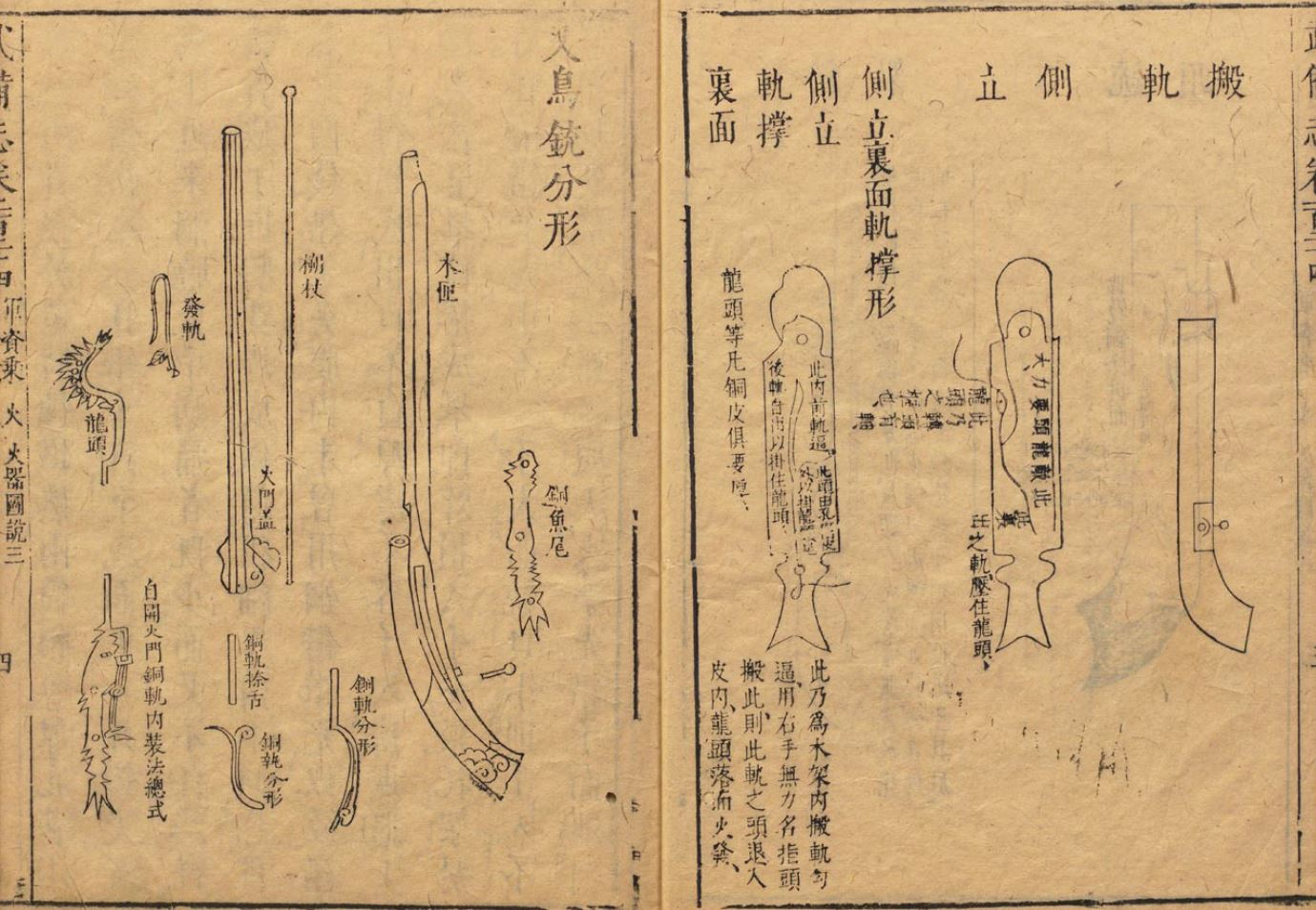
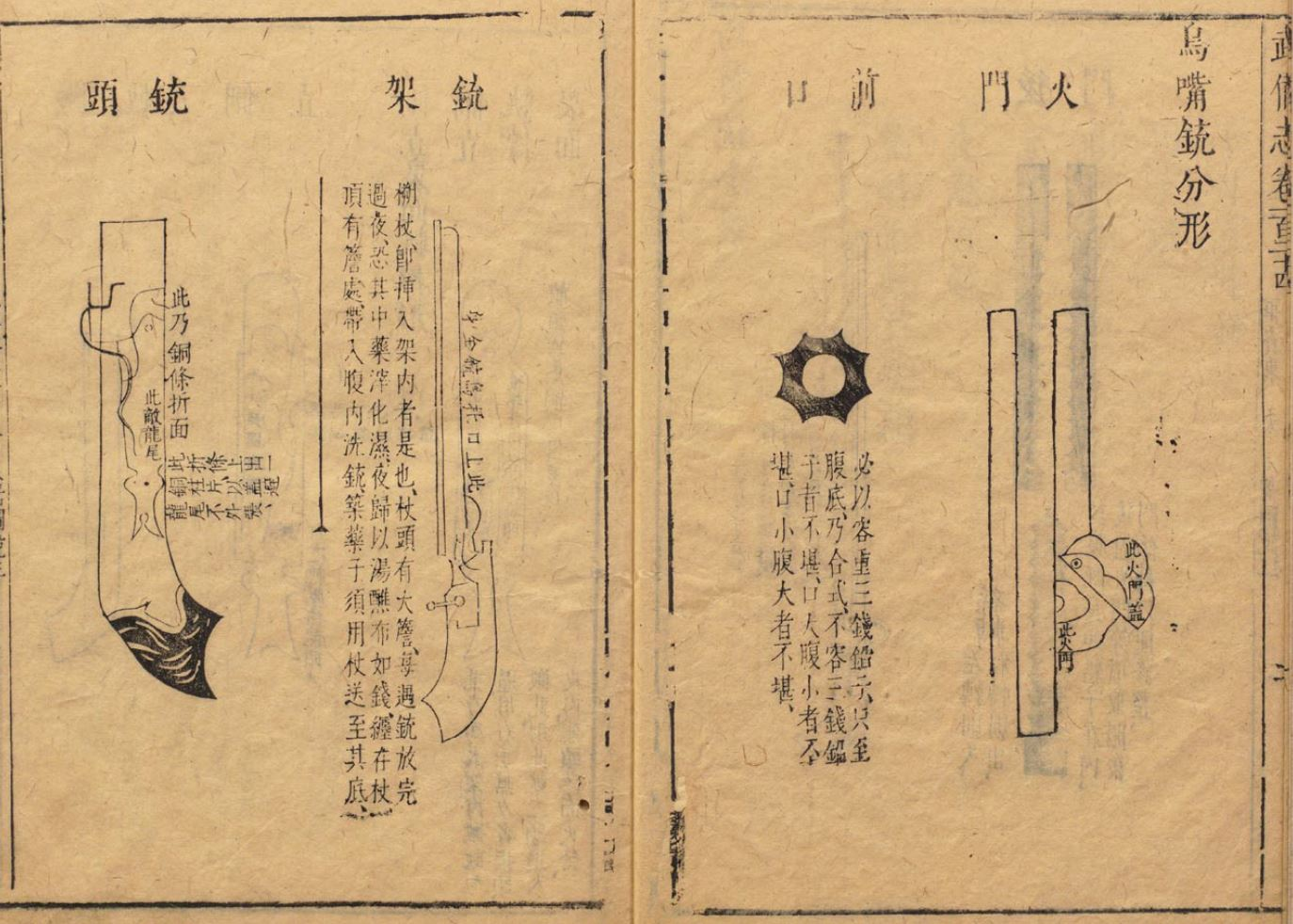
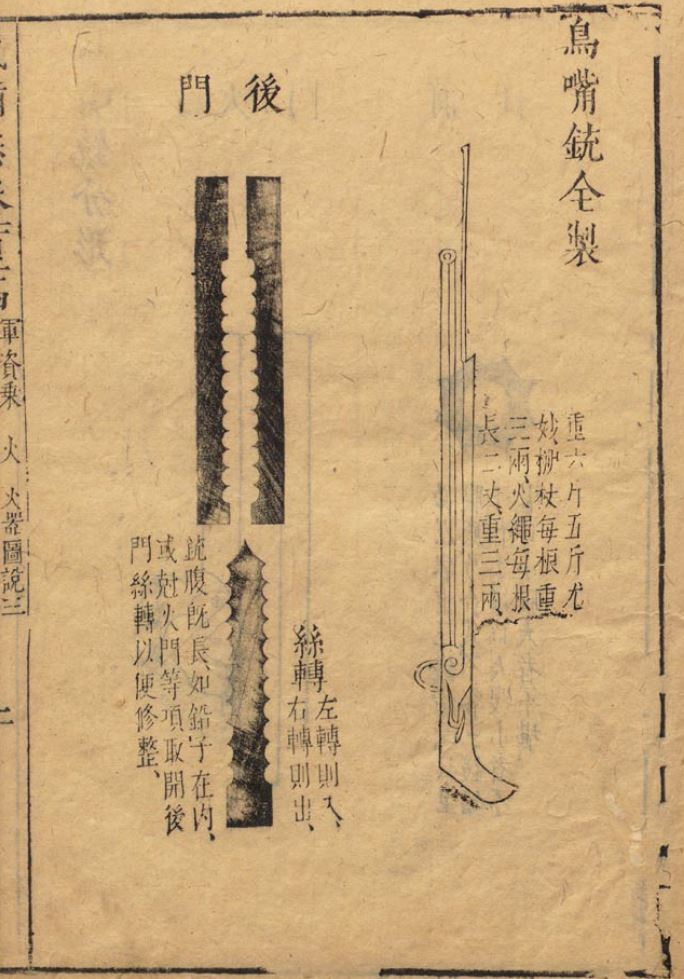

### Cañones

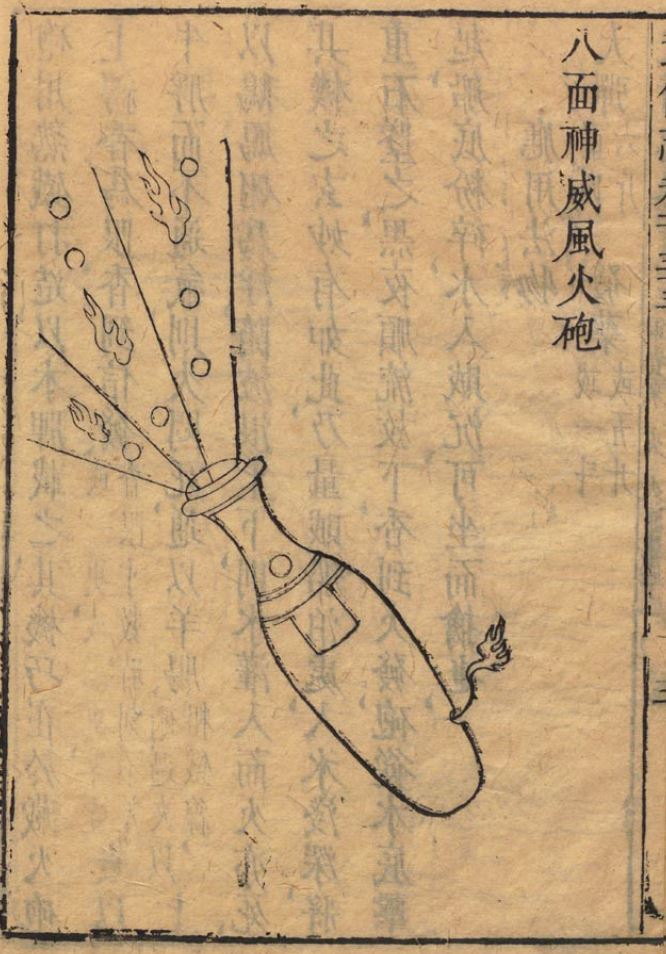
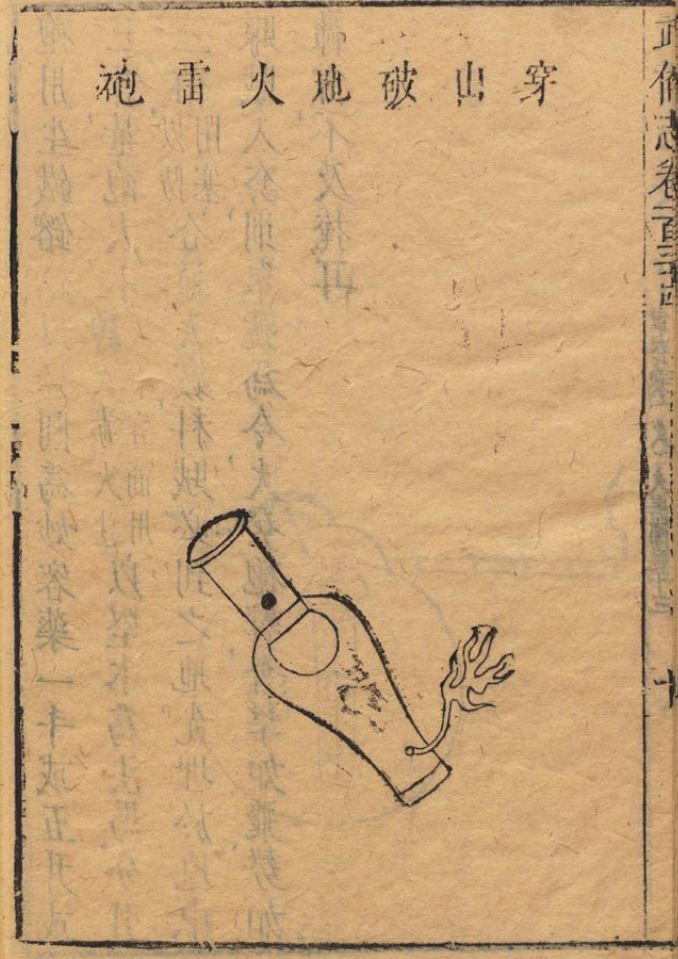
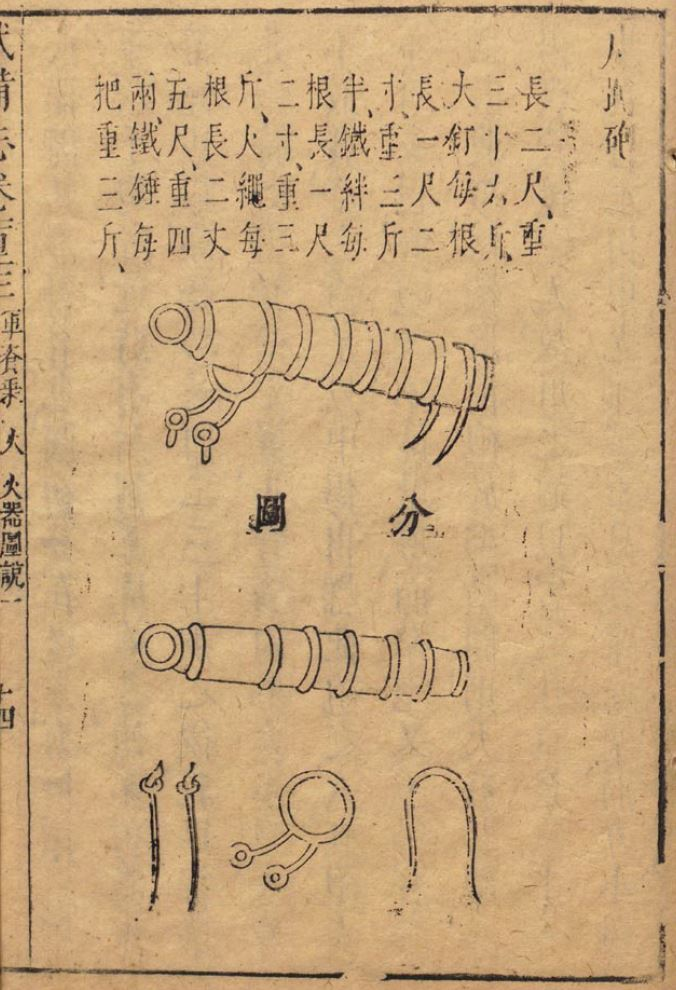
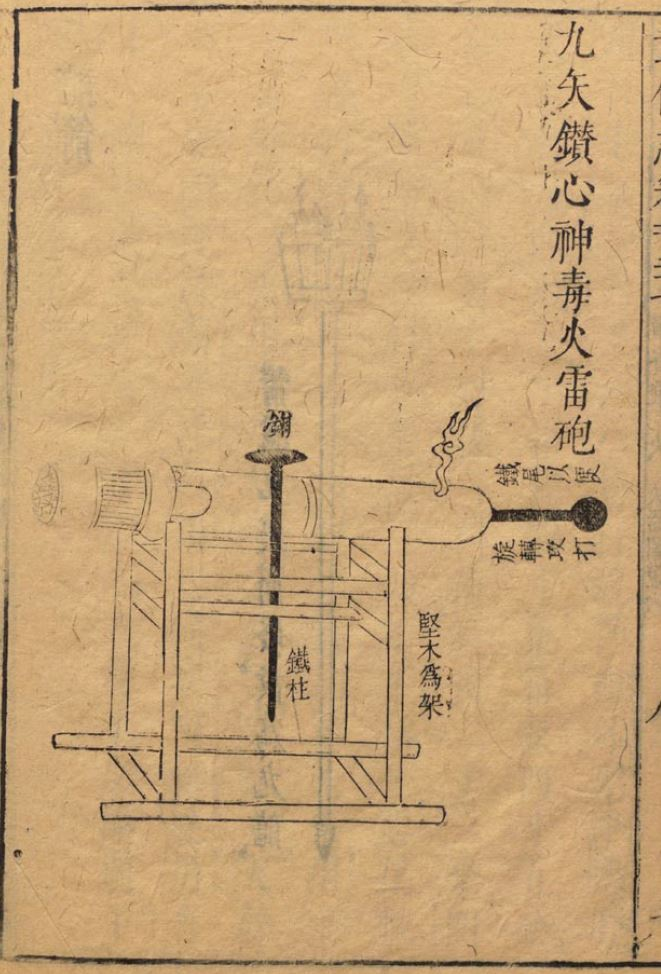
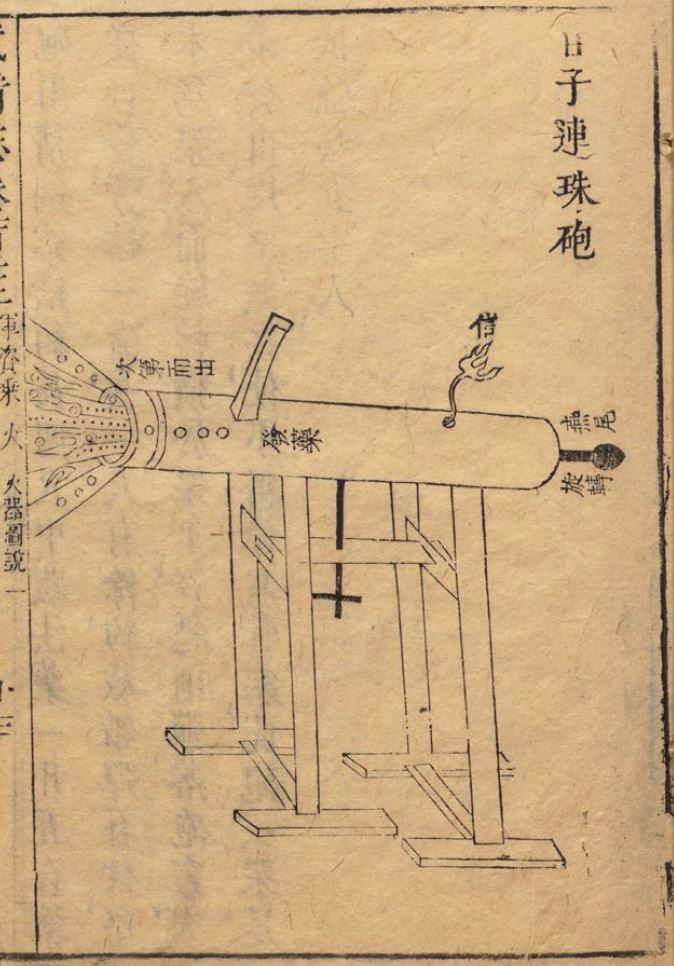
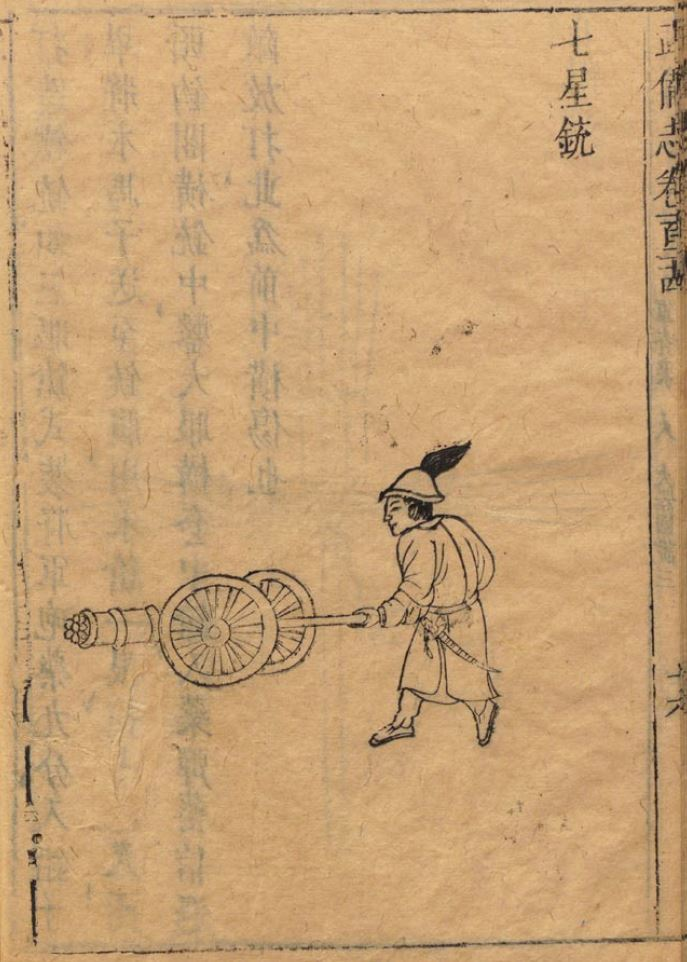
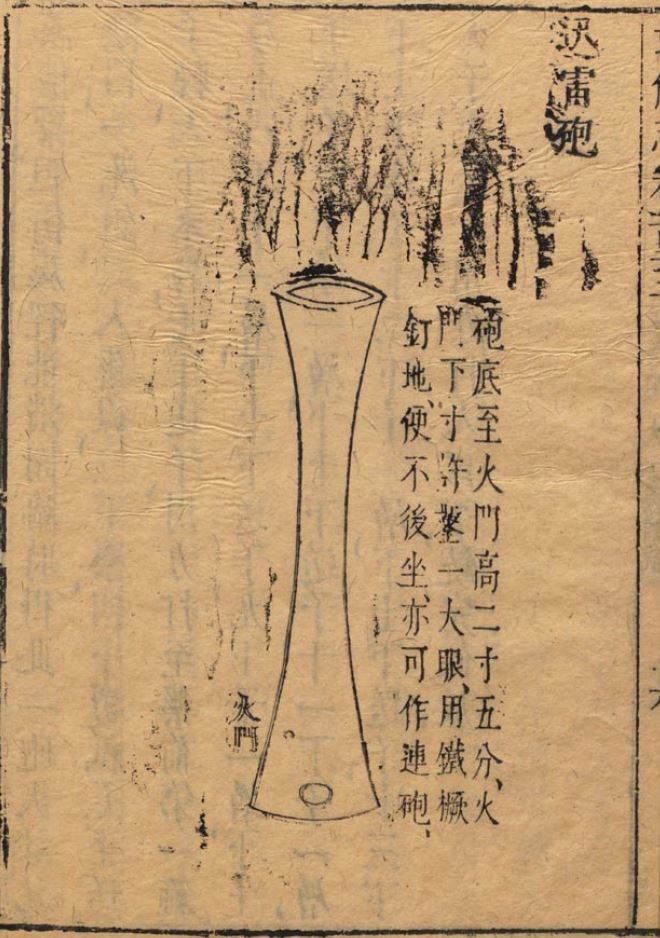
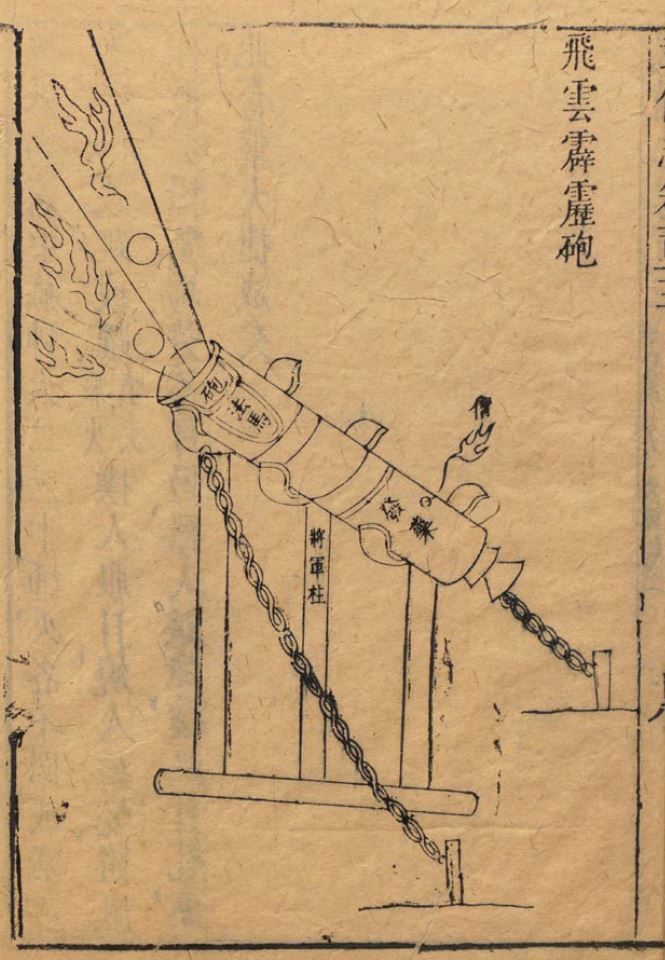
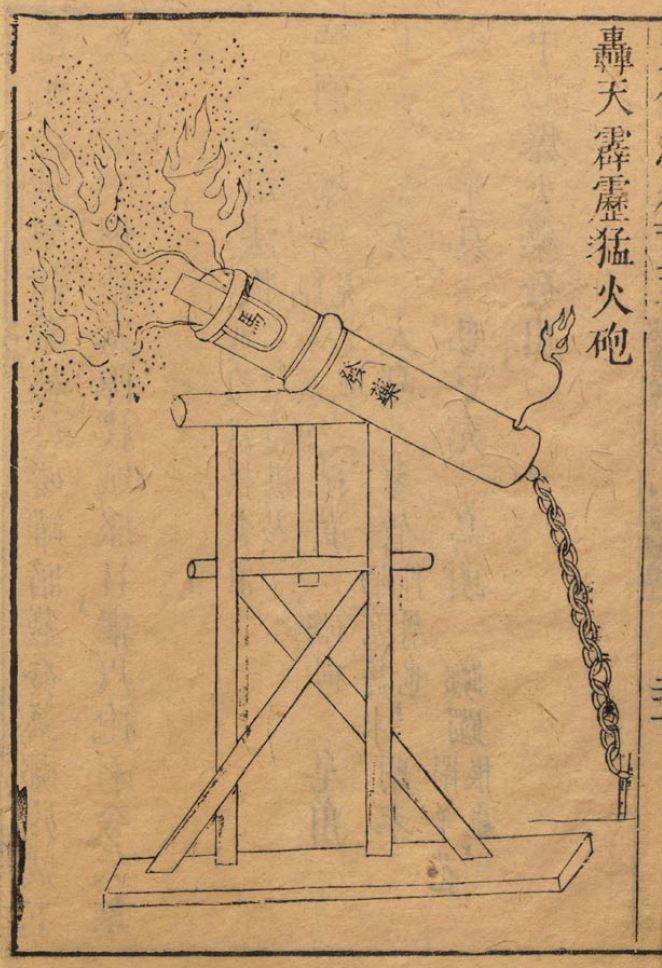
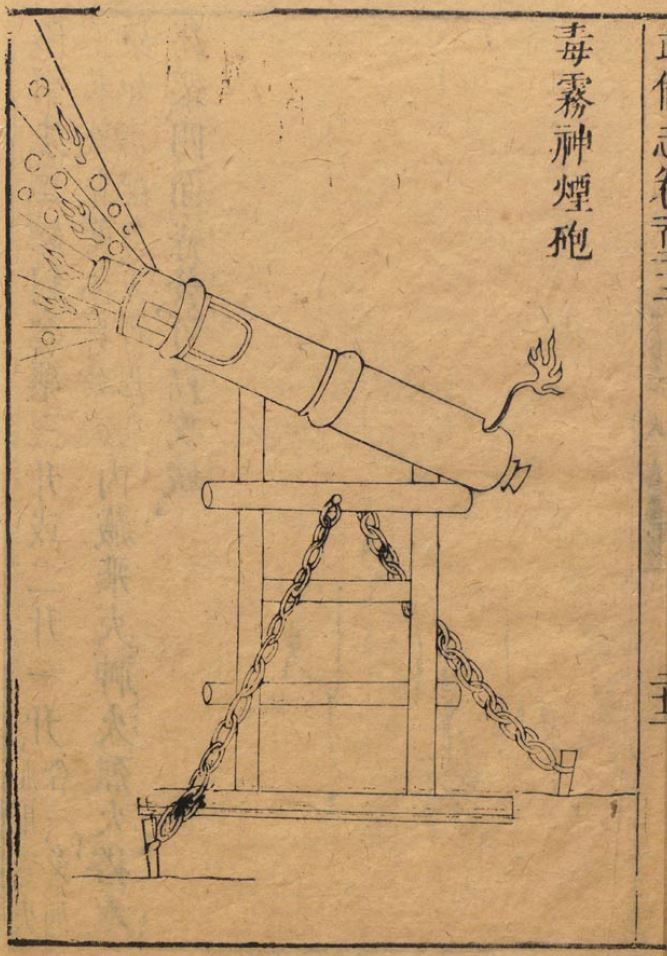
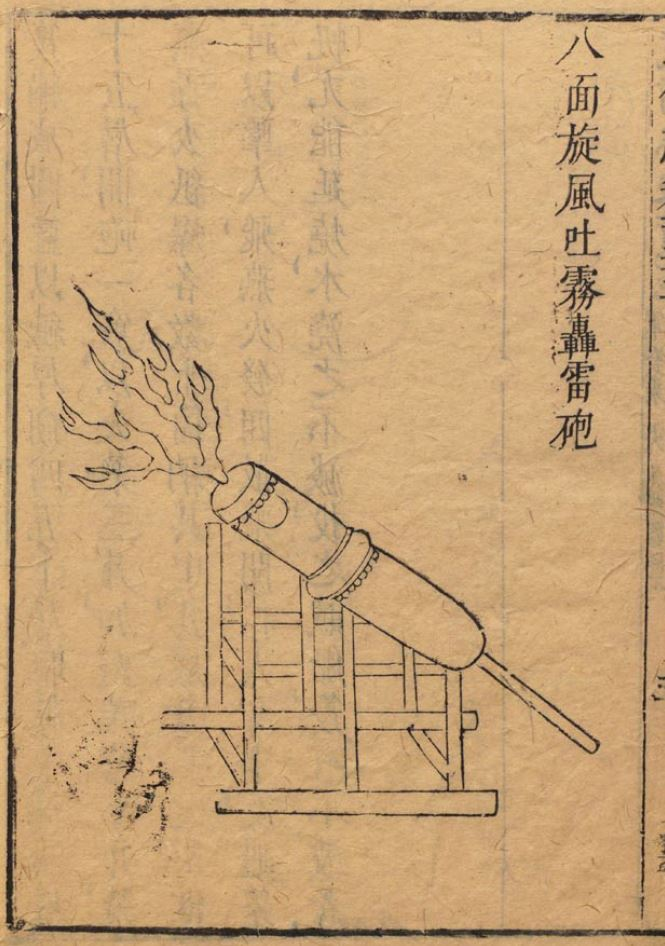
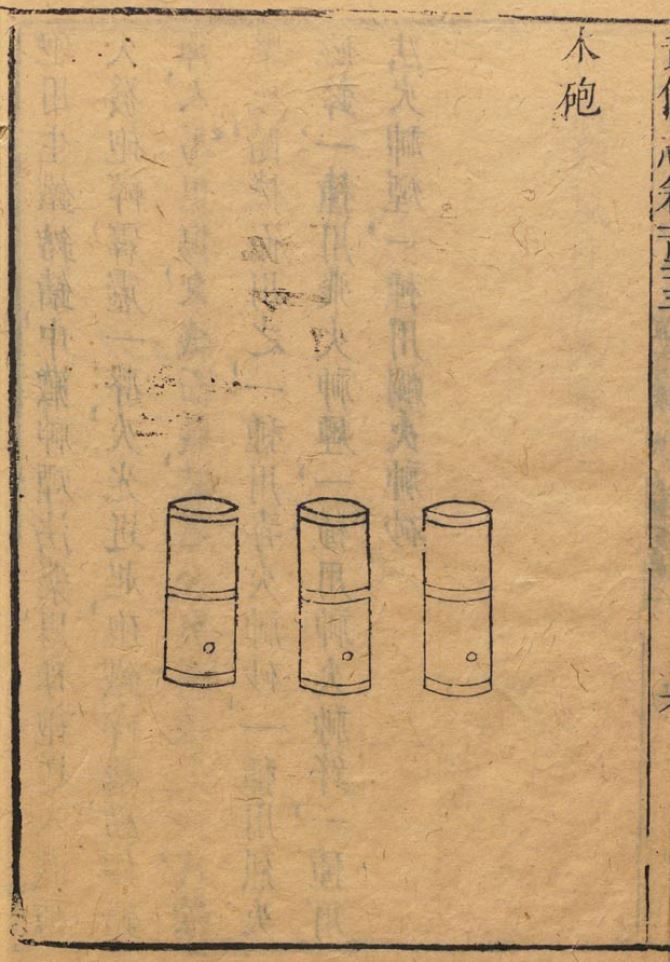
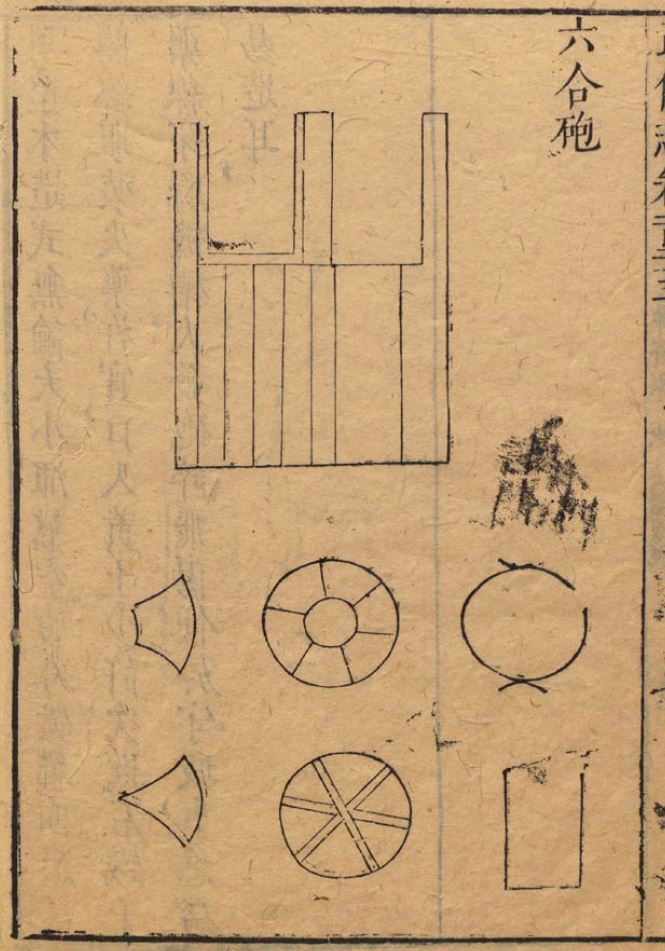
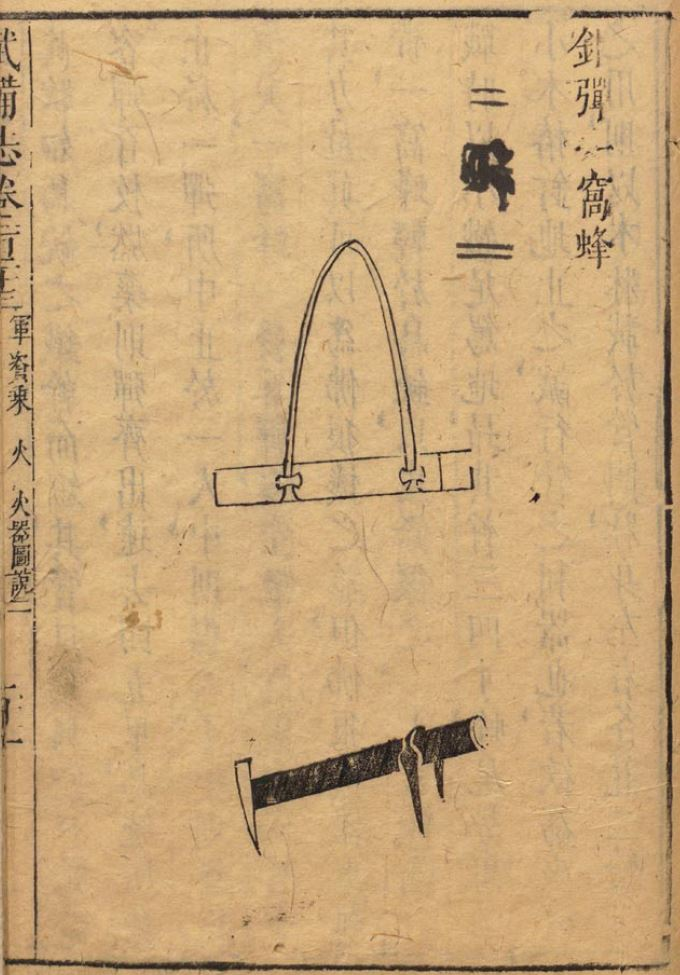
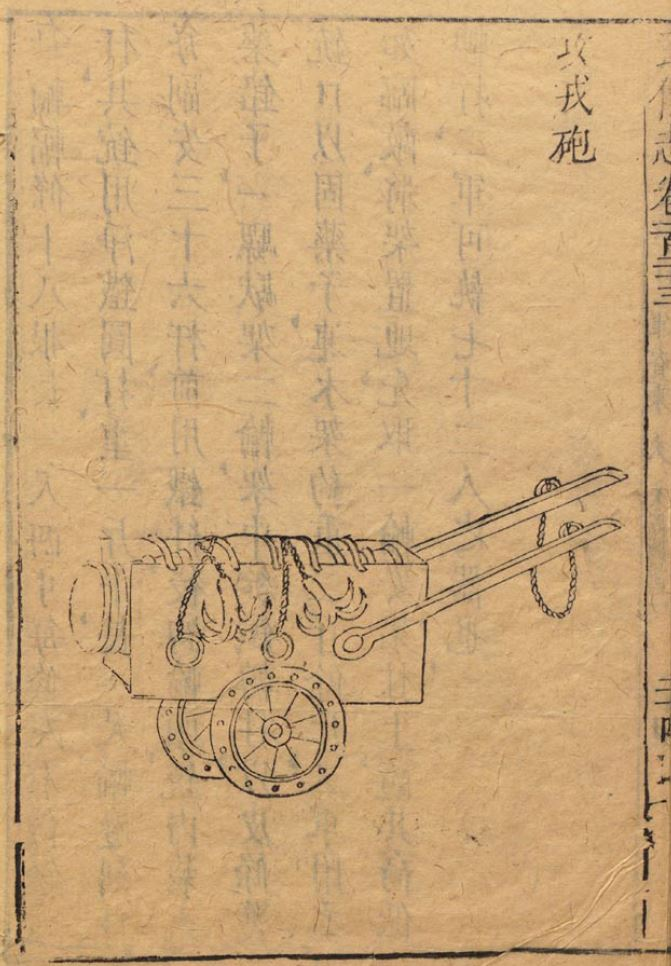
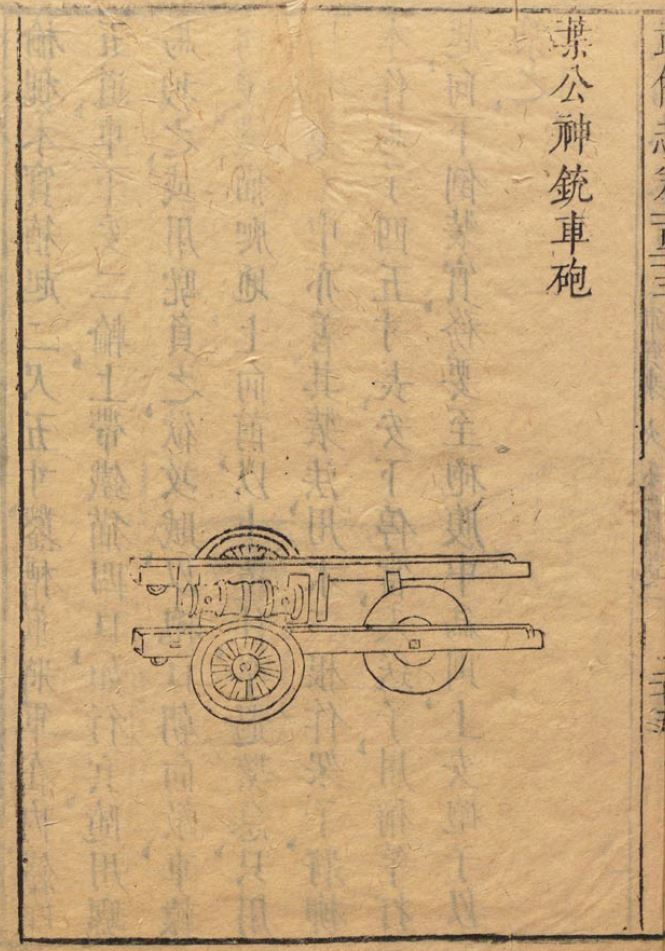
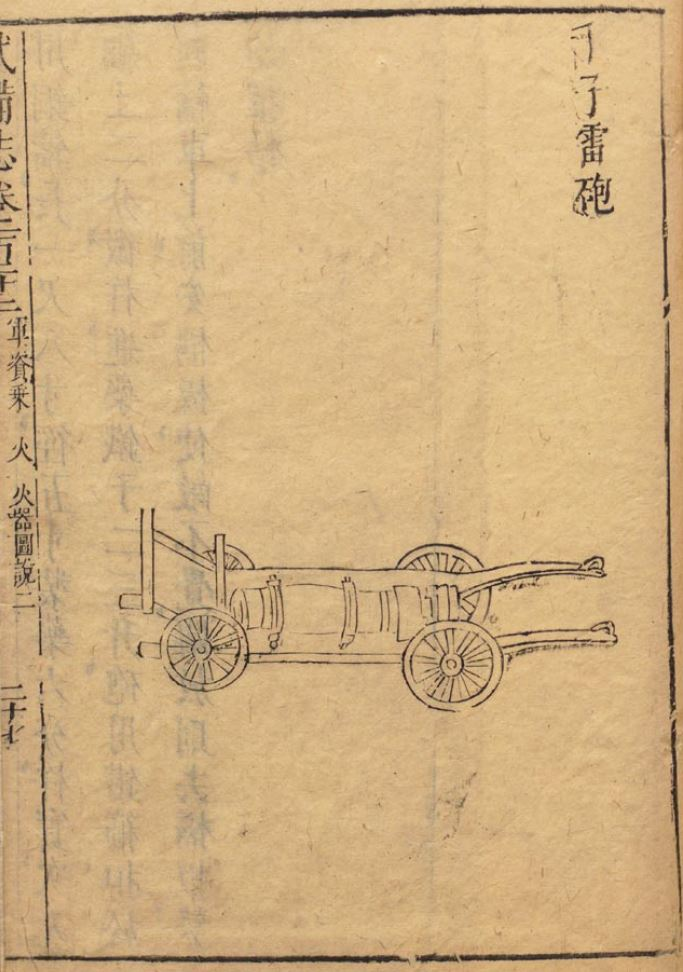
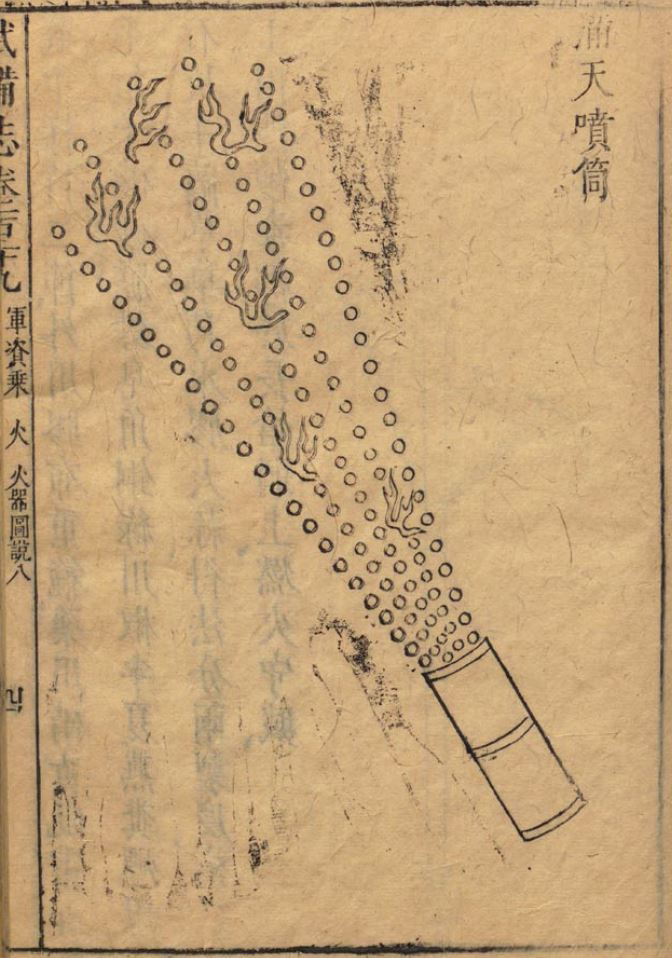
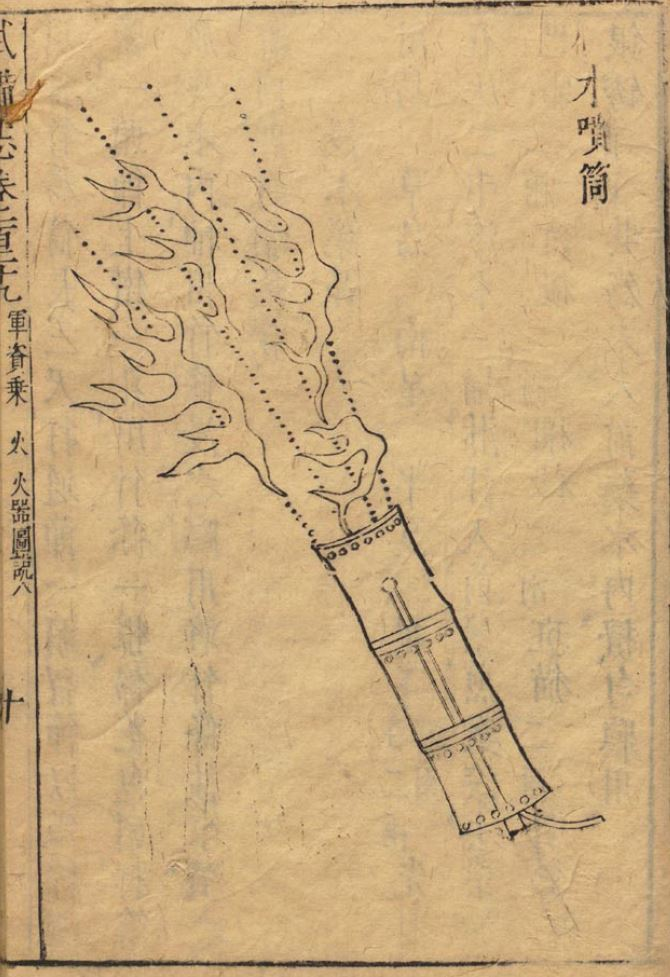
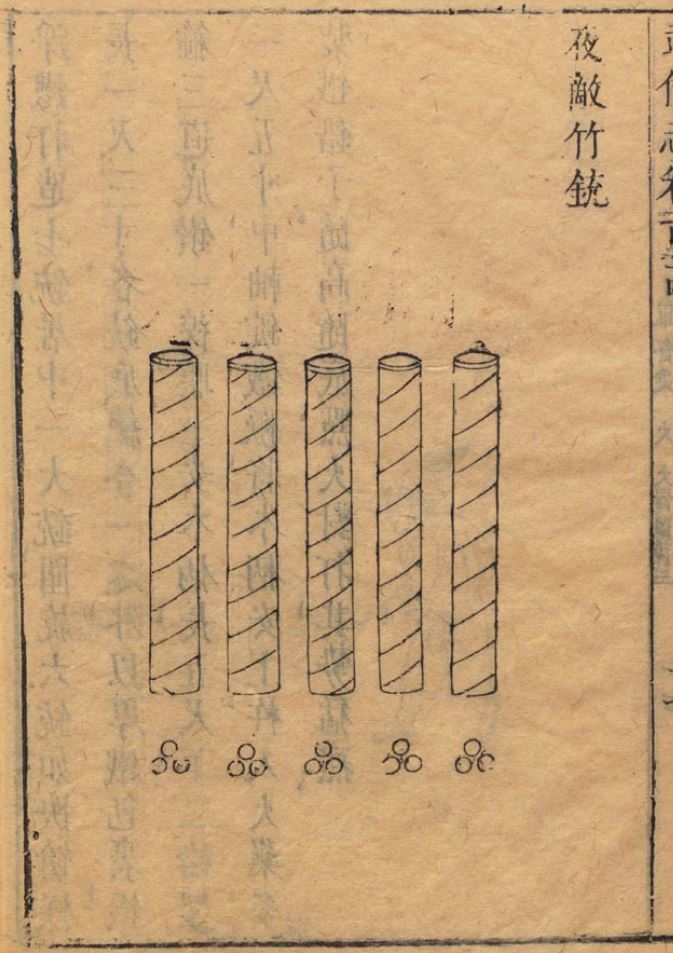
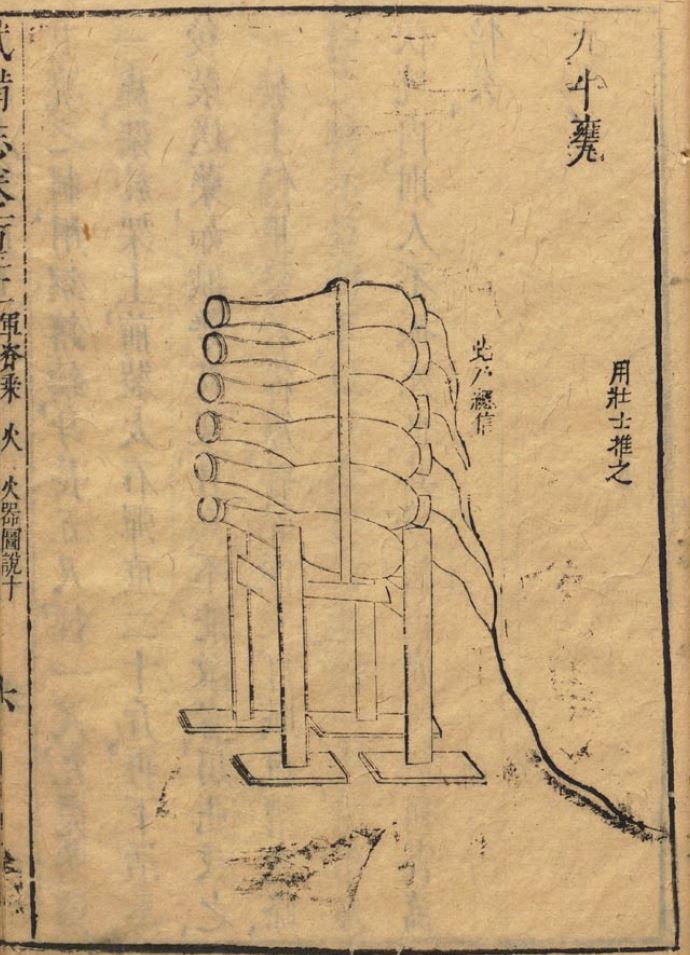
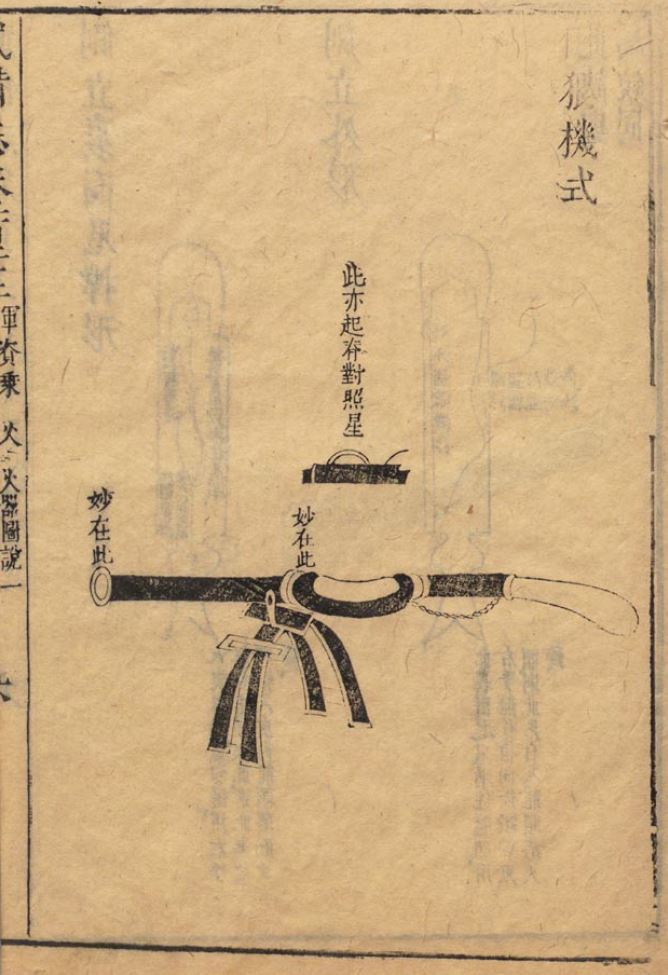
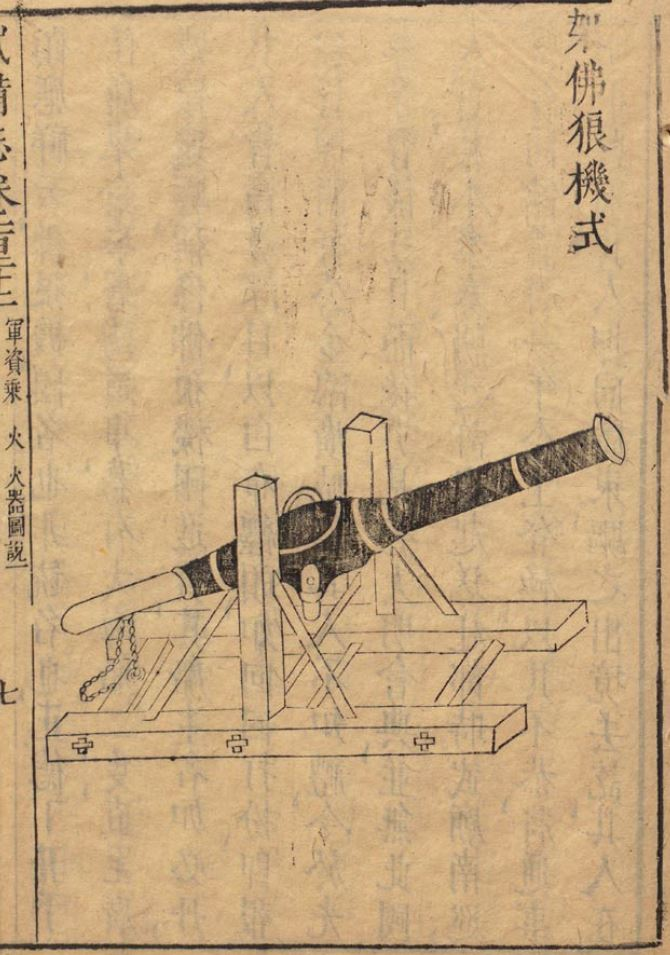
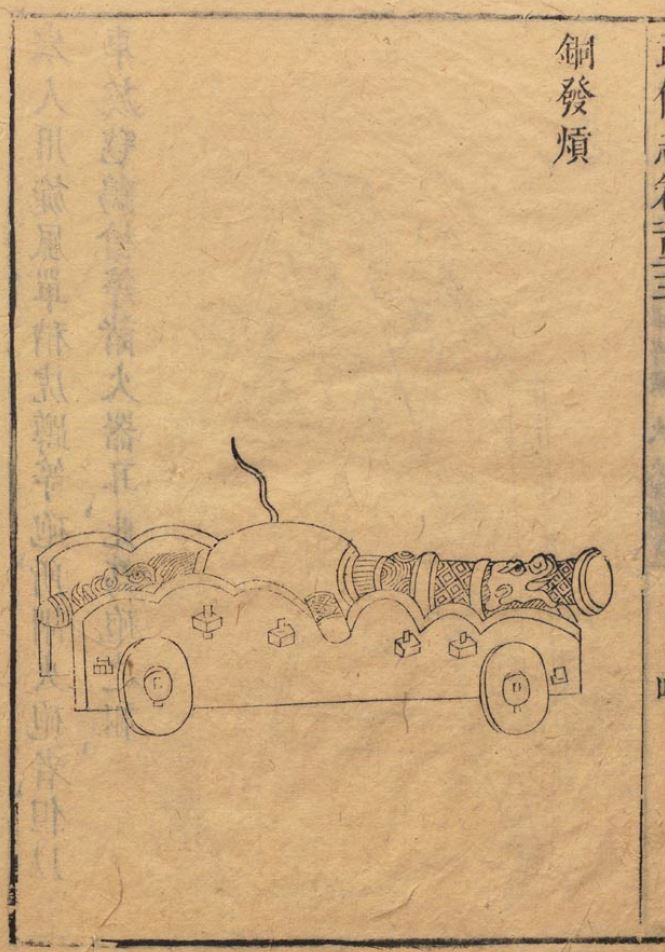
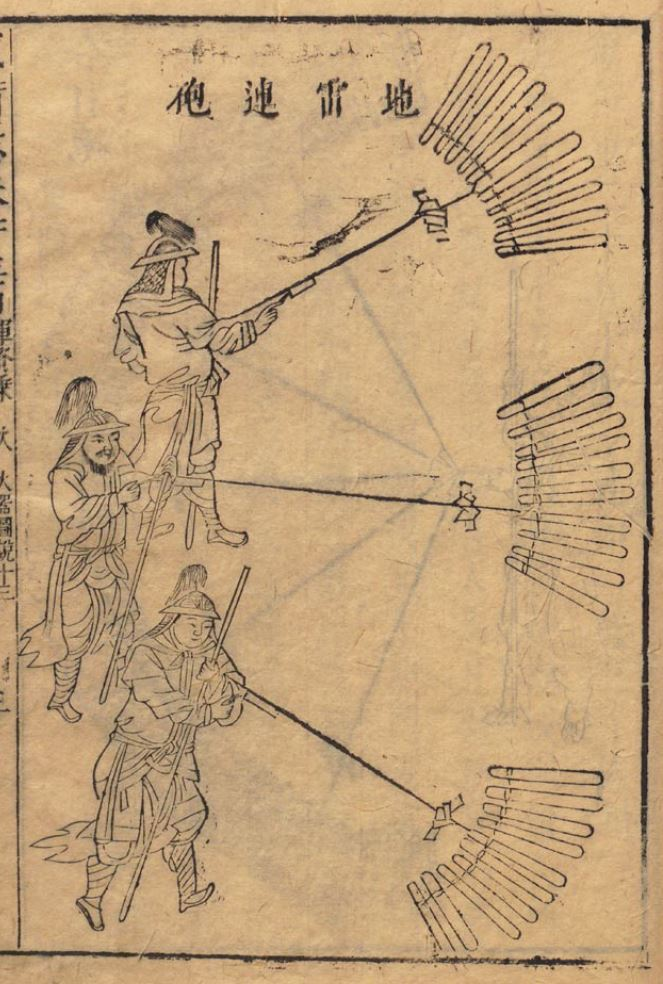
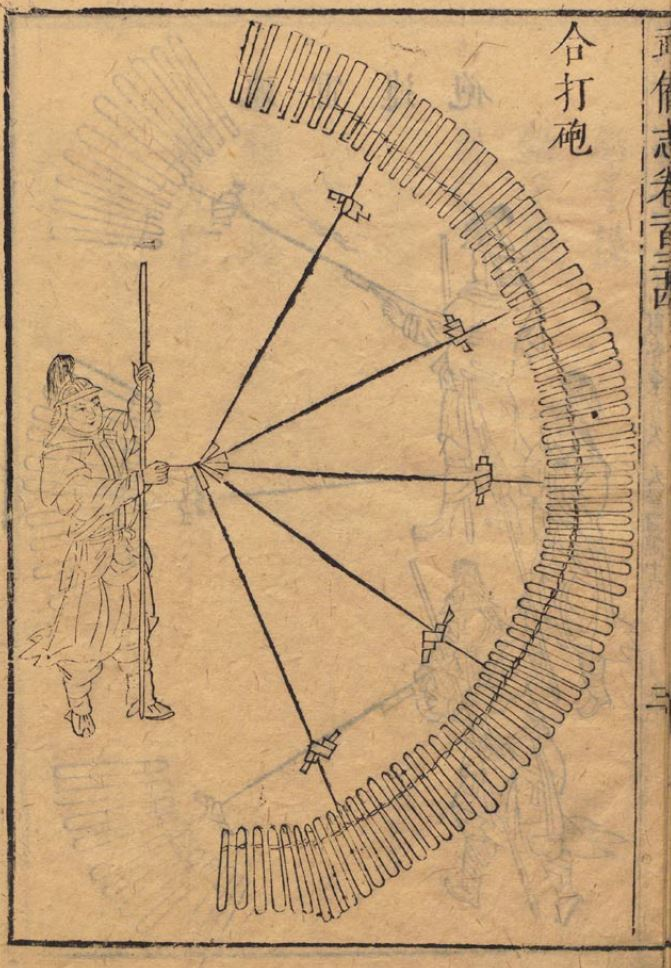

### Artefactos explosivos

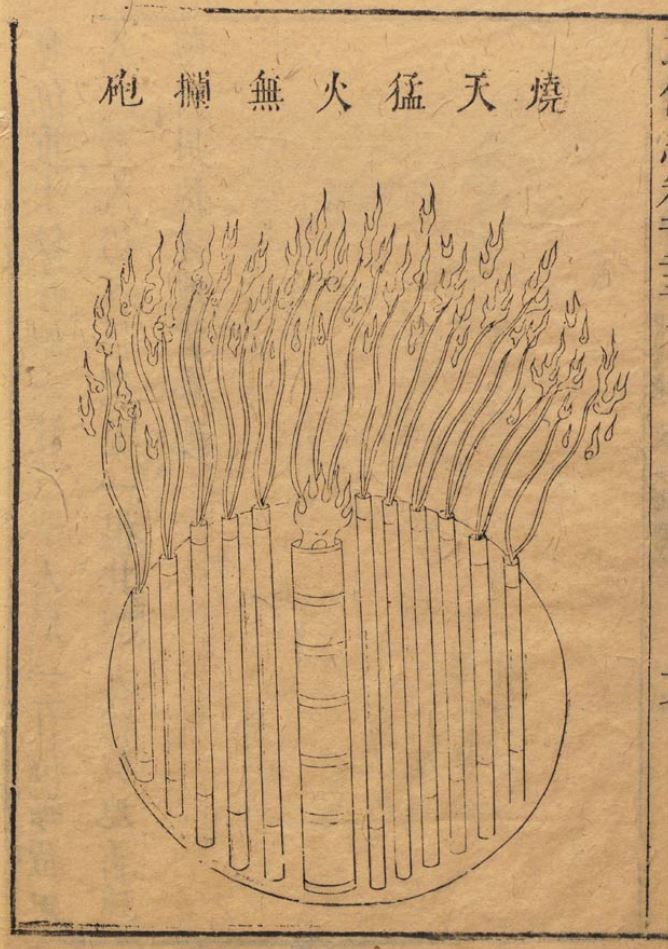
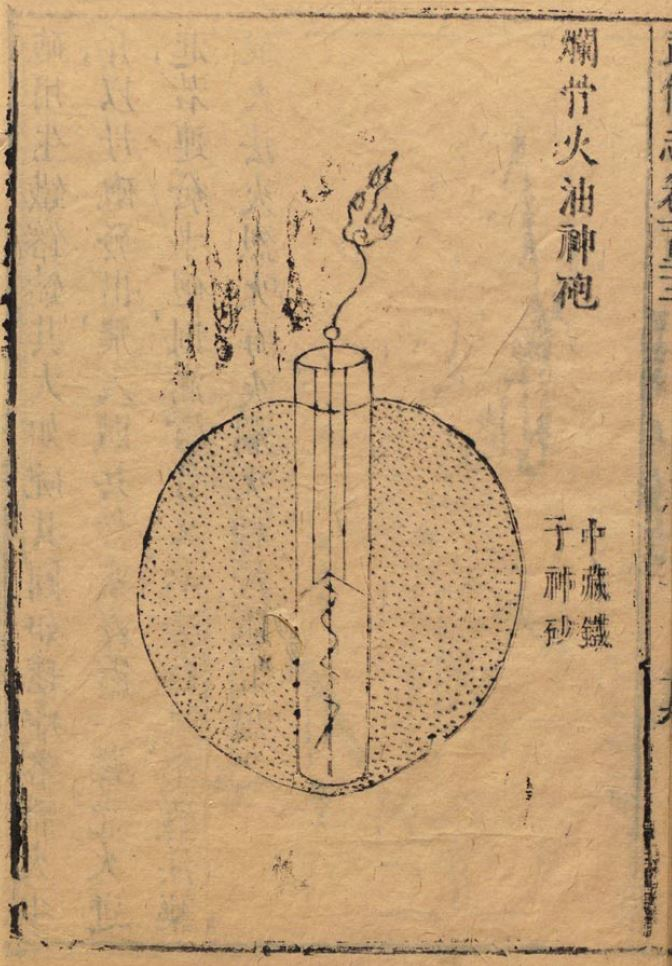
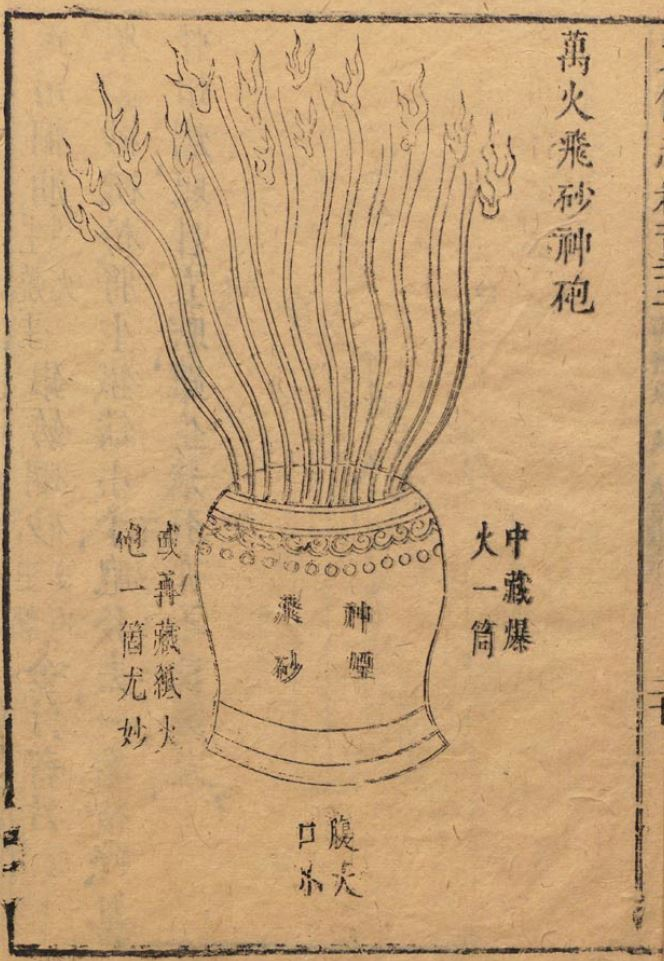
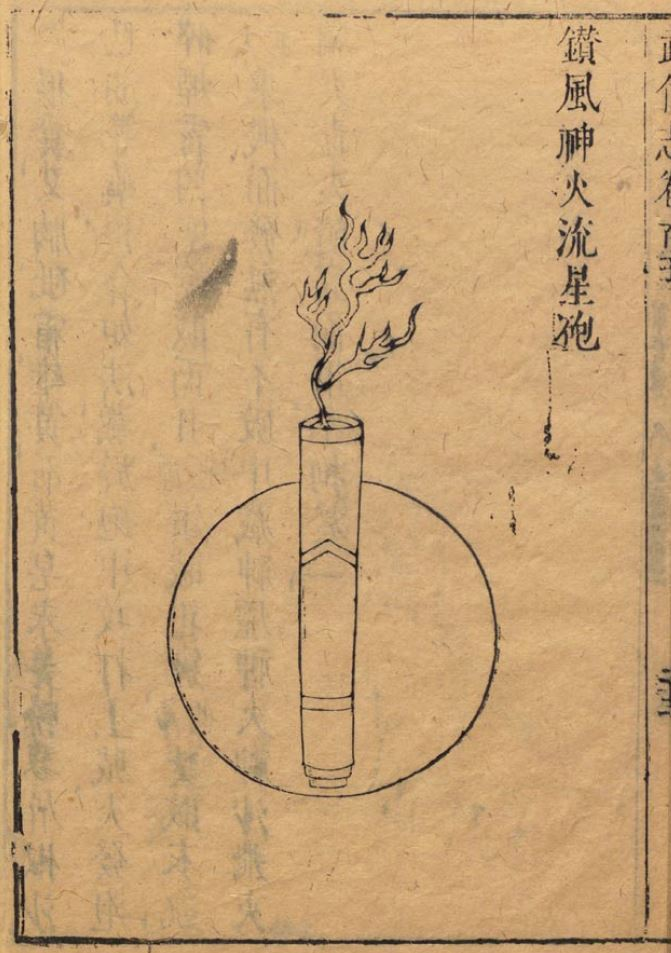
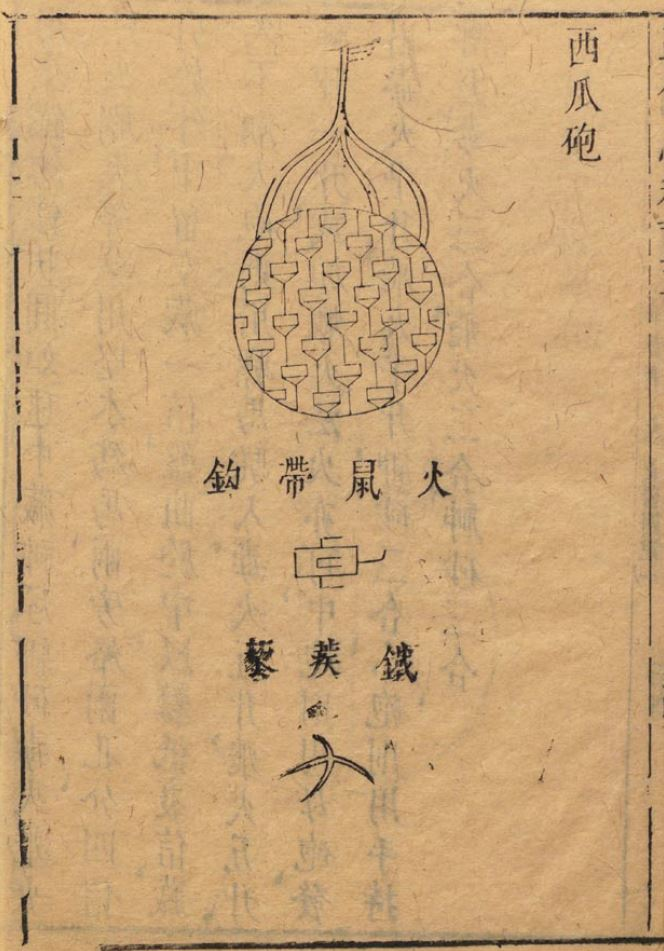
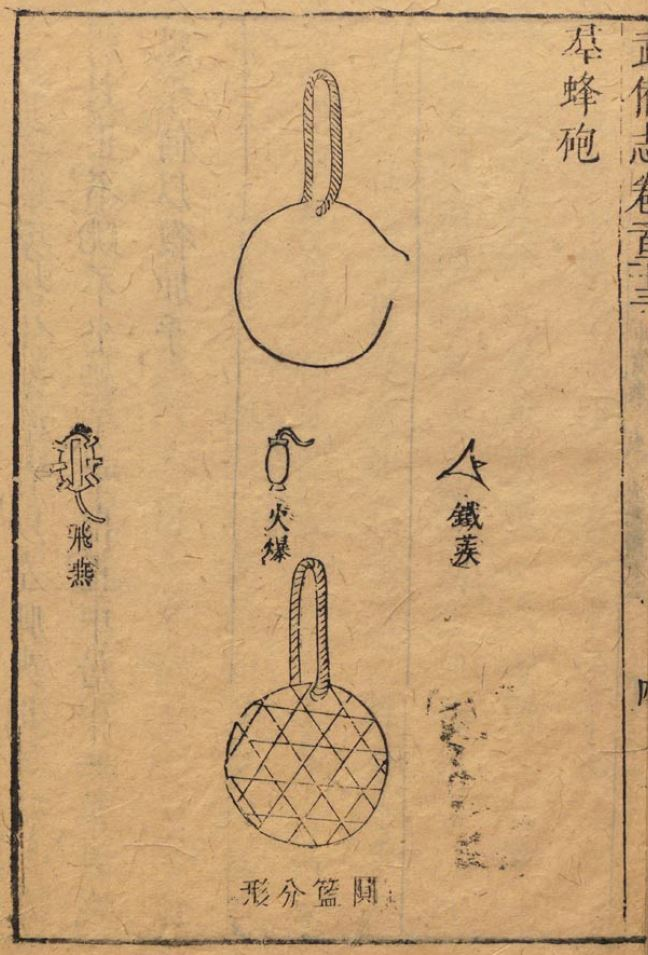
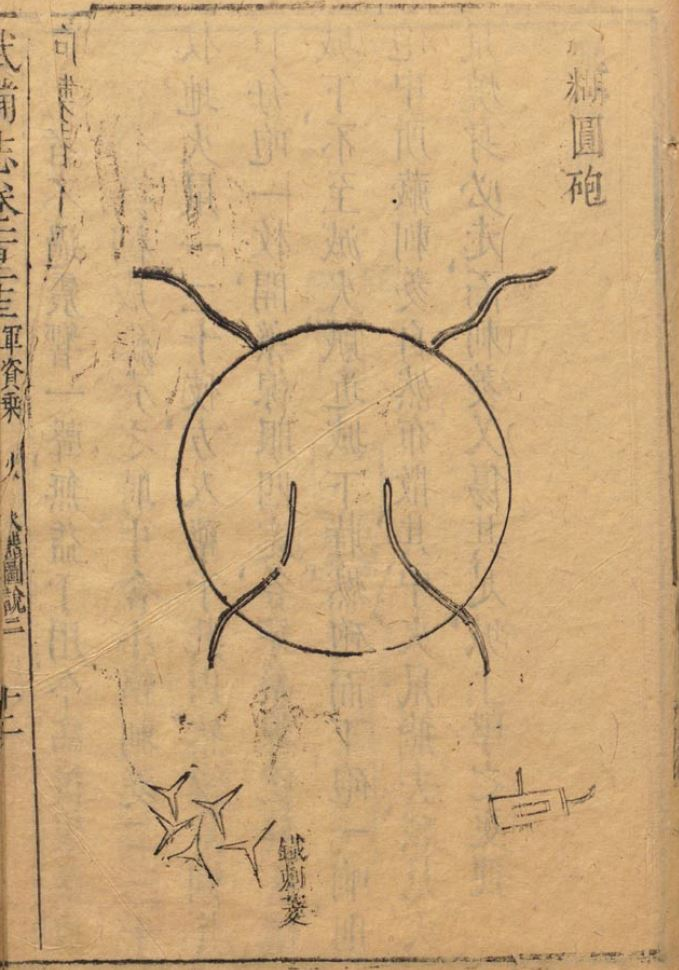
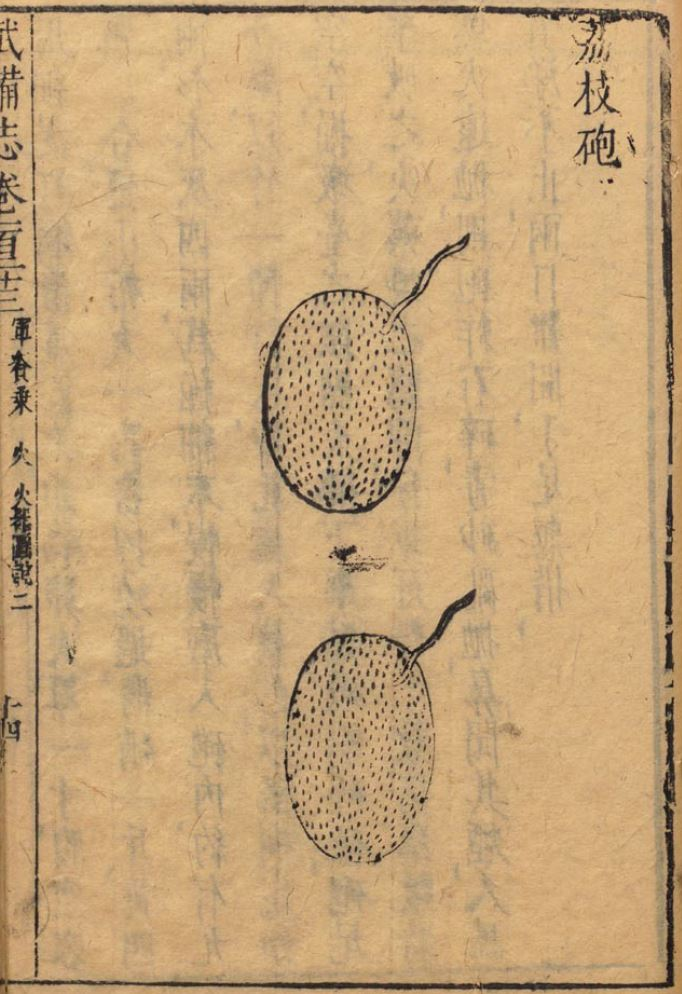
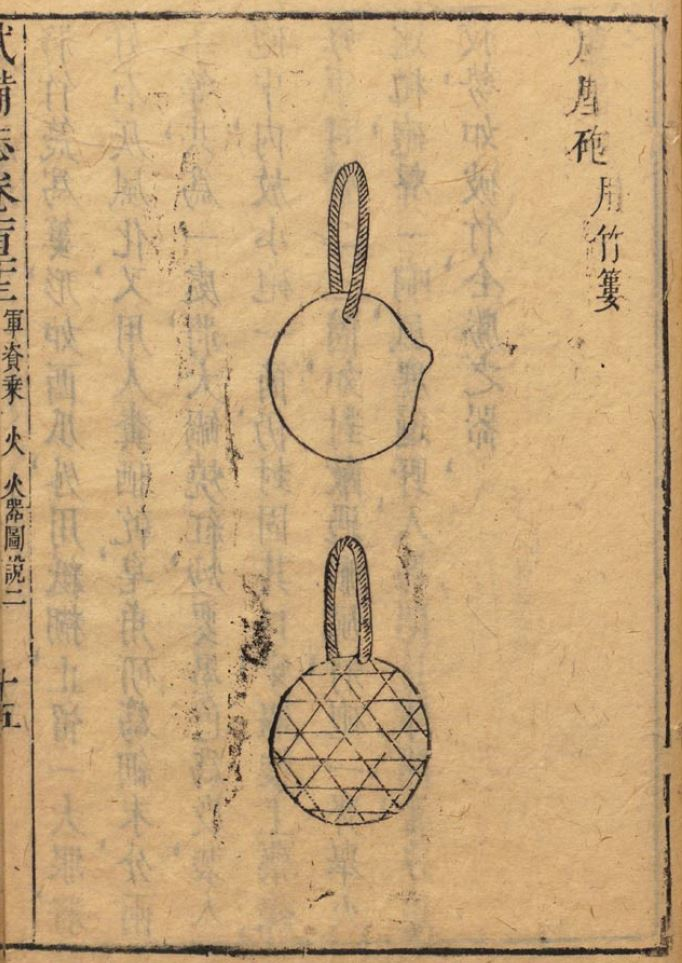
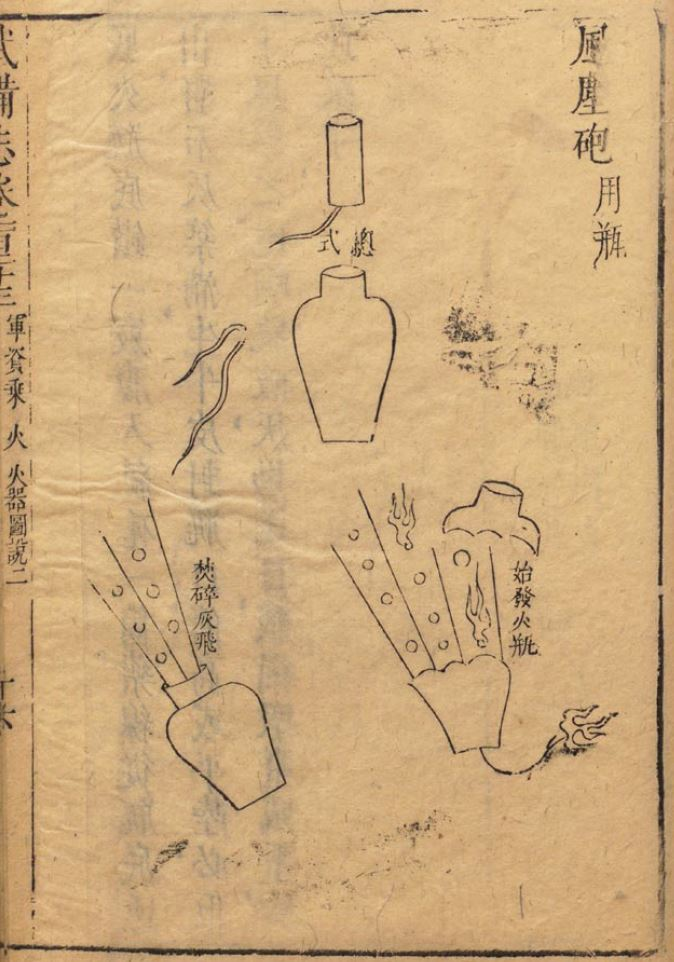
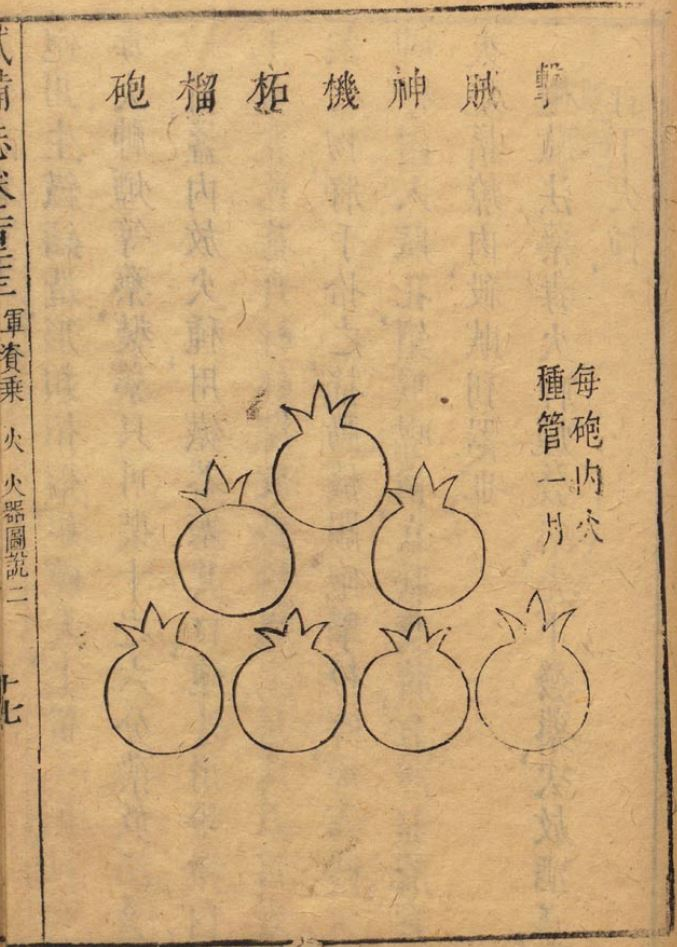
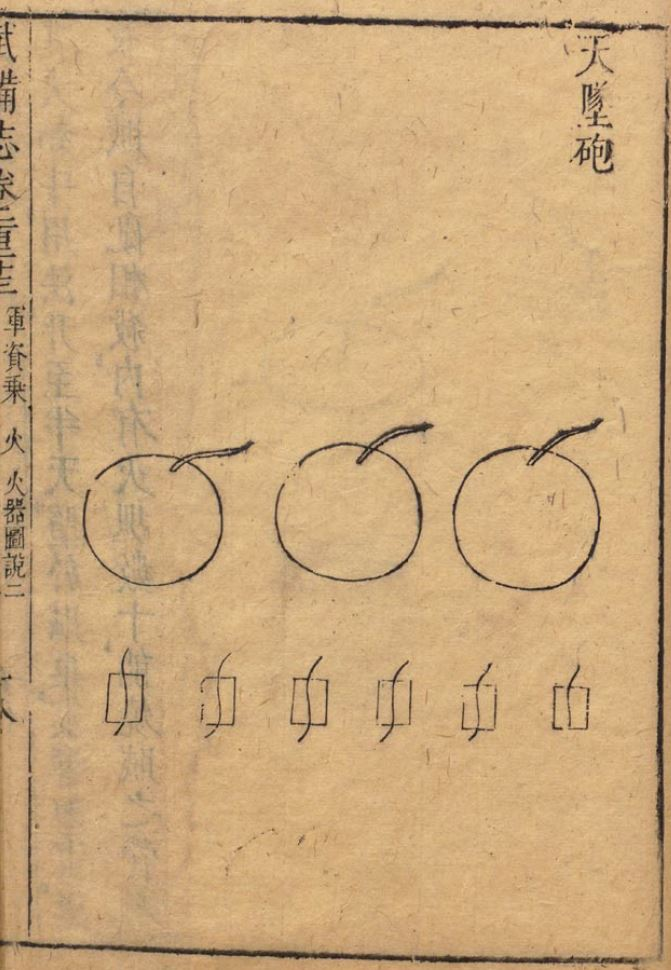
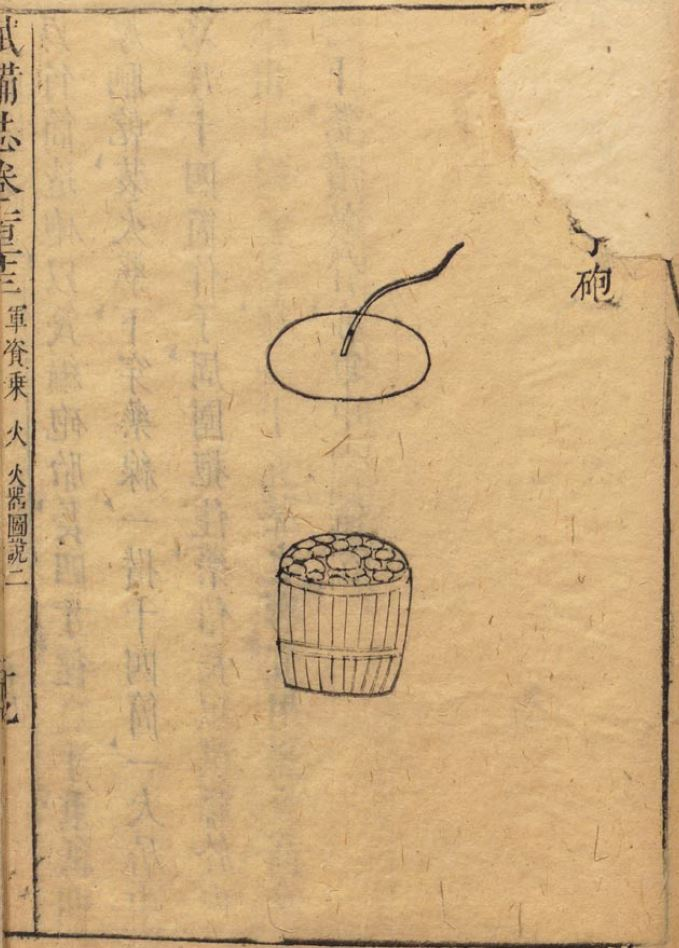
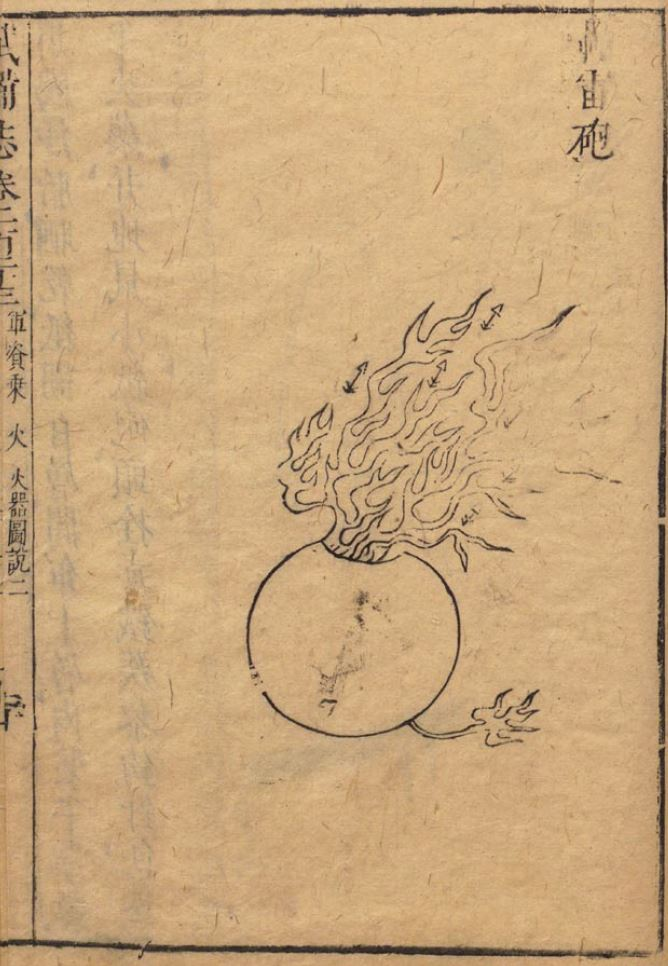
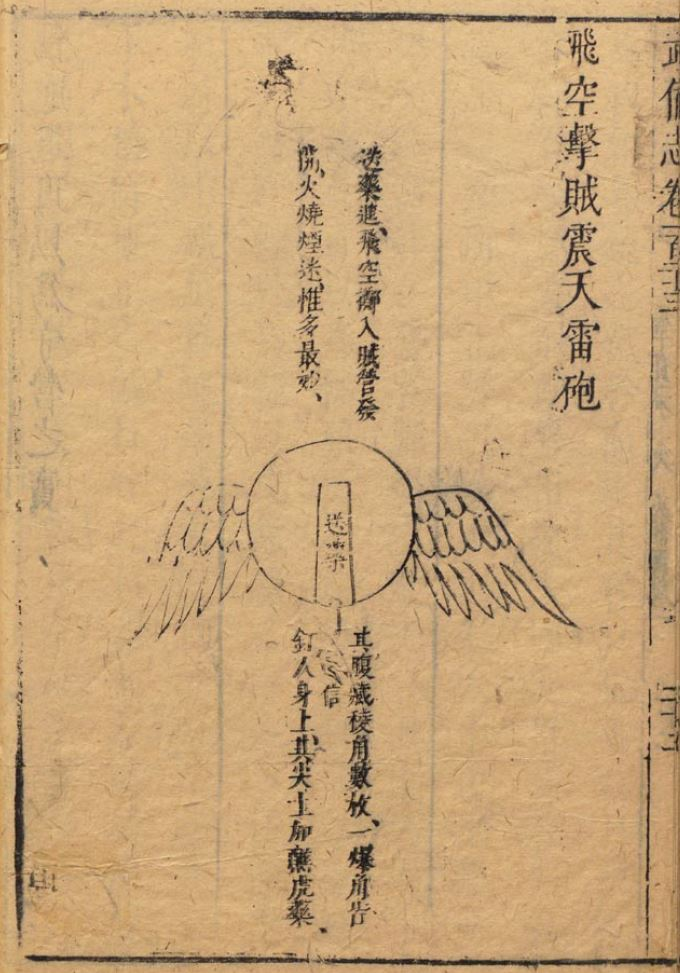
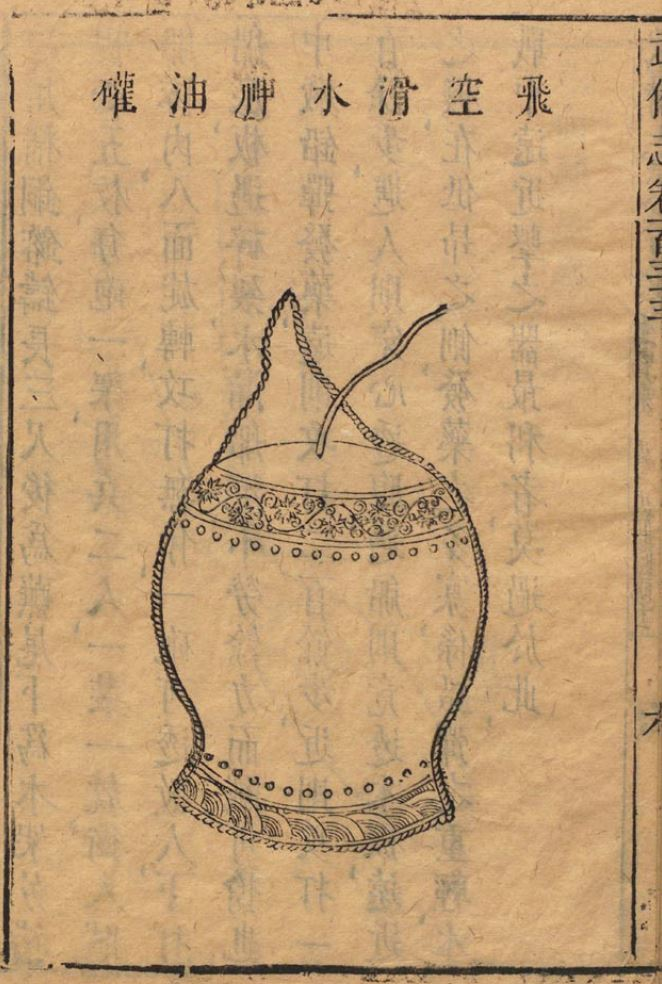
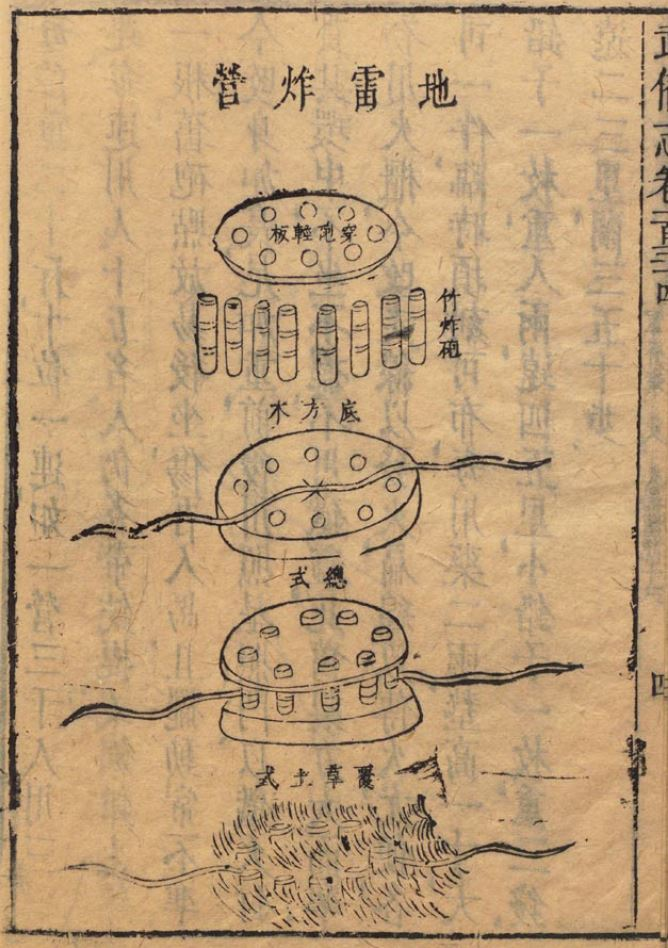
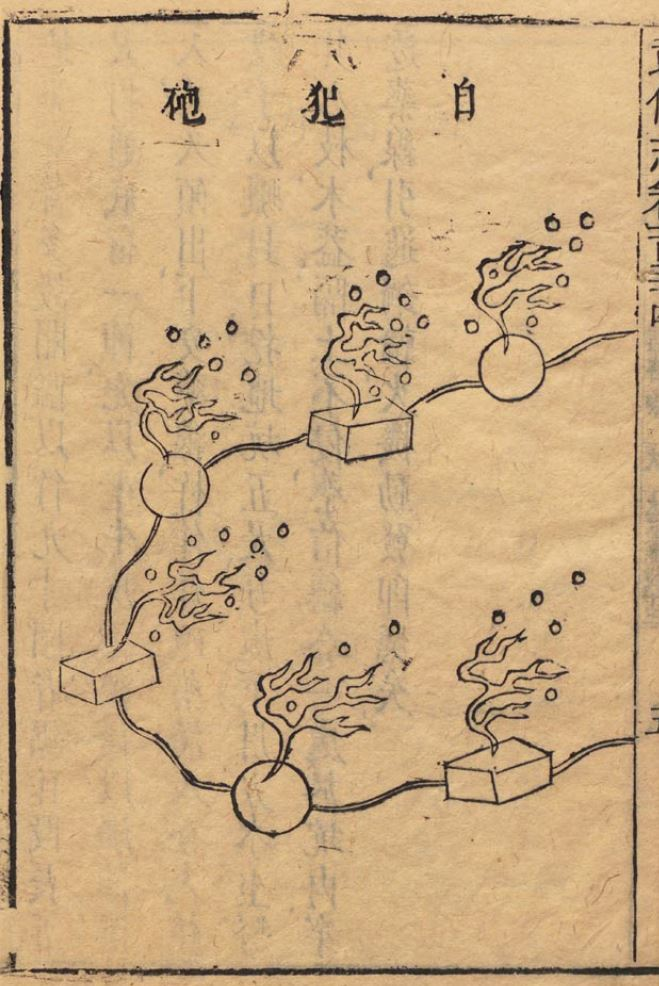
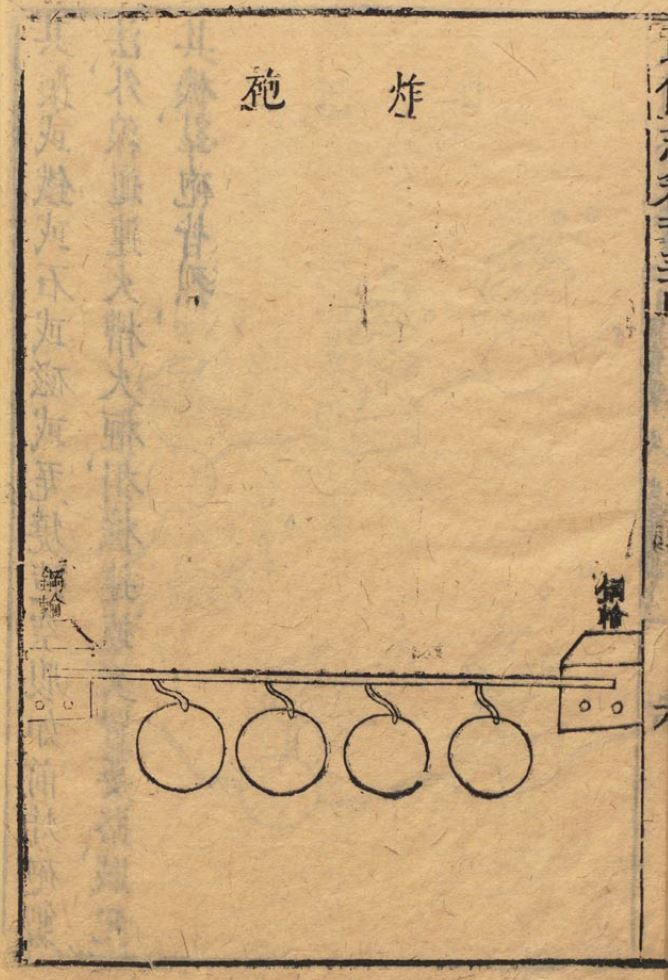
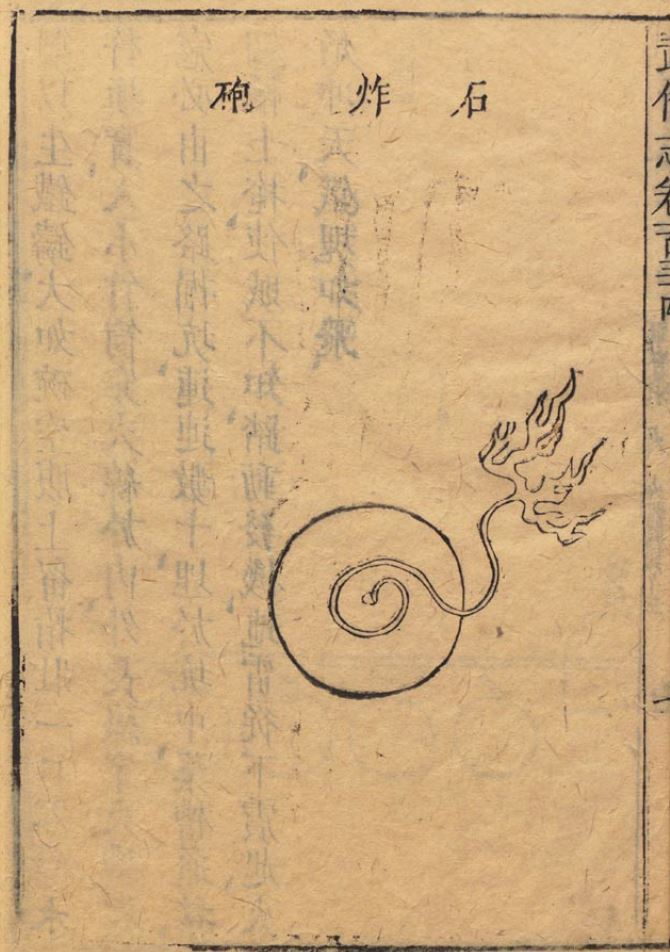
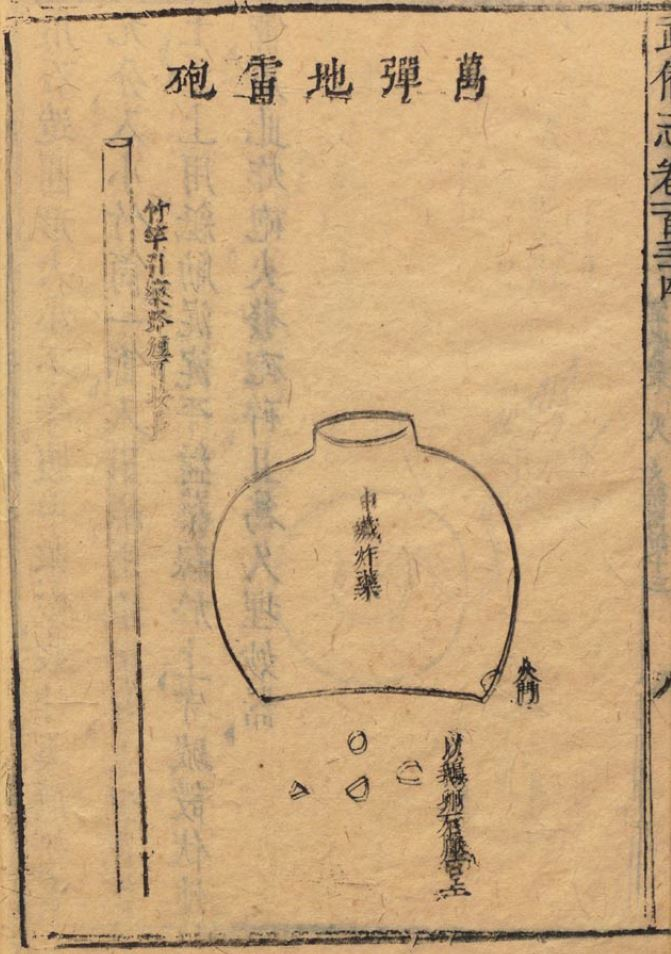
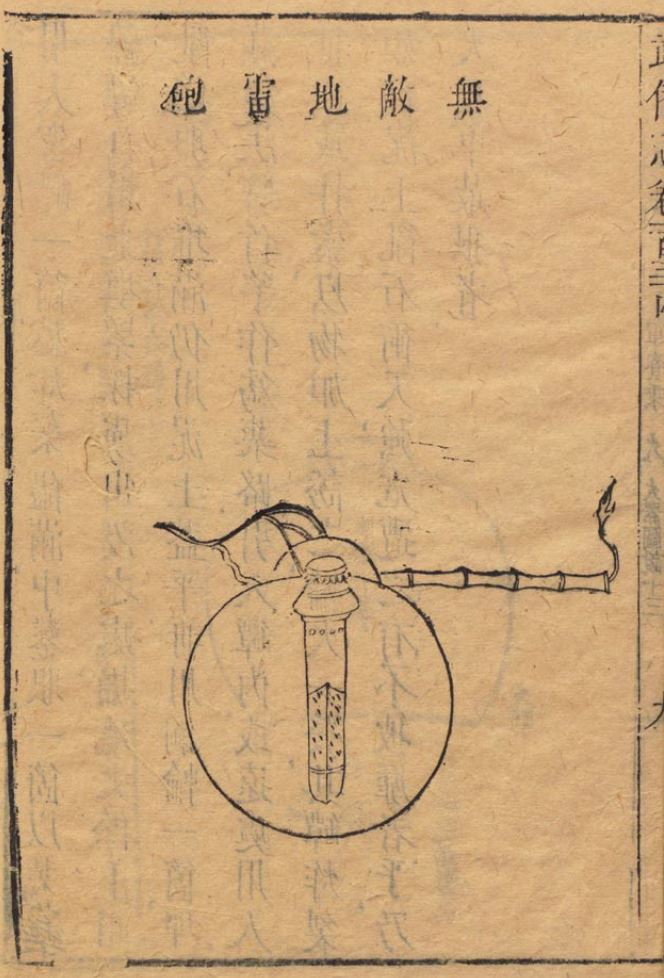
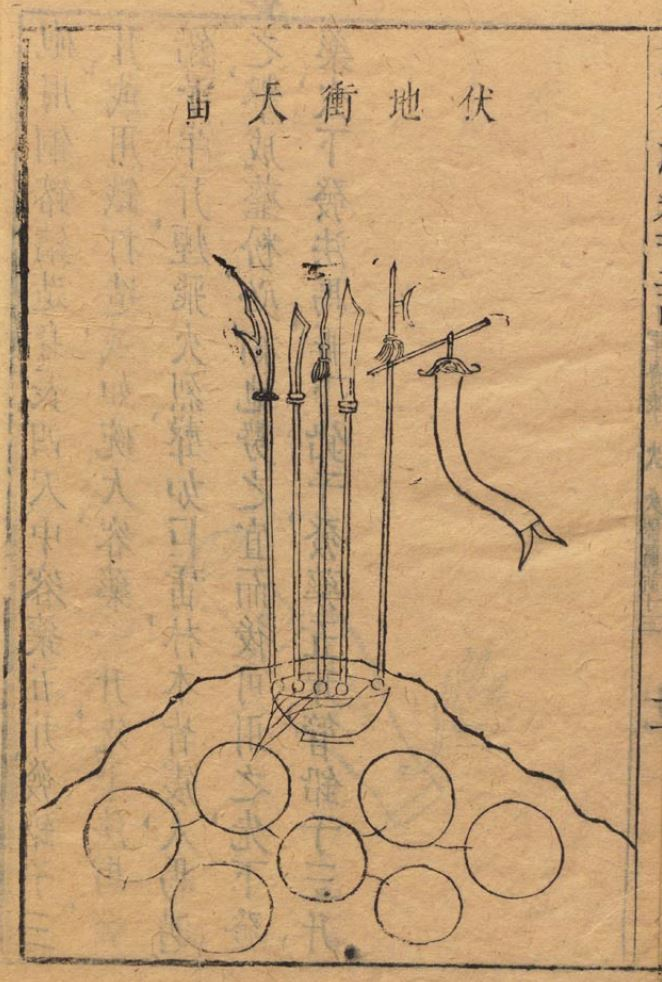
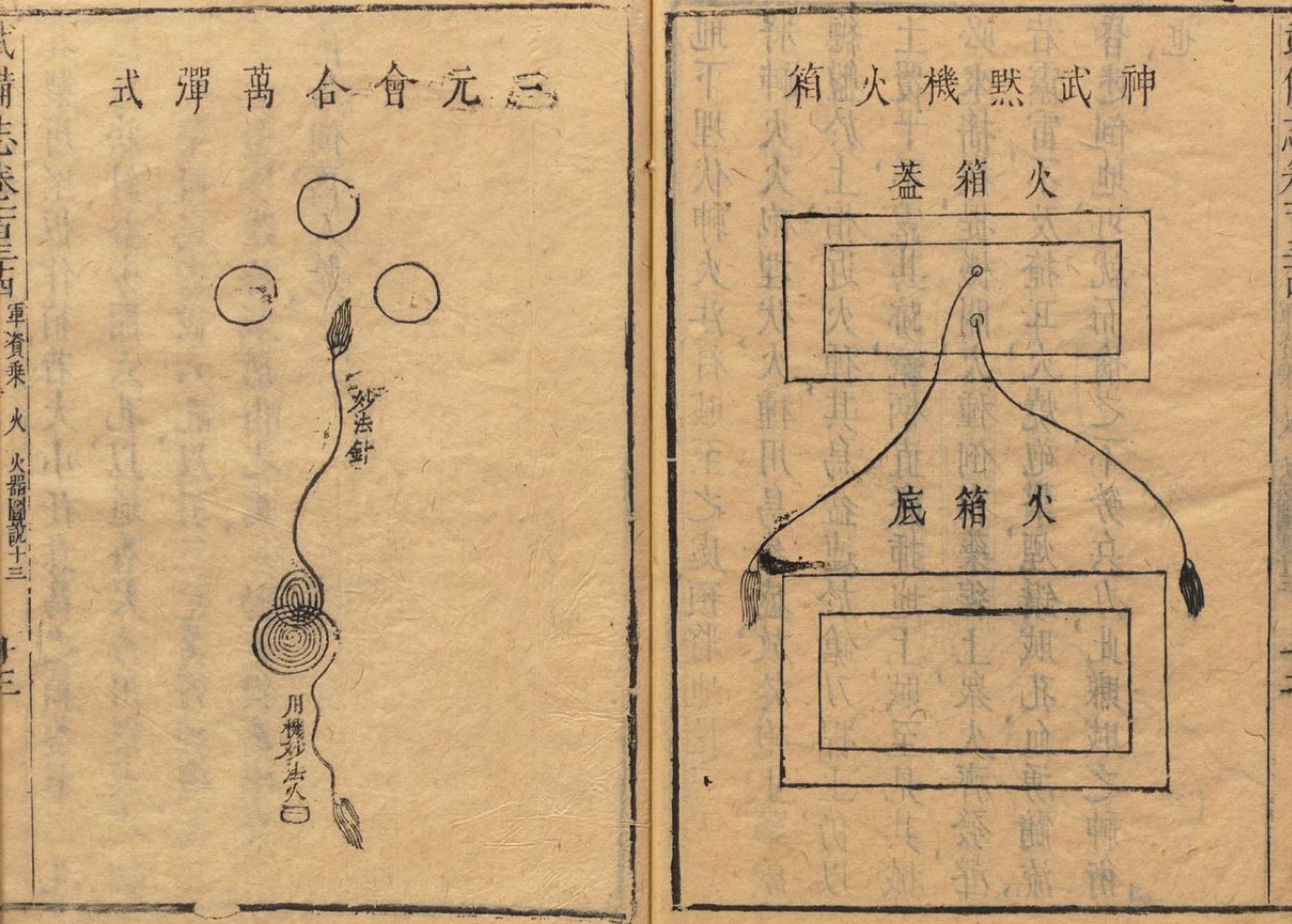
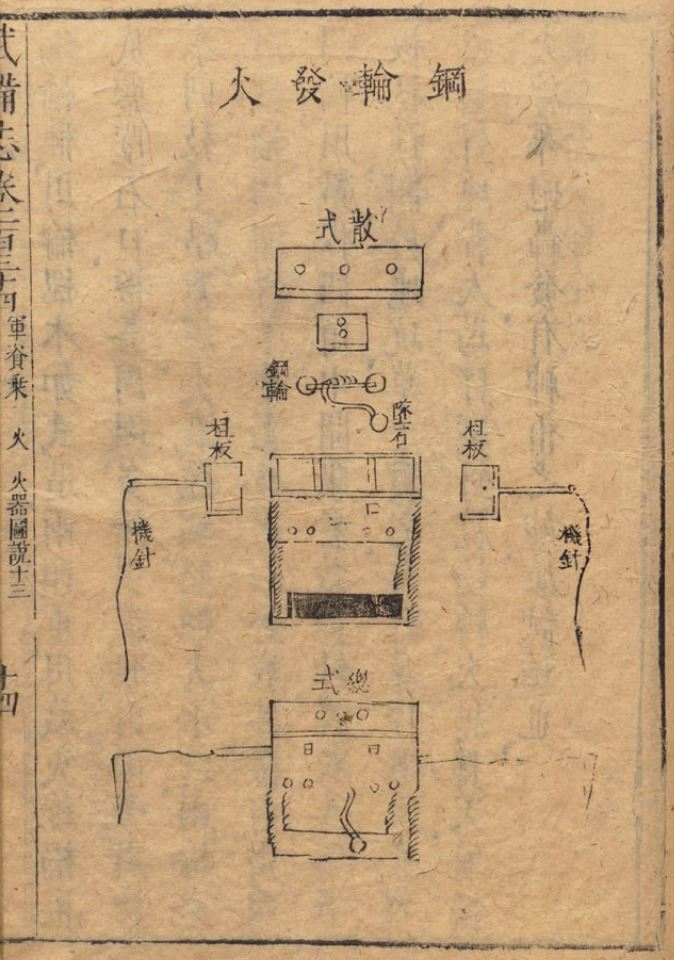
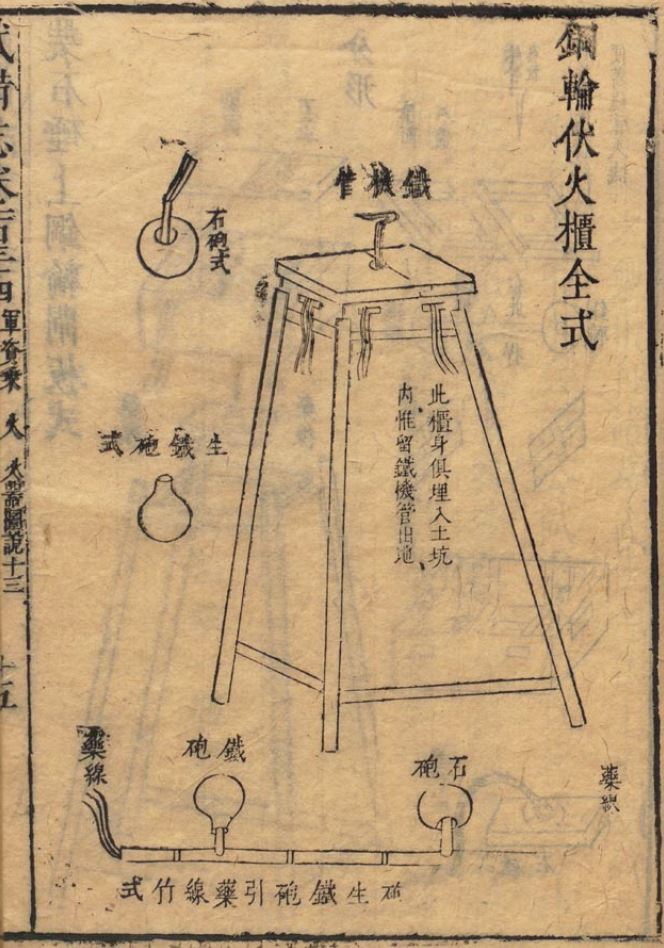
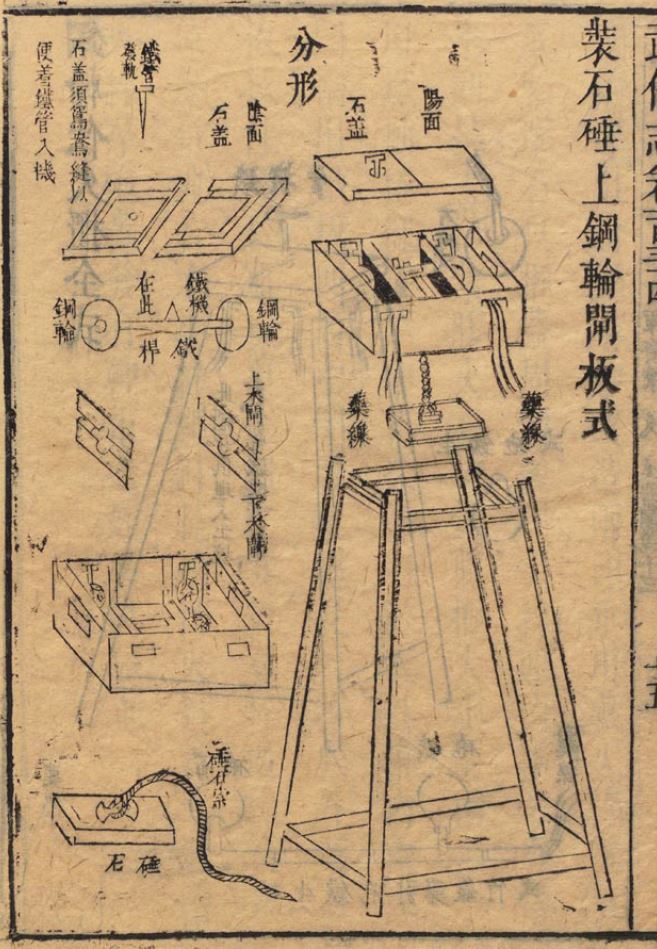
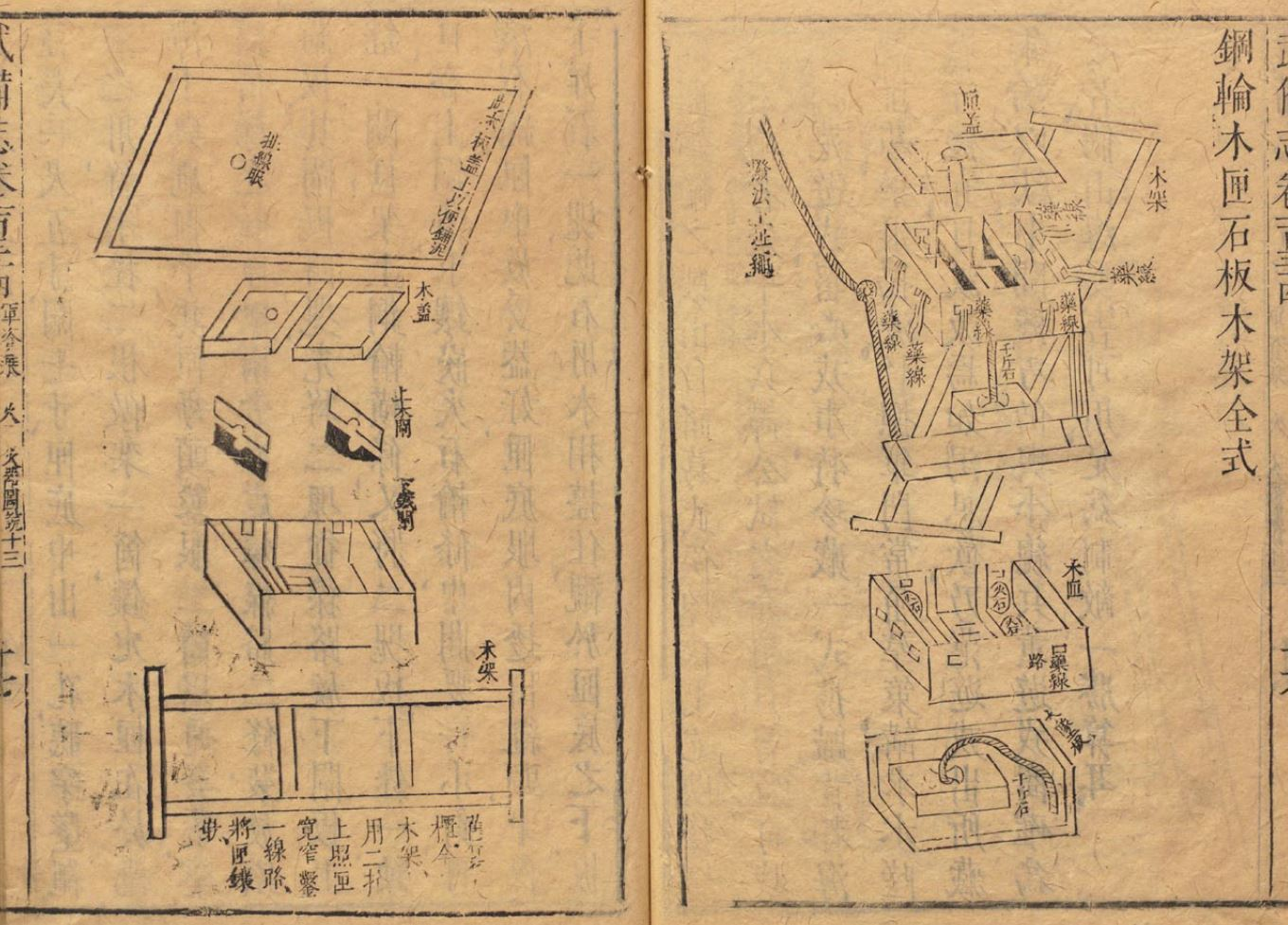
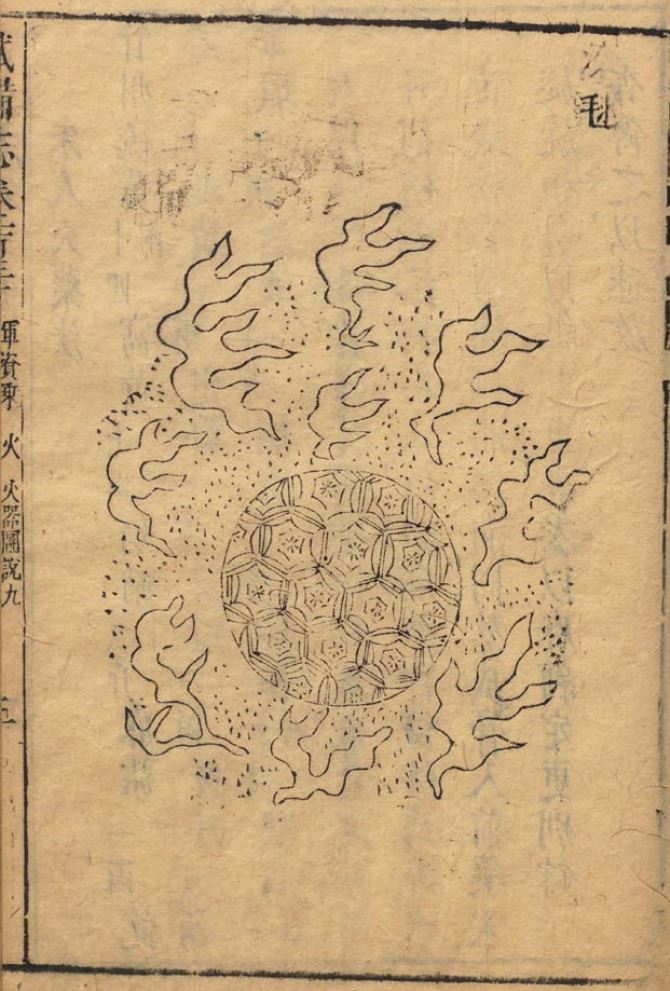
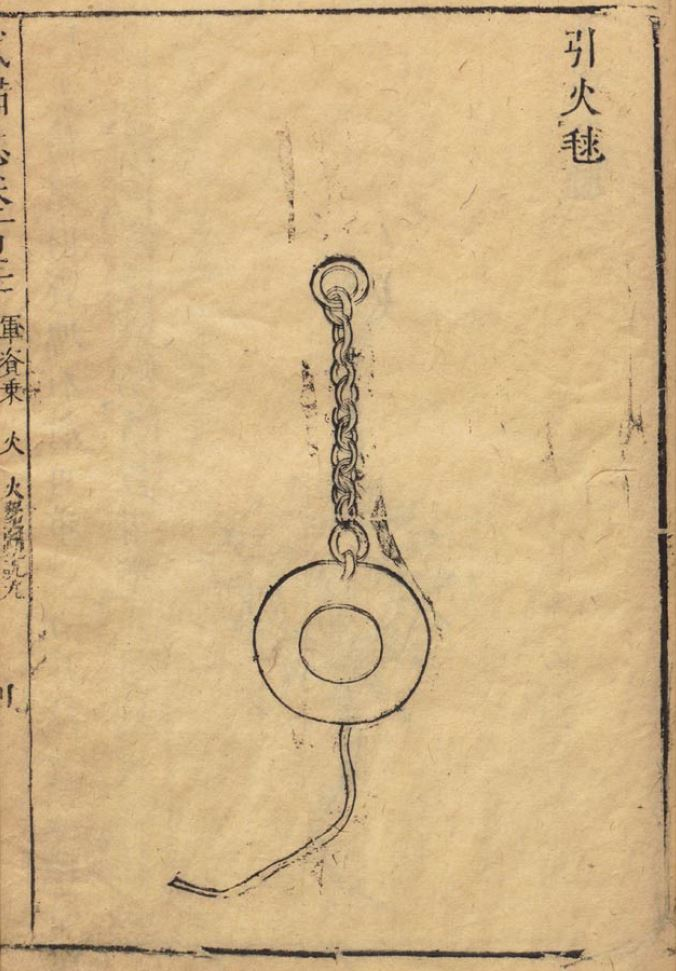
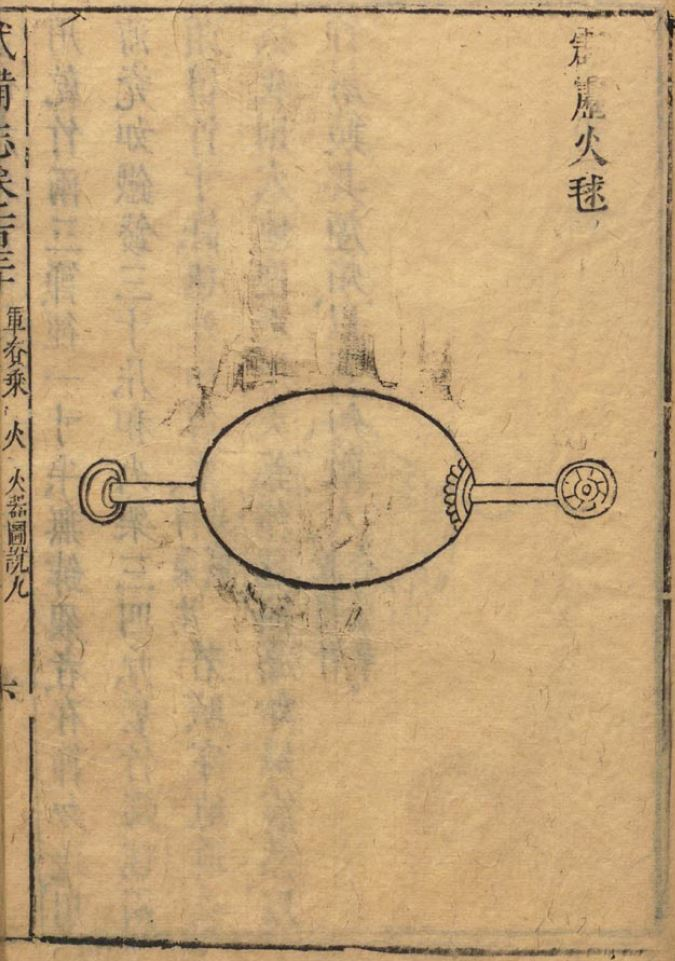
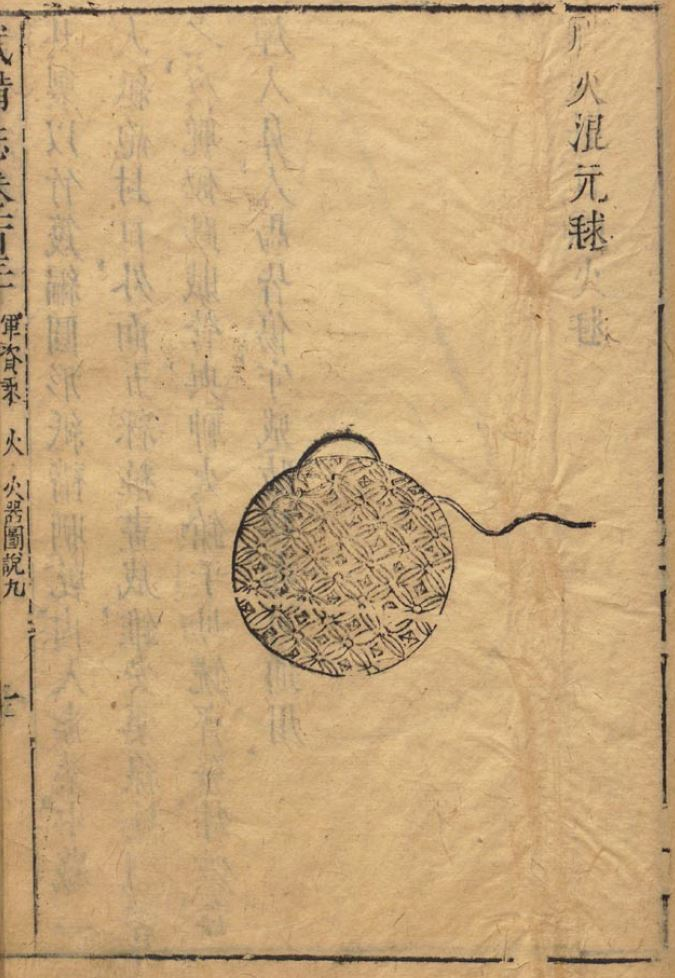
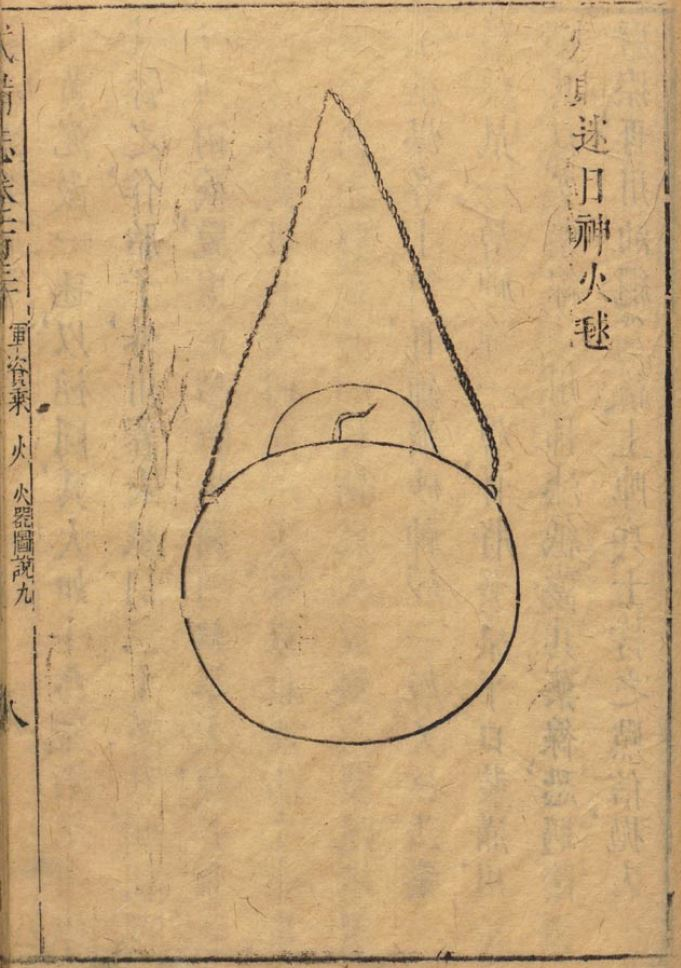
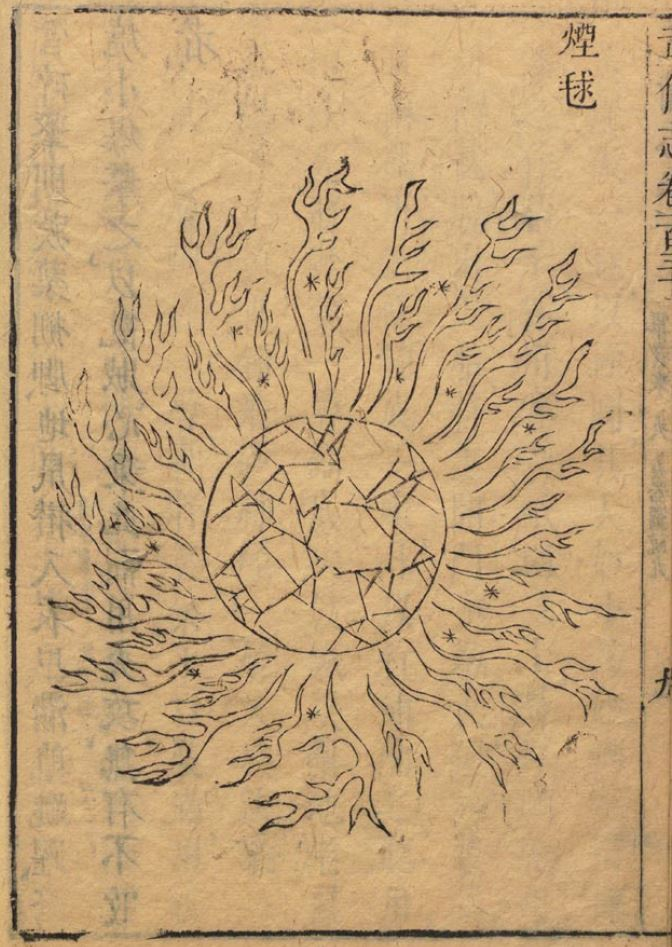
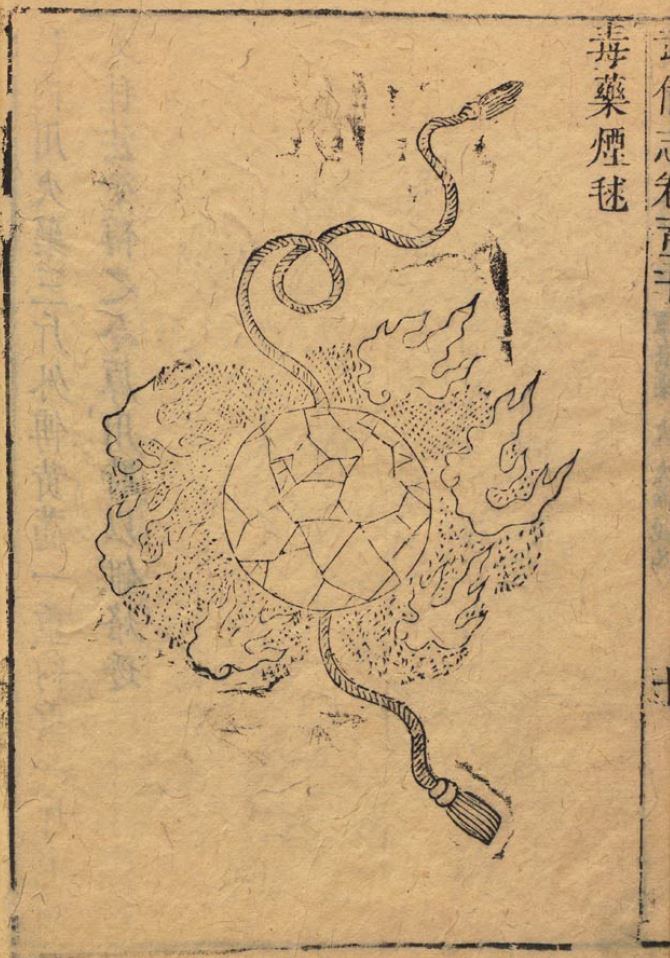
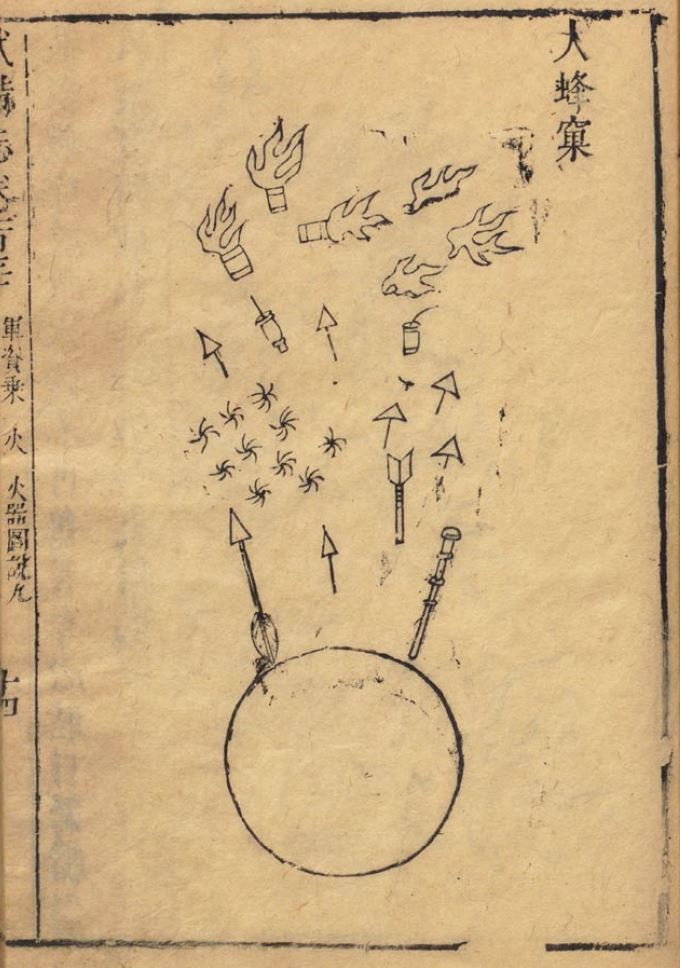
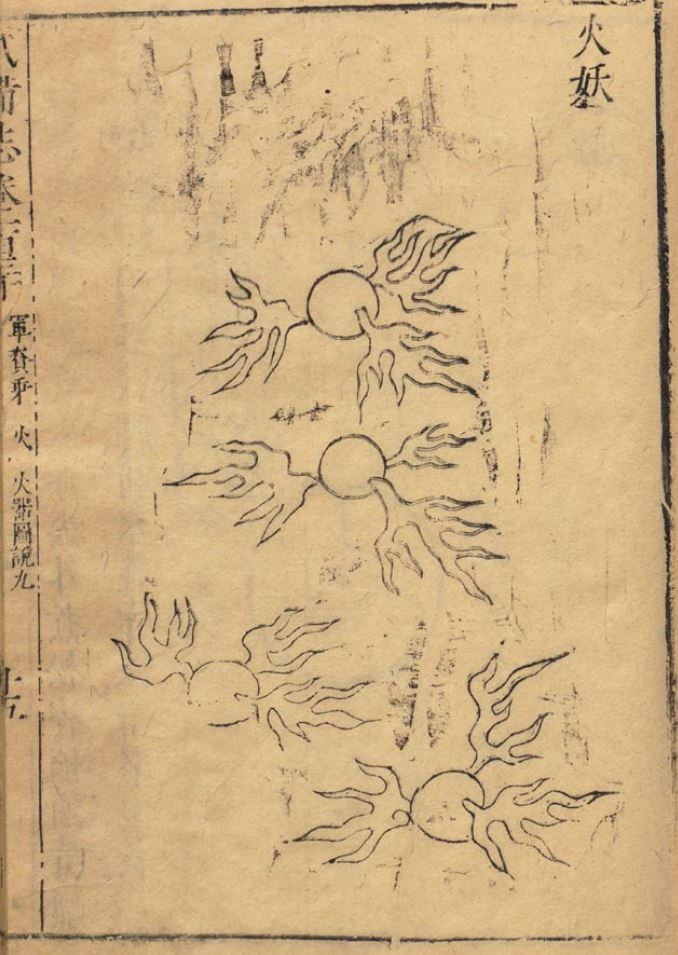
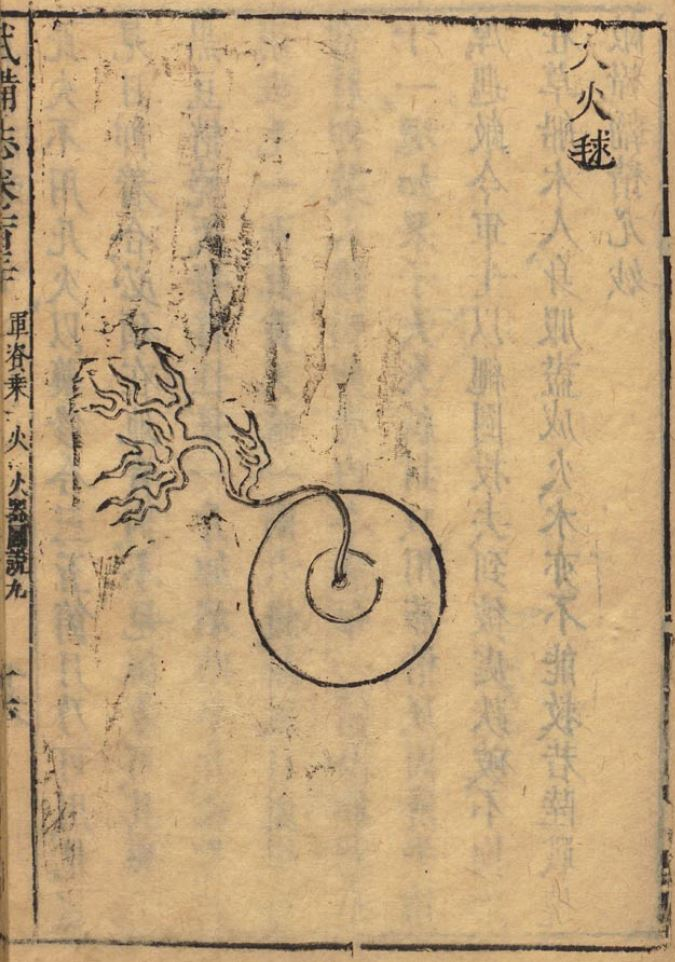
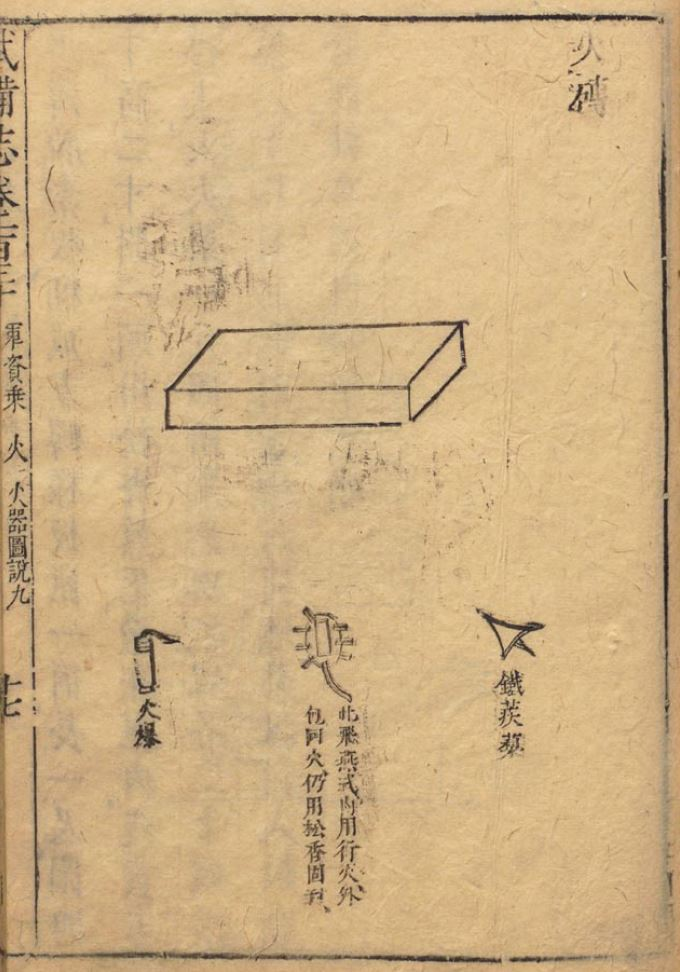
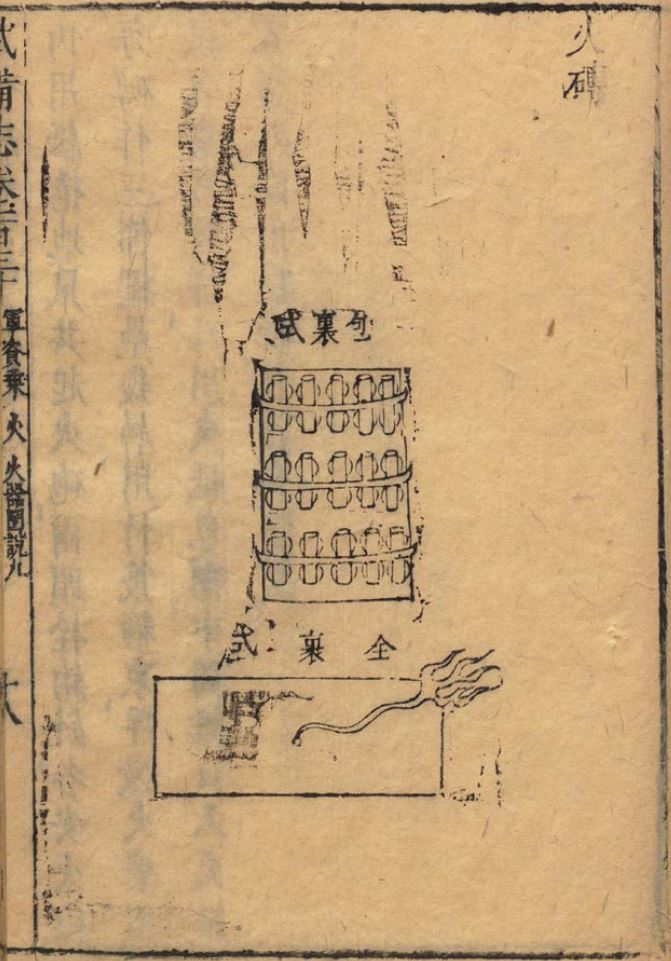
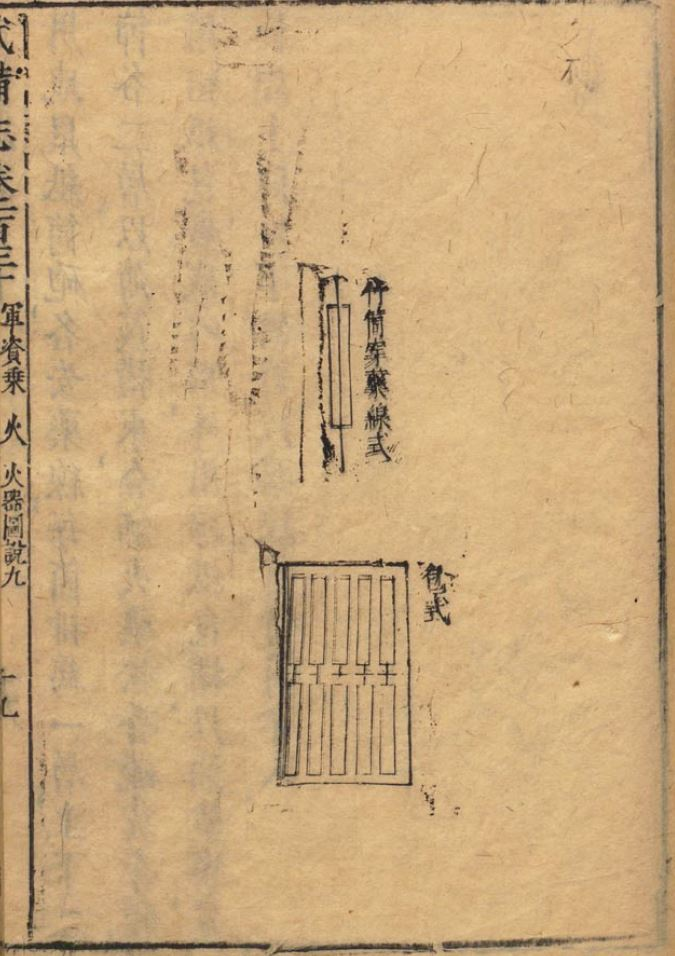
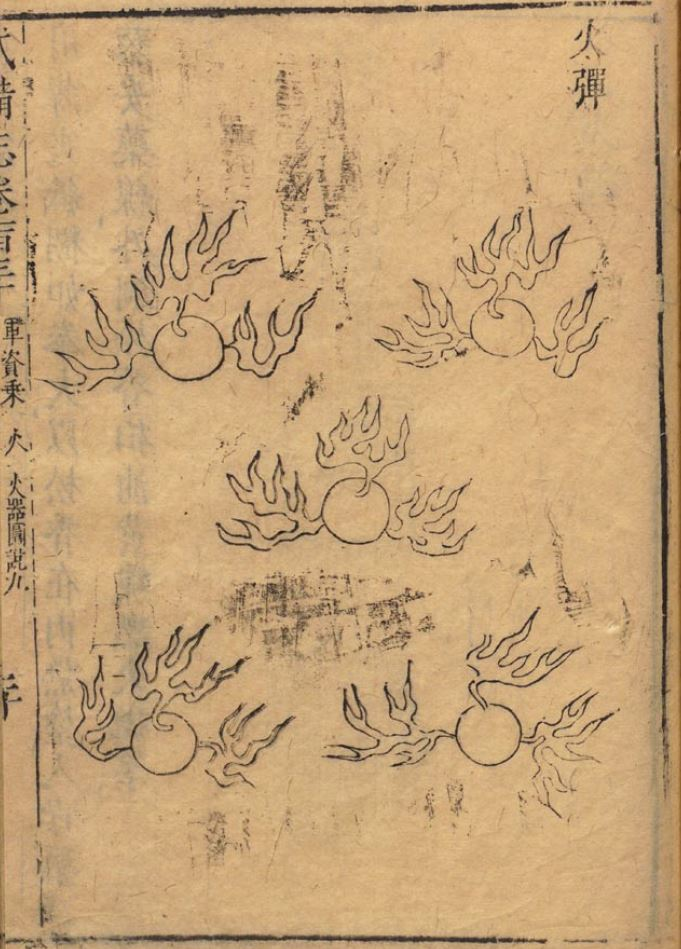
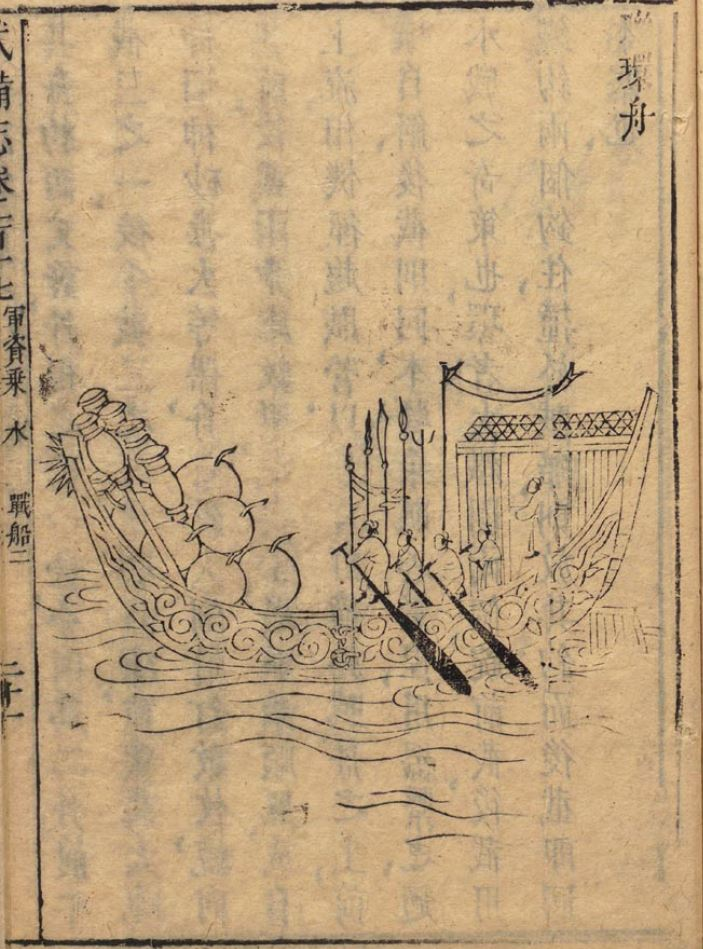
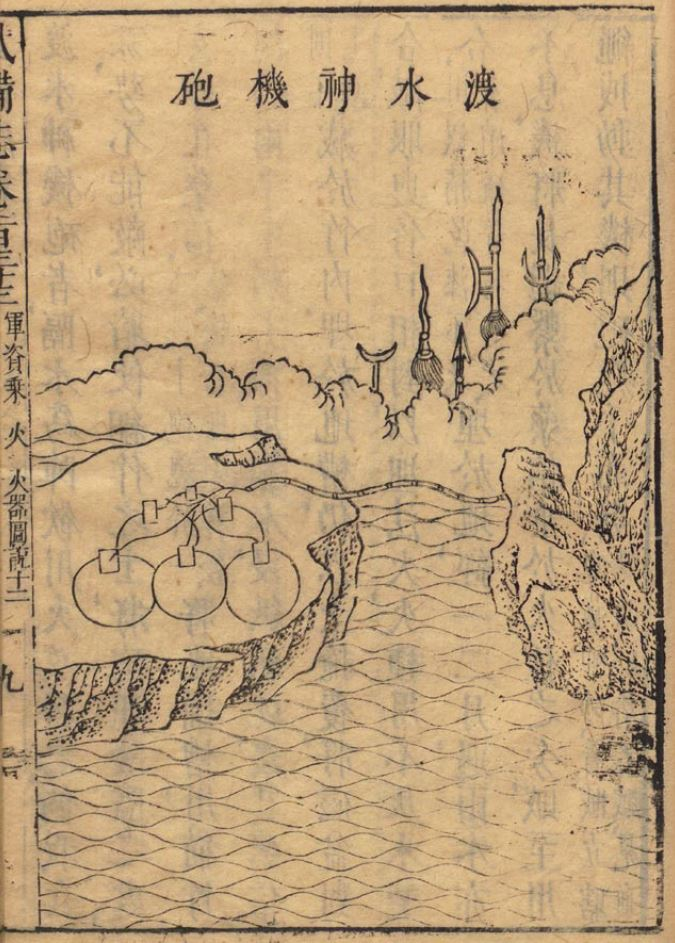

### Uso de animales en guerra

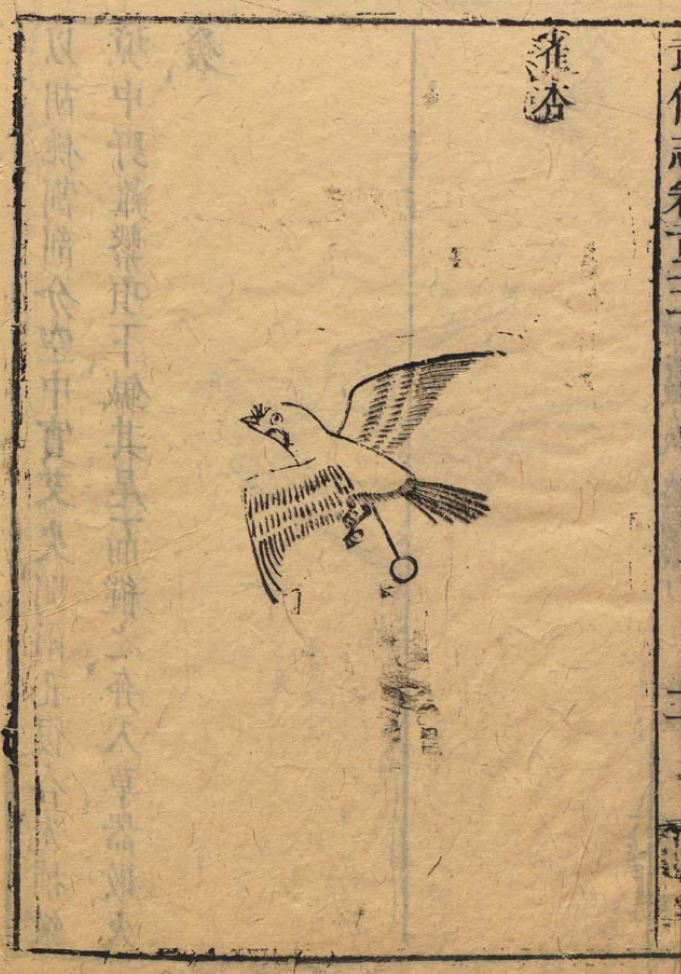
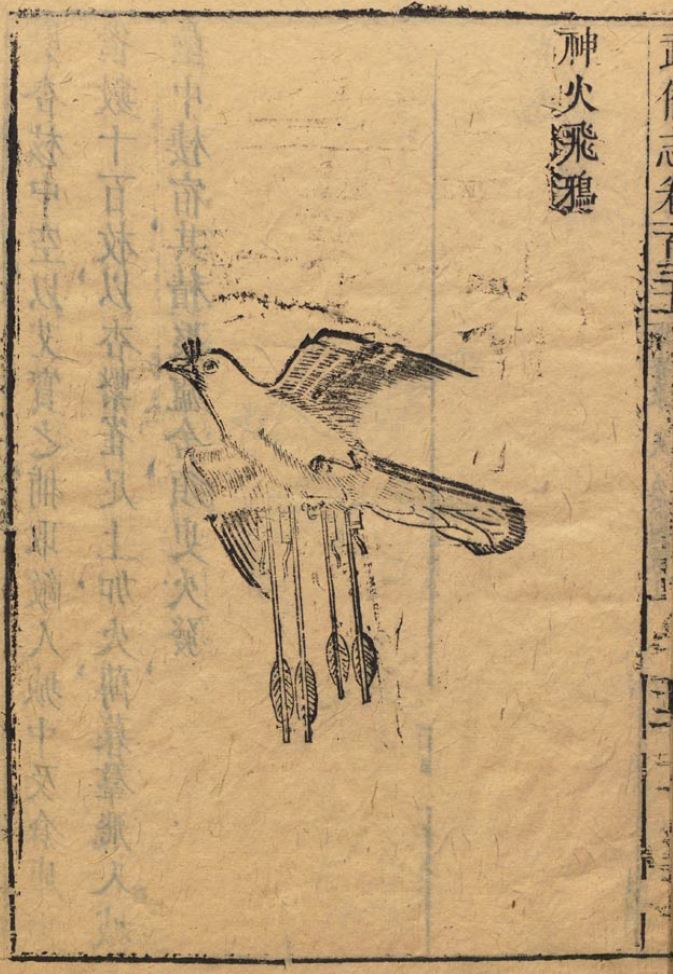
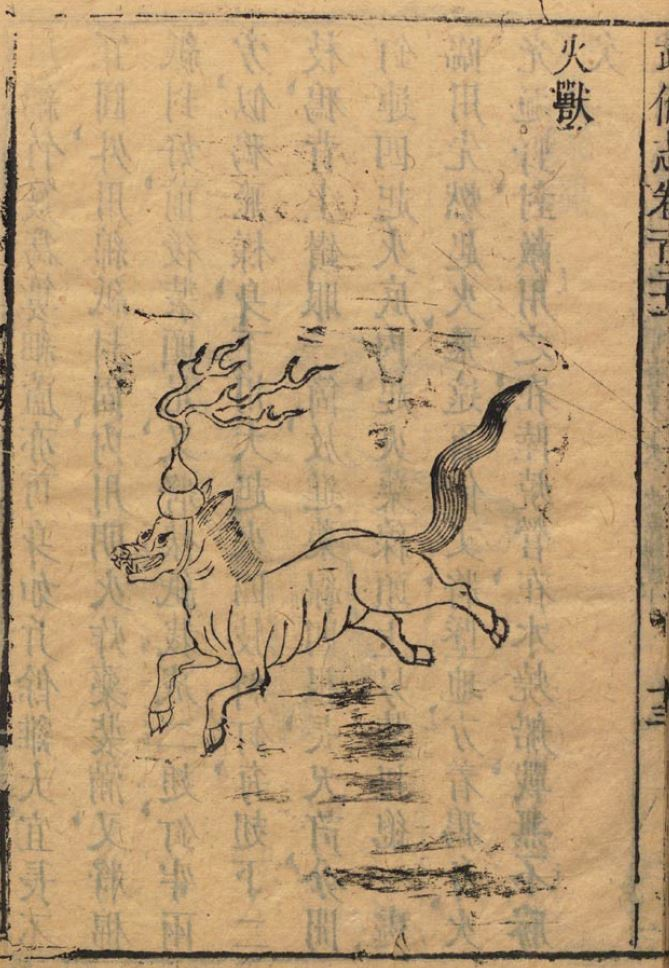
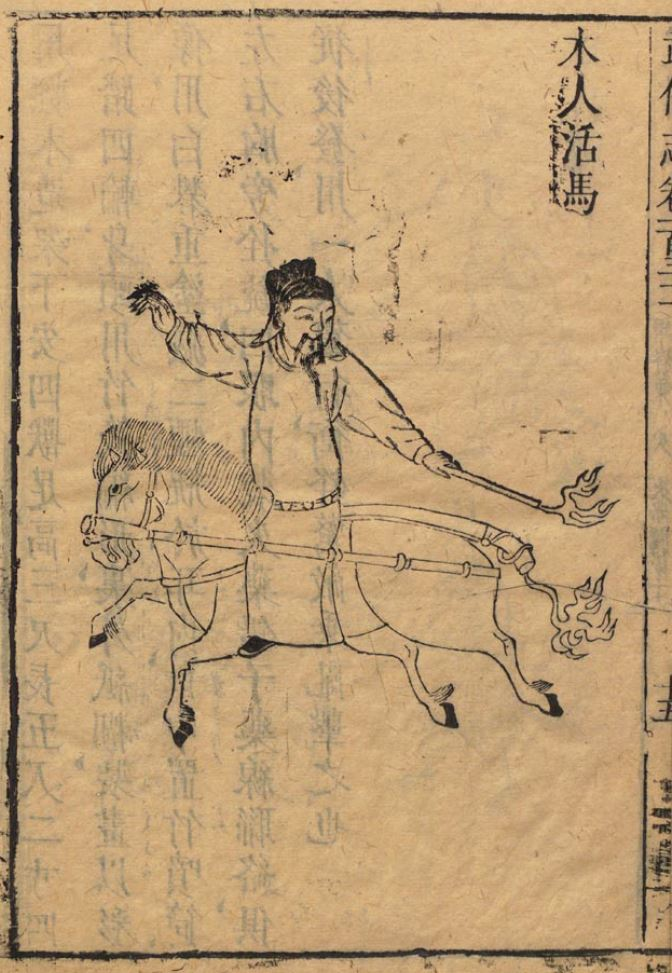
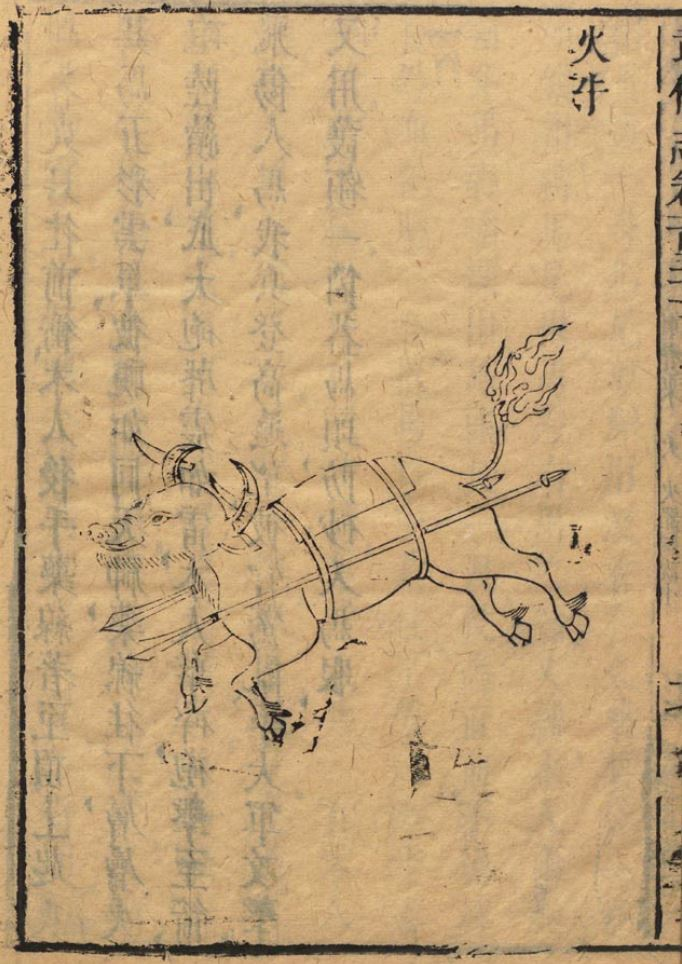
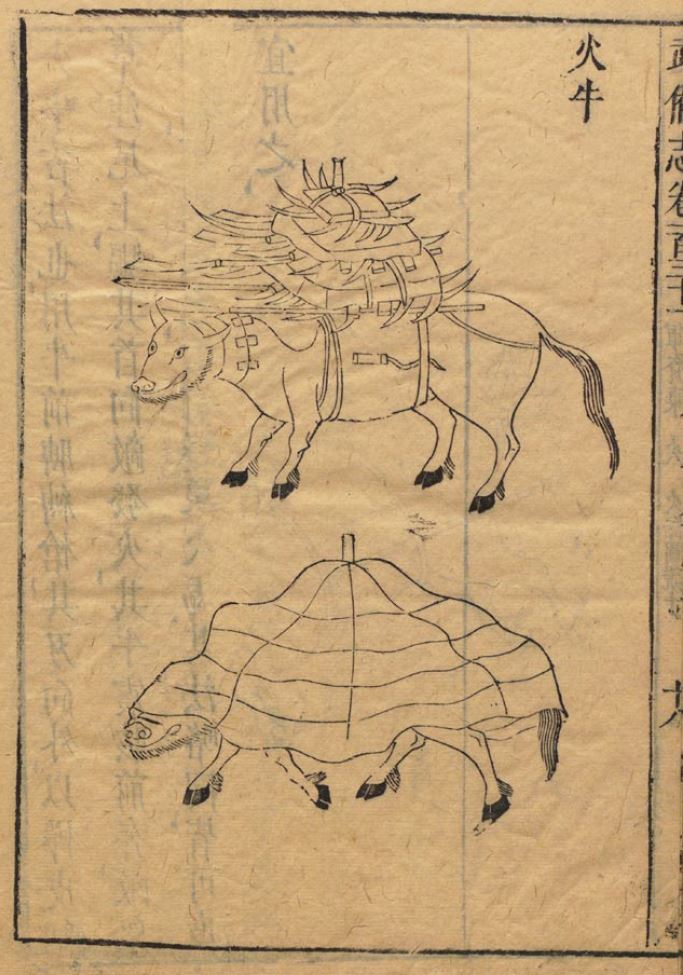
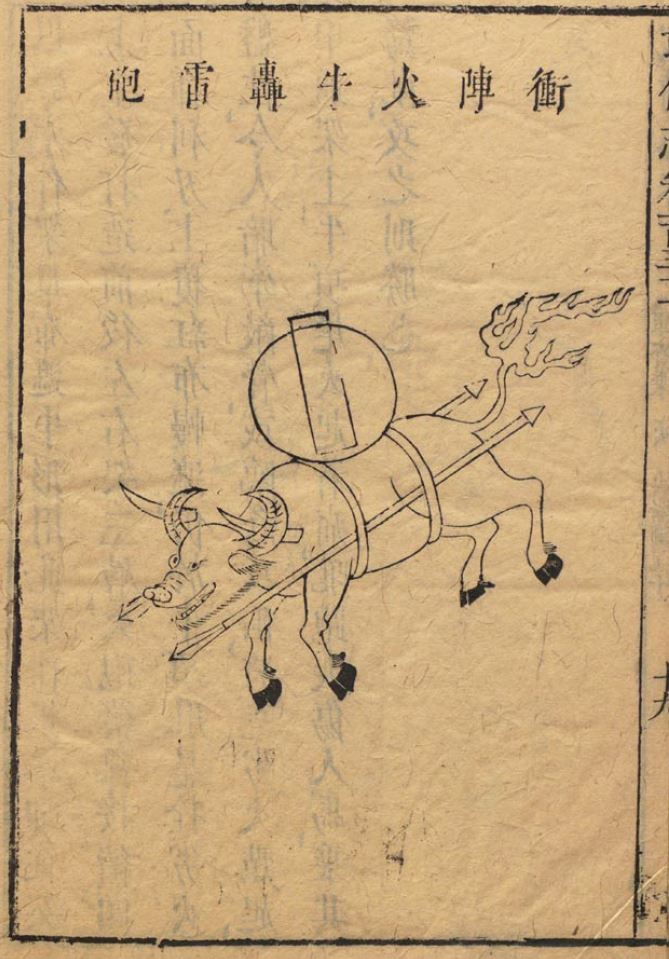